# Ереван
Ерева́н (арм. Երևանо файле МФА: [jɛɾɛˈvɑn]; в русскоязычных источниках до 1936 года — Эривань) — столица и крупнейший город Республики Армения, крупнейший промышленный и экономический центр государства. Один из древнейших городов мира.
Расположен на территории Араратской равнины, а также на вулканическом плато к северу от неё, в долине реки Раздан. Население составляет 1 098 900 (2023). Площадь города — 223 км².
Ереван — политический, экономический, культурный и научный центр, а также важнейший транспортный узел Армении. В городе имеются два аэропорта, железнодорожный вокзал и метрополитен.
Расположен на высоте над уровнем моря — от 900 до 1300 метров.
Исторически был главным городом гавара Котайк ашхара Айрарат — армянского царского домена, где располагались почти все столицы древней и средневековой Армении. В 19 км к западу от центра Еревана находится Эчмиадзин — главный духовный центр всех армян, основанный в начале IV века н. э.

Город почти обезлюдел в результате Великого сургуна 1603—1605 гг., когда по указанию персидского шаха Аббаса I на территорию Персии было насильственно угнано от 300 до 350 тыс. жителей Восточной Армении (в том числе из Еревана): по разным оценкам, от 250 тыс. до 300 тыс. из них составляли этнические армяне. Позднее, город был полностью разрушен в результате сильнейшего землетрясения 1679 года, но был заново отстроен и заселён (в значительно меньших масштабах) в 1690-е годы.
Новую жизнь Ереван приобрёл лишь после 1828 года, когда вошёл в состав Российской Империи, став административным центром созданной Армянской области (1828), а позднее — Эриванской губернии (1849).
За годы советской власти облик Еревана полностью изменился в результате масштабных градостроительных работ (первый генеральный план 1924 года, архитектор А. И. Таманян; также — 1970, архитекторы М. Д. Мазманян, Э. А. Папян и др.). Своеобразный колорит столице Армении придал широко используемый в строительстве местный камень различных оттенков — розовый, кремовый, белый туф.

## Этимология
Город впервые упоминается в клинописных текстах VIII века до н. э. как урартская крепость Эребуни; название считают образованным от этнонима эри (эриахи), относившегося к народности или племенному союзу.
После присоединения Восточной Армении к России в 1828 году и до 1936 года город официально назывался Эривань. В 1936 году в качестве официальной была принята форма «Ереван», более близкая к современному местному произношению.

## Физико-географическая характеристика

### Географическое положение
Ереван находится в северо-восточной части Араратской равнины, расположенной в центральной части Армянского нагорья. Плато, на котором расположен Ереван, с трёх сторон окаймлено горами — на северо-западе находится гора Арагац, на севере — Канакерское плоскогорье, а на востоке — Гегамские горы. К югу Ереванская котловина спускается в долину реки Аракс, за которой возвышается массив горы Арарат, до которого по прямой более 50 км.
Рельеф Еревана отличается большим разнообразием, колебания высот в его черте достигают 400 метров. Через город, в живописном ущелье, протекает река Раздан.
Особенности рельефа, климат, изучение розы ветров на этом горном плато легли в основу первого генерального плана Еревана, созданного академиком архитектуры А. Таманяном в 1924 году. По этому плану Ереван был задуман как город с радиально-кольцевой планировкой центра, сохранявшей исторически сложившиеся направления магистралей и значительные памятники истории и культуры. Все последующие генеральные планы и проекты застройки Еревана в основном продолжали идеи А. Таманяна.

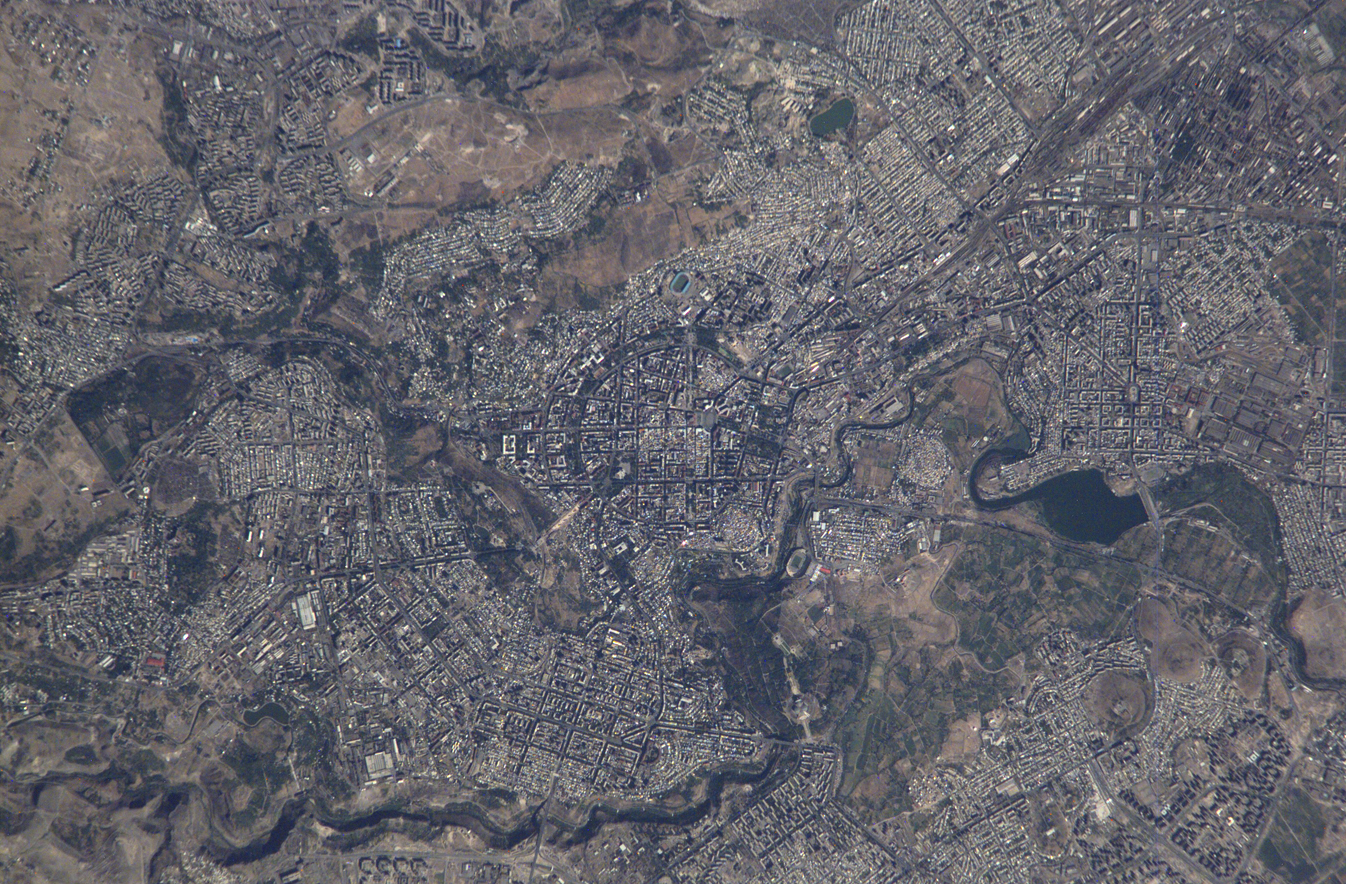
Спутниковый снимок города
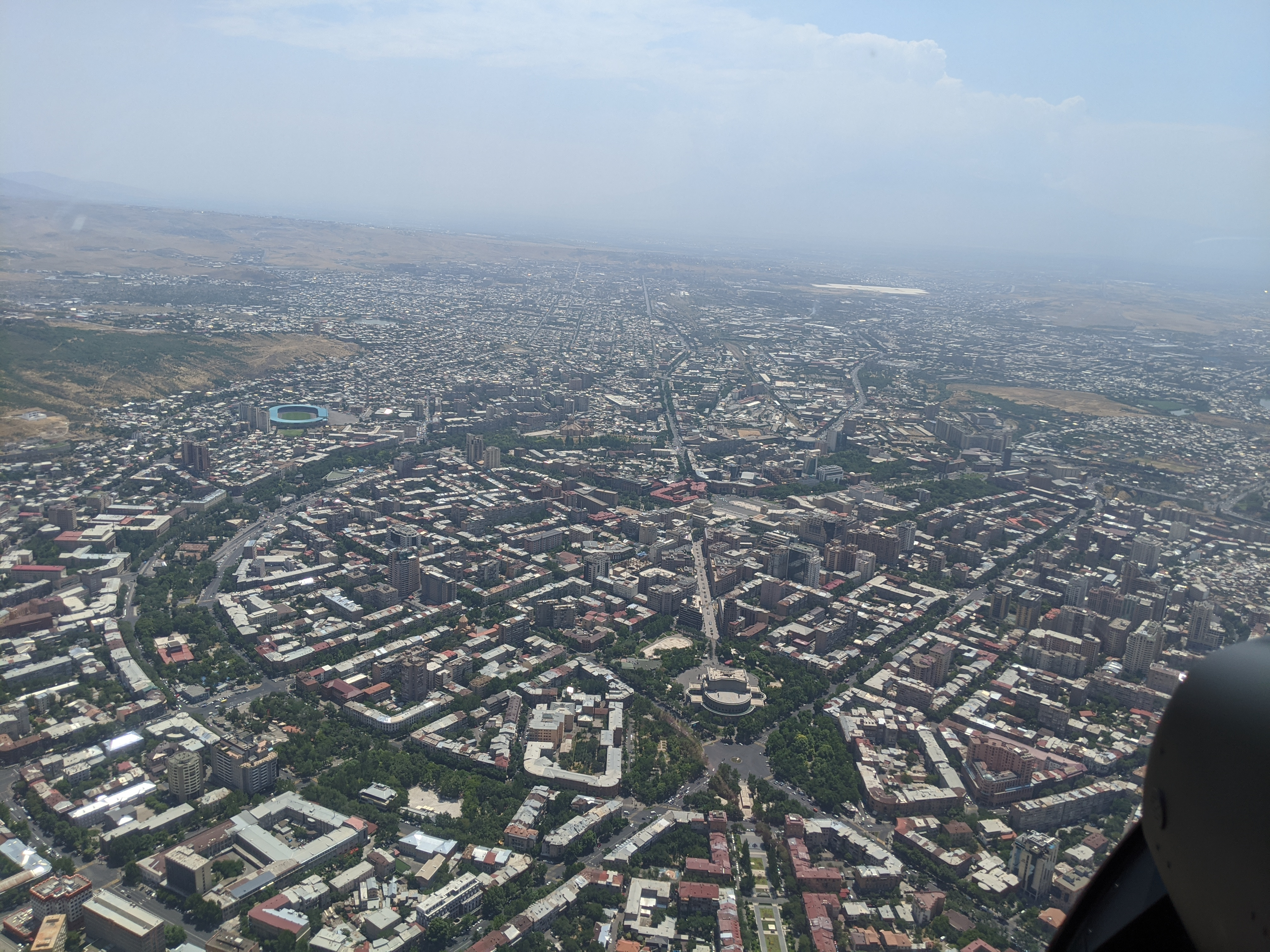
Центр города с высоты птичьего полёта

### Климат
Город расположен в двух ландшафтных зонах: полупустынно-пустынная преобладает на высоте 850—1000 м, сухая степная — выше. Ежегодная средняя температура воздуха составляет 11,8 °C, летом — +25 °C, зимой — −4...5 °C, абсолютный максимум — +42 °C, абсолютный минимум — −31 °C. Ежегодное солнечное сияние достигает в среднем 2700 часов. Период без заморозков длится 213—224 дней. Относительная влажность воздуха — от 44—45 % летом до 70—80 % зимой.
Летний сезон длится более 4 месяцев с сухой и жаркой погодой, средняя температура воздуха в августе — 22—26 °C, пиковая температура равна 41,4 °C. Дующие летом ветра становятся сильнее во второй половине дня достигая иногда 15—20 м/с. Зима умеренно холодная: постоянный снежный покров образуется не каждый год. Средняя температура в январе — −4...6 °C, наименьшая температура — −31 °C. Весна короткая с неустойчивой погодой. Осени свойственная мягкая, солнечная и безветренная погода. Среднегодовой объём атмосферных осадков — 250—370 мм. Максимум осадков выпадает в мае.

Верхние слои почвы разнообразны: от серо-коричневых до преобладающих коричневых.
| Показатель                    | Янв.  | Фев. | Март  | Апр.  | Май  | Июнь | Июль | Авг. | Сен. | Окт. | Нояб. | Дек.  | Год   |
| ----------------------------- | ----- | ---- | ----- | ----- | ---- | ---- | ---- | ---- | ---- | ---- | ----- | ----- | ----- |
| Абсолютный максимум, °C       | 19,5  | 19,6 | 27,6  | 35,0  | 36,1 | 41,1 | 42,4 | 42,0 | 40,0 | 34,1 | 26,0  | 20,0  | 42,4  |
| Средний суточный максимум, °C | 1,7   | 6,3  | 13,7  | 19,8  | 25,1 | 30,9 | 34,5 | 34,4 | 29,2 | 21,6 | 12,8  | 4,2   | 19,5  |
| Средняя температура, °C       | −3,5  | 0,0  | 7,0   | 12,9  | 17,7 | 23,1 | 26,8 | 26,7 | 21,4 | 14,0 | 5,8   | −0,8  | 12,6  |
| Средний суточный минимум, °C  | −7,8  | −5,4 | 0,9   | 6,4   | 10,8 | 15,1 | 19,1 | 18,9 | 13,2 | 7,1  | 0,1   | −4,9  | 6,1   |
| Абсолютный минимум, °C        | −27,6 | −26  | −19,1 | −10,2 | −0,6 | 3,7  | 7,5  | 7,9  | 0,1  | −6,5 | −14,4 | −28,2 | −28,2 |
| Среднее число дней с осадками | 8     | 8    | 10    | 12    | 12   | 8    | 5    | 4    | 4    | 8    | 8     | 9     | 97    |
| Норма осадков, мм             | 21    | 21   | 60    | 56    | 47   | 24   | 17   | 10   | 10   | 51   | 25    | 21    | 363   |
| Средняя влажность, %          | 81    | 74   | 62    | 59    | 58   | 51   | 47   | 47   | 51   | 64   | 73    | 79    | 62    |
| Средняя скорость ветра, м/с   | 0,8   | 1,3  | 2,1   | 2,4   | 2,4  | 2,8  | 3,3  | 3,0  | 2,2  | 1,6  | 1,2   | 0,9   | 2,0   |
| Источник: Погода и климат     |       |      |       |       |      |      |      |      |      |      |       |       |       |

Среди столиц Европы климат Еревана выделается наибольшей разницей средней летней и средней зимней температур.
| Показатель              | Янв. | Фев. | Март | Апр. | Май  | Июнь | Июль | Авг. | Сен. | Окт. | Нояб. | Дек. | Год  |
| ----------------------- | ---- | ---- | ---- | ---- | ---- | ---- | ---- | ---- | ---- | ---- | ----- | ---- | ---- |
| Средняя температура, °C | −2   | −1,6 | 5,0  | 12,6 | 18,8 | 21,4 | 24,3 | 25   | 20,6 | 13,6 | 6,2   | −1,4 | 12,2 |
| Источник: ЭСБЕ          |      |      |      |      |      |      |      |      |      |      |       |      |      |

## История

### Бронзовый век
В Ереване жили ещё с трёх тысяч лет до н. э. в Шенгавитском городище.

### Основание и античная эпоха
Годом основания Еревана считается 782 год до н. э., когда царь Урарту Аргишти I основал здесь город-крепость Эребуни. Известно, что для основания города в 782 году до нашей эры царь Аргишти привез сюда 6600 пленных из областей Хати и Цупани (западные области Армянского нагорья).
Название считают образованным от этнонима эри (эриахи), относившегося к народности или племенному союзу.
Эребуни находился на южной окраине современного Еревана, хотя нет данных, указывающих на существование значимого поселения на месте расположения города в период с IV века до н. э. по III век н. э. Согласно наскальной клинописной хронике в Ване, урартский царь Аргишти I на пятом году своего царствования построил город Эребуни. Надпись на каменной плите, найденная в 1950 году на холме Арин-Берд, позволила отождествить это городище с Эребуни. Надпись гласит: «Величием бога Халди Аргишти, сын Менуа, эту могущественную крепость построил; установил её имя Эребуни для могущества страны Биайни и для устрашения вражеской страны. Земля была пустынной, могучие дела я тут совершил…» Спустя столетие административный и политический центр области переместился в крепость Тейшебаини, основанную царём Русой II на юго-западной окраине современного Еревана; однако Тейшебаини разгромили, видимо, скифы в годы падения Урарту (590-е до н. э.). Эребуни же продолжил своё существование и в персидскую эпоху; там, например, найдены милетские монеты, отчеканенные около 478 г. до н. э. Видимо, тогда же в армянском языке его название начали произносить как Эревуни, с переходом [b] > [v]. Существует неподтверждённая гипотеза, что Эревуни был центром персидской сатрапии Армина.
За период с IV в. до н. э. по III в. н. э. археологические памятники практически отсутствуют. Упоминание Еревана (и существовавших в нём манихейской и христианской общин) видят в одном согдийском манихейском тексте III века, из которого явствует, что один из учеников Мани основал там манихейскую общину, наряду с христианской. Согласно надписи, в предполагаемом Ереване правил некий «властитель», что, по мнению исследователей, означает наличие там крепости, во главе которой стоял местный правитель. В V веке была построена древнейшая из ереванских церквей — церковь апостолов Петра и Павла (Петрос-Погос; снесена в 1931 году). Поселение находилось в гаваре (уезде) Котайк Айраратской провинции Великой Армении, в 20 километрах от её политической и духовной столицы Вагаршапата (Эчмиадзина).

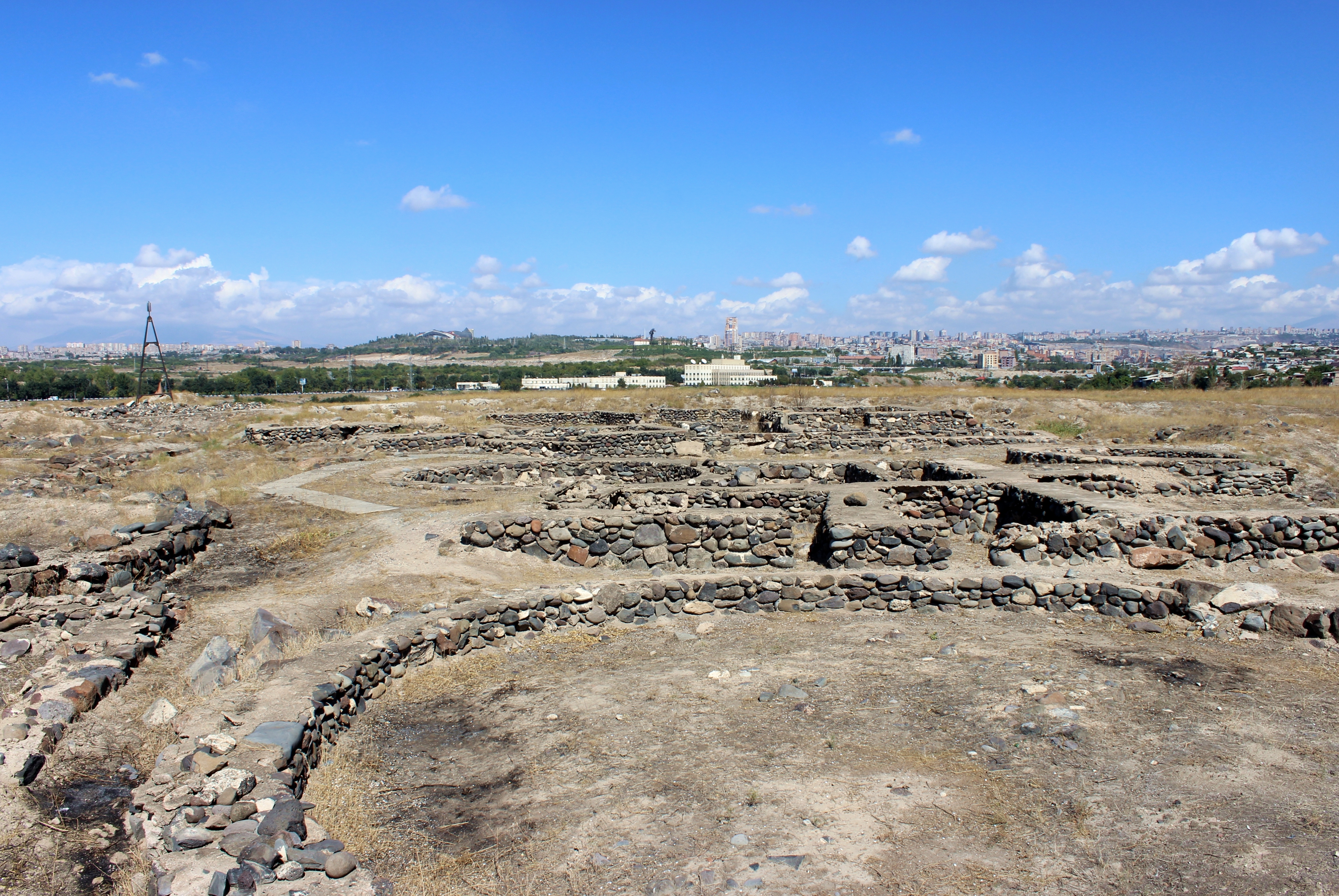
Шенгавитское поселение
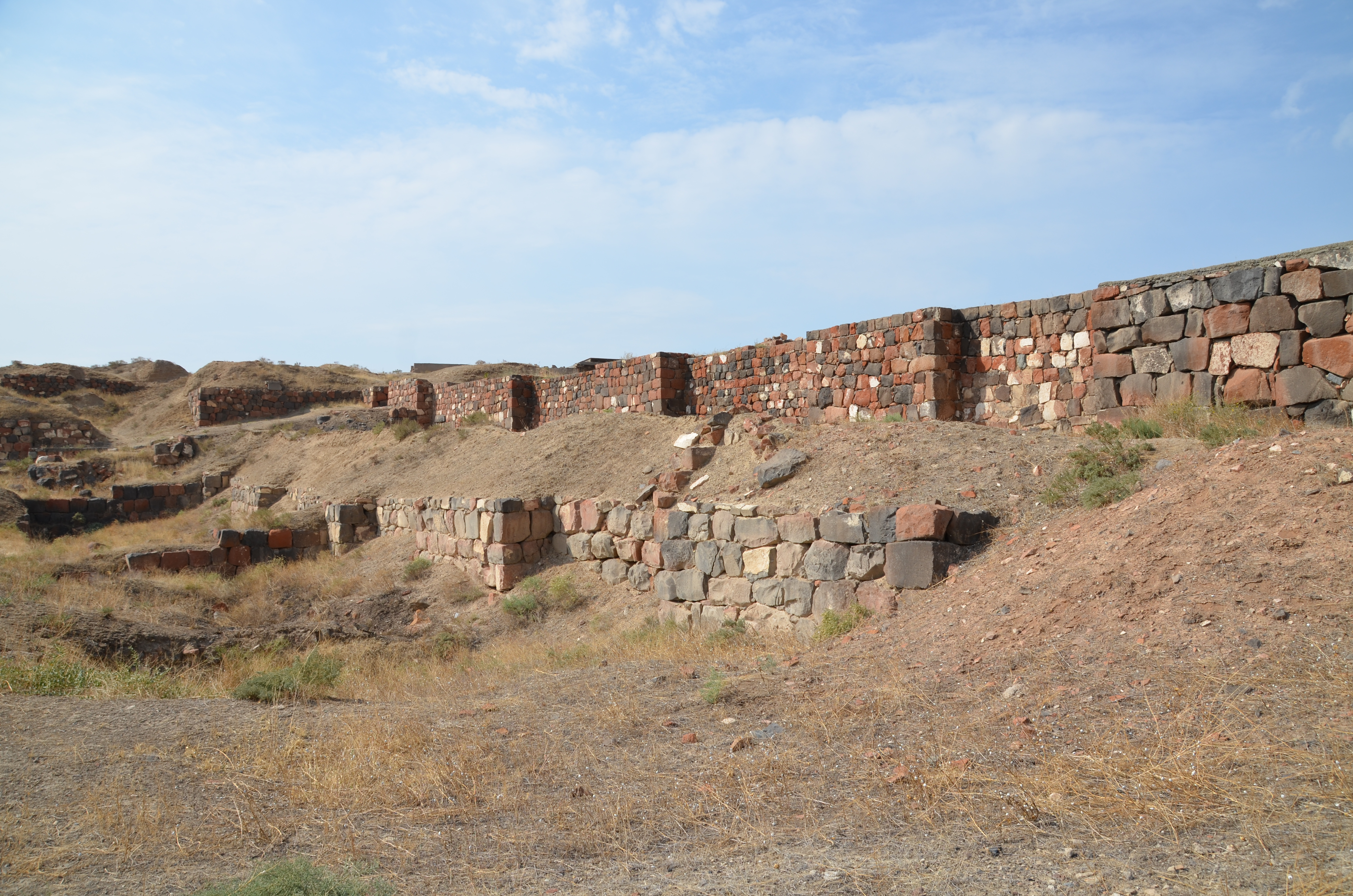
Развалины крепости Эребуни. 8-3 вв. до нашей эры
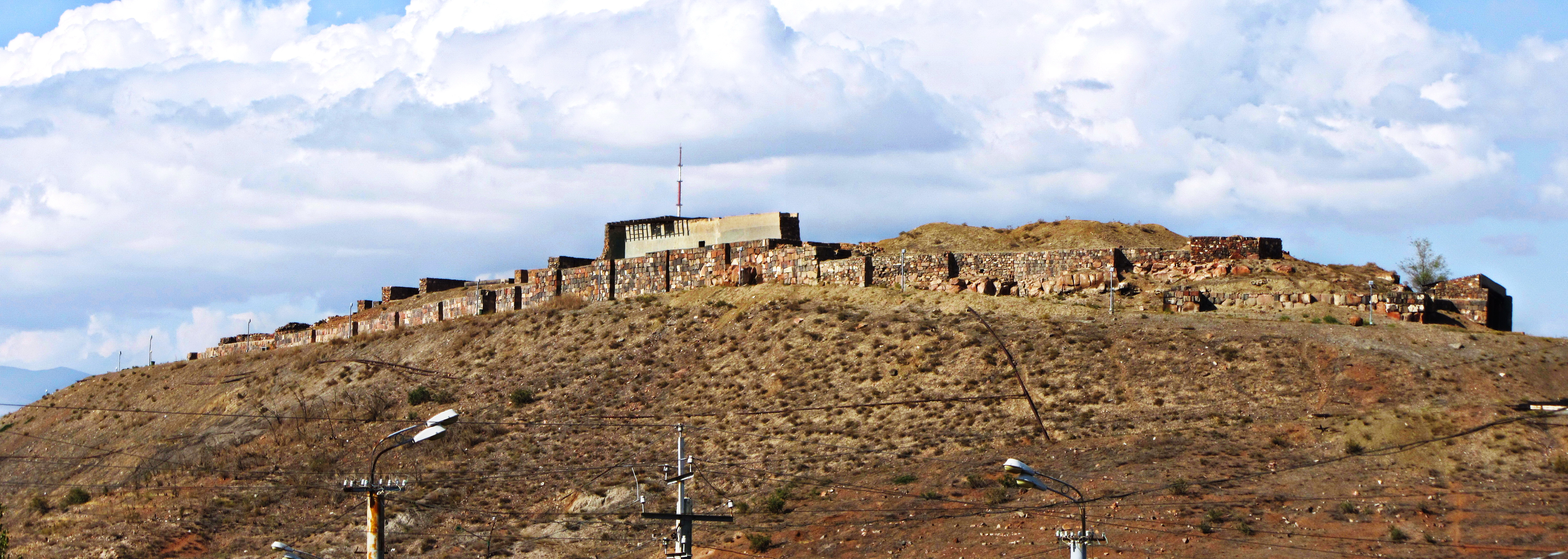
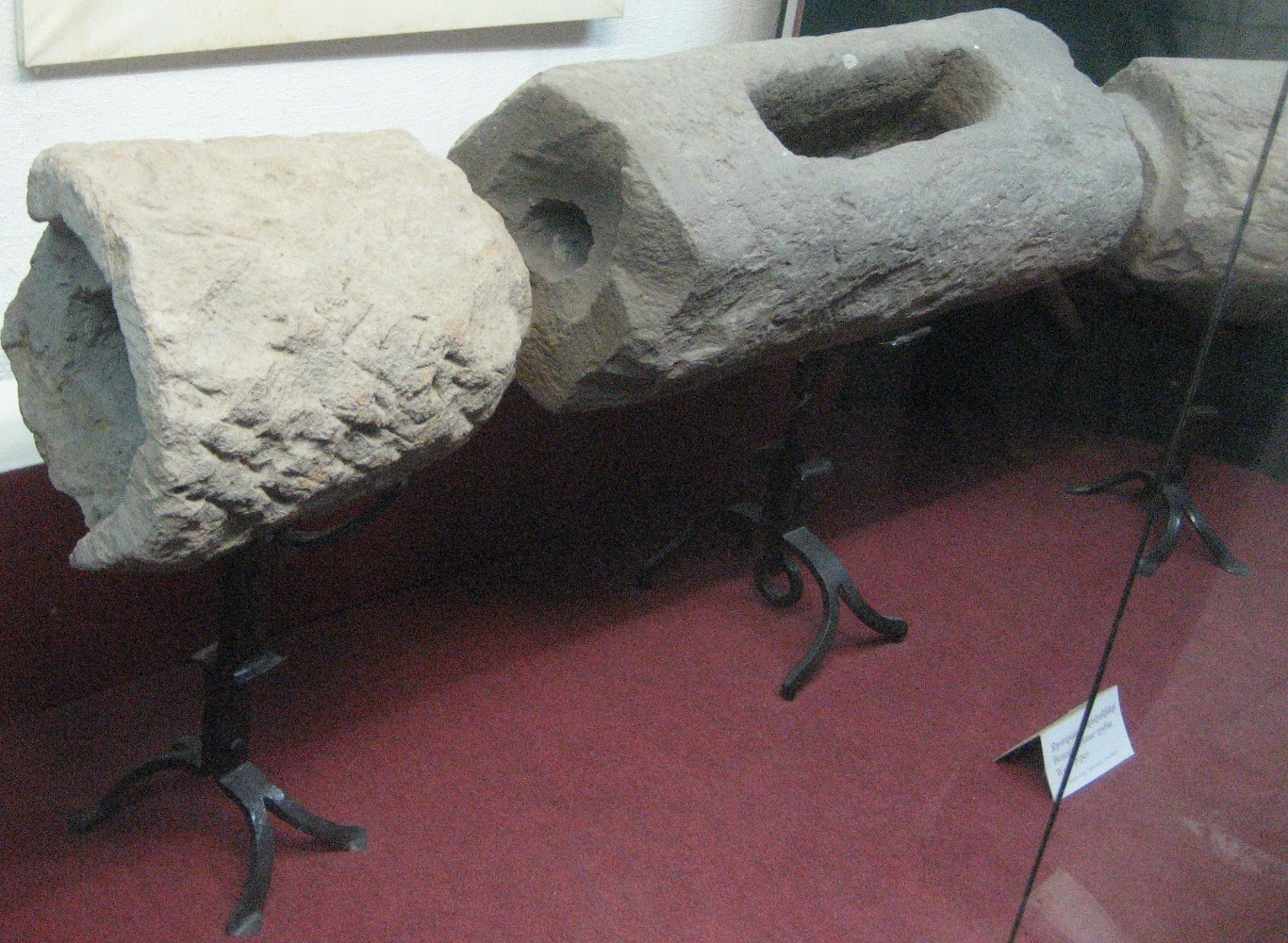
Фрагмент каменного водопровода Эребуни. 8 век до нашей эры. Протяженность трубопровода составляла 15 км

|  | Перевод надписи: Величием бога Халди Аргишти, сын Менуа, эту могущественную крепость построил; установил её имя Эревуни для могущества страны Вана и для устрашения вражеской страны. Земля была пустынной, могучие дела я тут совершил. 6 тысяч 600 воинов стран Хате и Цупани я там поселил. Величием бога Халди Аргишти, сын Менуа, царь могущественный, царь страны Вана, правитель города Тушпы. |

Армянские легенды возводят основание Еревана к Ною, выводя название города из восклицания: «Еревац!» (Она появилась!), якобы сделанного Ноем, когда из-под воды показалась вершина Малого Арарата. Путешественник XVII века Жан Шарден пишет: «Эривань, по словам армян, самый древний в мире населённый пункт. Поскольку они утверждают, что Ной и вся его семья обосновались здесь до Потопа, а после него он спустился с Горы, на которой остался Ковчег». Это считается примером т. н. народной этимологии.
В конце XIX века зафиксирован «татарский» (азербайджанский) вариант народной этимологии, производящий название Ираван от слов «ая-раван» (течёт).

### Средние века
|                                                                           |  |
| Упоминание Еревана в надписях 1223 и 1204 годов на древне-армянском языке |  |

Самое раннее упоминание города на армянском языке — в «Книге писем» — относится к 607 году, когда некий Даниил из Еревана упоминается в числе армянских церковников, сохранивших верность решениям Халкидонского собора. Ереван был одним из населённых пунктов на зоне персидско-византийских войн в Армении в VII веке, упоминается в связи с арабским завоеванием: в августе 650 г. он был осаждён арабами, но безуспешно.

Пришли, собрались у Эривани, бились с крепостью, но не могли взять её
Себеос. 661 год н. э.

Город попал под власть арабов в 658 году. В 660 году там произошло антиарабское восстание. С падением арабской власти и восстановлением армянской государственности город входил в состав Анийского царства Багратидов; в 1047 году город был осажден и ослаблен византийскими силами, чем воспользовались сельджуки, захватившие его через несколько лет.
На рубеже XII—XIII веков совместные армяно-грузинские силы, опираясь на поддержку армянского населения, освободили от сельджуков весь север Армении, где были образованы вассальные от Грузинского царства владения армянских князей Закарянов. В первые десятилетия XIII века Ереван, в числе других городов и областей на северо-востоке Армении, находился под управлением Иване Закаряна и его сына Авага.
Город локализовался в исторической области Котайк:

Котайк — город Ереван со своей областью
Вардан Великий (1198—1271 гг.)

В конце XIII века в Ереване родился поэт Тертер Ереванци.
В XIII веке встречается упоминание о строительстве в городе канала князем Апиратом:

Он построил Кечарус и провел канал в Еривани.
Мхитар Айриванеци (1224—1290 гг) 

В XIV веке население города составляло, по-видимому, 15-20 тысяч человек; однако в 1387 году Ереван был разрушен монгольскими войсками, о чём описано в книге Григора Хлатеци (1349—1425 гг.) «Колофоны бедствий»
Захватившие город монголы чеканили здесь свои монеты, на которых отображалось название города.
Власть у монголов была отнята ордами туркоманов — Кара-Коюнлу и Ак-Коюнлу, во время правления которых Ереван был важным культурным центром. Согласно энциклопедическому словарю Брокгауза и Ефрона, город до 1441 года находился под властью армян.
Ереван упоминается в многочисленных средневековых эпиграфических надписях, самая ранняя из которых относится к 874 году.

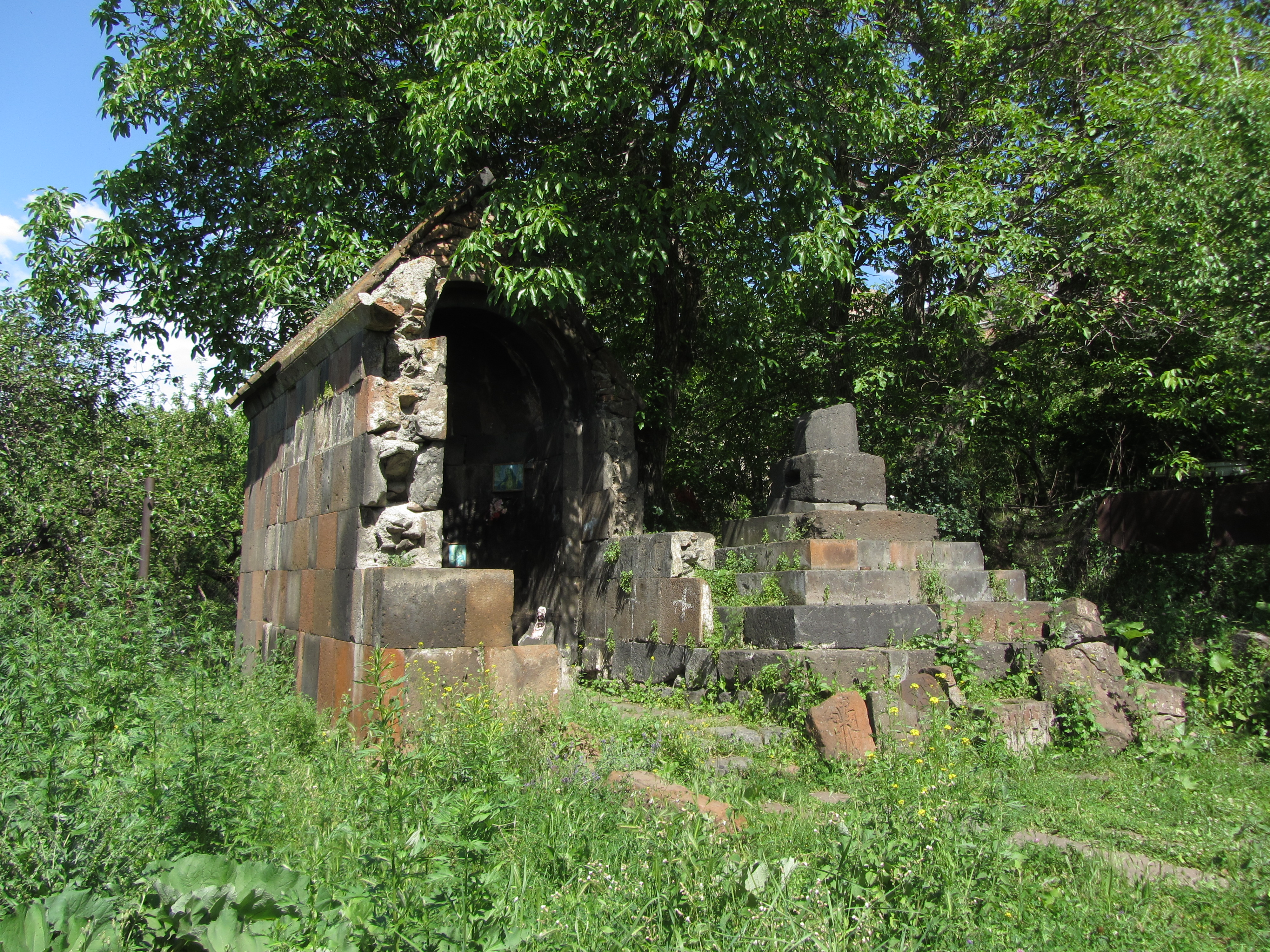
Руины часовни Пресвятой Богородицы IV века в Аване, к северу от Еревана
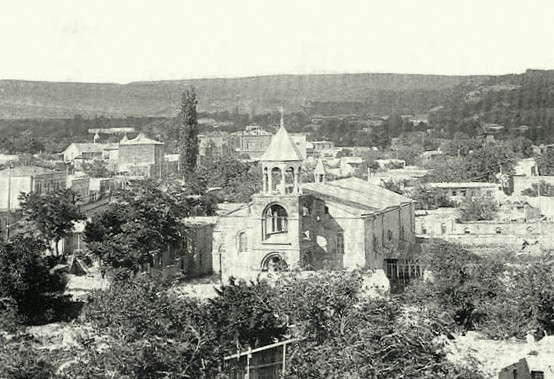
Церковь Петра и Павла, V век
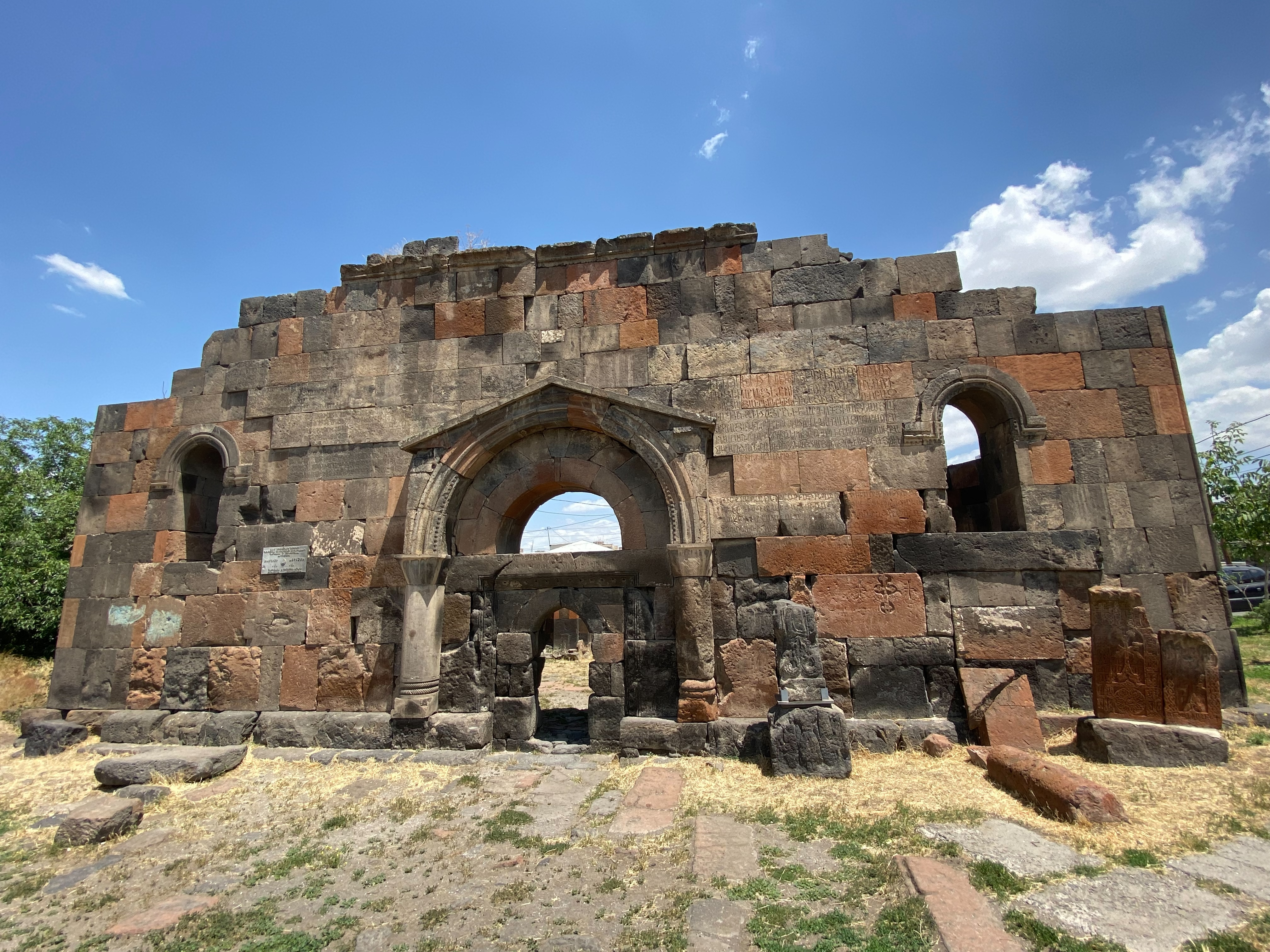
Аванский храм, VI век
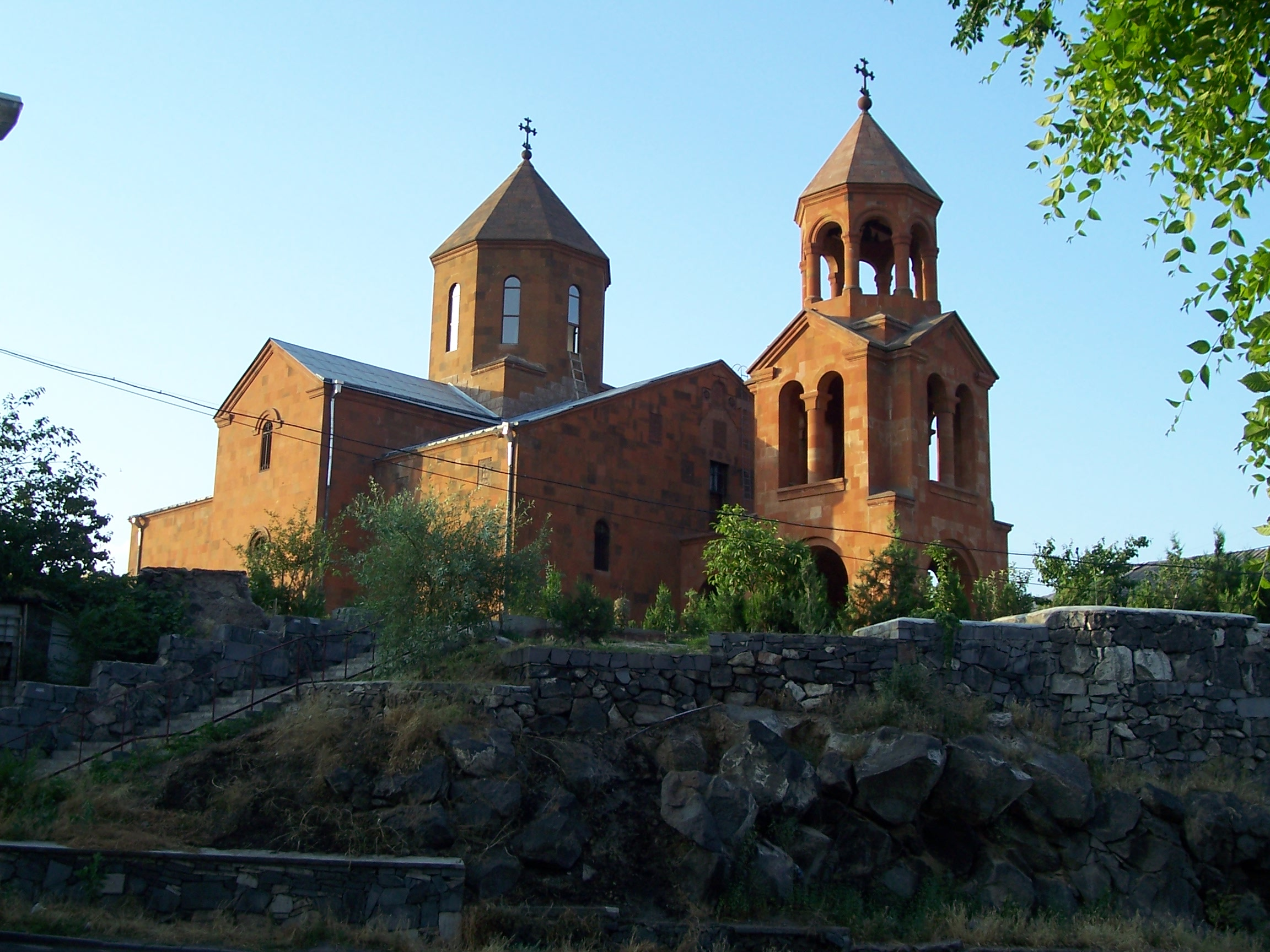
Церковь Сурб Ованес Мкртич в Конде, основана в 670 году, разрушена во время Ереванского землетрясения 1679 года, восстановлена в 1680—1710 гг.
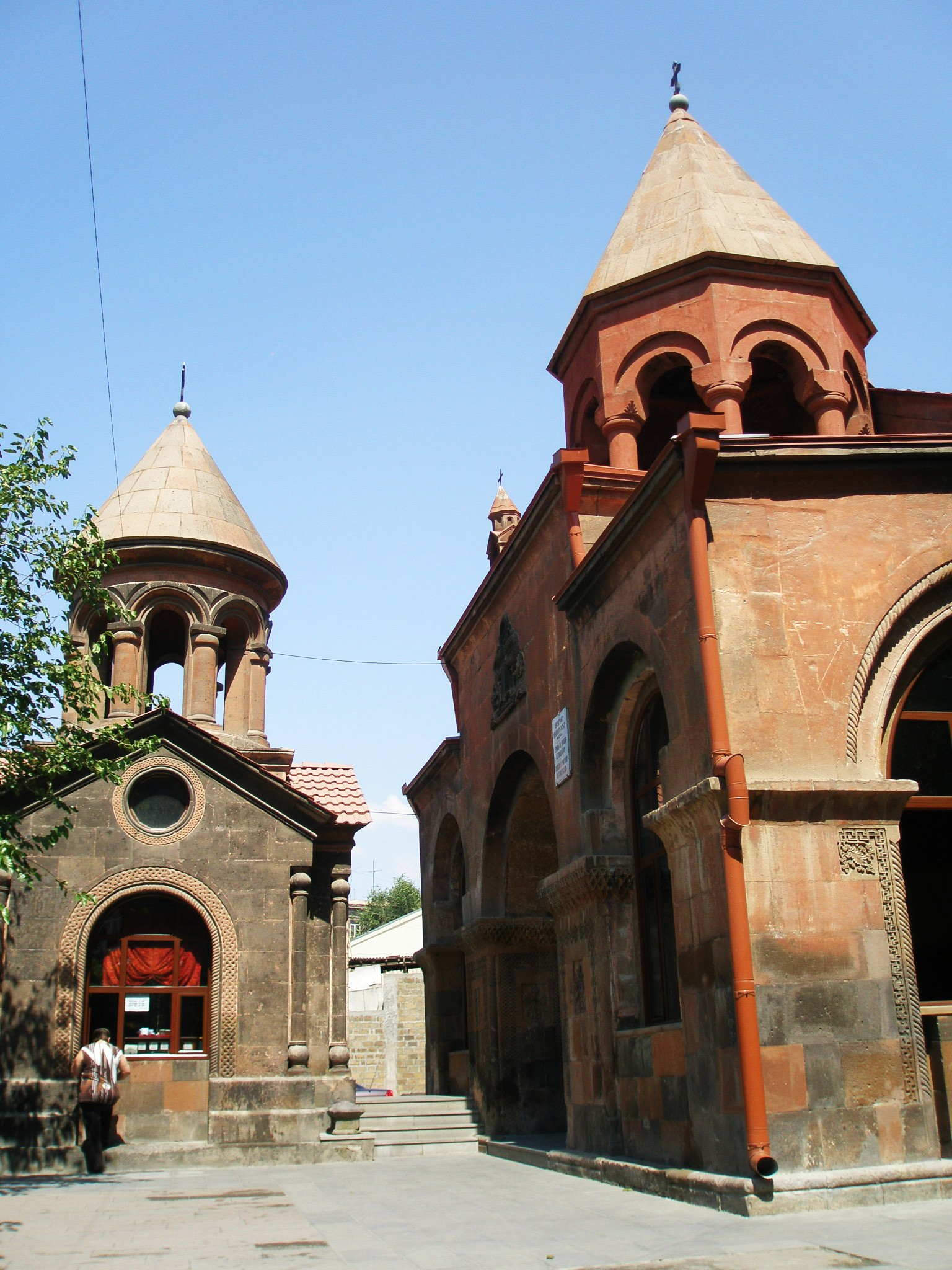
Церковь Зоравор, основана в IX веке, перестроена в 1632—1635 годах, разрушена во время землетрясения 1679 года и восстановлена в 1693 году
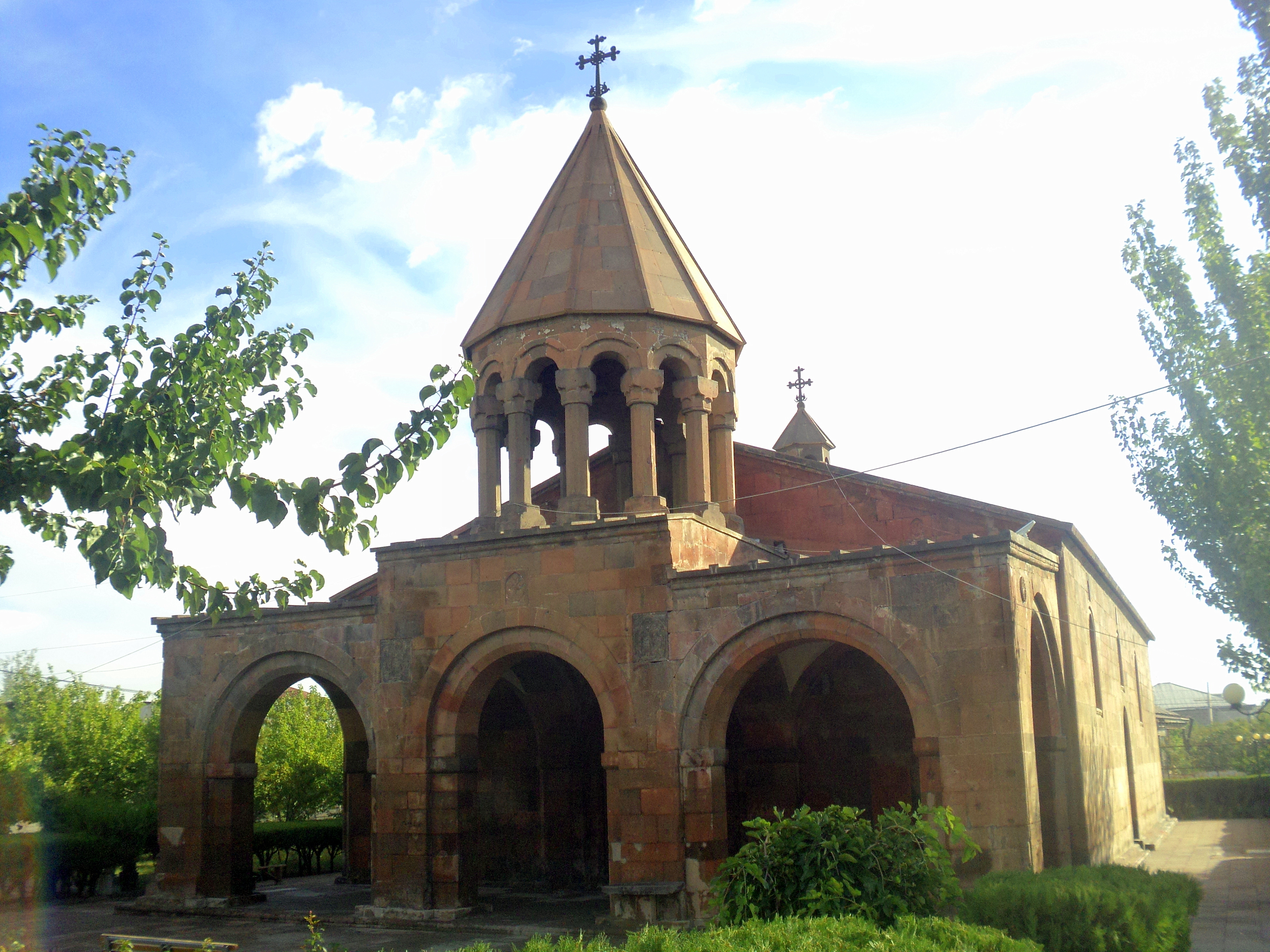
Церковь Сурб Геворг. 945—953 годы строительства. Разрушена в 1679 году, во время Ереванского землетрясения, восстановлена в 1694 году
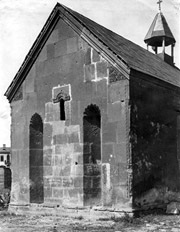
Гефсиманская часовня. Построена в 1080—1210 годах. Разрушена в 1679 году, во время Ереванского землетрясения, восстановлена в 1690 году
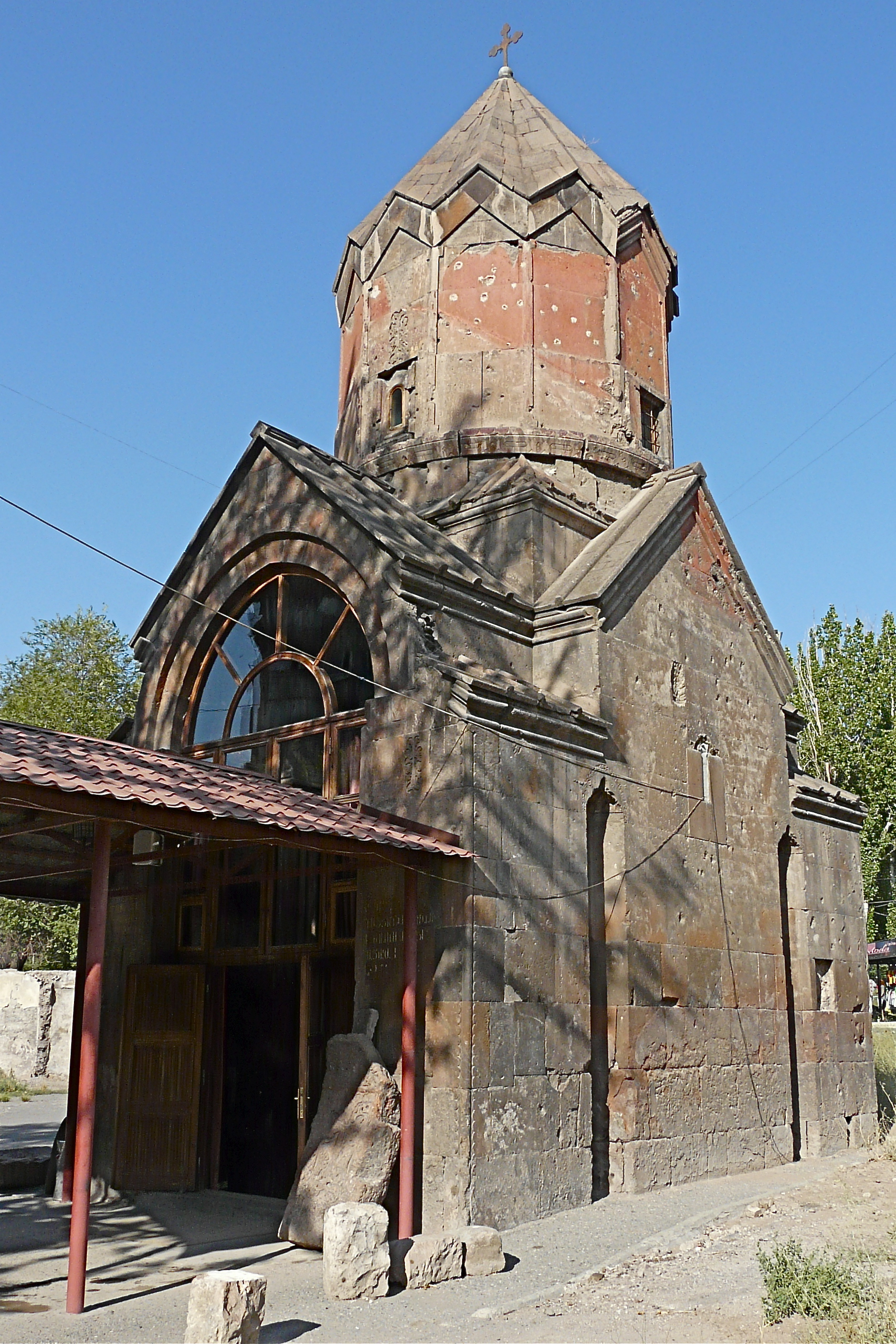
Церковь Катогике, 1264 год
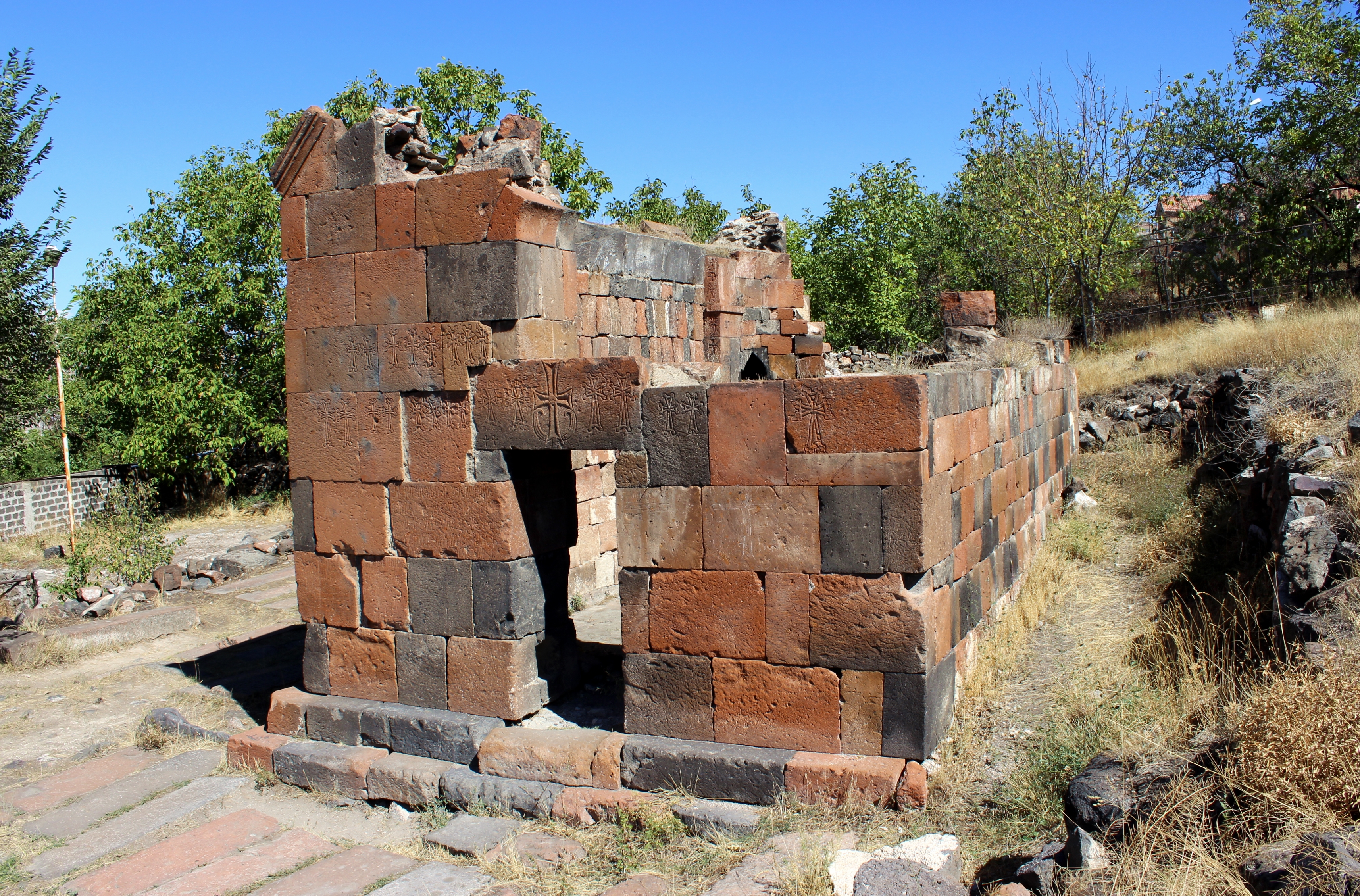
Остатки часовни Сурб Ованнес,  XII–XIII вв.

### Ереван в Новое время

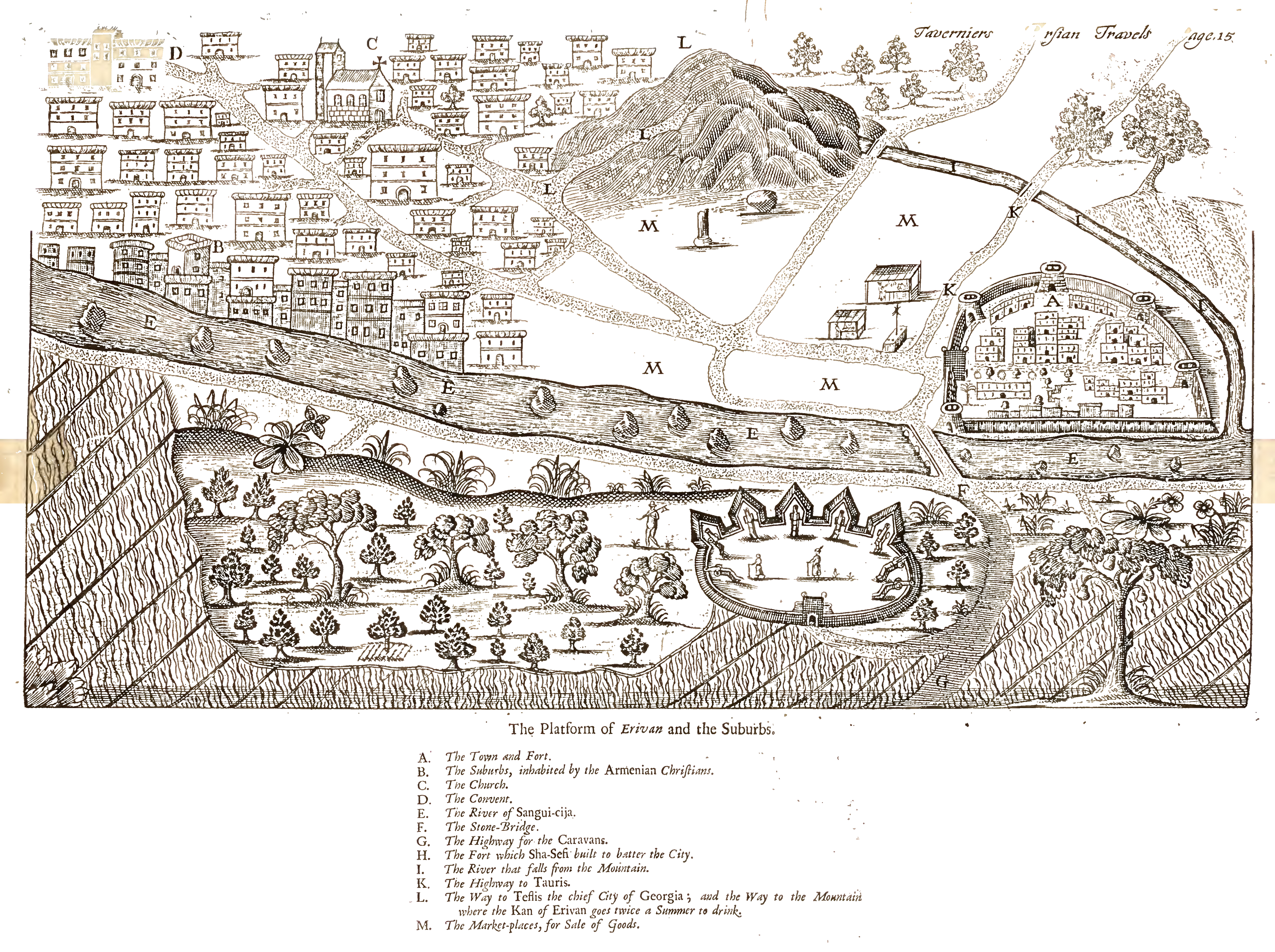
Эривань в 1670 году.

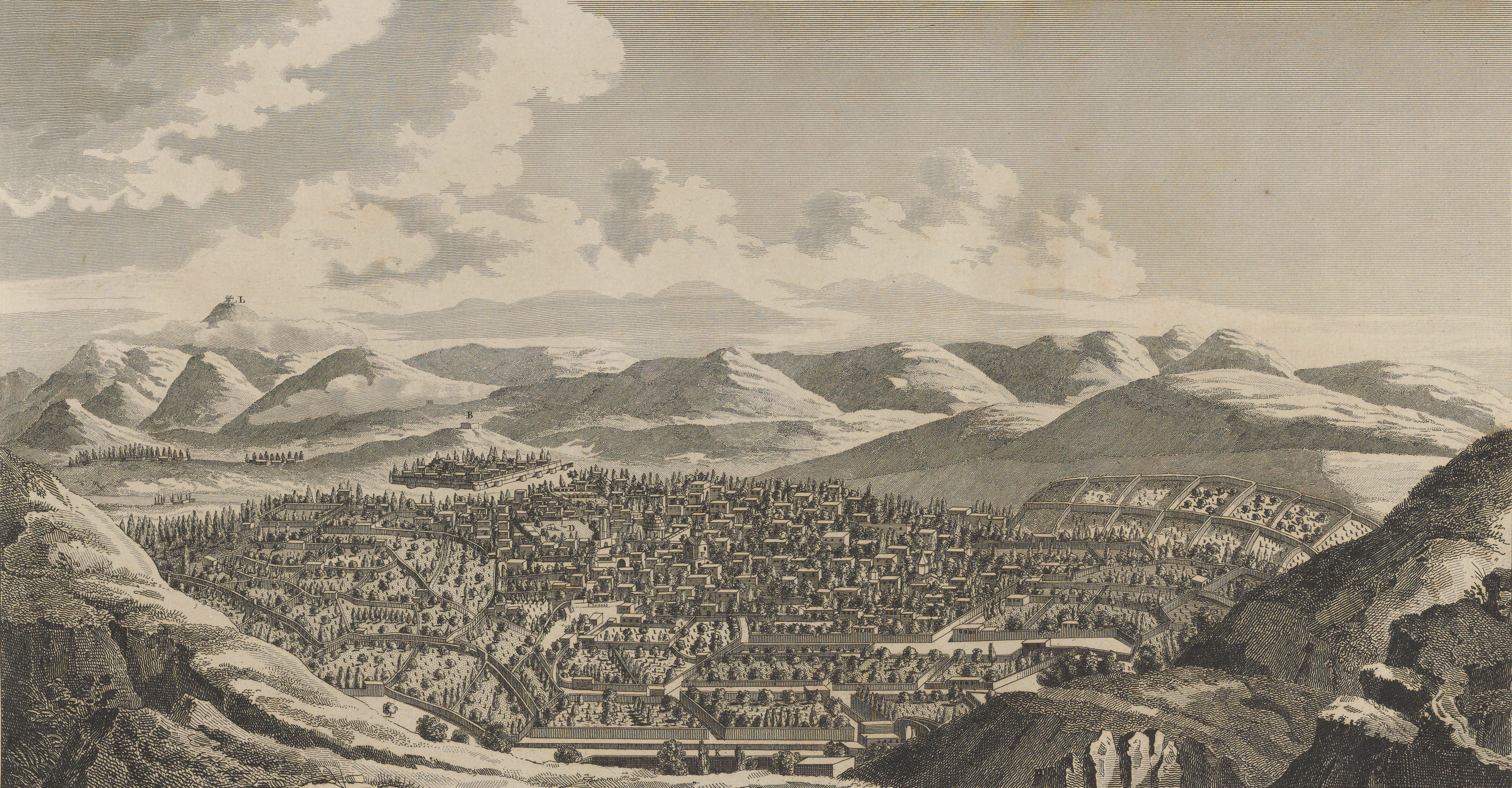
Панорама Эривани в 1672 году (гравюра из книги Ж. Шардена)

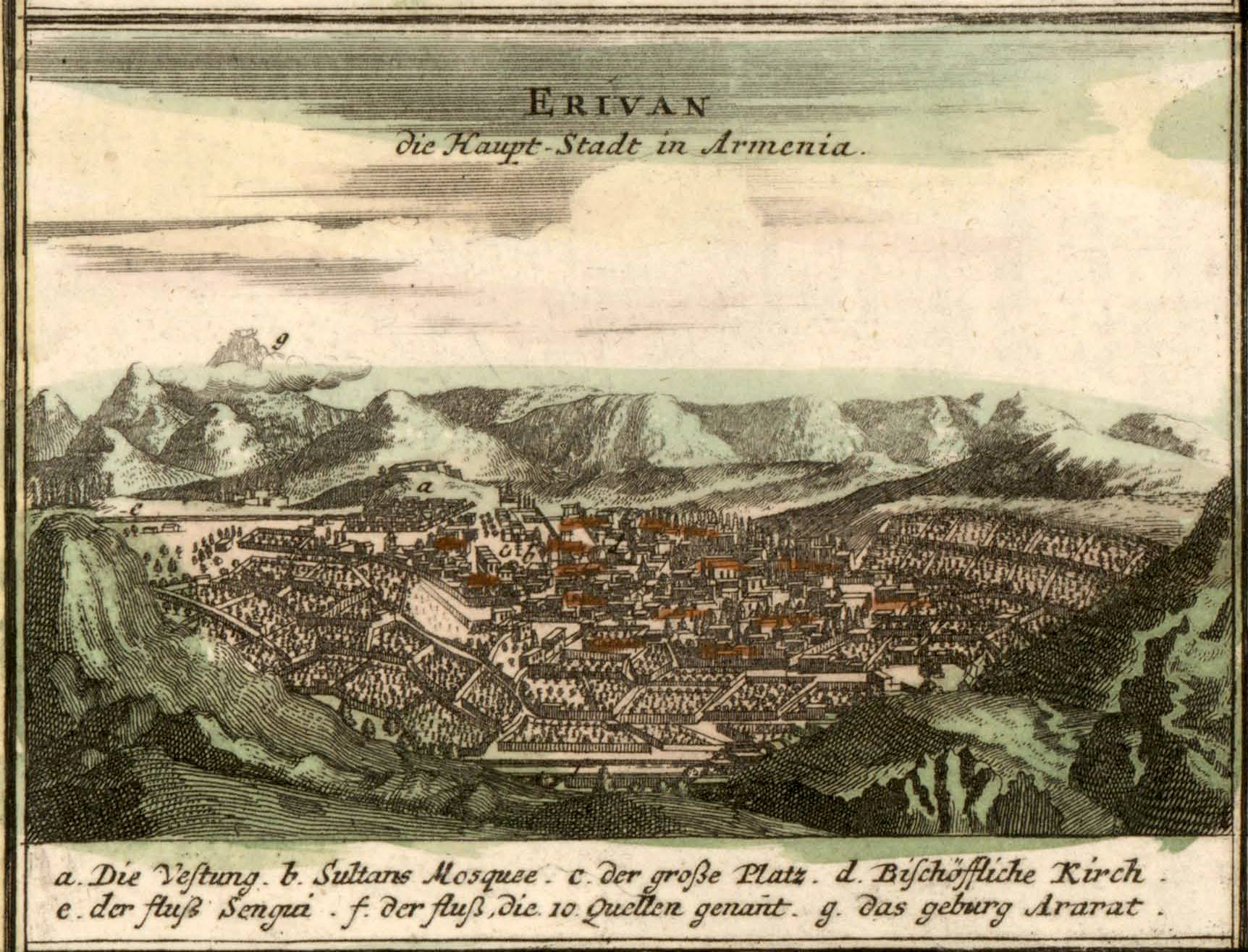
Картина европейского гравёра и картографа И. Б. Хоманна — «Эривань, главный город Армении»

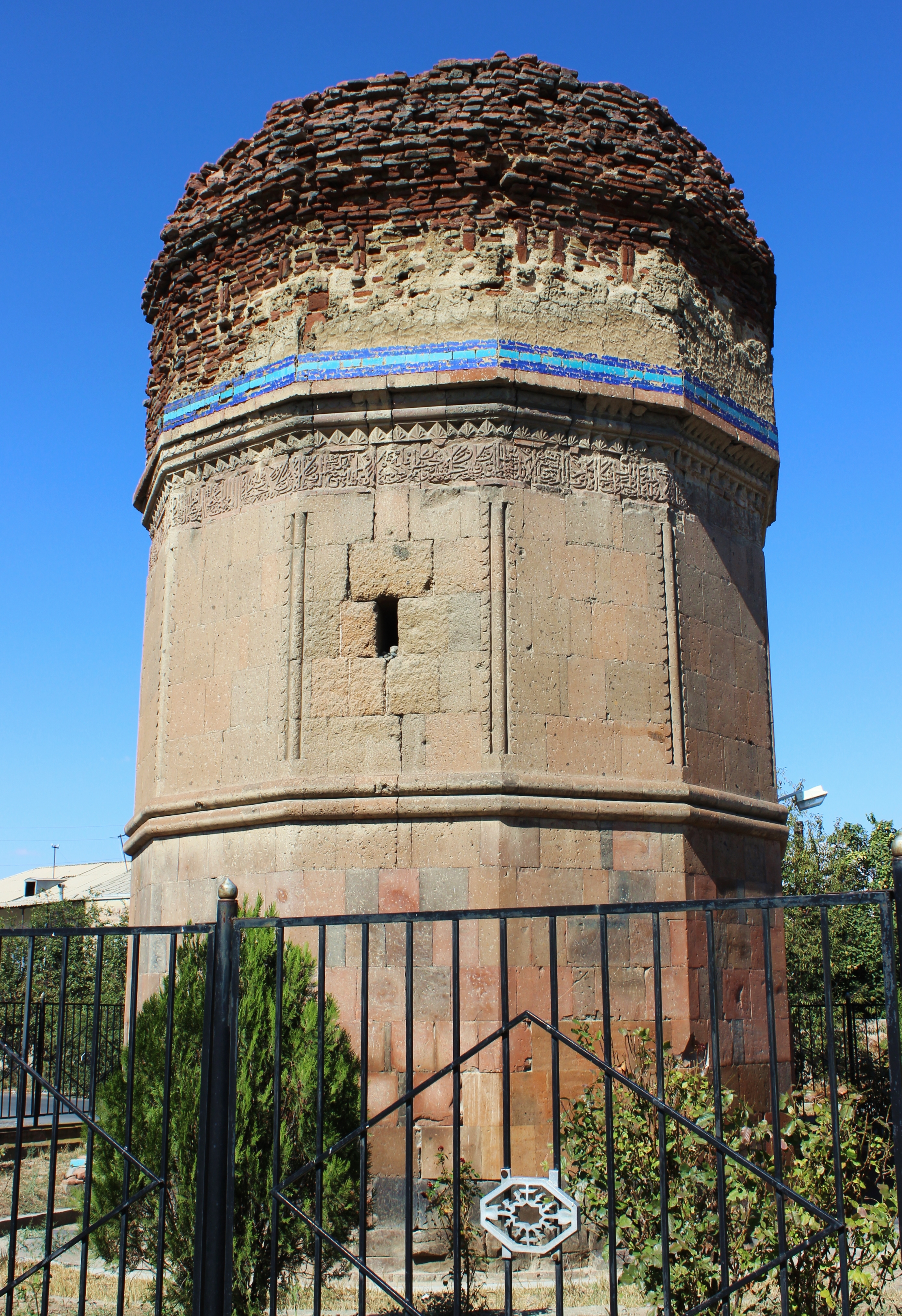
Мавзолей туркменских эмиров, начало XV века

В XVI—XVII веках Эривань (перс. ايروان‎), как и весь регион, служила ареной опустошительных османо-сефевидских войн, оказавших серьёзное влияние и на демографию региона. Армянское население значительно сократилось в результате войн и депортаций. В этот же период в регион заселялись кочевники — тюрки и курды, которых местные правители использовали для разъединения и ослабления местного оседлого населения. Так, по словам Аббаскули-ага́ Бакиханова,

Из древних грамот видно, что Шах Исмаил переселил из Ирака племя Баят частью в Эриван, а частью в Дербенд и Шабран, чтобы усилить местных правителей.
Аббас-Кули-Ага Бакиханов.

Немецкий путешественник Адам Олеарий (1599—1671) писал, что жители Эривана, кроме своего собственного, армянского языка, учили своих детей тюркскому языку. То же самое происходило в Ширване, Азербайджане (исторической области), Ираке и Багдаде.
В ходе борьбы между Османской империей и Сефевидами Эривань 14 раз переходила из рук в руки. В начале XVI века город захватил шах Исмаил Сефеви. В 1554 году двухсоттысячная османская турецкая армия захватила и разорила Эривань, при этом вырезав большое количество населения. В 1580 году город был взят войском османского визиря Лала Мустафа-паши, который разрушил Эривань и взял в плен 60 000 христиан и мусульман. Преемник на посту командующего, паша Фархат в 1582 году построил в городе новую крепость. Крепость имела почти квадратную в плане форму — длина 850 м, ширина 790 м, с трёх сторон обнесена двойной стеной, и лишь с западной стороны — к обрывистому берегу р. Раздан стена была одиночная. Крепость была снабжена тремя воротами: Тебризские на юг, Майданные (по находившейся перед ними площади; также ворота Яйлы) на север и Мостовые — в сторону реки. Перед Майданными воротами находилось большое предместье — так называемый «старый город». Красный мост через реку, к которому выводили Мостовые ворота, был построен в 1679 г.; он прикрывался построенным на возвышении укреплением Кечигала.
Согласно османской переписи 1590 года в Ереване проживало 373 христианских и 29 мусульманских семейств.
В Ереванской области в XVI веке были поселены части кызылбашских племен устаджлу, алпаут и байят, при шахе Аббасе I были поселены также ахча-койюнлу каджар; ещё раньше здесь утвердились курдские племена чамишкизек, хнуслу и пазуки. Только в Эривани, Гяндже и Карабахе поселилось 50000 каджарских семейств, которые в течение времени ещё более умножились.
В 1604 году крепость была занята шахом Аббасом I. Отмечая о приказе шаха Аббаса брать Эривань, португальский автор той эпохи Антониу ди Говея писал о городе:
…которая полностью населена армянами, земля обрабатываемая и плодоносная …
Однако перед лицом турецкого контрнаступления, которому он не считал себя в силах противостоять, Аббас уже в конце того же 1604 года, по выражению армянского историка XVII века Аракела Даврижеци, «приказал выселить всех жителей Армении — и христиан и евреев, и магометан — в Персию, чтобы османы, придя, нашли бы страну обезлюдевшей». Вывод населения Эривани был поручен Амиргуна-хану. «Персидские войска, посланные выселять народ, подняв, изгоняли его из деревень и городов, предавали огню и безжалостно сжигали все поселения, дома и обиталища». Персам, однако, удалось закрепить за собой Восточную Армению, и, по словам Говеи:
…город был восстановлен и вновь заселён — мусульманами а не армянами-христианами, которых царь сослал в глубь Персии…
В 1635 г. Эривань (осман. روان‎) вновь был захвачена турками, но спустя несколько месяцев после длительной осады отбита персами. По турецко-персидскому мирному соглашению в 1639 г. город окончательно вошёл в состав Персии. С крахом Сефевидской империи Эривань была вновь взята турками (1724).
В Сефевидском государстве Эривань была центром Чухур-Саадского беглербекства, правитель которого носил титул сардара, с 1747 года — хана. Беглербекство часто называлось не только по имени города, но и Чухур-Саад (перс. چخور سعد‎) — «местность Саад», по имени тюркского племени саадлу (переселились в Армению из Малой Азии после уничтожения Конийского султаната), многие представители которого правили и занимали административные посты в беглербекстве. В Эриванском ханстве и его столице мусульмане (персы, азербайджанцы и курды) в период с 1680 по 1795 гг. составляли 53 %, а в период 1795—1828 гг. 80 % населения, армяне, соответственно — 47 % (1680—1795 гг) и 20 % (1795—1828 гг) и жили в основном в Эривани и деревнях. Армяне господствовали в ремесле, торговле и сельском хозяйстве области и имели большое значение для персидской администрации. Непосредственными руководителями армян Эривани был род меликов Агамалянов. Мелики имели полную административную и судебную власть над местными армянами, за исключением права приговаривать к смертной казни (которым обладал только сардар). Мусульмане, в значительной части, вели кочевой образ жизни.
Город делился на три квартала (махала). Армянский квартал назывался Конд; он лежал в северо-западной части города и в нём были расположены 4 старейшие армянские церкви города (всего их было 10). Там же находился роскошный, окружённый садом дворец меликов Агамалянов. Эвлия Челеби насчитал в городе 2060 «крытых глиной домов»; к моменту же русского завоевания (1827) в городе насчитывалось более 1 700 домов, 850 лавок, 8-9 мечетей, 7 церквей, 10 бань, 7 больших караван-сараев, 5 площадей (майданов), 2 базара и 2 школы.
В результате войн к 1804 году население Эривани сократилось до 6 тыс. жителей, но уже к 1827 году население города составляло более 20 тысяч человек.

### Ереван в составе Российской империи
Во время Русско-персидской войны (1804—1813) Эриванская крепость дважды безуспешно осаждалась русскими (в 1804 г. Цициановым и в 1808 г. Гудовичем). 1 (13) октября 1827 года Эривань была взята войсками И. Ф. Паскевича (получившего за это титул графа Эриванского); в следующем году по условиям Туркманчайского мира Эриванское ханство вошло в состав Российской империи.
Высочайшим указом от 21 марта (2 апреля) 1828 года на территории бывших Эриванского и Нахичеванского ханств была образована Армянская область. Эривань стала центром Армянской области (с 1849 г. — Эриванской губернии).
За почти 400 лет (15—19 вв.), и до вхождения в состав России, в ходе многочисленных войн, город переходил из рук персов к туркам и наоборот 14 раз.
Пятнадцатая статья Туркманчайского мирного договора разрешала в течение года армянам — подданным Персии — перейти за Аракс — новую границу Российской империи. Жители селений, смежных Туркманчаю, марагинские, табризские армяне, из ханств Салмасского, Хойского, Урмийского двинулись в Закавказье. Только за 3,5 месяца более 8 тыс. армянских семей, большинство которых осело в Нахичеванской и Эриванской областях, перешли в пределы Закавказья. С другой стороны, часть мусульманского населения ушла в Персию.
В результате ухода части мусульманского населения в Персию и, наоборот, не столь значительного переселения из Персии армян, общее количество населения уменьшилось до 12 тысяч, при том что доля армян дошла до 40 %. Но даже после этого и до XX века в городе сохранялось мусульманское большинство. В начале XX века население города составляло до 29 033 чел., из них азербайджанцев (в то время именуемых «татары») — 49 %, армян — 48 %, русских — 2 %.
В городе было 8 церквей (6 армянских и 2 православные) и 7 шиитских мечетей. Древнейшая из церквей, Петра и Павла, была построена в V веке; выделялась также колокольня церкви Катогик XII в.; церковь Зоравор (1691—1705) была знаменита тем, что там, по преданию был погребён апостол Анания. Из эриванских мечетей сохранилась Гусейнали хана (Голубая мечеть) (1776), недавно отреставрированная иранскими мастерами. Согласно «Кавказскому календарю» на 1874 год, городским хозяйством, как и в других городах Закавказья, заведовало местное отделение полиции. Цеховое устройство, аналогичное грузинским амкарствам, существовало между торговцами и ремесленниками из армян.
Несмотря на статус губернского города, Эривань сохраняла вид бедного провинциально-восточного города, с одно-двухэтажными глинобитными домами, узкими кривыми улочками. Дворец сердаров и крепость лежали в развалинах; из производства были только коньячный и кирпичный заводы и несколько мелких фабрик. В 1902 году через Эривань прошла первая железнодорожная линия, соединившая её с Александрополем и Тифлисом, в 1908 году вторая линия соединила его с Джульфой и Персией, что способствовало её экономическому развитию. В 1912 г. оборот промышленности составлял 847,7 тыс. руб., из них 600,9 тыс. руб. приходилось на виноделие. В городе были гимназия, Женская гимназия Святой Рипсимэ и учительская семинария.
Архитектурную ценность представляли здания казённой палаты (1901, арх. В. Мирзоян), учительской семинарии (1905, арх. В. Мирзоян) и мужской гимназии (1916, арх. А. Васильев, В. Мирзоян, В. Симонсон).
В 1887 г. Нерсес Таирянц на территории бывшей Эриванской крепости основал винокуренное предприятие, в 1898 г. перешедшее к Николаю Шустову (ныне Ереванский коньячно-винно-водочный комбинат «Арарат»).
При царской власти армянские провинции оставались неразвитыми в сравнении с финансовой, культурной и политической жизнью в Тифлисе. Эривань в 1914 году представляла собой сонный восточный город с 30-тысячным населением, по сравнению с 300-тысячным Тифлисом и индустриальным Баку.
Уже после начала Первой мировой войны была пущена первая трамвайная линия.

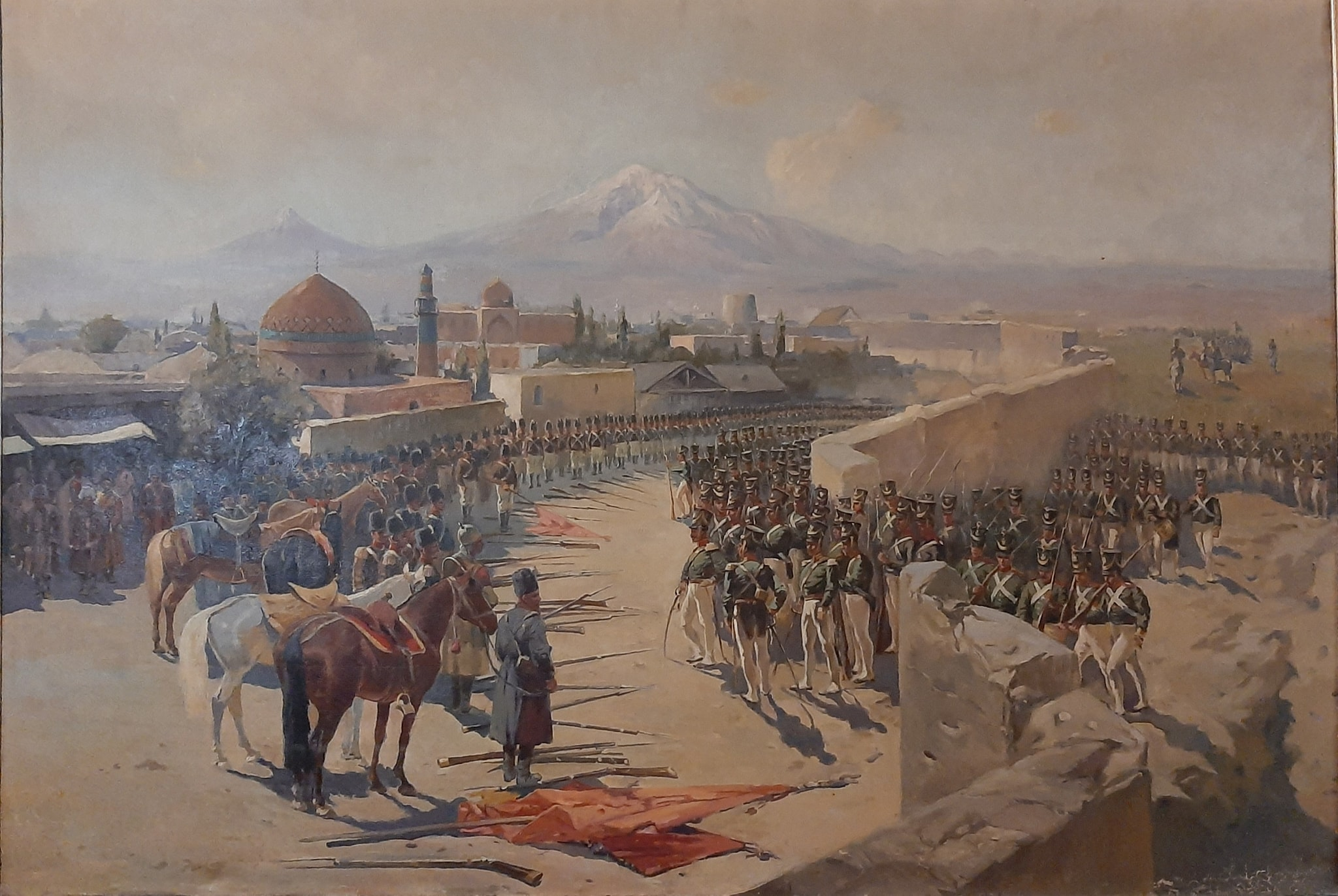
Взятие русскими войсками Эриванской крепости 1 октября 1827 года. Худ. Ф. Рубо, 1893 год
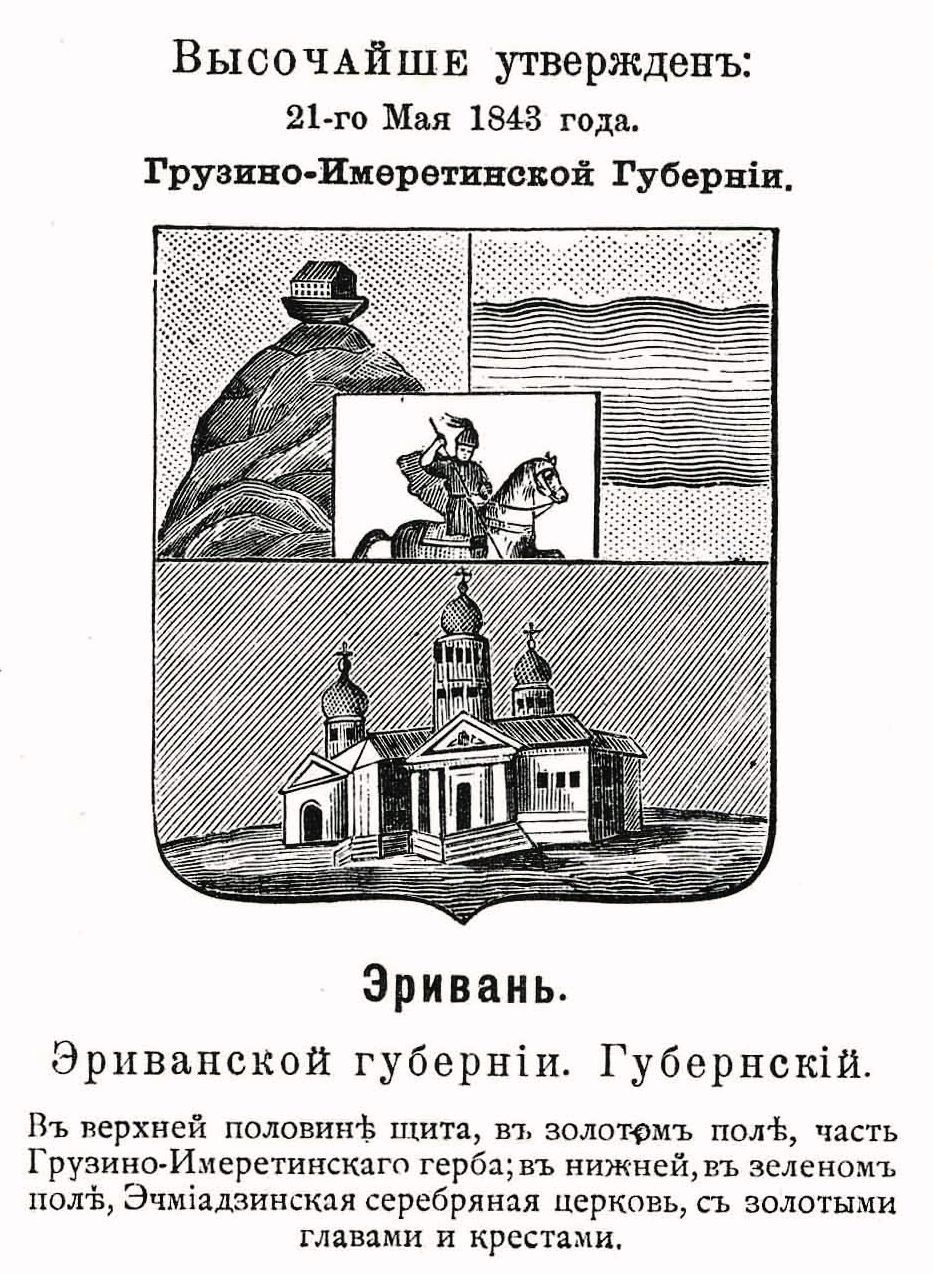
Герб города 1843 года
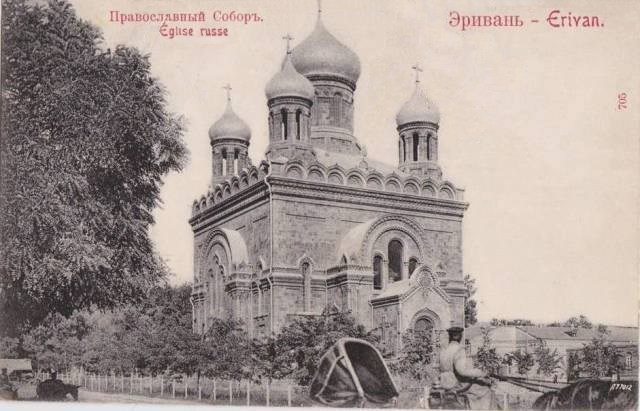
Православный Никольский собор
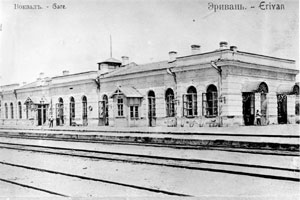
Железнодорожный вокзал

### Первая Республика Армения
В мае 1918 года Эривань становится столицей Республики Армения. Во время Республики Армении Совет министров Первой Республики Армения, принял решение основать в Эривани университет, был построен Ереванский государственный университет, 16 мая 1919 года.

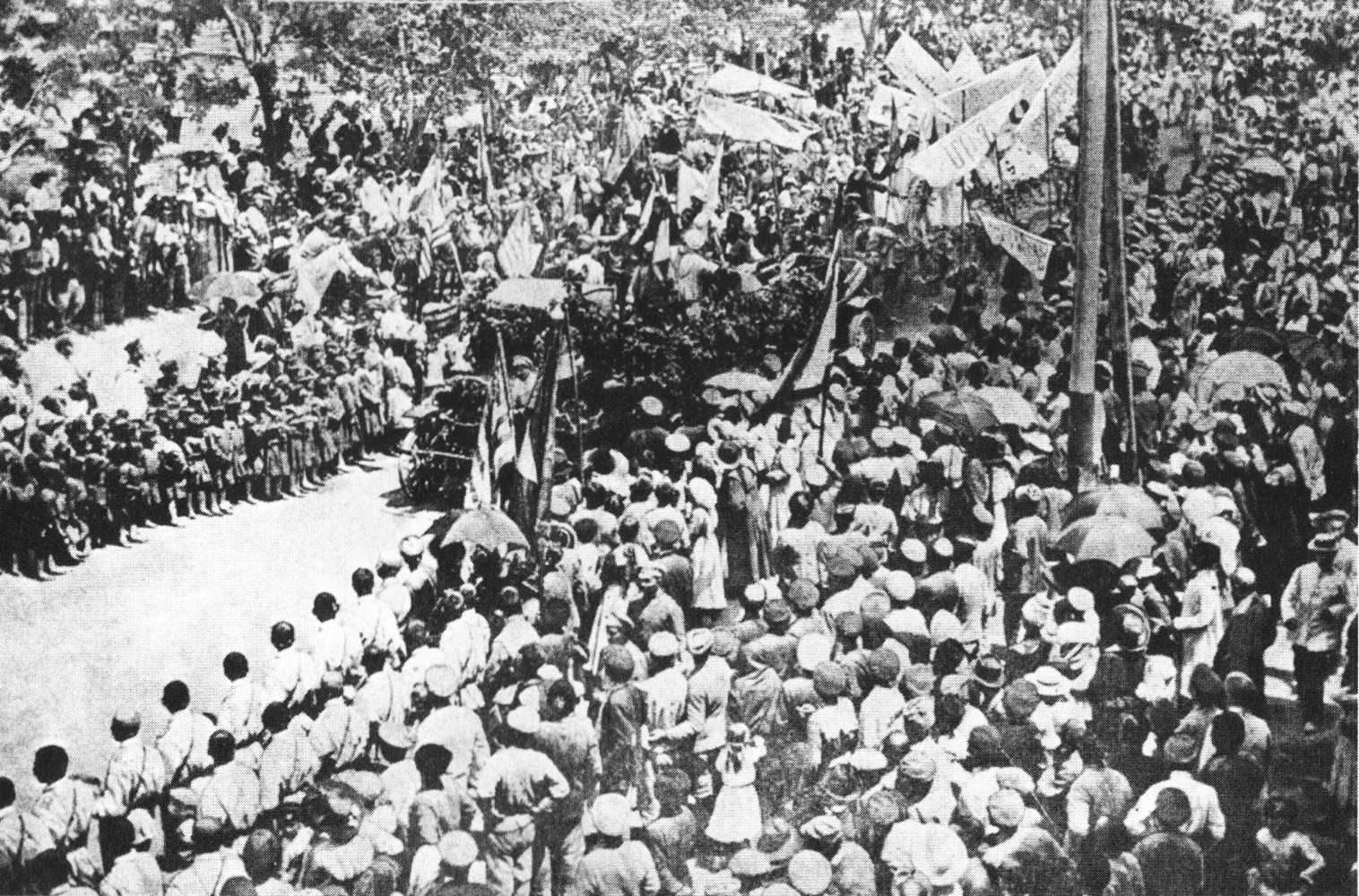
Празднование первой годовщины провозглашения Армянской Республики, 28 мая 1919 года
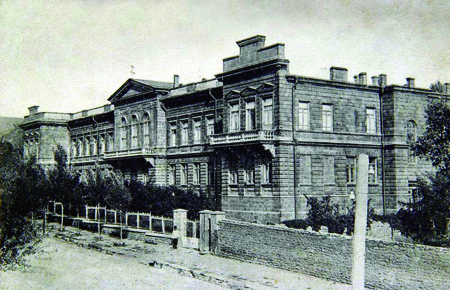
Ереванский государственный университет во время Первой Республики Армения
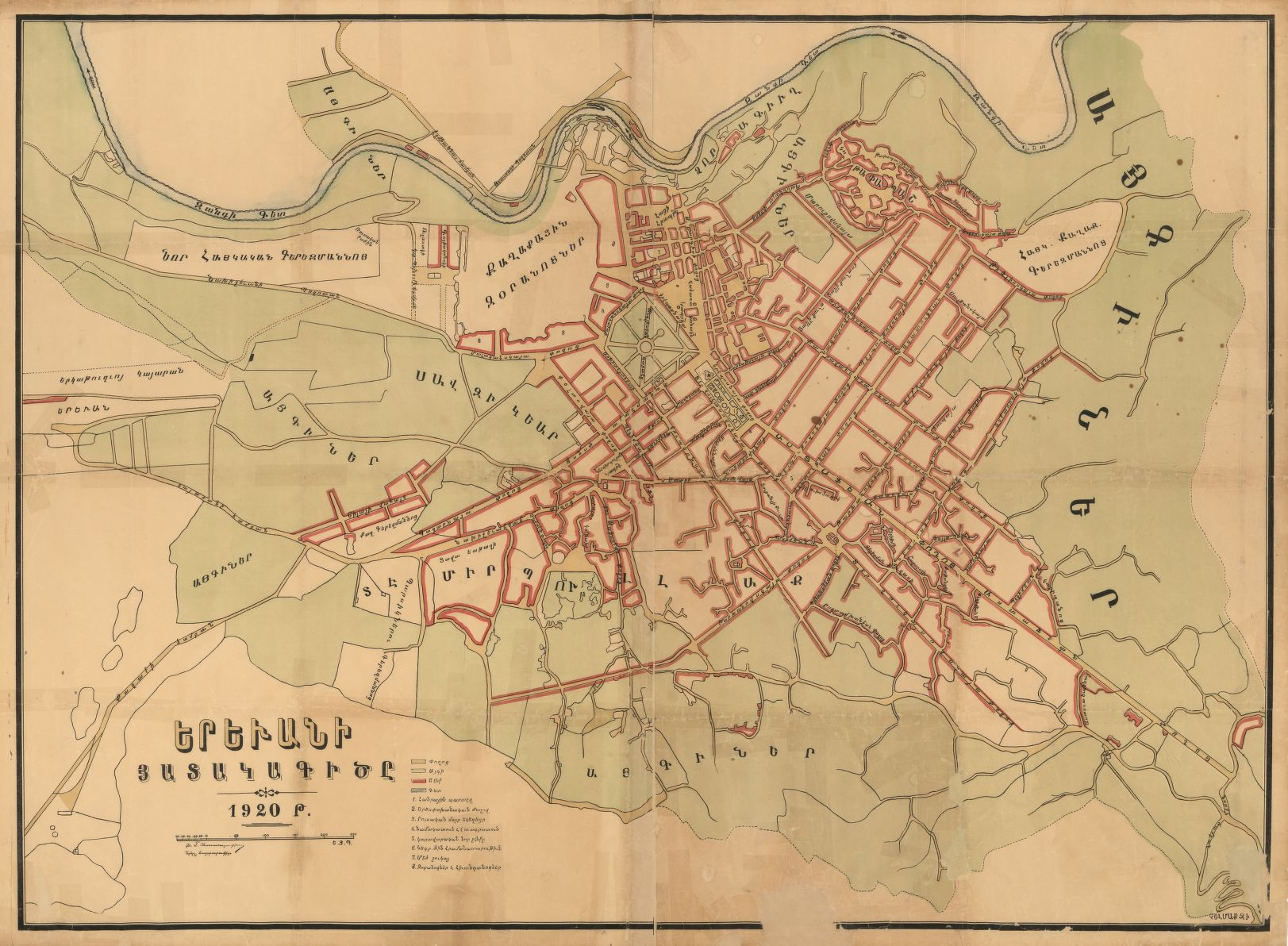
План города в 1920 году

### Советский Ереван

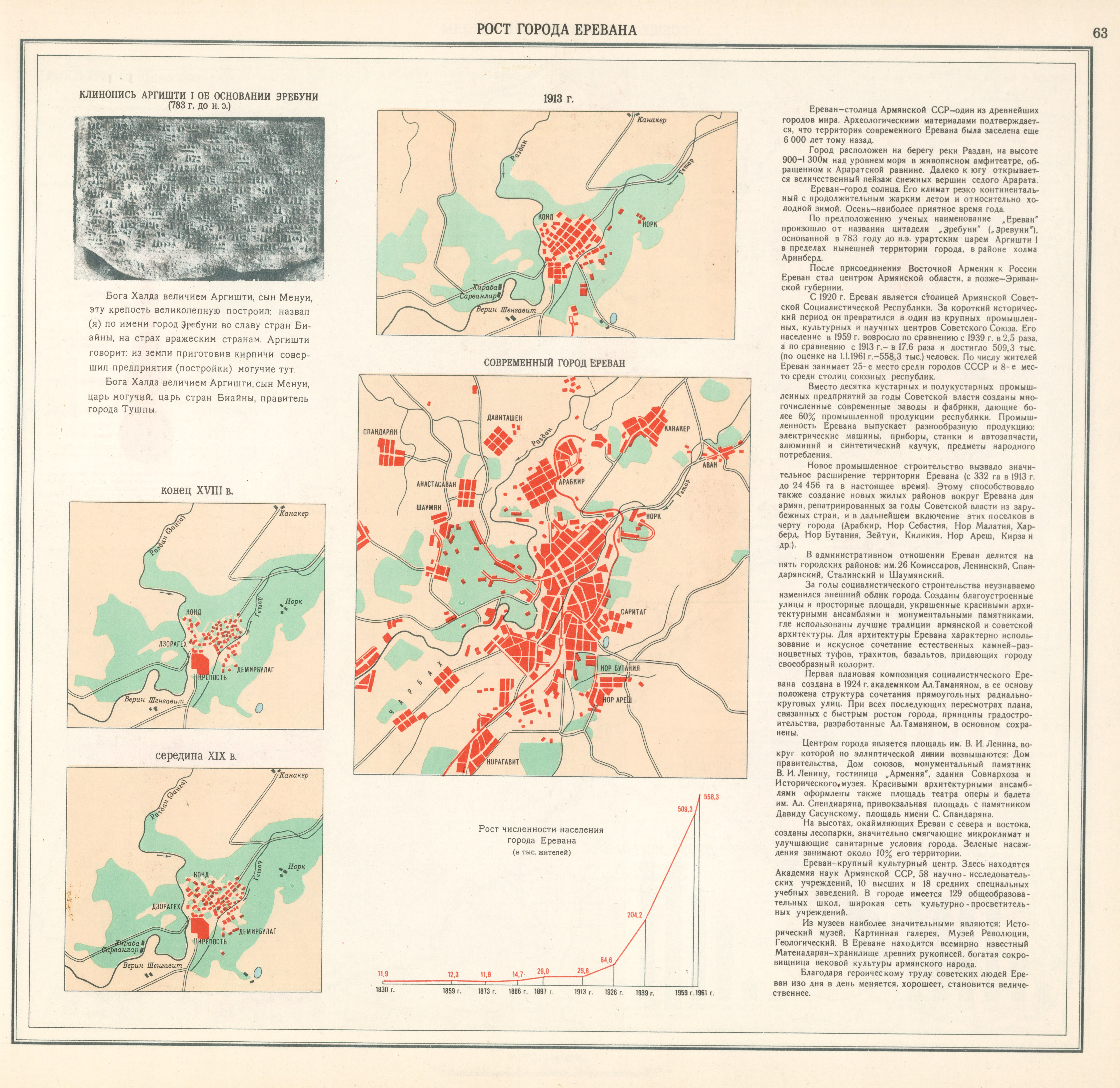
Карта роста Еревана с XVIII по XX века

В начале декабря 1920 года Эривань была занята Красной Армией; 18 февраля 1921 года в результате общенационального восстания Советская власть была свергнута, однако после вступления РККА в Эривань 2 апреля того же года была восстановлена и просуществовала ещё 70 лет.
При Советской власти начинается масштабная реконструкция Еревана, проводимая с 1924 года по проекту А. О. Таманяна, разработавшего особый национальный стиль с использованием элементов традиционной церковной архитектуры и туфа как строительного материала. В ходе этой реконструкции, город полностью изменил свой вид; почти все ранее построенные здания были уничтожены (в их числе — крепость, чей камень пошёл на облицовку набережной, дворец сардара, почти все церкви и мечети). Были проложены новые улицы, Ереван был электрифицирован, проведены водопровод и канализация. Лесопосадки на окрестных холмах покончили с пыльными бурями, бывшими бичом старой Эривани.
Архитектурным центром ансамбля нового Еревана явилась площадь Ленина (ныне — Республики). На площади расположены два Дома правительства (1926—1941 — архитекторы А. О. Таманян и Г. А. Таманян, 1955 — архитекторы С. А. Сафарян, В. А. Аревшатян и Р. С. Исраэлян), Национальный исторический музей Армении, гостиница "Армения", здание Министерства связи и Совета профсоюзов, которое в 2016 году превратилось в Центральное здание почты Республики Армения (архитекторы всех трёх М. В. Григорян, Э. А. Сарапян, 1956—1958). Среди крупных общественных зданий, определяющих облик Еревана: Театр оперы и балета им. А. А. Спендиарова (1926—1939 — архитектор А. О. Таманян; завершён в 1953), Центральный крытый рынок (1952 — архитектор Г. Г. Агабабян, инженер А. А. Аракслян), комплекс Коньячного завода (1952 — архитектор О. С. Маркарян), хранилище древних рукописей Матенадаран (1959 — архитектор М. В. Григорян), Армянский театр имени Сундукяна (1965 — архитекторы Р. Б. Алавердян, Р. А. Бадалян), памятники Давиду Сасунскому (1959 — скульптор Е. С. Кочар) и жертвам геноцида армян 1915 года (1967 — архитекторы А. А. Тарханян, С. Г. Калашян). В 1968 году был открыт Музей «Эребуни», посвящённый истории Эребуни и Тейшебаини (архитекторы - Ш. Р. Азатян, Б. А. Арзуманян, скульптор А. А. Арутюнян).
В 1977 году в Ереване произошло самое крупное в истории СССР ограбление, когда Госбанк Армянской ССР был ограблен на 1,5 миллиона советских рублей.
В 1982 году город был награждён орденом Ленина.
С начала 1988 года в Ереване на площади у Оперного театра начинаются массовые митинги карабахского движения, переросшего в движение за независимость Армении.

Ереван являлся одним из древнейших городов на территории бывшего СССР.

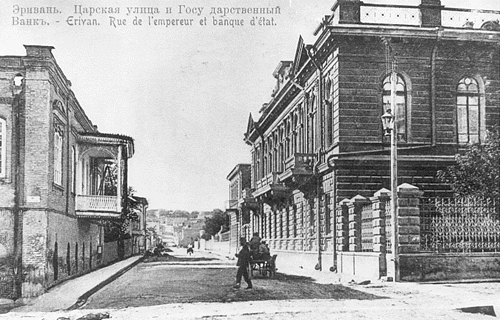
Улица Арама в 1922 году
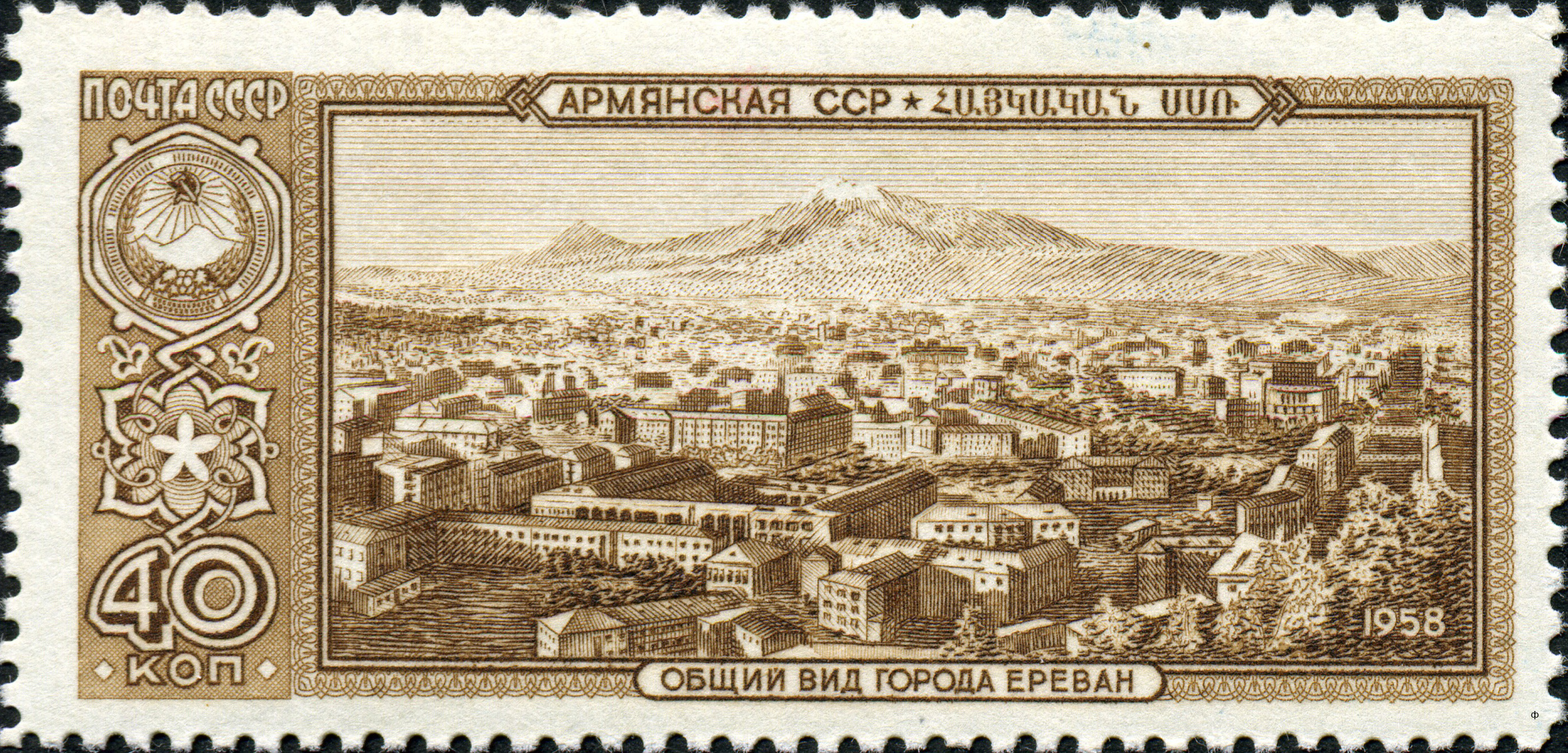
Общий вид Еревана на почтовой марке СССР 1958 года
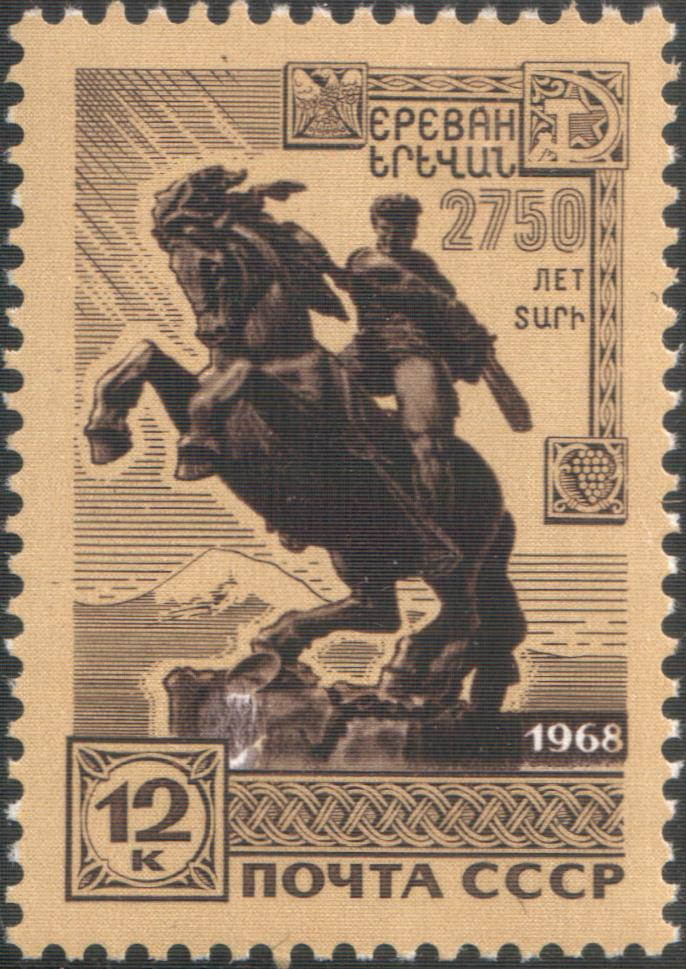
Почтовая марка СССР, 1968 год: 2750 лет Еревану.
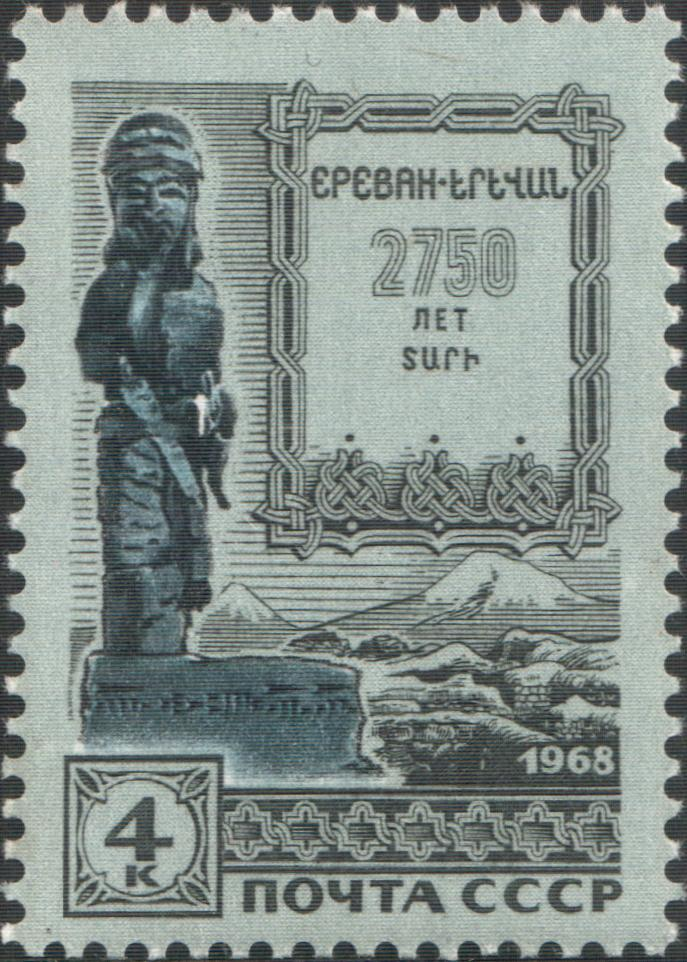
Почтовая марка СССР, 1968 год: 2750 лет Еревану.

### Независимая Армения
После распада Советского Союза Ереван стал столицей независимой Армении. Обеспечение поставок газа и электроэнергии оказалось затруднительным; постоянная электроподача была восстановлена только к 1996 году.
С 2000 года центр Еревана превратился в огромную строительную площадку. По данным национальной статистической службы, в 2006 году на такое строительство было потрачено около 1,8 миллиарда долларов. Цены на квартиры в центре города выросли примерно в десять раз за первое десятилетие 21 века. Было открыто много новых улиц и проспектов, таких как улица Аргишти, улица Италии, проспект Сараландж, проспект Монте Мелконяна и Северный проспект.
Однако в результате этого строительного бума большинство исторических зданий было либо полностью разрушено, либо преобразовано в современные жилые дома за счет строительства дополнительных этажей. Сохранилось лишь несколько построек, в основном на участке между улицей Абовяна и проспектом Маштоца.

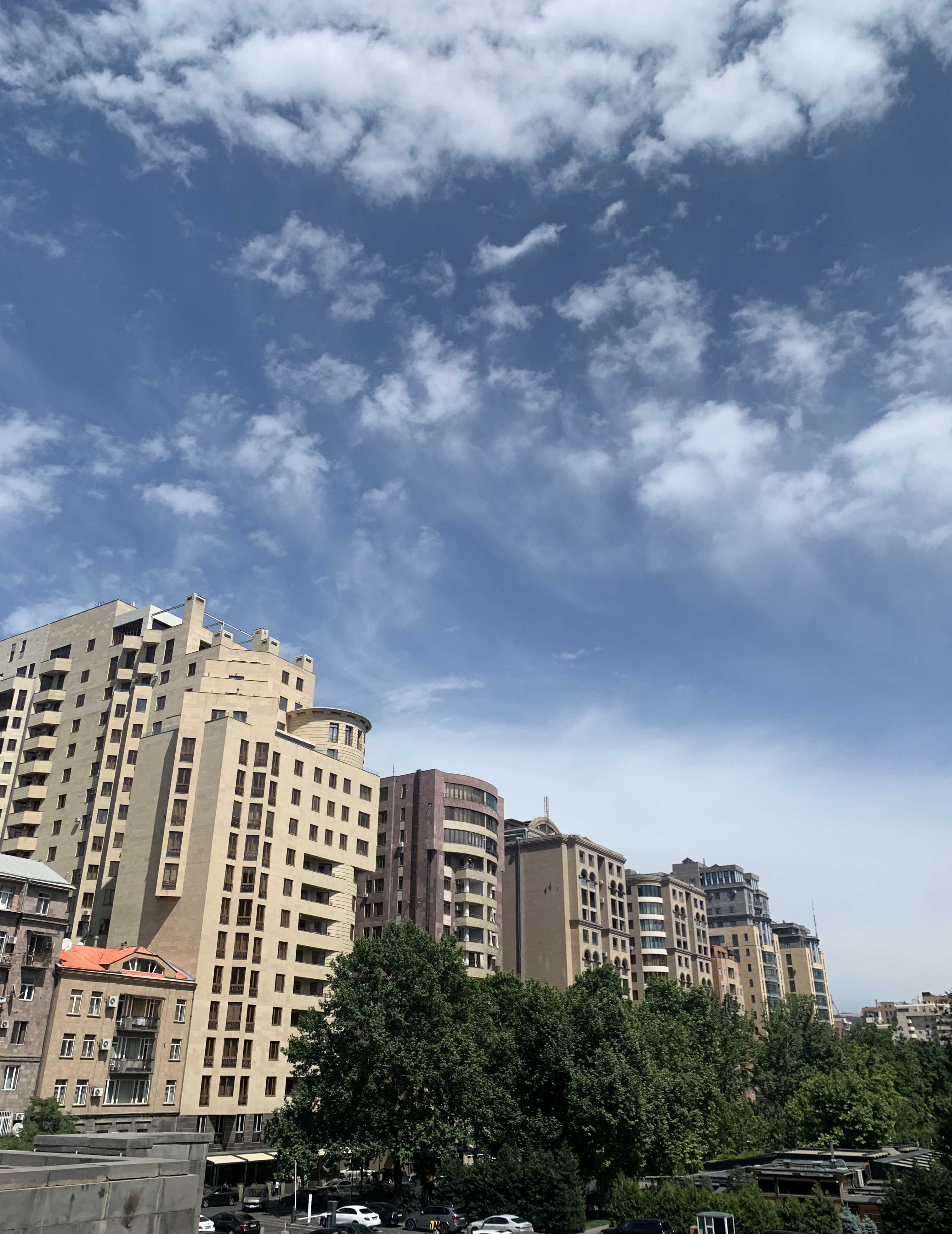
Многоэтажные дома в Ереване

## Органы власти
Законодательная власть в городе осуществляется Ереванским городским советом. Главой городского совета является мэр Еревана.

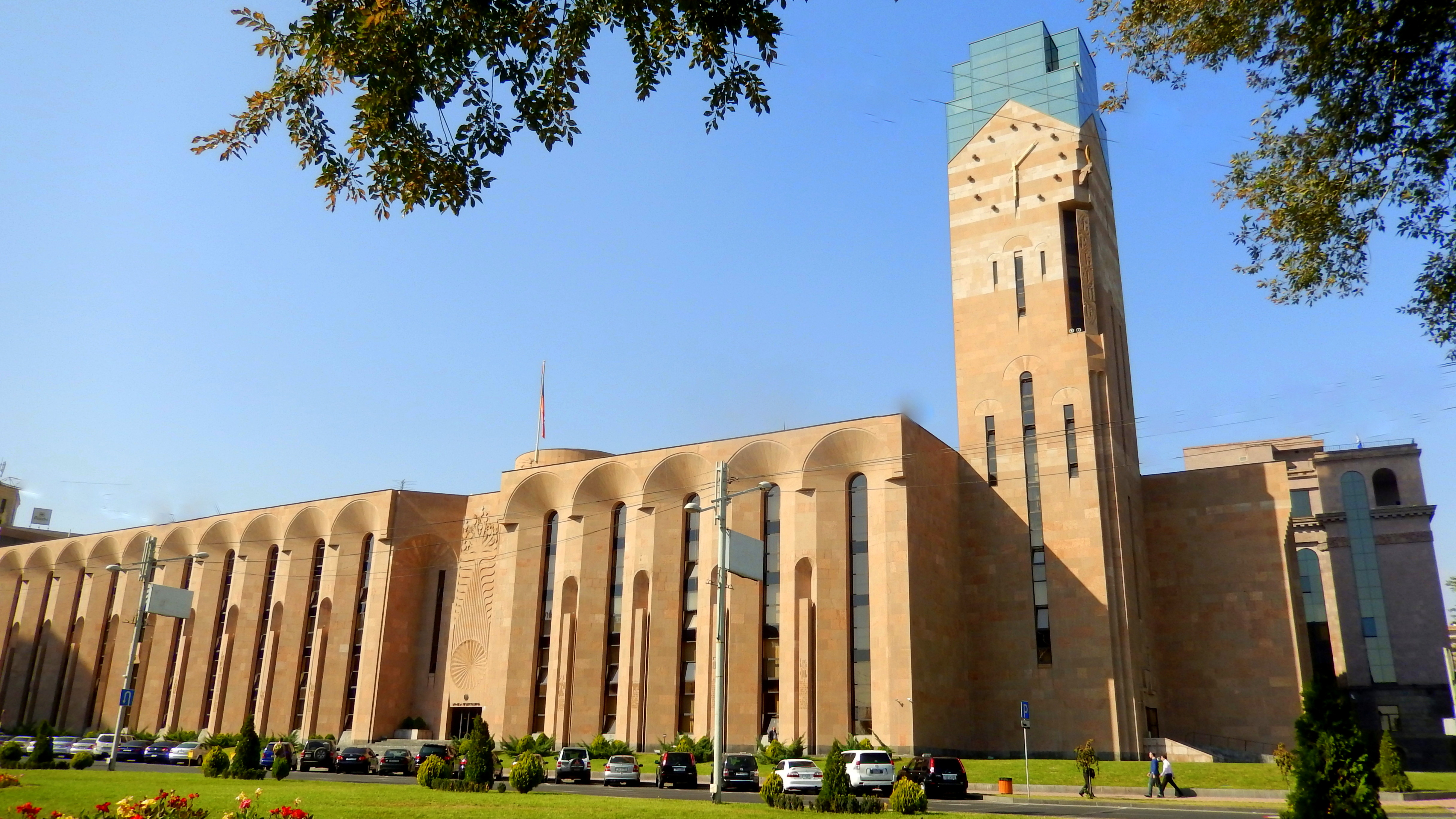
Здание городского совета Еревана

## Официальная символика

Герб
Флаг

Гимном города Ереван является песня «Эребуни — Ереван» (стихи Паруйра Севака, музыка Эдгара Оганесяна).

## Административно-территориальное деление

Округа Еревана

Город Ереван, являющийся столицей Армении, делится на 12 округов, которые, в свою очередь делятся на кварталы.
| Округ            | Население 2017 г., тыс. | Население 2020 г., тыс. | Изменение 2017–2020 гг. | Население 2022 г., тыс. | Население 2025 г., тыс. | Площадь, км² | Кварталы |
| ---------------- | ----------------------- | ----------------------- | ----------------------- | ----------------------- | ----------------------- | ------------ | --- |
| Ачапняк          | 108,2                   | 109,8                   | ↗ 1,6 %                 | 103,5                   | 122,5                   | 25,82        | Анастасаван, Ваагни, Силикян, Норашен, Назарбекян, Лукашин, 2, 3, 4, 7, 8, 15.                                                       |
| Аван             | 53,2                    | 52,9                    | ↘ 0,6 %                 | 54,6                    | 58,7                    | 8,12         | Аван, Аван-Ариндж, Аги Анк, Исаакян, Нарекаци, Ованнисян, Саят Нова, Чаренц, Туманян.                                                |
| Арабкир          | 117,7                   | 114,5                   | ↘ 2,8 %                 | 116,7                   | 119                     | 13,25        | Нор Арабкир, Айгедзор, Кореаи дзор.                                                                                                  |
| Давташен         | 42,8                    | 42,5                    | ↘ 0,7 %                 | 43,3                    | 51,9                    | 6,52         | 1-й, 2-й, 3-й и 4-й блоки, село Давташен, Нор Давташен, Уйси Аван.                                                                   |
| Эребуни          | 123,1                   | 129,3                   | ↗ 5,1 %                 | 119                     | 129,5                   | 48,5         | Аргишти, Джрашен, Мушаван, Нор Ареш, Нор Бутания, Сари Тах, Эребуни, Вардашен.                                                       |
| Канакер-Зейтун   | 73,9                    | 74,4                    | ↗ 0,7 %                 | 69,9                    | 75,4                    | 7,73         | Канакер, Нор Зейтун. |
| Кентрон (Центр)  | 125,5                   | 125,5                   | ▬ 0,1 %                 | 120,9                   | 132,8                   | 13,35        | Айгестан, Конд, Цорагюх, Центр, Норагюх, Антараин.                                                                                   |
| Малатия-Себастия | 132,9                   | 139,4                   | ↗ 4,9 %                 | 132,6                   | 150,1                   | 25,16        | Нор Себастия, Нор Малатия, Зоравар Андраник, Араратян, Ахнтанак, Нор Киликия, Спандарян, Шаумян.                                     |
| Норк-Мараш       | 12                      | 11,6                    | ↘ 3,5 %                 | 14,5                    | 13,9                    | 4,76         | Норк, Нор Мараш. |
| Нор-Норк         | 126,1                   | 133,1                   | ↗ 5,6 %                 | 127,4                   | 137,1                   | 14,11        | 1-й, 2-й, 3-й, 4-й, 5-й, 6-й, 8-й, 9-й микрорайоны, 7ой массив, Банаван, Маяк.                                                       |
| Нубарашен        | 9,6                     | 9,9                     | ↗ 3,1 %                 | 14,3                    | 11,1                    | 17,24        | |
| Шенгавит         | 135,5                   | 141,2                   | ↗ 4,2 %                 | 136                     | 140,4                   | 40,6         | Верин Шенгавит, Неркин Шенгавит, Третий квартал, Первый квартал, Норагавит, Верин Чарбах, Неркин Чарбах, Кармир Блур, Харберд, Кохб. |

## Население

### Численность населения
Население Еревана согласно переписям населения и оценкам (тысяч жителей):
| 1832 | 1833 | 1840 | 1856 | 1867 | 1870 | 1885 | 1897 | 1923 | 1926 | 1937  | 1939  | 1959  | 1970  | 1979    | 1989    |
| ---- | ---- | ---- | ---- | ---- | ---- | ---- | ---- | ---- | ---- | ----- | ----- | ----- | ----- | ------- | ------- |
| 11,4 | 11,3 | 12,3 | 13,2 | 14,3 | 15,0 | 14,6 | 29,0 | 48,2 | 67,1 | 171,5 | 200,4 | 509,3 | 766,7 | 1 019,2 | 1 201,5 |

| 2001    | 2003    | 2004    | 2005    | 2006    | 2007    | 2008    | 2009    | 2010    | 2011    | 2012    | 2013    | 2014    | 2015    |
| ------- | ------- | ------- | ------- | ------- | ------- | ------- | ------- | ------- | ------- | ------- | ------- | ------- | ------- |
| 1 103,5 | 1 098,7 | 1 094,5 | 1 090,5 | 1 086,2 | 1 082,0 | 1 078,1 | 1 073,8 | 1 069,1 | 1 060,1 | 1 061,0 | 1 066,3 | 1 068,3 | 1 071,5 |

| 2020    | 2022    | 2025    |
| ------- | ------- | ------- |
| 1 083,8 | 1 052,8 | 1 142,4 |

В межпереписные периоды 1989—2001 гг. и 2001—2011 гг. текущий учёт населения как для Республики Армения, так и для Еревана не учитывал значительный объём внешних миграций, в связи с чем текущие оценки численности населения отмечали рост населения, тогда как по данным переписей происходило его фактическое уменьшение. В связи с этим после проведения переписей населения статистические органы Армении производили пересчёт оценок численности населения в межпереписной период в сторону уменьшения в сравнении с данными текущего учёта движения населения. После последней переписи населения оценки численности населения за 2012 и последующие годы основаны только на данных текущего учёта населения, они отмечают статистический рост показателя численности населения; коррекция этих данных будет произведена только после проведения очередной переписи населения Армении.

### Национальный состав
Сравнительная таблица национального состава города по годам:
| Год   | Армяне  | %     | Русские | %    | Езиды и курды | %    | Азербайджанцы | %     | Другие | %    | Всё население |
| ----- | ------- | ----- | ------- | ---- | ------------- | ---- | ------------- | ----- | ------ | ---- | ------------- |
| 1829  | 4132    | 36,05 | …       | …    | …             | …    | 7331          | 63,95 | …      | …    | 11463         |
| 1873  | 5959    | 49,92 | 150     | 1,26 | …             | …    | 5800          | 48,63 | 24     | 0,20 | 11938         |
| 1880  | 5975    | 48,00 | 155     | 1,25 | …             | …    | 6293          | 50,55 | 26     | 0,21 | 12449         |
| 1893  | 7142    | 48,46 | 313     | 2,12 | …             | …    | 7228          | 49,04 | 55     | 0,37 | 14738         |
| 1897п | 12523   | 43,17 | 2765    | 9,53 | 64            | 0,22 | 12359         | 42,61 | 1295   | 4,46 | 29006         |
| 1922  | 40396   | 86,61 | 914     | 1,96 | 5             | 0,01 | 5124          | 11,05 | 203    | 0,44 | 46642         |
| 1926п | 57259   | 88,62 | 1127    | 1,74 | 18 + 33       | 0,08 | 4969          | 7,69  | 1208   | 1,87 | 64613         |
| 1939п | 174484  | 87,07 | 15043   | 7,51 | 179           | 0,09 | 6569          | 3,28  | 4121   | 2,06 | 200396        |
| 1959п | 473742  | 93,01 | 22572   | 4,43 | 2835          | 0,56 | 3413          | 0,67  | 6778   | 1,33 | 509340        |
| 1970п | 738045  | 95,23 | 21802   | 2,81 | 3804          | 0,49 | 2721          | 0,35  | 8656   | 1,12 | 775028        |
| 1979п | 986812  | 95,72 | 26522   | 2,57 | 5651          | 0,55 | 2352          | 0,23  | 9632   | 0,93 | 1030969       |
| 1989п | 1100372 | 96,44 | 22216   | 1,95 | 7086          | 0,62 | 897           | 0,08  | 10421  | 0,91 | 1140992       |
| 2001п | 1088389 | 98,63 | 6684    | 0,61 | 4733 + 92     | 0,44 | …             | …     | 3590   | 0,33 | 1103488       |
| 2011п | 1048940 | 98,94 | 4940    | 0,47 | 3268 + 93     | 0,32 | …             | …     | 2897   | 0,27 | 1060138       |

Национальный состав населения города по последним актуальным данным (перепись населения Армении 2011 года):
| Национальность   | Численность, чел. | Доля в населении, % |
| ---------------- | ----------------- | ------------------- |
| Всё население    | 1 060 138         | 100 %               |
| Армяне           | 1 048 940         | 98,94 %             |
| Русские          | 4 940             | 0,47 %              |
| Курды-езиды      | 3 268             | 0,31 %              |
| Украинцы         | 603               | 0,06 %              |
| Персы            | 468               | 0,04 %              |
| Греки            | 300               | 0,03 %              |
| Грузины          | 264               | 0,02 %              |
| Ассирийцы        | 226               | 0,02 %              |
| Белорусы         | 122               | 0,01 %              |
| Курды-мусульмане | 93                | 0,01 %              |
| Другие           | 860               | 0,08 %              |
| Не указавшие     | 54                | 0,01 %              |

## Экономика

### Туризм

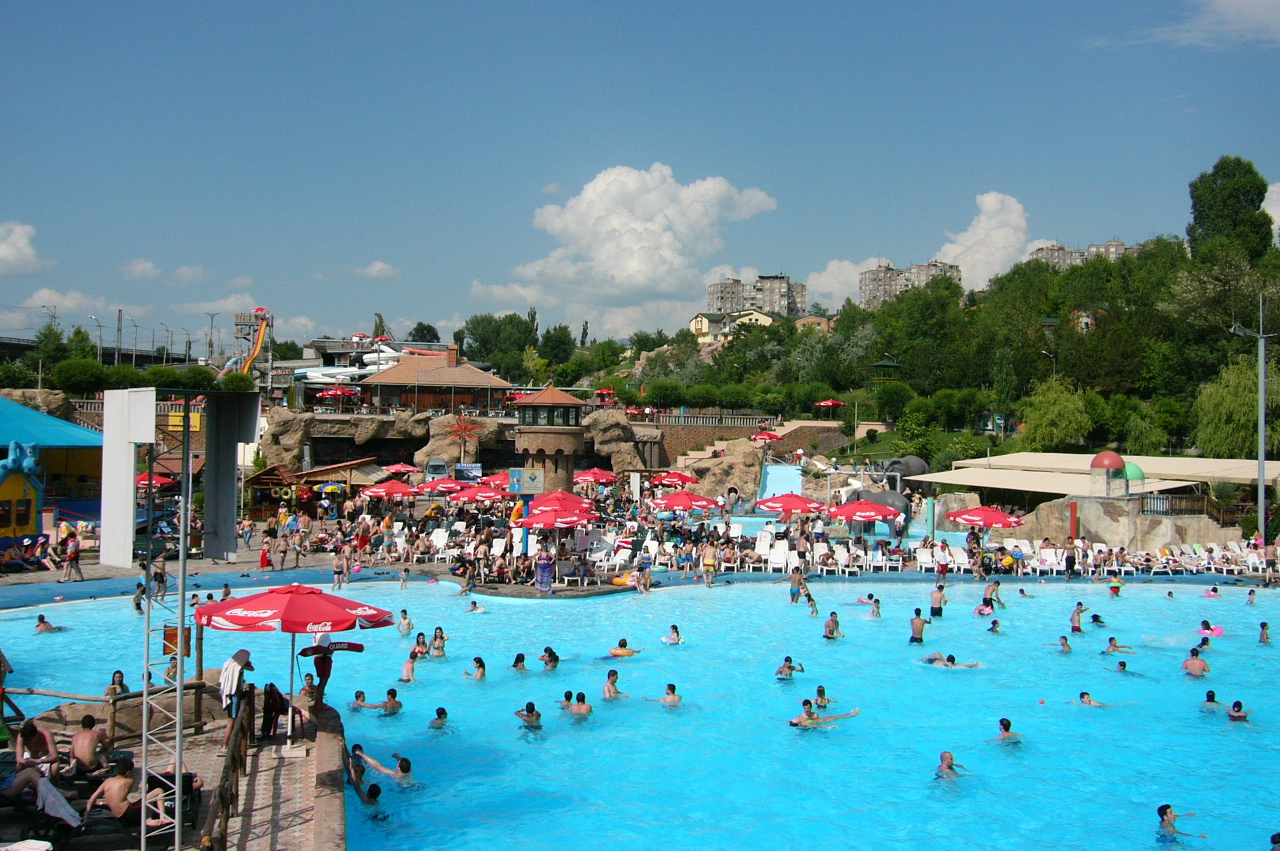
Аквапарк "Джрашхар" (Ереван)

В последние годы в Армении созданы благоприятные условия для туристов. Построено множество объектов туристической инфраструктуры, создано много интереснейших туристических маршрутов и действуют как местные туристические компании, так и мировые гиганты этой отрасли. Армения имеет огромный потенциал в сфере туризма, а точнее в сферах экотуризма, горнолыжного туризма, альпинизма и т. д.

### Отели Еревана
В столице Республики Армении на 2013 год расположено около 80 отелей, которые соответствуют всем мировым стандартам.
В Ереване представлены множество известных гостиничных сетей, такие как Marriott International, Small Luxury Hotels of the World, Ramada, Radisson, Best Western, Hilton Hotels и другие. Также в Ереване строится отель сети Kempinski. Среди гостиниц, не входящих в международные сети - Metropol Hotel Yerevan, построенная в 2001 году.

### Промышленность
- 2 завода цветной металлургии

Крупный алюминиевый завод "Armenal Rusal", молибденовый завод
- 2 завода ферросплавов

Крупный завод «Чистое Железо» по производству Ферромолибдена, завод Ферротитана
- 5 сталелитейных фабрик (в том числе нержавеющая сталь)
- 14 фабрик маталлообработки и металлических изделий
- 22 завода оборудования, электродвигателей, электроники и электротехники
- Энергетика:

Ереванская электростанция с комбинированная парогазовым циклом (ЭКПГЦ) (550 тыс. квт).
Канакерская и Ереванская станции Севано-Разданского каскада ГЭС. ГЭС-2 ранее была выведена из эксплуатации.
Действует также 7 предприятий производящие оборудование для солнечной энергетики
- 15 химических заводов (пластмасс, замена масла, полимерная тара, хим. реагенты, лакокрасочный завод). Существует также крупный советский Химический завод по производству синтетического каучука «Наирит»[арм.], но он заброшен.
- 17 Заводов строй материалов (стекло, горные породы, прочее)
- 22 мебельных фабрик
- 4 керамических завода
- 2 бумажных завода
- 18 фабрик лёгкой промышленности (текстиль, трикотаж, кожа, шёлк, сукно, обувь и ковры)
- 21 заводов продуктов питания (мясо, молочные продукты, сыр и прочее)
- 8 заводов по производству сладостей и сладких напитков (в частности крупный производитель сладостей Grand Candy)
- 16 алкогольных фабрик (вино, коньяк, шампанское, водка)
- 3 табачных завода

Всего 181 завод

### Розничная торговля
В Ереване действуют сети супермаркетов «Сас», «Ереван-Сити», «Вас», «Бест» и другие. Бытовая техника продаётся в магазинах Samsung, iStore, AG, Aray, ZigZag и подобных, действует местное отделение компании Microsoft.

### Финансы
NASDAQ OMX Armenia (до 27 января 2009 года называлась Армянская фондовая биржа) является единственной фондовой биржей, действующей в Армении. Была основана в феврале 2001 года.

## Транспорт

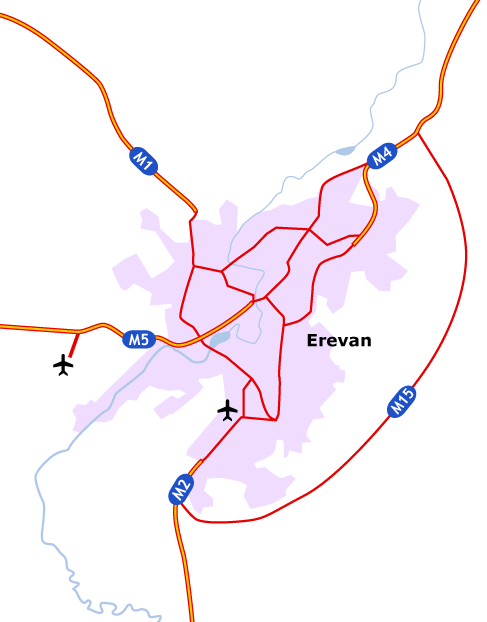
Схема главных автодорог Еревана

Ереван — крупнейший транспортный узел Армении. В городе сходятся ряд важных автомобильных и железнодорожных магистралей (см. карту). В городе имеется 2 международных аэропорта, а также ряд станций железной дороги. Из столицы ежедневно отправляются автобусы и микроавтобусы во все уголки Армении.

### Аэропорты

#### Звартноц
Международный аэропорт «Звартноц» (IATA: EVN, ICAO: UDYZ) расположен в 12 км к западу от Еревана, имеет транзитную зону. Работает круглосуточно. Способен принимать любые типы воздушных судов. За последние 7 лет на территории аэропорта возведены новые современные терминалы. На данный момент «Звартноц» может обслуживать до 3,5 млн пассажиров в год.

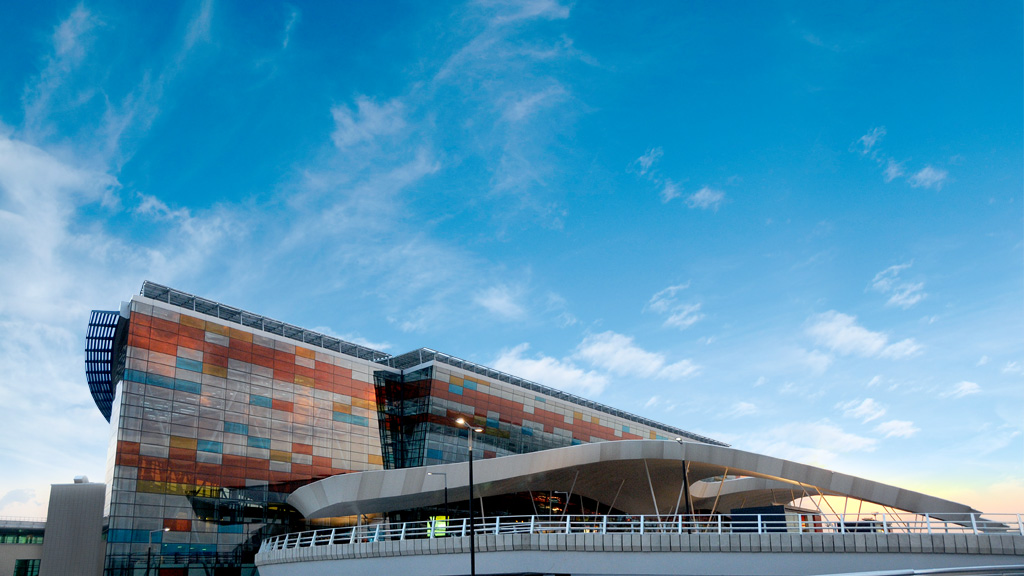
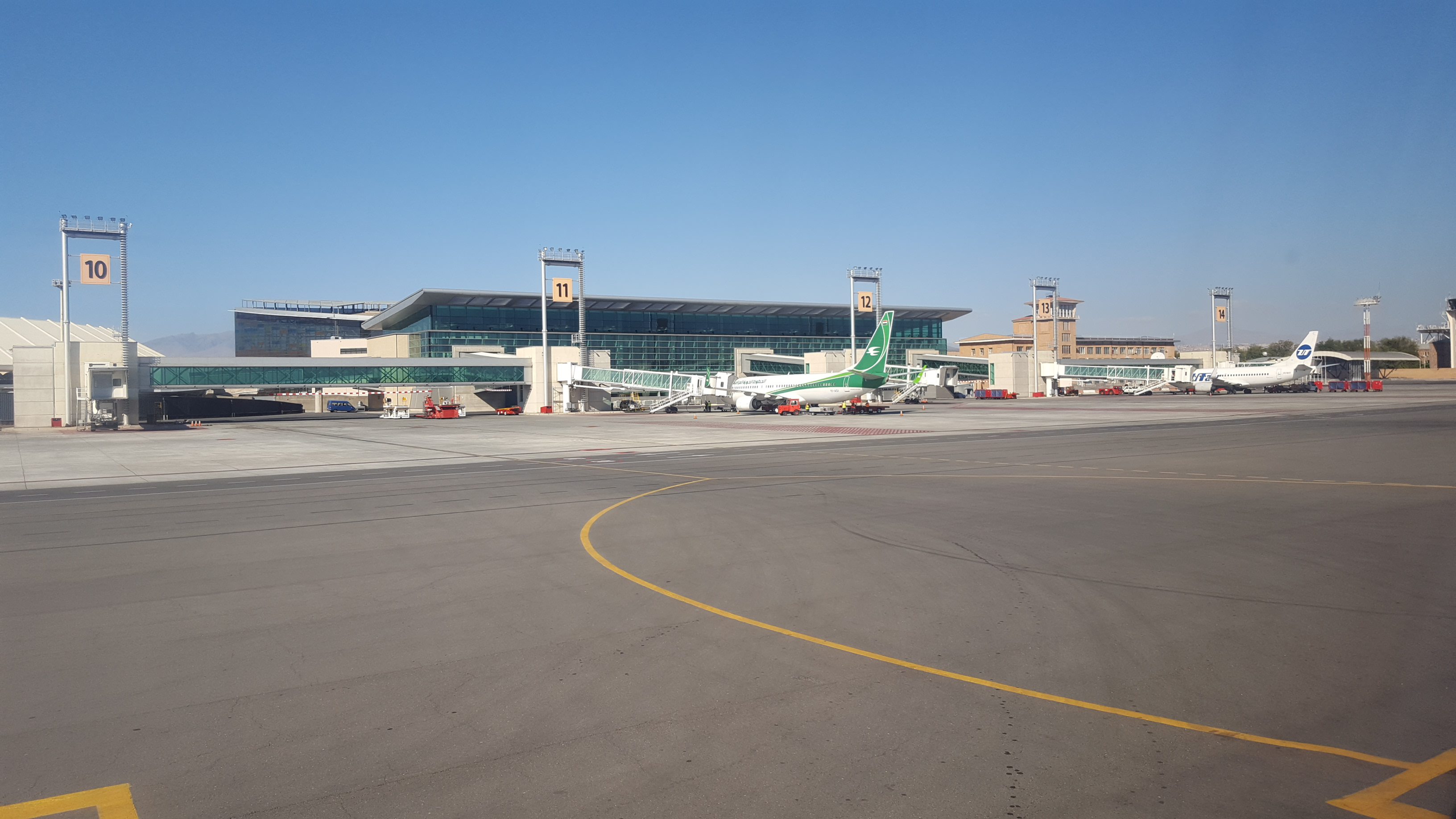
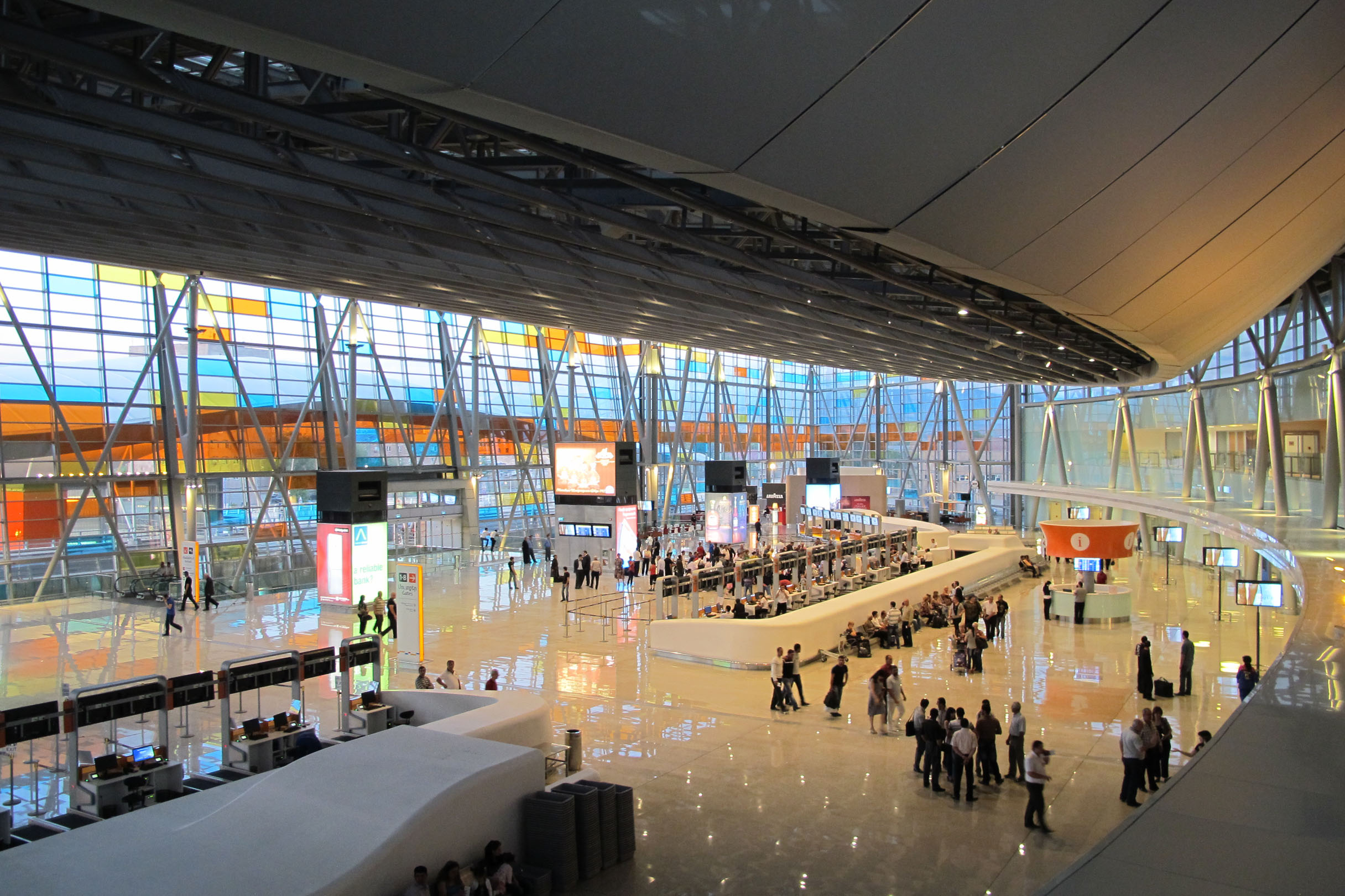
Терминал аэропорта Звартноц
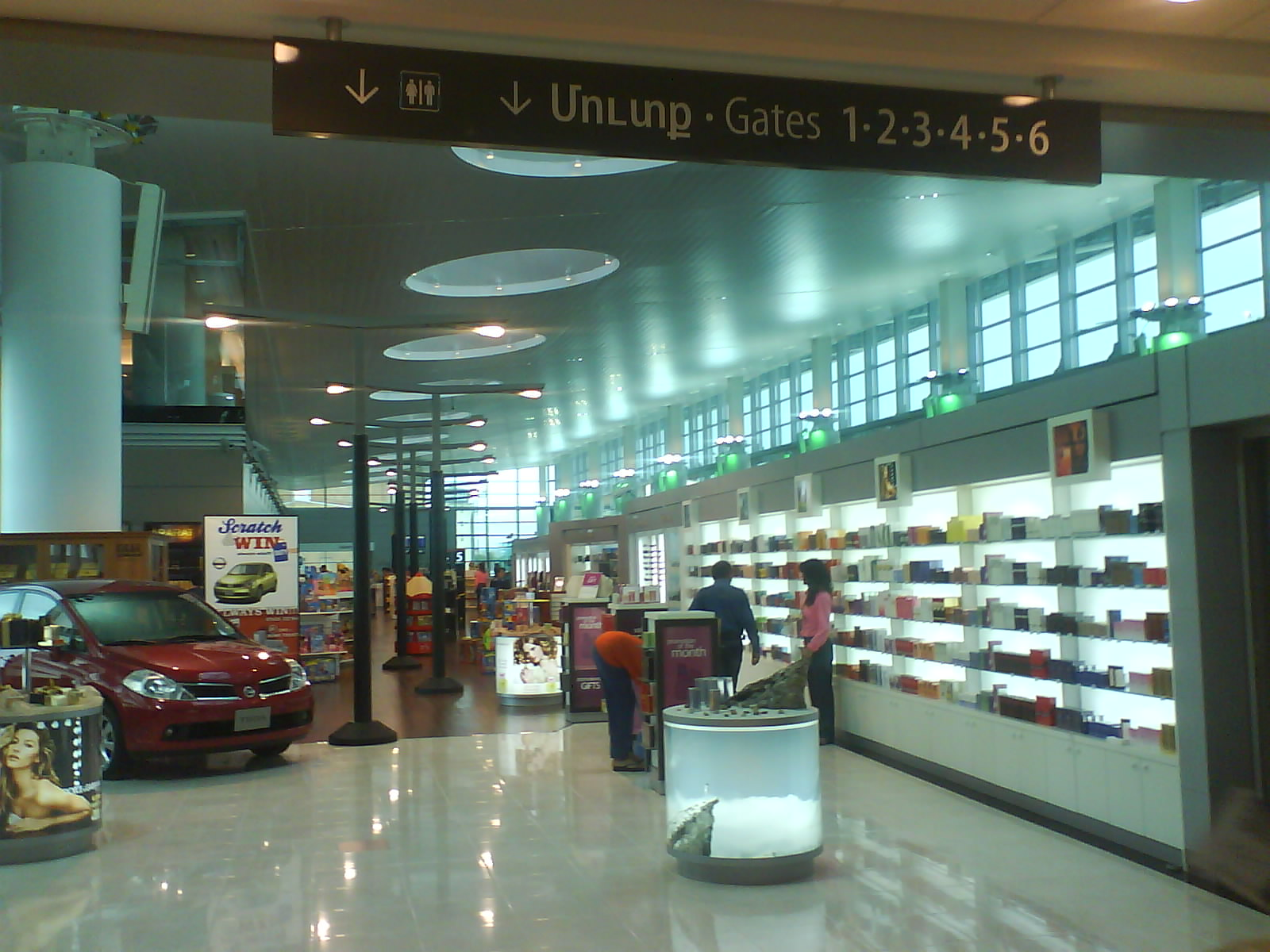
Зал вылета пассажиров международных авиалиний

#### Эребуни
Аэропорт «Эребуни» — смешанный гражданский и военный аэропорт. Он расположен в 7,3 км к югу от центра Еревана. В настоящее время аэропорт в основном используется российскими военными. Вместе с тем, аэропорт используется также частными предприятиями, выполняющими чартерные вертолётные полёты как внутри страны, так и в страны СНГ.

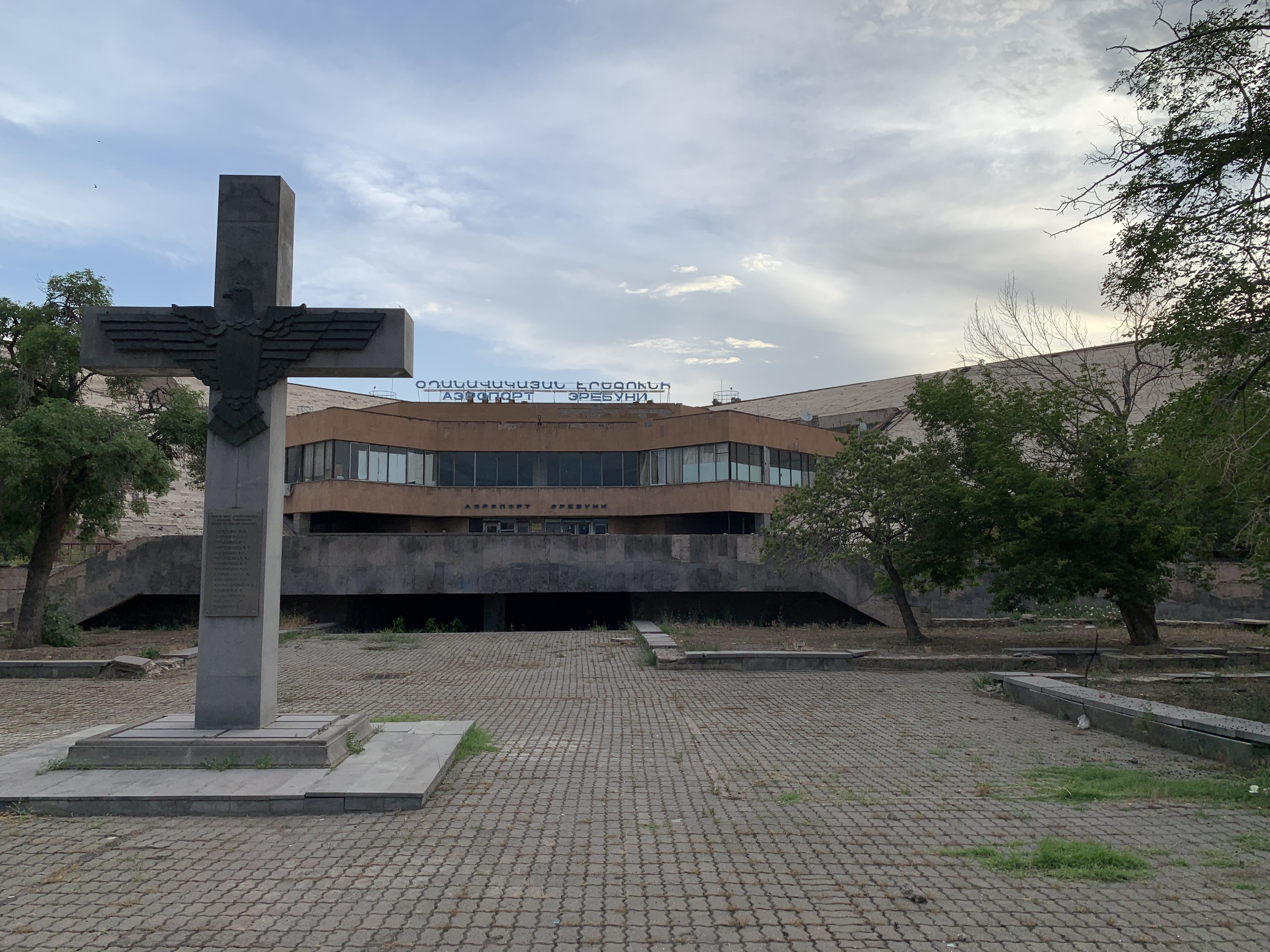
Взлёт пары МиГ-29, 2016 год

### Железная дорога

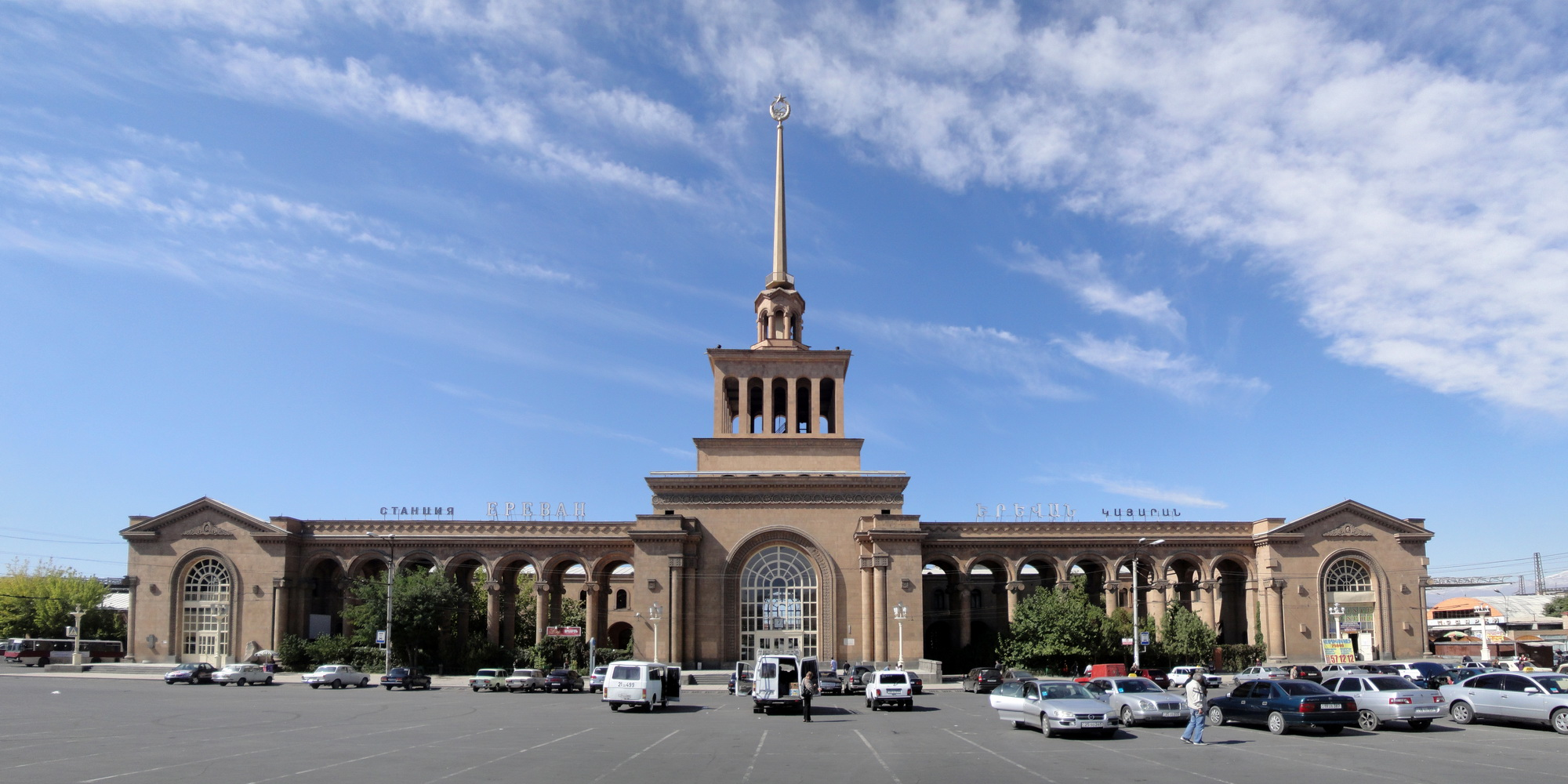
Ж/д станция «Ереван»

В Ереване находится центральный ж/д вокзал Армении — станция «Ереван». Рядом находится станция метрополитена «Сасунци Давид». Также территория вокзала является крупным транспортным узлом, где сходятся микроавтобусы, автобусы (также междугородние) и троллейбусы.
Дальнее пассажирское сообщение представлено двумя международными поездами: зимним Ереван — Тбилиси и летним Ереван — Батуми.
- Скорый поезд «Армения» № 372/371 Ереван — Тбилиси курсирует зимой: отправления из Еревана по чётным дням, из Тбилиси по нечётным;
- Скорый поезд № 202/201 Ереван — Батуми курсирует в летнее время (с июня по сентябрь по графику поезда № 372/371).

Внутриреспубликанское железнодорожное сообщение связывает Ереван с Армавиром, Араксом, Гюмри, Араратом, Ерасхом, Разданом (всего 8 пар, из которых 3 пригородных, 2 местных и 3 ускоренных). Летом запускается сезонный маршрут на Шогакат (Шоржа) на Севане.
В Ереване есть также ж/д станции в Канакере, в Норагавите, рядом с мебельной фабрикой «Алмаст» и т. д.

### Автостанции
В Ереване действует 3 автостанции: «Киликия» (Центральная), Северная автостанция и автостанция за ж/д станцией «Ереван» (Ул. Севана). От автостанций ежедневно отправляются автобусы и микроавтобусы во все уголки страны.

### Метрополитен
Ереванский метрополитен был открыт 7 марта 1981 года и состоит из одной линии и одного ответвления. Имеется 10 станций. Первым действующим отрезком метрополитена стал отрезок «Дружба» (с арм. — «Барекамутюн») — «Давид Сасунский» (с арм. — «Сасунци Давид»). Длина метрополитена составляет 13,4 км. За год пассажиропоток составляет 19,9 млн пассажиров. Линию обслуживает единственное электродепо ТЧ-1 «Шенгавит». На линии используются одновагонные (только на ответвлении), двухвагонные, а с 2017 года — также трёхвагонные составы из вагонов типа 81-717M. С 1 октября 2020 года все составы типа 81-717(.5)/714(.5) отстранены от эксплуатации. Стоимость проезда составляет 100 драм. Метрополитен соединяет северо-западную часть города через центр с южной частью города. Метро в Ереване работает с 7:00 до 23:00.
Городские власти изыскивают средства для сооружения ещё двух станций после станции «Барекамутюн». В перспективе планируется строительство второй линии Ереванского метрополитена в аэропорт «Звартноц», а также третьей линии к автомобильному заводу.

### Троллейбус
В 1949 году в Ереване был открыт первый троллейбусный маршрут. Первый троллейбусный парк для него был открыт в 1957 году. Троллейбус быстро развивался в Ереване. Со строительством новых жилых массивов туда сразу же прокладывали троллейбусную линию. К концу 2006 года в Ереване осталось чуть более 50 троллейбусных машин. Если в советские времена максимальное количество троллейбусных линий достигало 25, то сегодня осталось лишь 5, выпуск на которые может достигать от одного и до 14 троллейбусов. Имеется два троллейбусных депо — «Шенгавит» и «Нор Норк». В 2005—2006 гг. в центре Еревана были установлены остановочные указатели, изготовленные по европейскому образцу. В 2005 и в мае 2006 г. в Ереван поступило 10 троллейбусов Renault, подаренных властями французского города Лиона. А в 2007 и 2008 годах было куплено 36 новых троллейбусов марки «ЛиАЗ-5280» 2007 и 2008 годов выпуска. Таким образом, парк троллейбусов в Ереване обновился на 60 %. На данный момент используются троллейбусы модели Škoda 14Tr, Škoda 14Tr/Arm, Berliet ER100 и ЛиАЗ-5280. Ереван наряду с городом Сухум является одним из двух городов Закавказья, где сохранилось троллейбусное движение. Список маршрутов:
- 1. Метростанция «Площадь Гарегина Нжде» — Джрвеж;
- 2. Улица Арташисян — Музей «Эребуни»;
- 9. Жилмассив Аван — Цирк;
- 10. Метростанция «Барекамутюн» — Нор Норк 5, 6 массивы;
- 15. Площадь Геворга Чауша — Аэропорт «Эребуни».

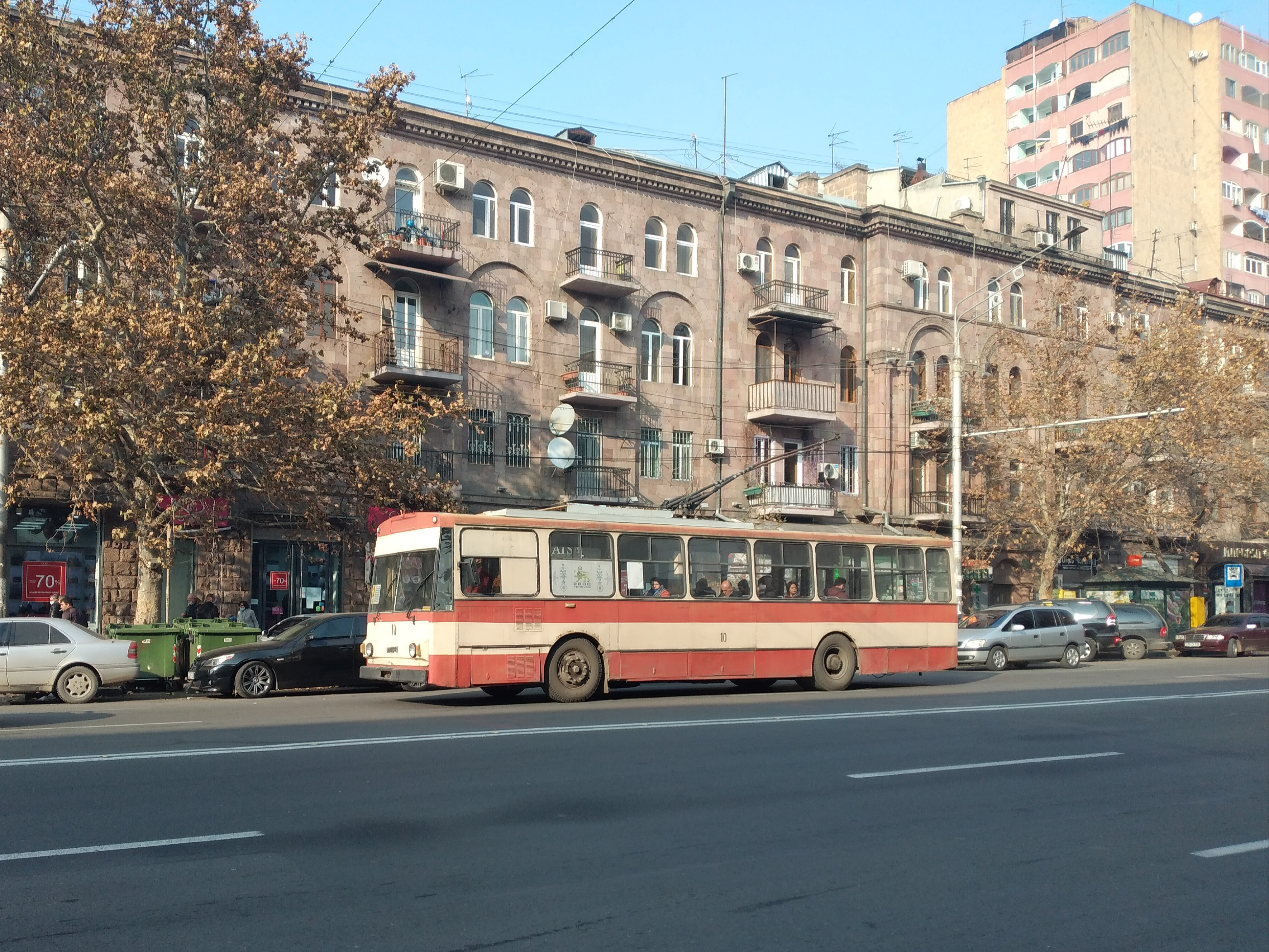
Троллейбус модели Škoda 14Tr02/6 № 10 в центре Еревана

### Трамвай
Единственным городом Армении, где когда-либо существовал трамвай, был Ереван. 29 сентября 1906 года была открыта Эриванская городская конно-рельсовая дорога предпринимателя Мирзояна. Этот вид узкоколейного конного трамвая существовал до августа 1918 года, когда вследствие войны трамвай был разрушен.
С 1932 года был произведён запуск трамвая по широкой колее электротягой. Число трамвайных вагонов в среднем каждые пять лет увеличивалось на 25 %, и если в 1933 году оно составляло 16, то в 1945 году уже 77 вагонов, а в 1965 году — 222 единицы подвижного состава. Использовалось два вида трамваев — 71-605 и РВЗ-6М2. В связи с тем, что затраты на трамвай были выше в 2,4 раза по сравнению с автобусами, а также в связи с дорогой электроэнергией и проблемами, которые создавал трамвай во время прохождения Киевского моста в Ереване, 21 января 2004 года движение трамваев в Ереване было официально закрыто. Большая часть путей разобрана, трамваи разрезаны на металлолом, трамвайное депо используется различными частными предприятиями, а подстанция обслуживает троллейбусы.

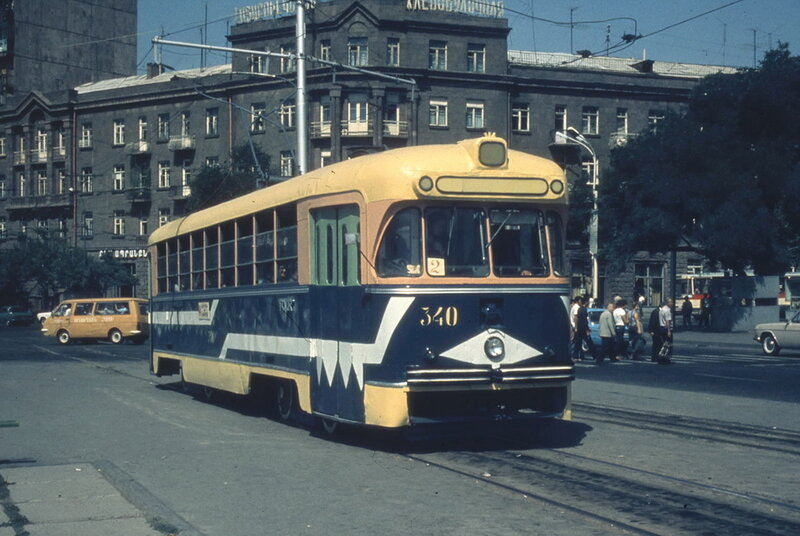
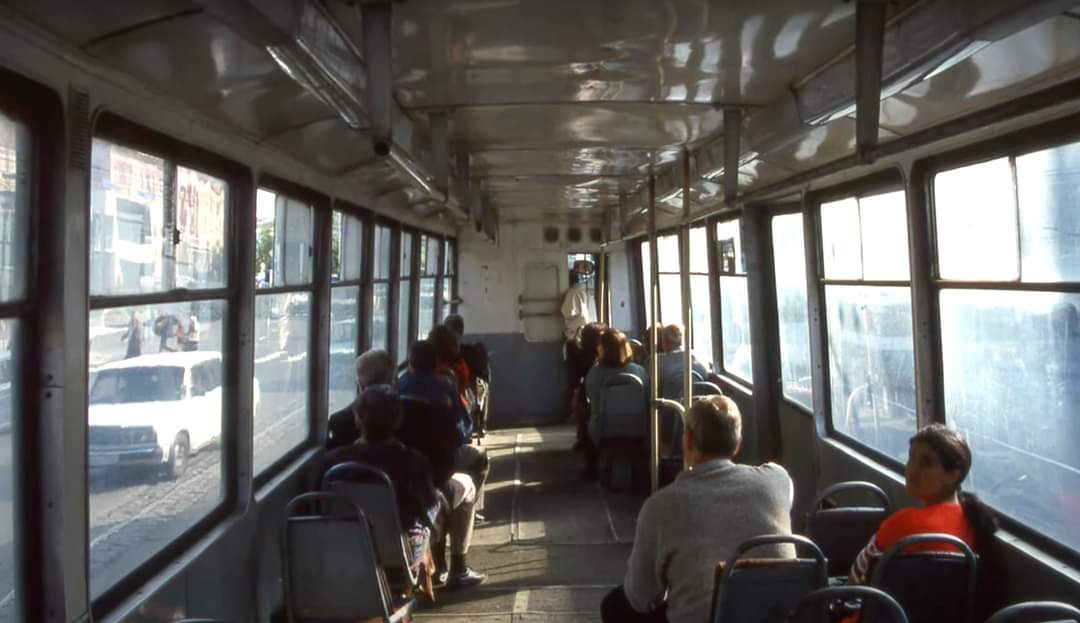

### Канатная дорога
Канатная дорога соединяла Норкское плато с центром города. Она позволяла сократить более чем в 5 раз, по сравнению с автомобилем, время пути до плато. На канатной дороге были устроены две станции, одна на стыке улиц Налбандяна и Чаренца, другая — на Норкском плато. Расстояние между станциями 540 метров при разнице высот — 109 метров. Вагонетка проходила это расстояние за 2,5 минуты.
На канатной дороге в Ереване 2 марта 2004 года с большой высоты обрушился вагон, в котором находились 8 человек. В результате трагедии 3 человека погибли, 5 — ранены. По словам специалистов, работавших на месте аварии, версия перегрузки вагона, рассчитанного на 12 пассажиров, исключается. После инцидента канатная дорога была закрыта и частично демонтирована.

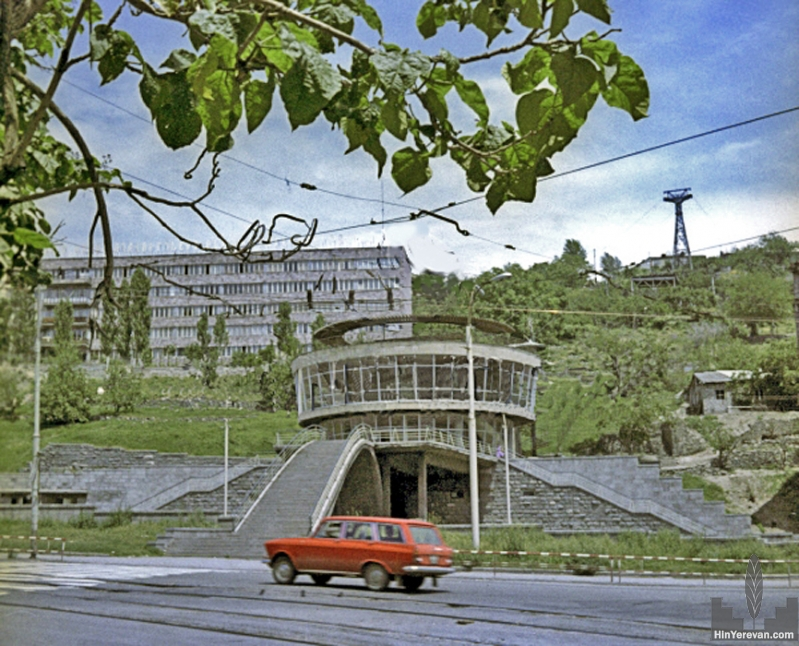
Фуникулёр в 1970-х годах
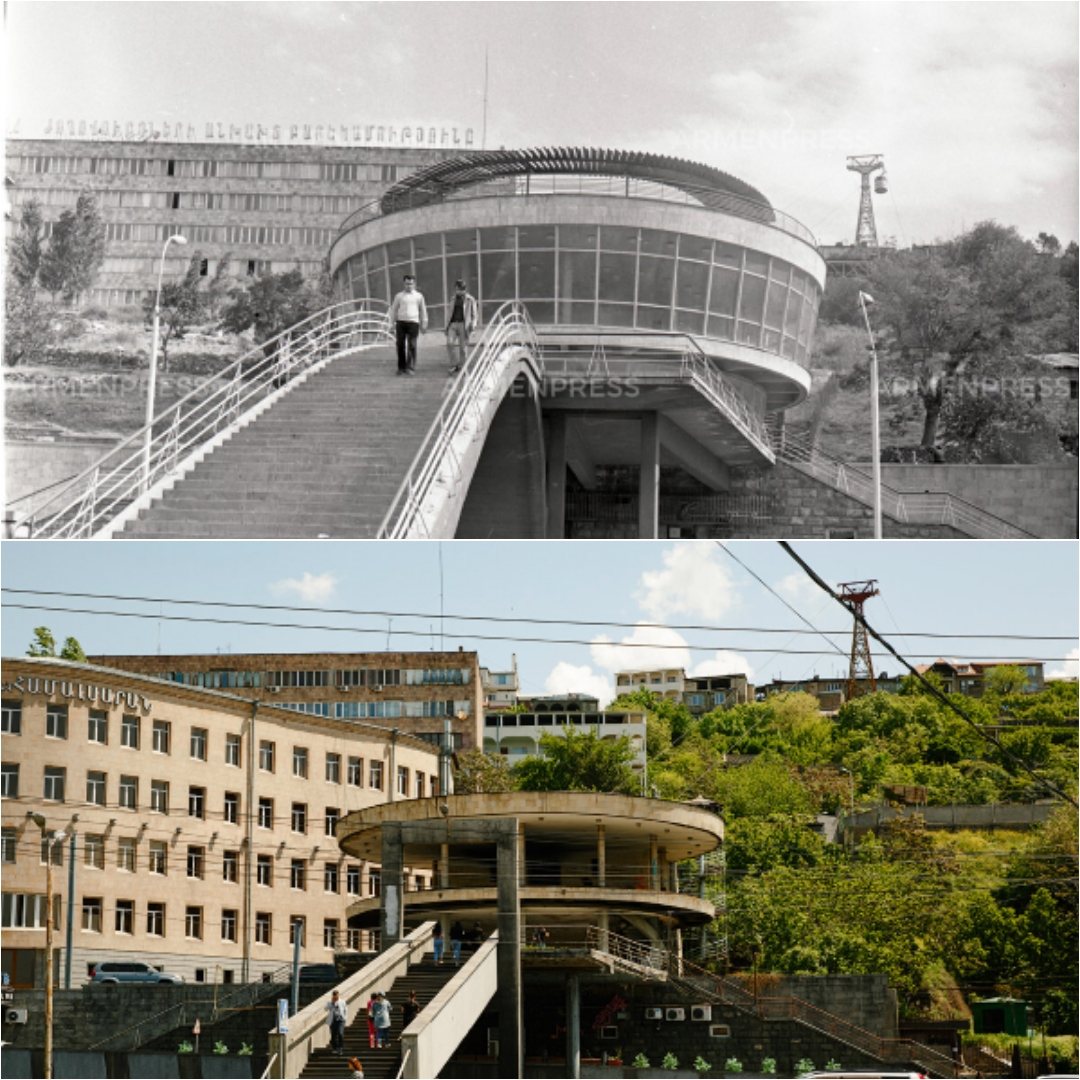
Коллаж фотографий

## Наука
- Национальная академия наук Республики Армения (НАН РА) — высшая научная организация, которая организует, осуществляет и координирует фундаментальные и прикладные исследования в различных областях науки на территории Республики Армения. Академия объединяет в своём составе научно-исследовательские институты, приравненные к ним учреждения и орган правления — президиум Национальной академии наук, включающий более 50 научных и других учреждений. Президиум Академии и большая часть её подразделений находятся в Ереване. Астрономические исследования проводятся в Бюраканской астрофизической обсерватории.
- Ереванский научно-исследовательский институт автоматизированных систем управления (ЕрНИИАСУ) — один из ведущих НИИ советского периода в области проектирования ЭВМ и АСУ.
- Институт математики Национальной академии наук Армении. Отделение математики и механики было открыто во вновь образованной Армянской Академии наук в 1944 году. Позднее отделение было преобразовано в Институт математики и механики Армянской Академии наук. Первым директором института стал математик Арташес Шахинян, известный своими исследованиями в области комплексного анализа.
- Ереванский физический институт. Был основан в 1942 году братьями-академиками Абрамом и Артёмом Алиханянами.
- Научно-технологический центр органической и фармацевтической химии НАН РА
- Институт древних рукописей Матенадаран
- Институт Кавказа

## Общество

### Образование
- Ереванская школа фигурного катания и хоккея

#### Высшие учебные заведения
- Национальный аграрный университет Армении
- Национальный политехнический университет Армении
- Ереванская государственная консерватория имени Комитаса
- Ереванская государственная художественная академия
- Ереванский государственный институт театра и кино
- Ереванский государственный лингвистический университет имени В. Я. Брюсова
- Ереванский государственный медицинский университет имени Мхитара Гераци
- Армянский государственный педагогический университет имени Хачатура Абовяна
- Ереванский государственный университет
- Ереванский государственный университет архитектуры и строительства
- Армянский государственный экономический университет
- Ереванский университет «Айбусак»
- Ереванский университет менеджмента
- Российский Государственный университет туризма и сервиса (ЕФ)
- Российско-армянский (славянский) университет
- Армянский государственный институт физической культуры
- Армянский медицинский институт
- Международный университет «Евразия»
- Филиал МГУ имени М. В. Ломоносова в Ереване
- Ереванский филиал РЭУ им. Г. В. Плеханова

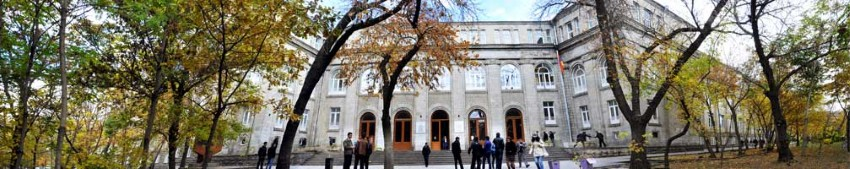
Главное здание Национального аграрного университета Армении
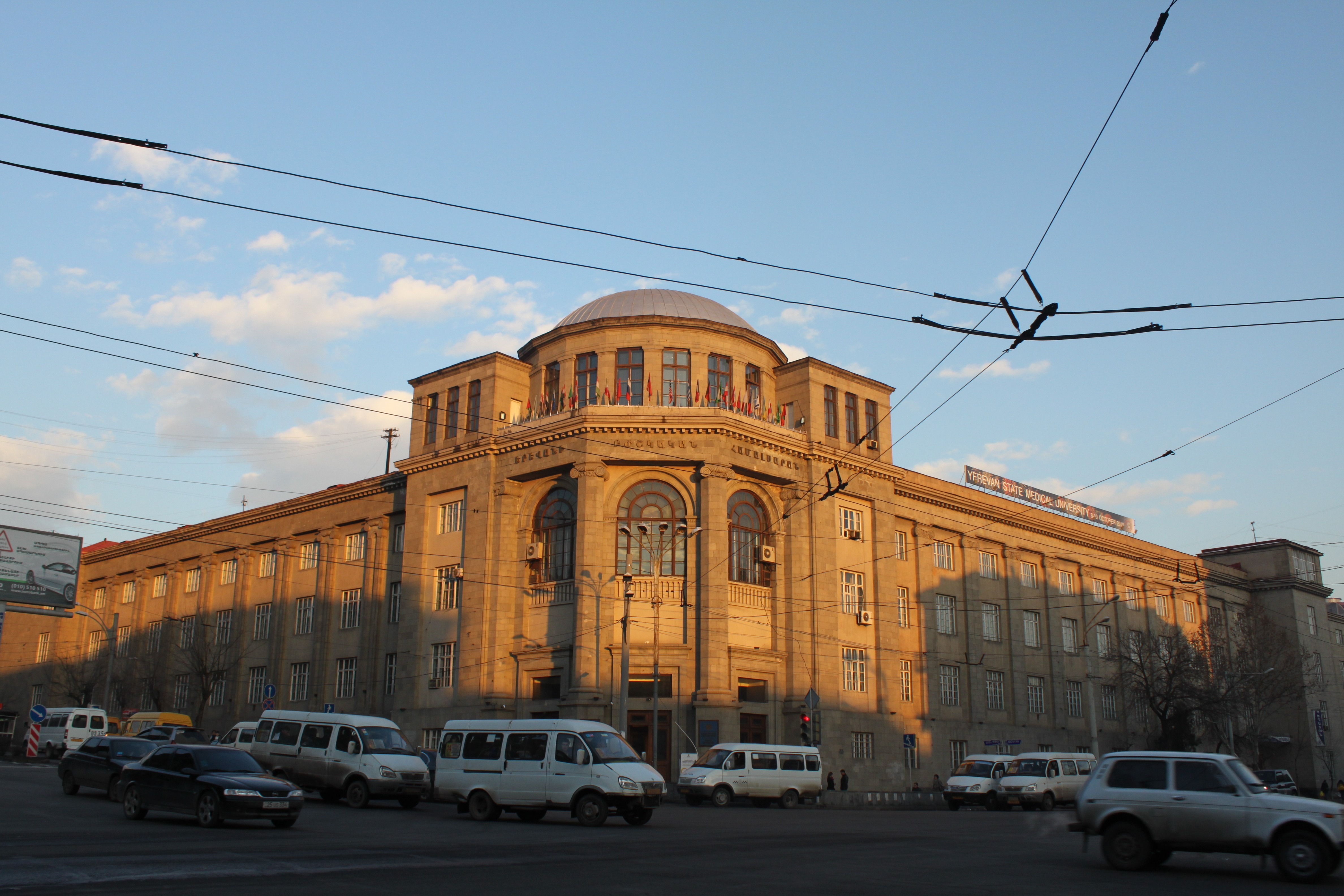
Главное здание Ереванского государственного медицинского университета
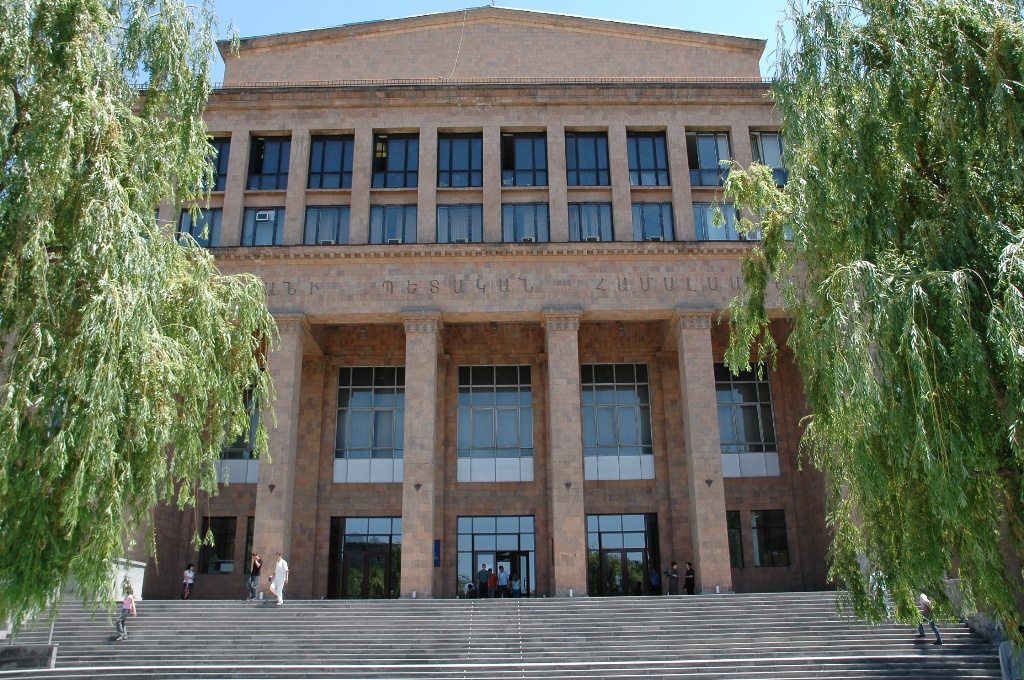
Главное здание Ереванского государственного университета
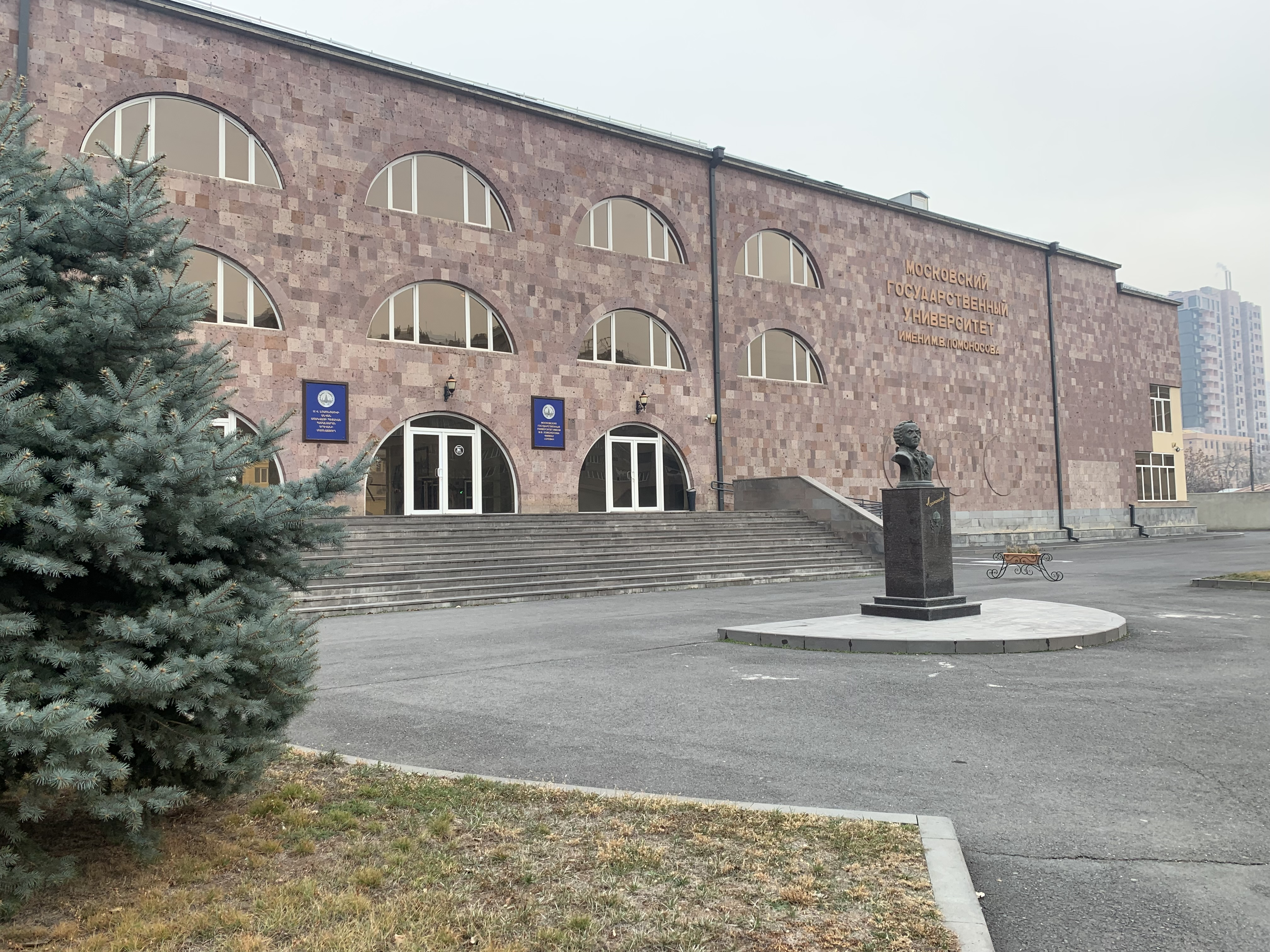
Филиал МГУ имени М. В. Ломоносова в Ереване

### Диаспора
Ереван является столицей и центром притяжения армянской диаспоры. Благодаря диаспоре влияние Еревана распространяется далеко за пределы Армении. Сама диаспора также играет одну из важнейших ролей в жизни столицы. Например, финансирование строительства Северного проспекта взяли на себя несколько армянских бизнесменов из-за рубежа; аэропорт Звартноц находится в собственности аргентинского бизнесмена — армянина Эдуардо Эрнекяна. Армяне из диаспоры владеют множеством квартир, торговых объектов, ресторанов, производств и предприятий Еревана.

### Религия
В религиозном отношении большая часть населения — христиане, принадлежащие к Армянской апостольской церкви. Также существуют последователи других христианских конфессий, а также езидизма (среди езидов), ислама и иудаизма.
Культовые сооружения Еревана:

#### Языческие храмы
- Храм Бога Суси (VIII век до н. э.)
- Храм Бога Халди (VIII век до н. э.)
- Храм Огня (VI—V вв до н. э.)

#### Армянская Апостольская церковь
- Храм Авана (VI век) (в полуразрушенном состоянии, не действует)
- Собор Птхни (VI век) (в селе Птхни, пригород Еревана)
- Сурб Ованнес-Мкртич (VII век, восстановлена в 1680-1710)
- Сурб Ованнес (Аван) (часовня V-VII веков, перестроена в XIII-XIV веках, частично разрушена в 1679 году[136], не действует)
- Сурб Аствацацин (Аван) (часовня V-VII веков, перестроена в XIII-XIV веках, частично разрушена в 1679 году[136], не действует)
- Сурб Зоравор Аствацацин (основана в IX веке[137], перестроена в 1632-1635 годах, разрушена в 1679 году [138] и восстановлена в 1693[139])
- Сурб Анания (часовня, построена в 870 году[140], перестроена в 1601 году, разрушена в 1679 году, восстановлена в 1693 году, реставрирована в 1889 году)
- Сурб Маринос / Сурб Аствацацин (Норк-Мараш)[арм.] (разрушена в 1679, восстановлена в начале 20 века, перестроена в 1990-х годах)
- Сурб Аствацацин (Канакер) (XV век. Разрушена в 1679 году, восстановлена в 1695[141])
- Сурб Аствацацин (Нор-Норк)[арм.] (2014[142])
- Сурб Аствацацин (Аван)[арм.] (2002[143])
- Сурб Аствацацин (Малатия)[арм.] (годы строительства - 1991-1998)
- Сурб Геворк, Норагавит[арм.] (X век. Разрушена в 1679 году, восстановлена в 1694 году[144])
- Сурб Анна (2015[145])
- Сурб Катогике (часовня, 1264[146])
- Сурб Хач (Шенгавит)[арм.] (церковь, годы строительства 1996-2006)
- Сурб Хач Зоравор (Шенгавит)[арм.] (часовня, год начала строительства - 1991[147])
- Сурб Хач (Арабкир)[арм.] (2018)
- Сурб Акоп (Канакер) (1504 год основания. Разрушена в 1679 году, восстановлена в 1695 году[148])
- Сурб Саркис (построена в 1450 году, разрушена в 1679 году, восстановлена в 1691-1705 году, перестроена в 1835-1842[149])
- Сурб Саркис (Нор-Норк)[арм.] (1999 год)
- Сурб Лусаворич / Кафедральный собор Святого Григория Просветителя (годы строительства - 1997-2001)
- Сурб Еррордутюн (Св. Троица)[арм.] (2005[150])
- Србоц Вардананц Нахатакац (Св. Вардановых Мучеников, Малатия-Себастия)[арм.] (1998[151])
- Србоц Нахатакац (Св. Мучеников, Давташен)[арм.] (2003[152])
- Србоц Нахатакац (Св. Мучеников, Нубарашен)[арм.] (2015[153])
- Србоц Аракелоц (Св. Апостолов, Шенгавит)[арм.] (2019)

#### Русская Православная церковь
- Храм Покрова Пресвятой Богородицы в Канакере (1916 год)
- Крестовоздвиженский храм (годы строительства - 2010-2017)

#### Армяно-Протестантская церковь
- Ереванская Евангелическая Церковь

#### Армяно-Католическая церковь
- Церковь Святой Анны

#### Свидетели Иеговы
- Зал Царства Свидетелей Иеговы

#### Еврейская синагога
- Синагога «Мордехай Нави»

#### Мусульманские мечети
- Голубая мечеть (1764—1768 гг.)
- Тапабашинская/Кондская мечеть (XVII-XVIII века[154], перестраивалась во второй половине XIX века[155], на данный момент в полуразрушенном состоянии, не действует)

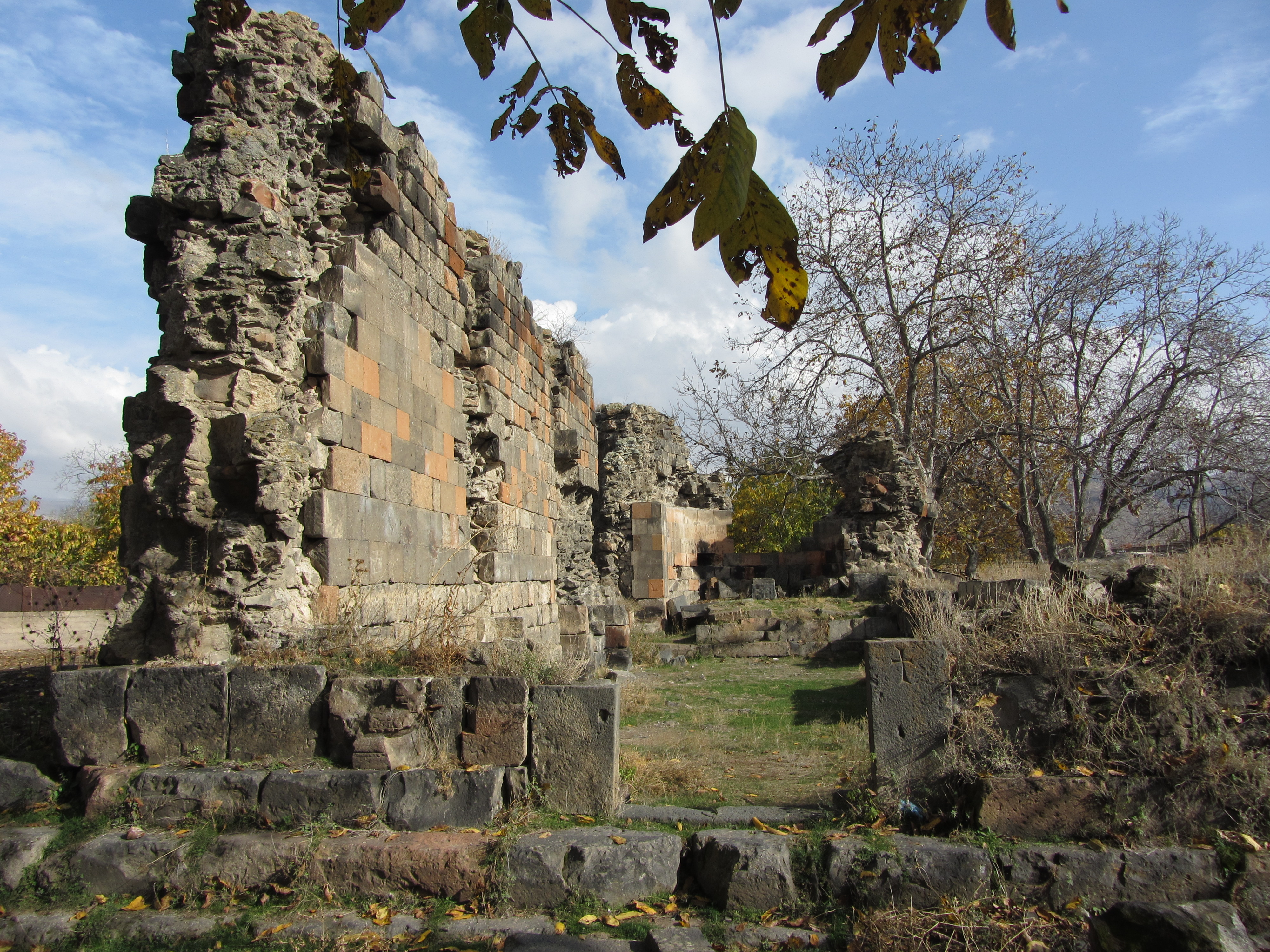
Руины церкви Хумаржам на южной окраине Еревана, IV в.
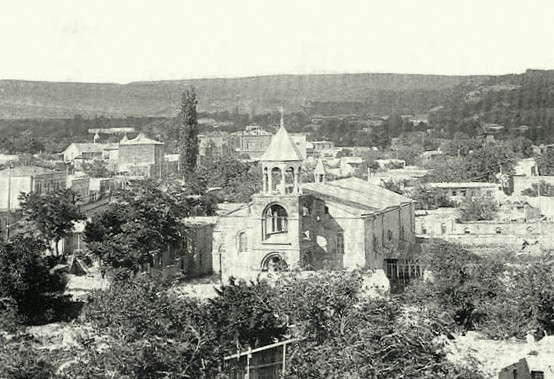
Церковь Погос-Петрос. Центральная часть города. V век.
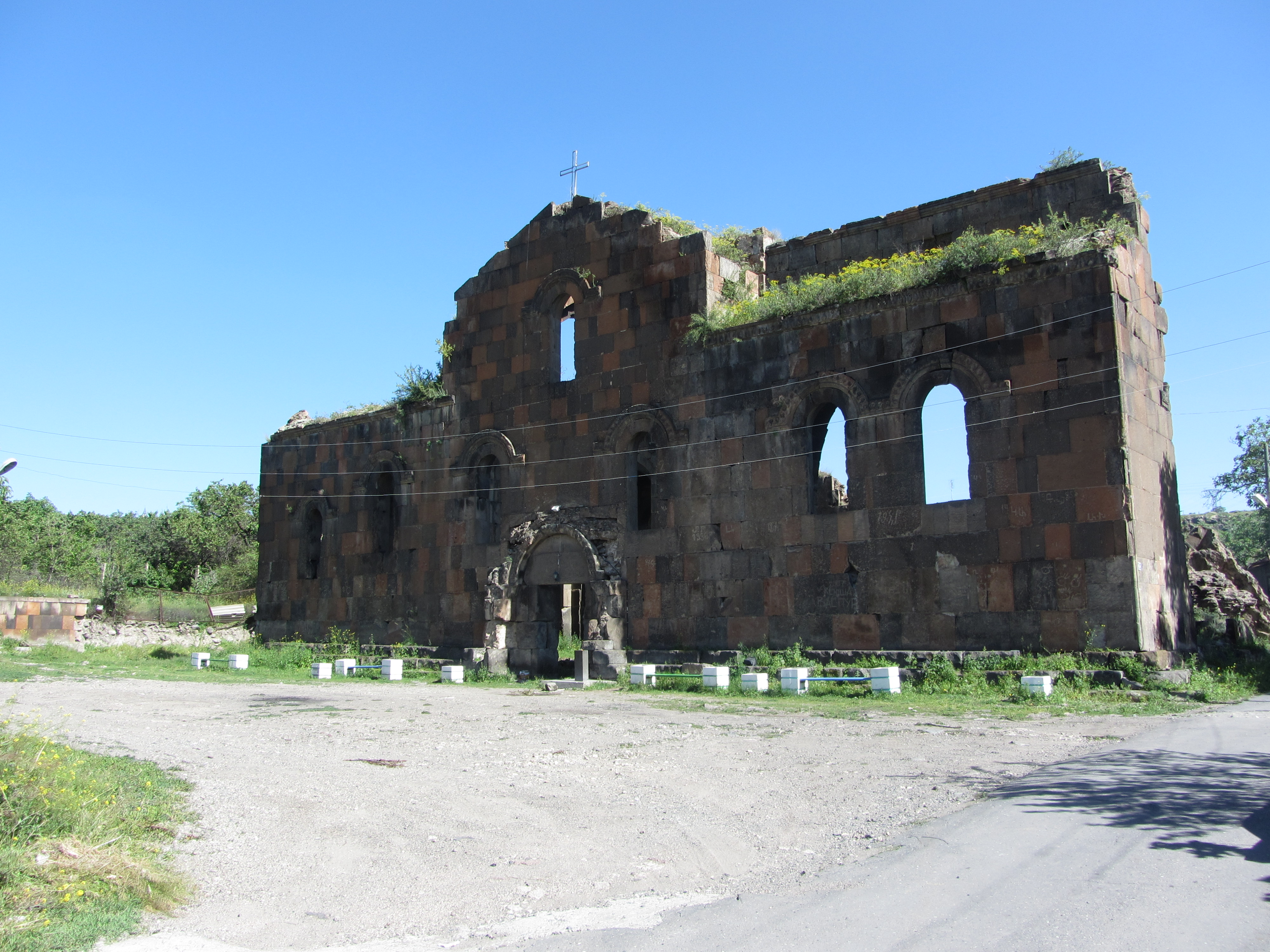
Собор Птхни, на северной окраине Еревана. VI век.
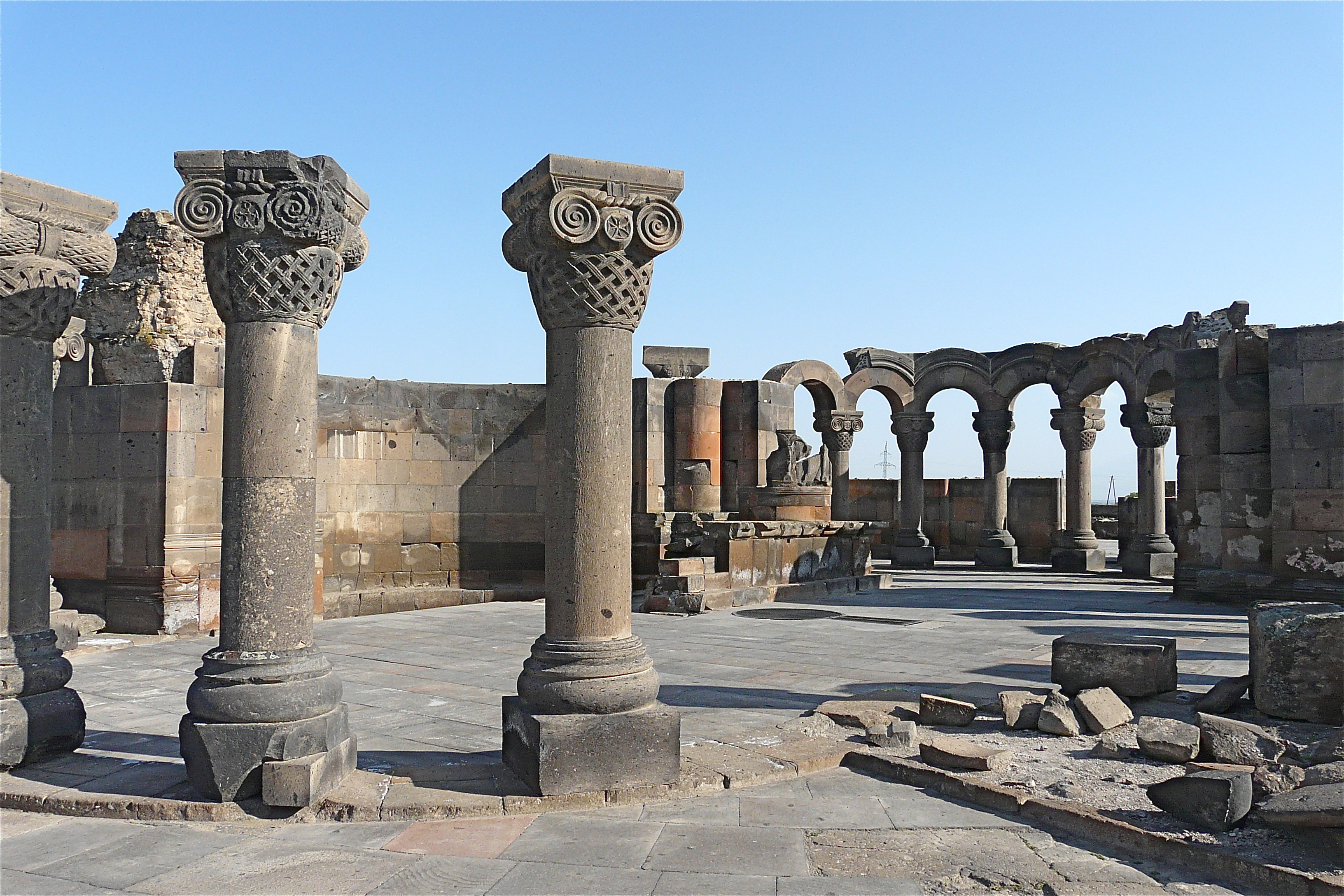
Храм Звартноц (Бдящих Сил), находится при въезде в Ереван с западной стороны. VII век.
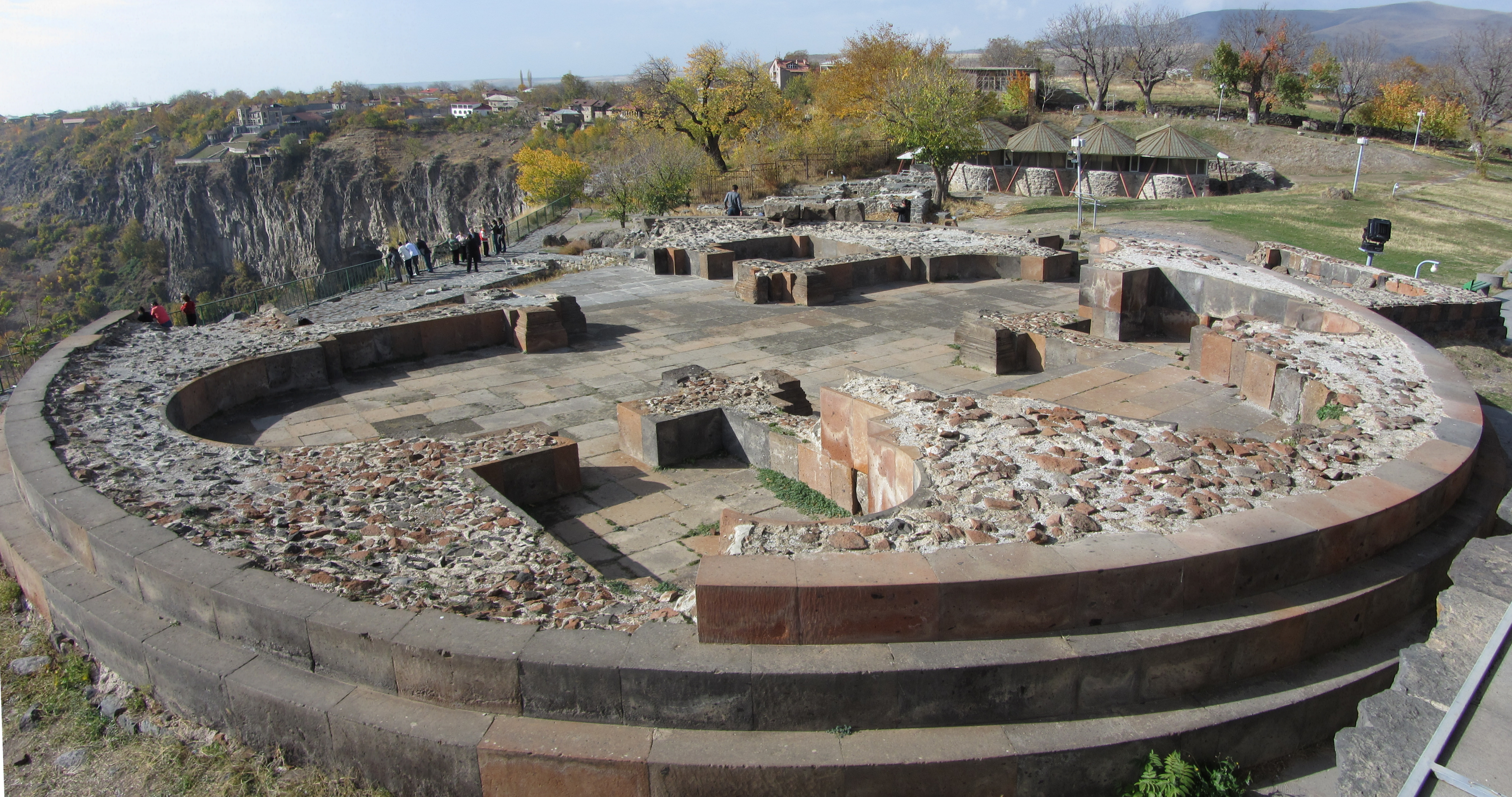
Руины храма Сурб Сион на южной окраине Еревана. VII век.
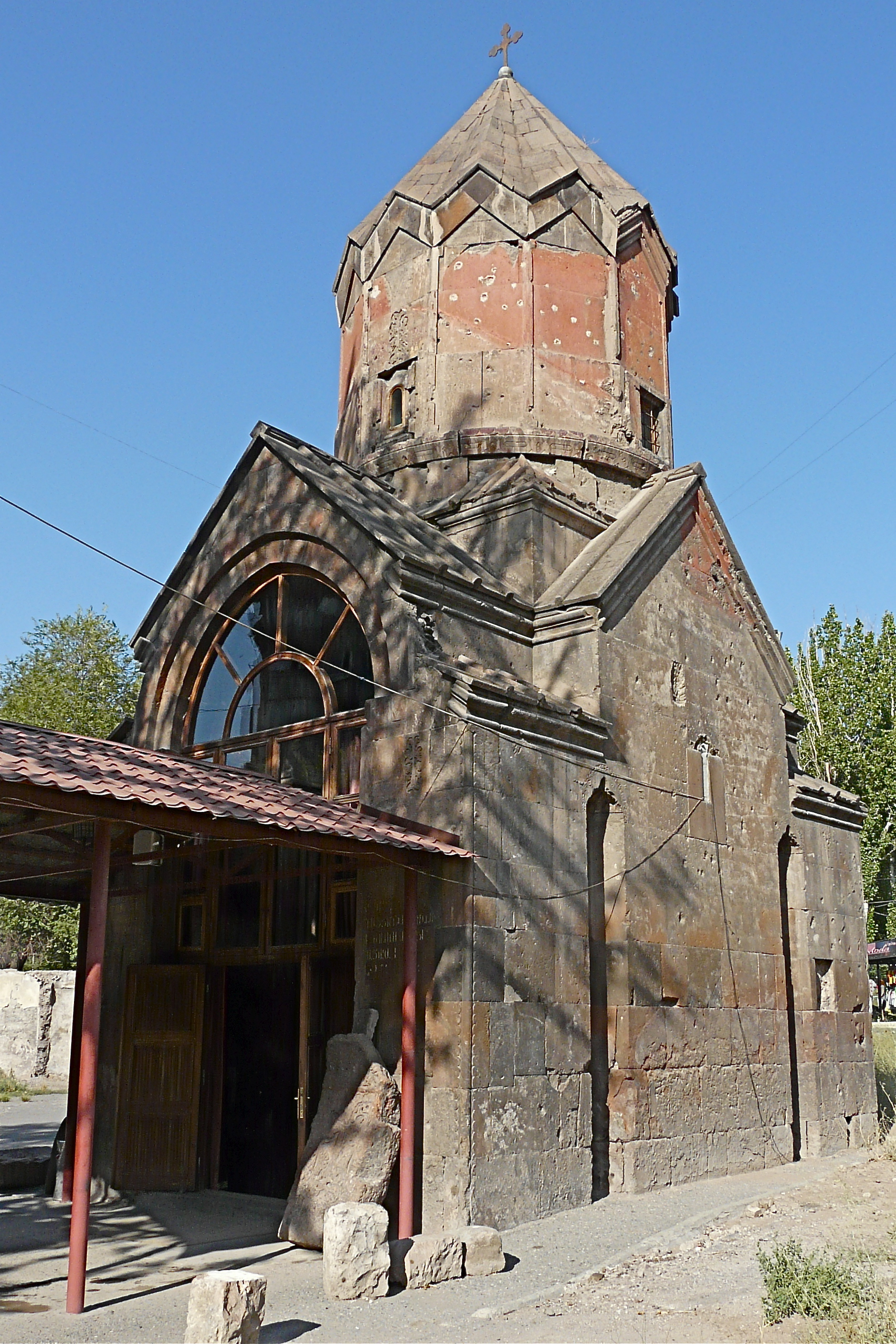
Церковь Катогике (Св. Богородицы), центральная часть города. XII век.
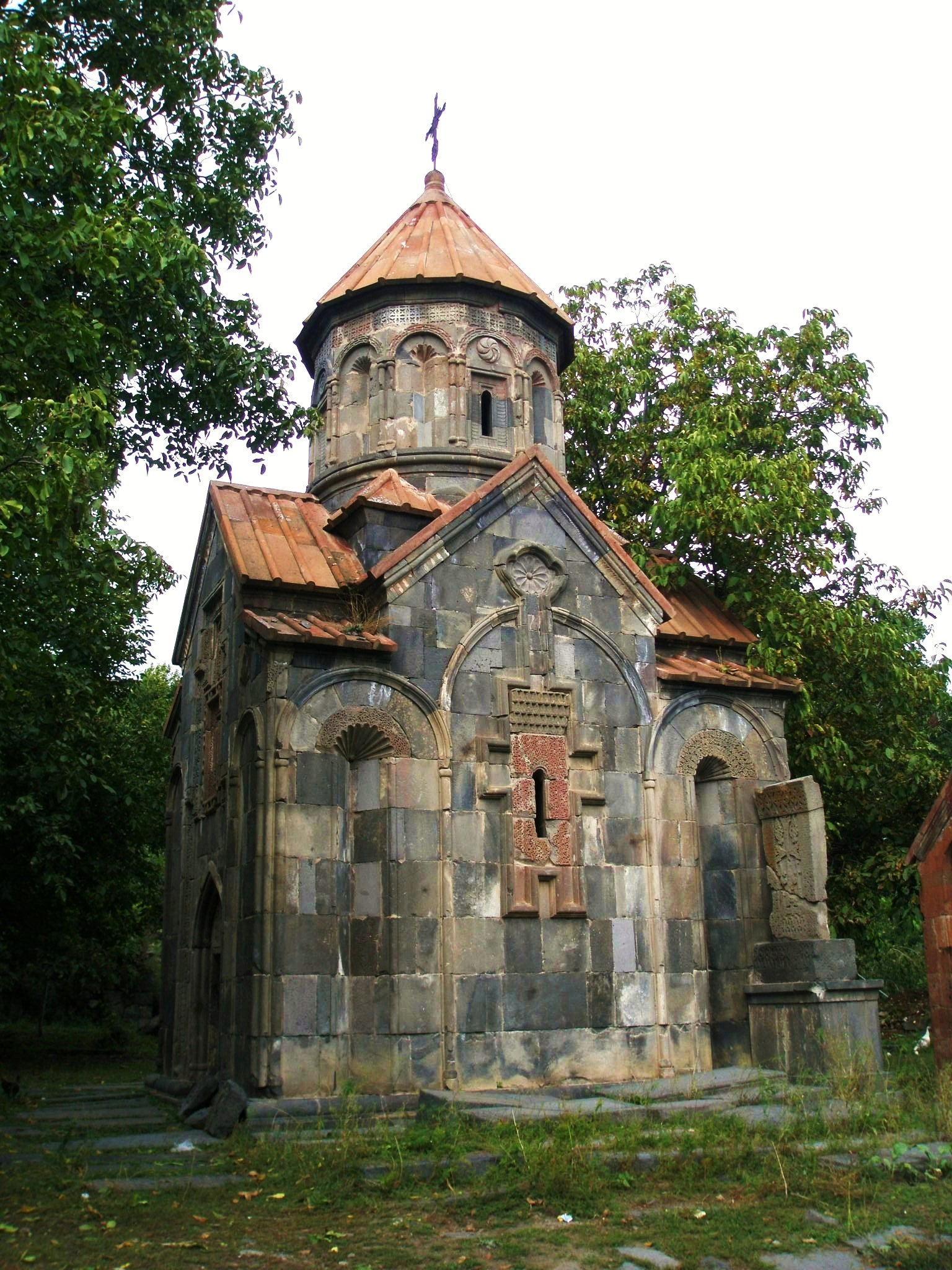
Церковь Маштоц Айрапет на южной окраине Еревана. XII век.
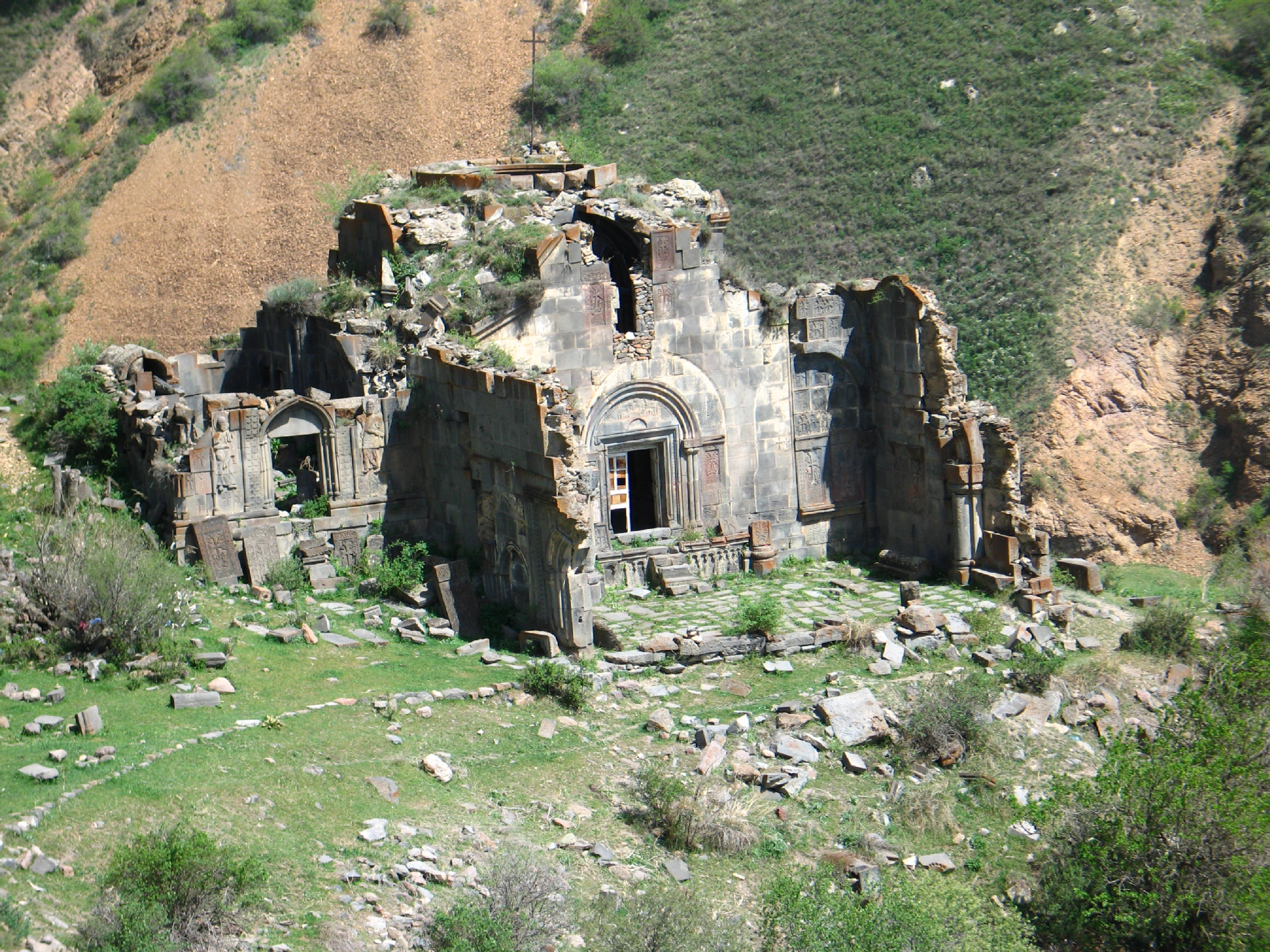
Монастырь Агджоц на южной окраине Еревана. 1270 год.
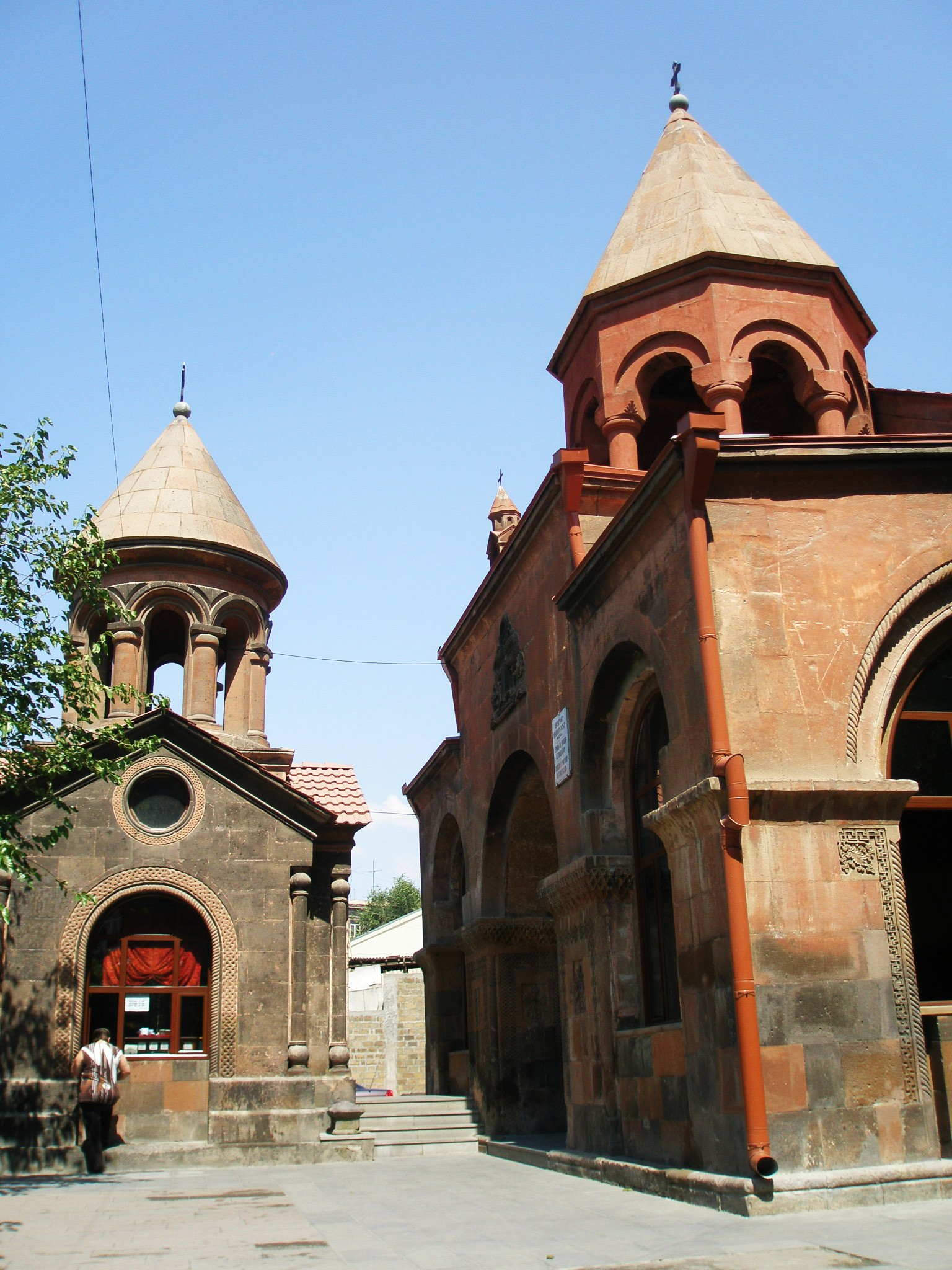
Церковь Зоравор, (Всесильная Богоматерь), центральная часть города. XVI век.
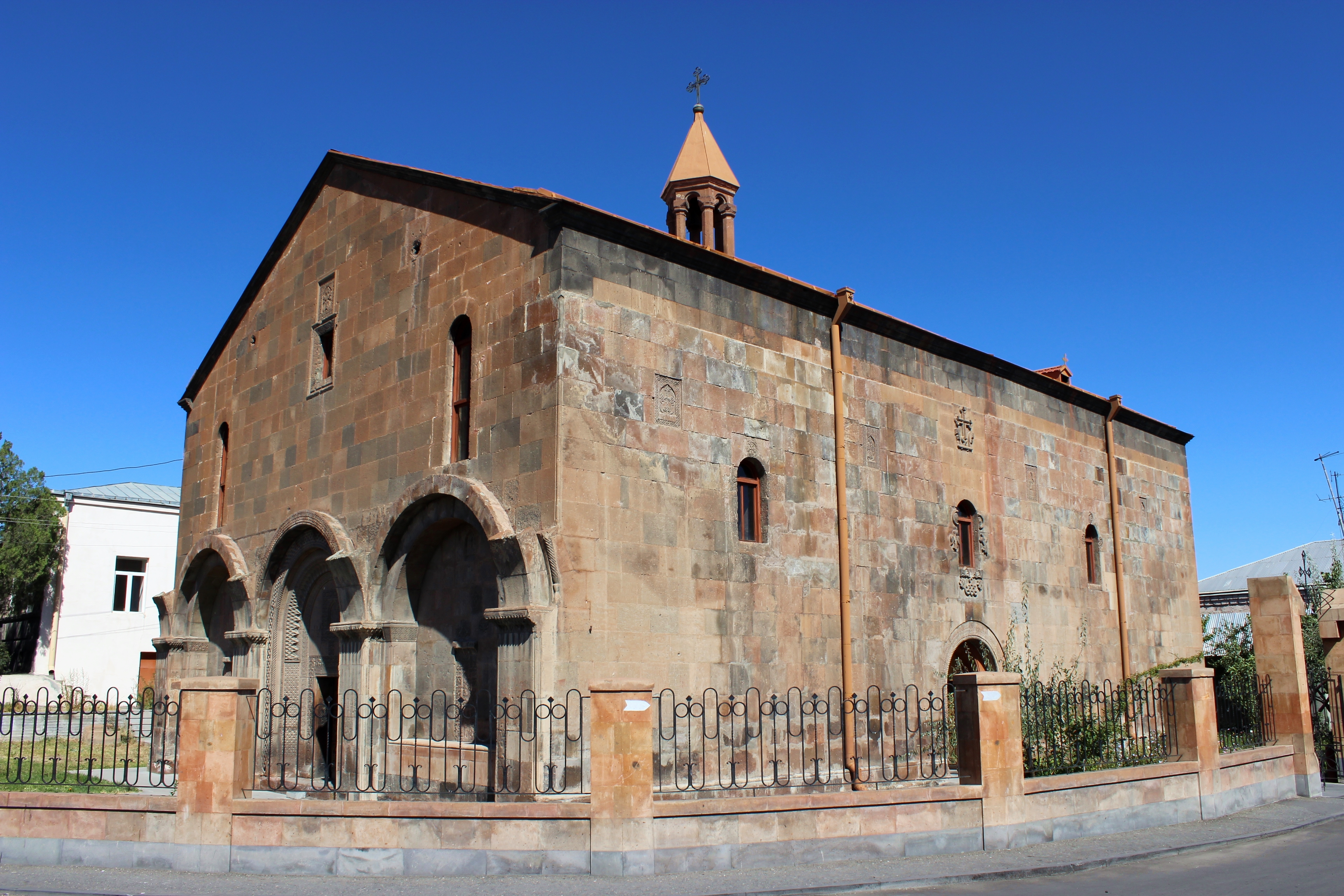
Церковь Сурб Акоп. 1679 год.
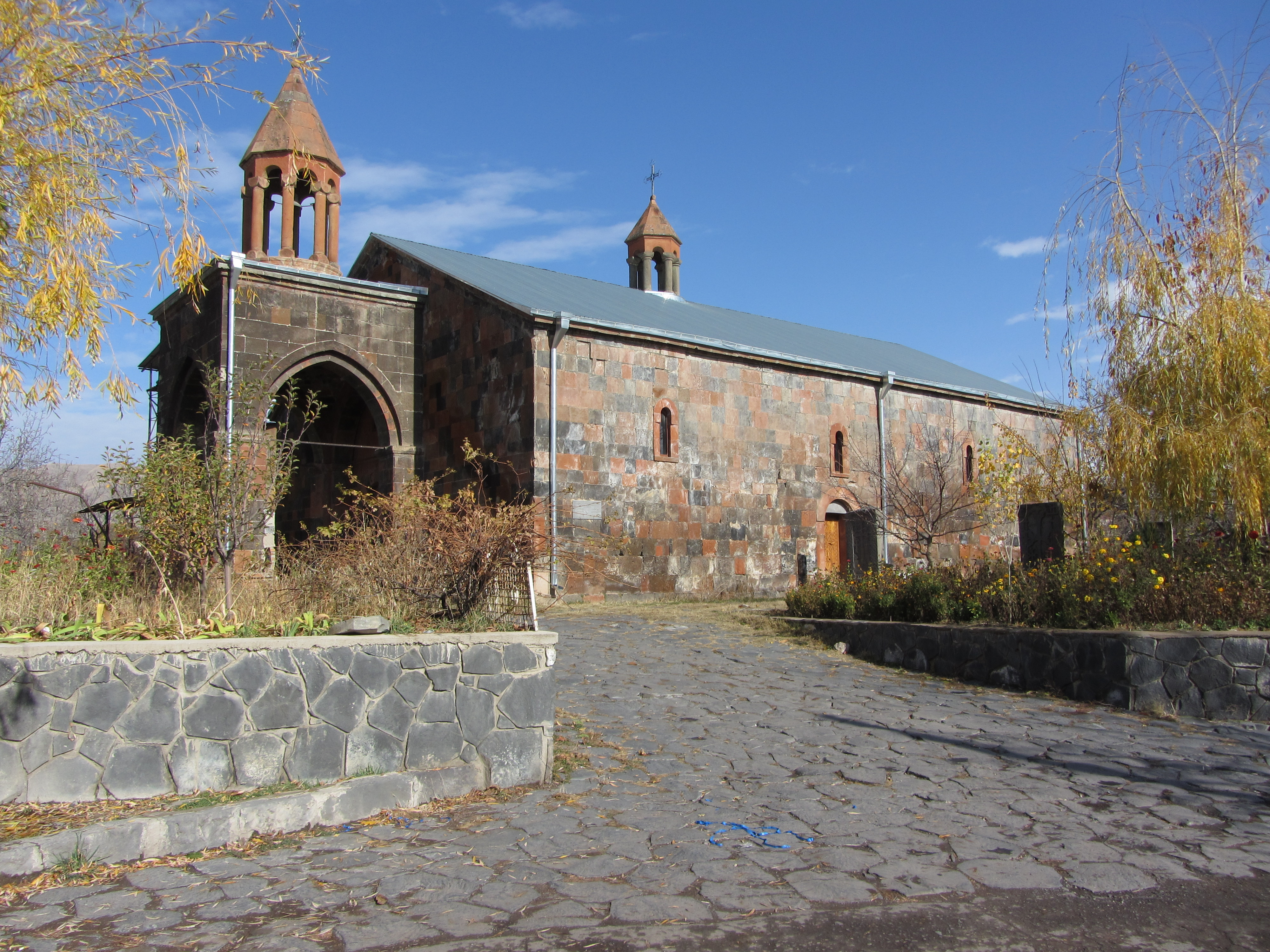
Церковь Сурб Аствацацин на южной окраине Ереване, XVII—XIX вв.
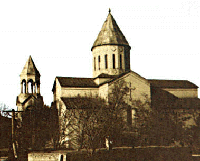
Церковь Григория Просветителя. XIX век
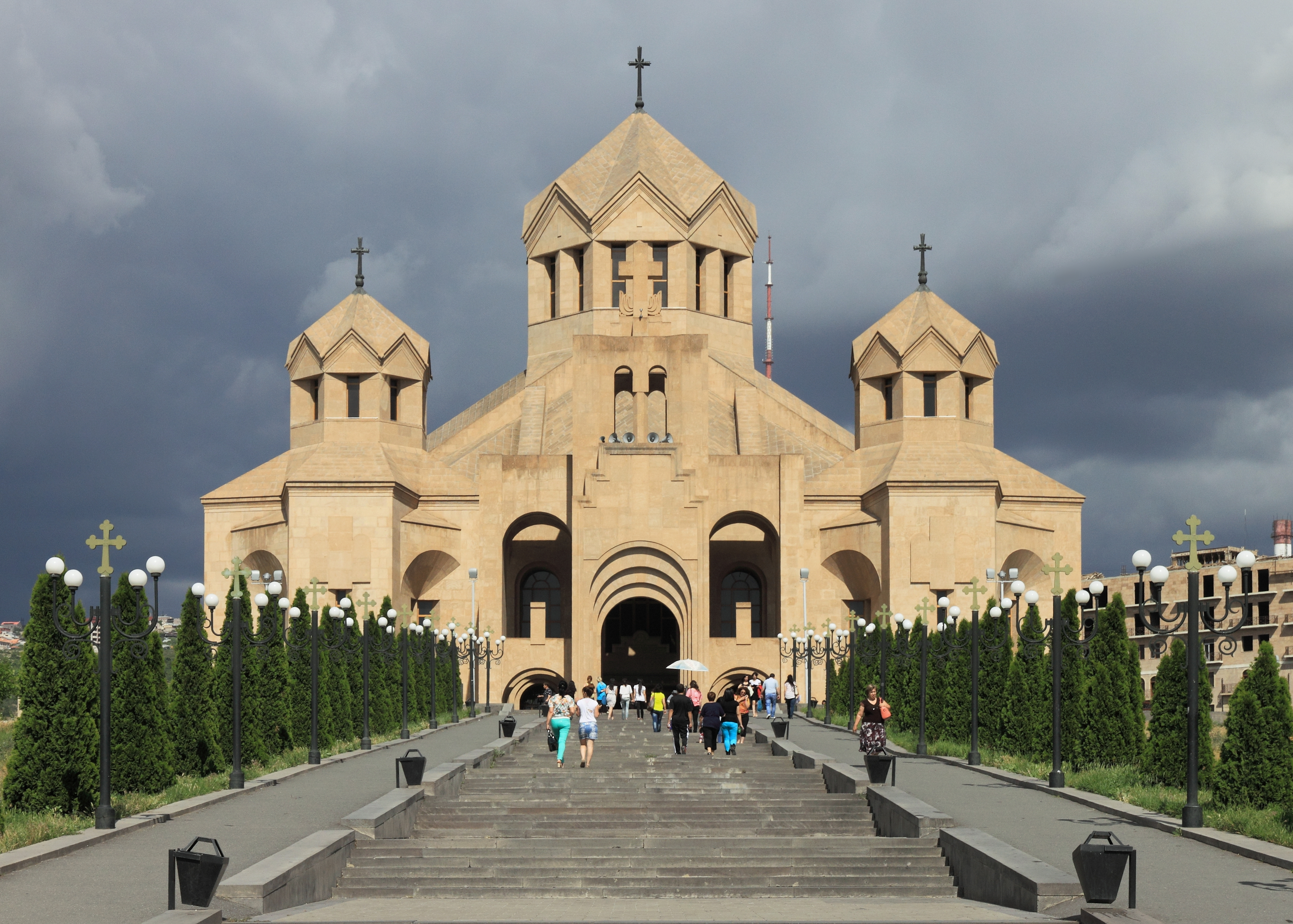
Кафедральный собор Святого Григория Просветителя
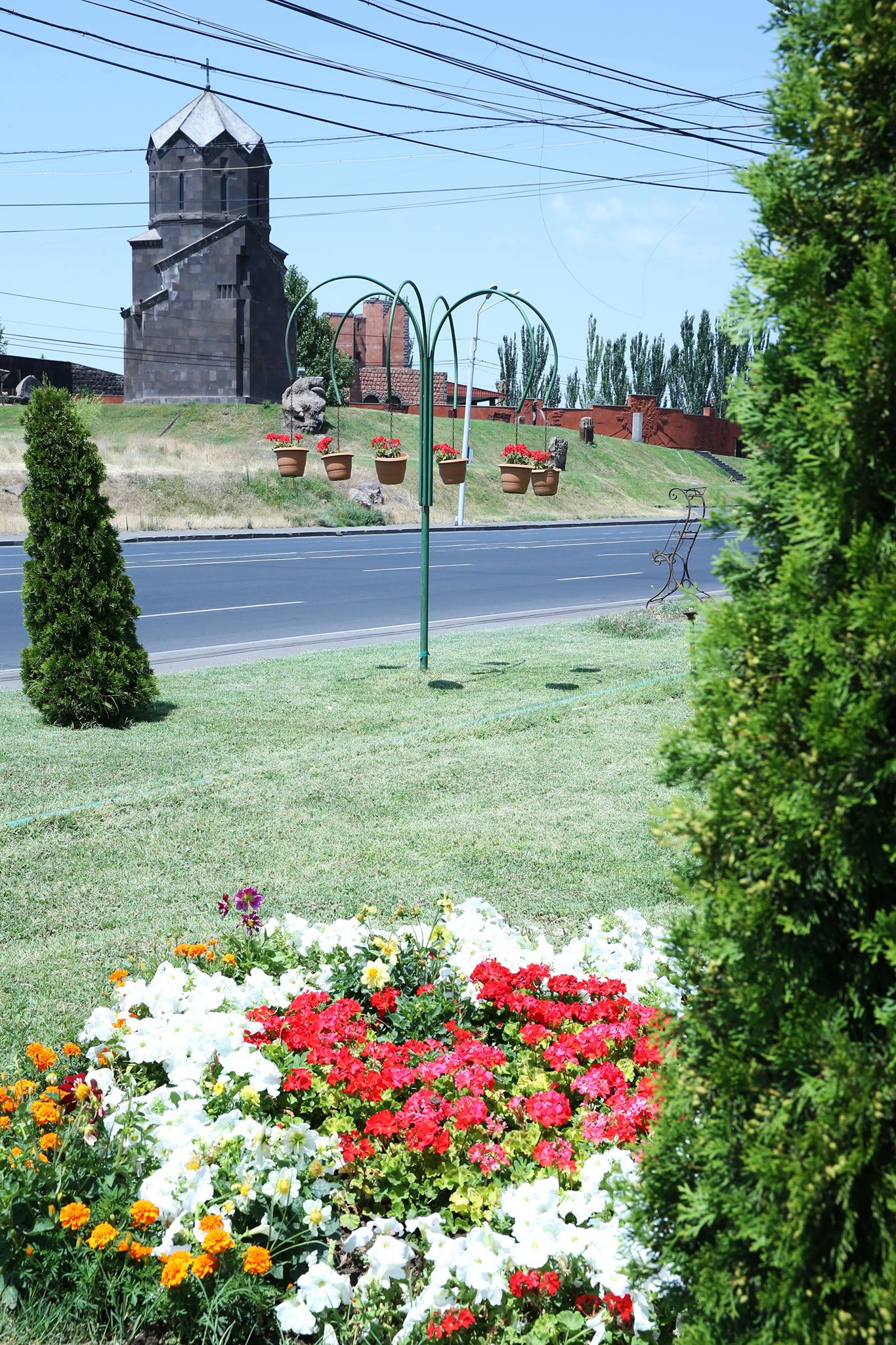
Церковь Святых Мучеников
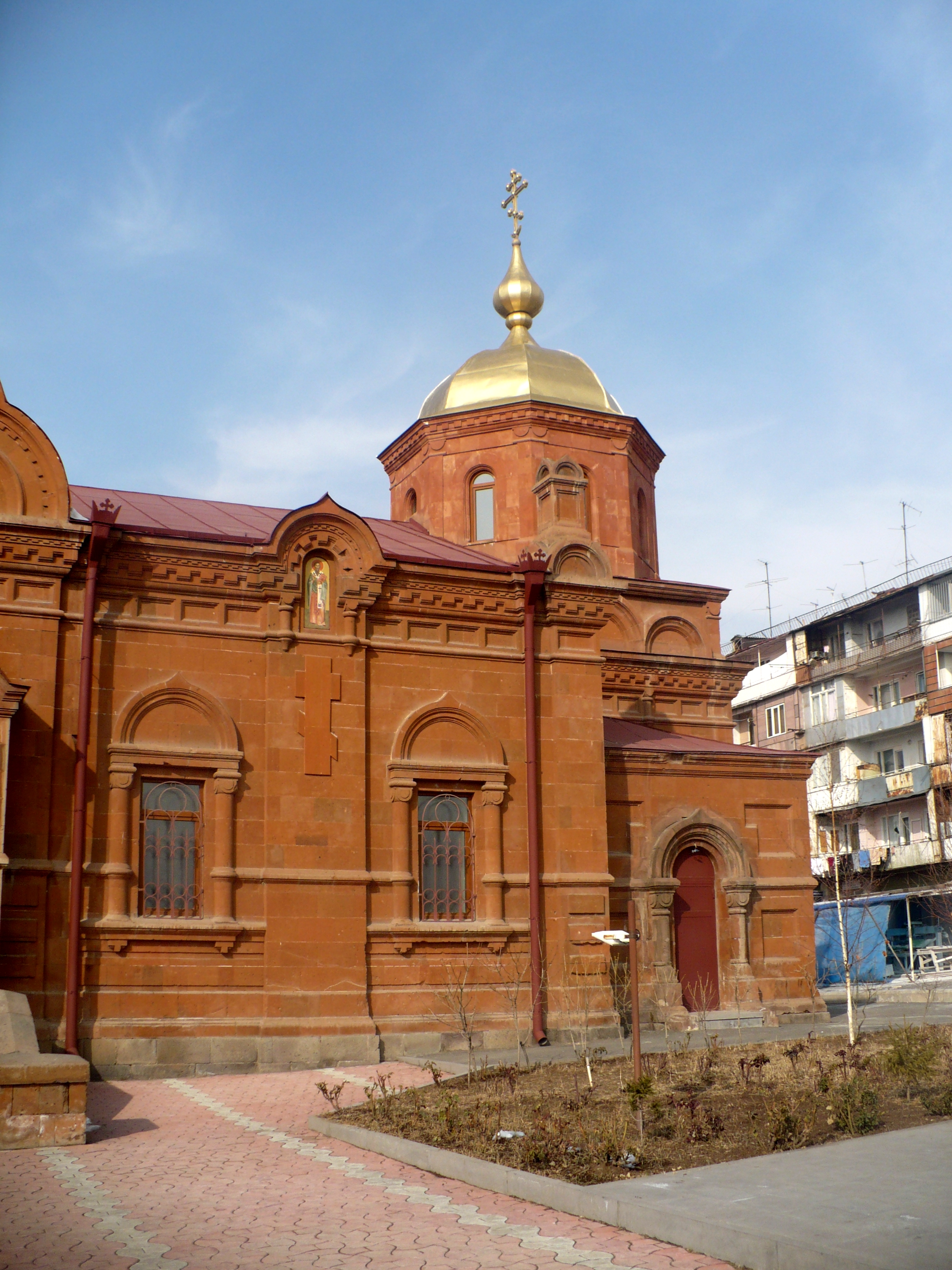
Храм Покрова Пресвятой Богородицы
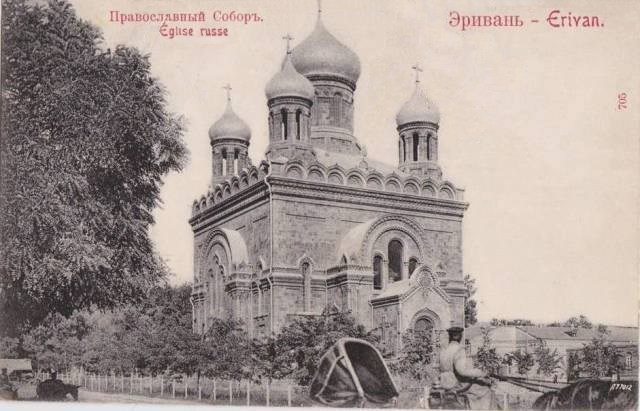
Русский Собор. XIX век
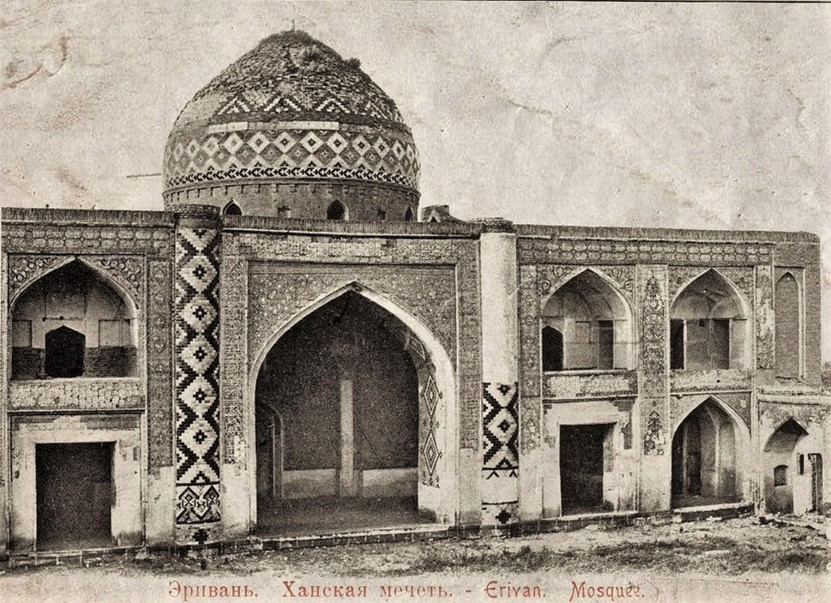
Ханская мечеть (построена в XIX веке)
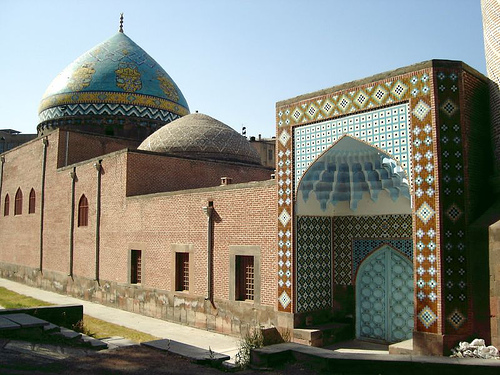
Голубая мечеть (1764—1768 гг.)

### Здравоохранение

#### В советское время
В 1970 было 37 больничных учреждений на 7,5 тыс. коек (9,5 койки на 1000 жителей), 90 врачебных амбулаторно-поликлинических учреждений (в том числе поликлинические отделения больниц и диспансеров); работали 4,9 тыс. врачей всех специальностей (1 врач на 162 жителей), 7,3 тыс. лиц среднего медицинского персонала; 2 санатория и 1 туристическая база. Функционировали институт усовершенствования врачей и 8 медицинских научно-исследовательских институтов.
В настоящее время в Ереване действуют такие больницы как:
- Институт хирургии имени Микаэляна
- Республиканский медицинский центр «Армения» (Республиканская больница)
- Медицинский центр «Эребуни»
- Медицинский комплекс «Арабкир»
- Армяно-американский центр здоровья (Маммографический Центр)
- Глазной центр им. Малаяна

Родильные дома:
- Центр охраны здоровья матери и ребёнка
- Центр акушерства, гинекологии и перинаталогии
- Медицинский центр «Шенгавит»
- Родильный дом «Сурб Аствацамайр»

#### Современность
В Ереване сконцентрировано 2/3 ресурсов системы здравоохранения Республики Армении. Здесь находятся почти все узкоспециализированные медучреждения трёх уровней. Согласно соответствующим постановлениям, принятым правительством Армении в 2001—2003 гг., здравоохранительные учреждения были реорганизованы, в результате чего их число сократилось. В Ереване медучреждения — закрытые акционерные общества (ЗАО), а тип недвижимости различен: есть государственные компании, основателями которых являются Министерства здравоохранения, образования и науки или Мэрия Еревана, но есть также частные компании. В столице действуют разнопрофильные медицинские учреждения.
Неполный список ереванских медучреждений и ЗАО:
| - Скорая мед. помощь - Медицинский центр «Григор Нарекаци» - МЦ «Канакер Зейтун» - МЦ «Сурб Аствацамайр» - НИИ Кардиологии - Медицинский центр «Норк Мараш» | - Поликлиника № 1 - Поликлиника № 4 - Поликлиника № 5 - Поликлиника № 7 - Поликлиника № 8 - Детская поликлиника № 9 | - Поликлиника № 12 - Поликлиника № 13 - Поликлиника № 15 - Поликлиника № 17 - Поликлиника № 19 - Поликлиника № 20 | - Поликлиника № 22 - Противотуберкулёзный диспансер - Поликлиника Норагавит - «Городской эндокринный диспансер» - ДЗАО ЦЗ Нор Арабкир - Медсанчасть № 4 |

В Ереване все аптеки и стоматологические поликлиники являются негосударственными учреждениями.

### Кладбища
- Ераблур — военное кладбище, расположенное в предместьях Еревана. В Ераблуре захоронены герои Армении, а с 1988 года здесь покоятся армянские герои Первой карабахской войны.
- Пантеон имени Комитаса — кладбище в Ереване, служащее для захоронения видных деятелей армянской науки и культуры.
- Центральное ереванское кладбище (Тохмах) — второе по площади кладбище в Ереване, основанное в 1929 году; на кладбище похоронено более 200 выдающихся армянских деятелей науки и культуры.
- Кладбище Норк-Мараш
- Чарбахское кладбище
- Зейтунское кладбище
- Канакерское кладбище

## Культура, искусство, досуг
Еженедельно по выходным на Вернисаже (ярмарке ручных работ) выставляются и продаются работы местных мастеров.
С 2004 года в Ереване проходит ежегодный международный кинофестиваль «Золотой абрикос».
В 2010 году в Ереване прошли VI открытые молодёжные Дельфийские игры государств-участников СНГ.
В 2012 году, в честь 500-летия армянского книгопечатания, ЮНЕСКО провозгласил Ереван «Всемирной столицей книги».
Ереван является участником Международной ассоциации мэров франкофонных городов.

### Театры

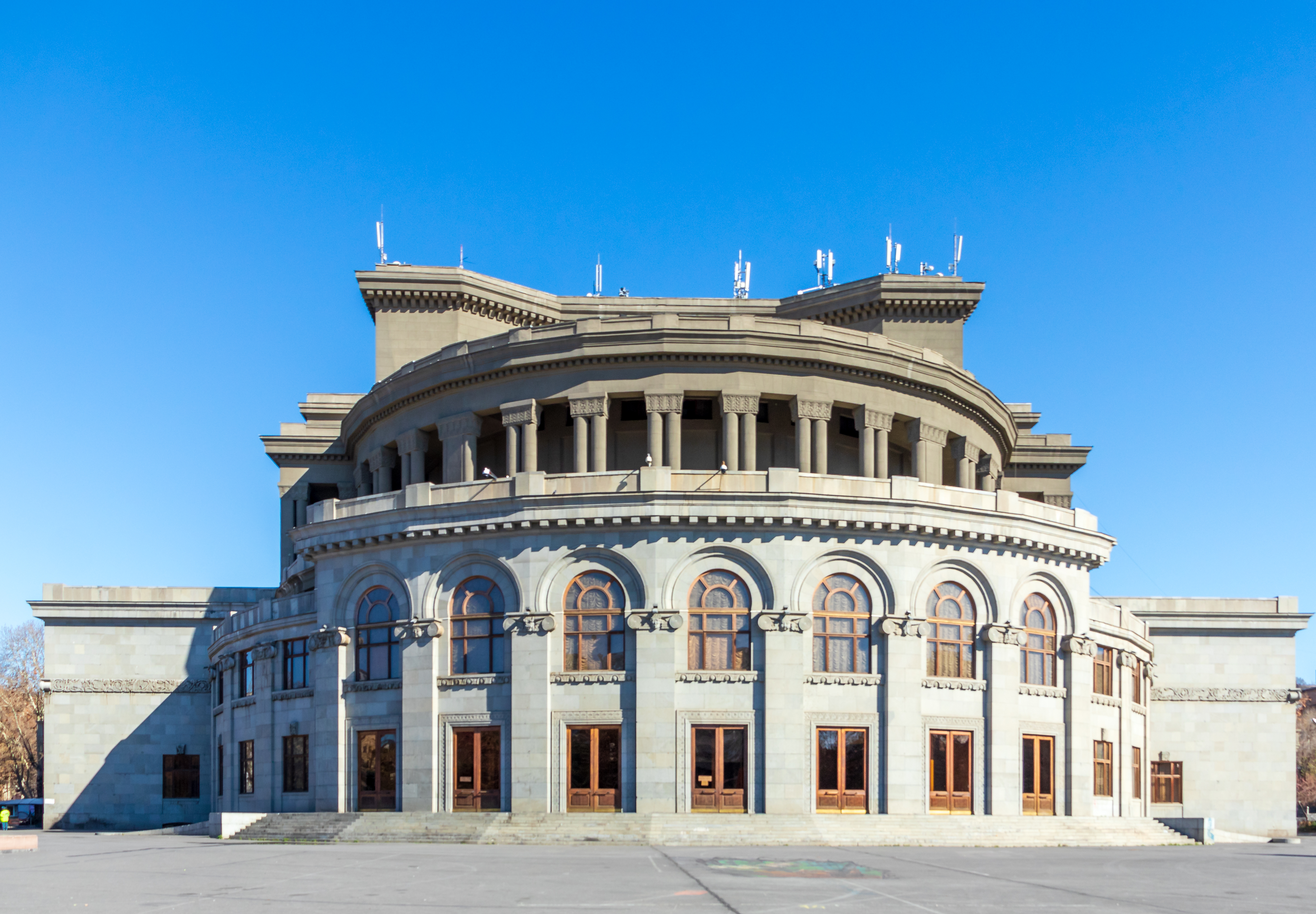
Театр оперы и балета

- Армянский театр имени Сундукяна — драматический театр в Ереване, основанный в 1921 году
- Армянский театр музыкальной комедии
- Армянский академический театр оперы и балета им. А. Спендиарова
- Ереванский театр юного зрителя
- Армянский кукольный театр
- Драматический театр имени Капланяна
- Ереванский государственный театр марионеток
- Ереванский русский драматический театр имени Константина Станиславского — драматический театр в Ереване, основанный в 1937 году
- Театр комедии и драмы им. Эдгара Элбакяна
- Армянский театр «Амазгаин»

### Музеи

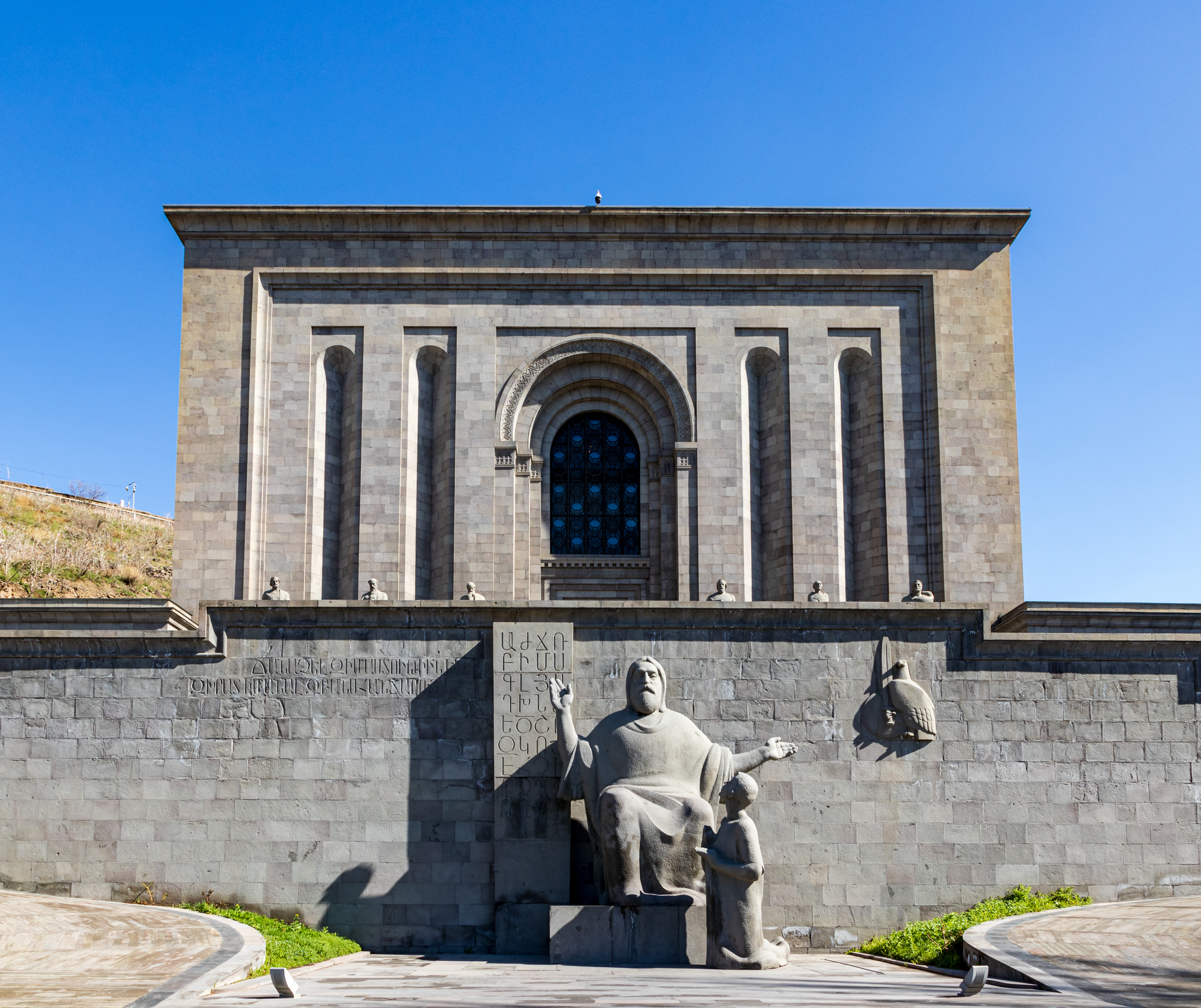
Матенадаран — музей-институт древних рукописей

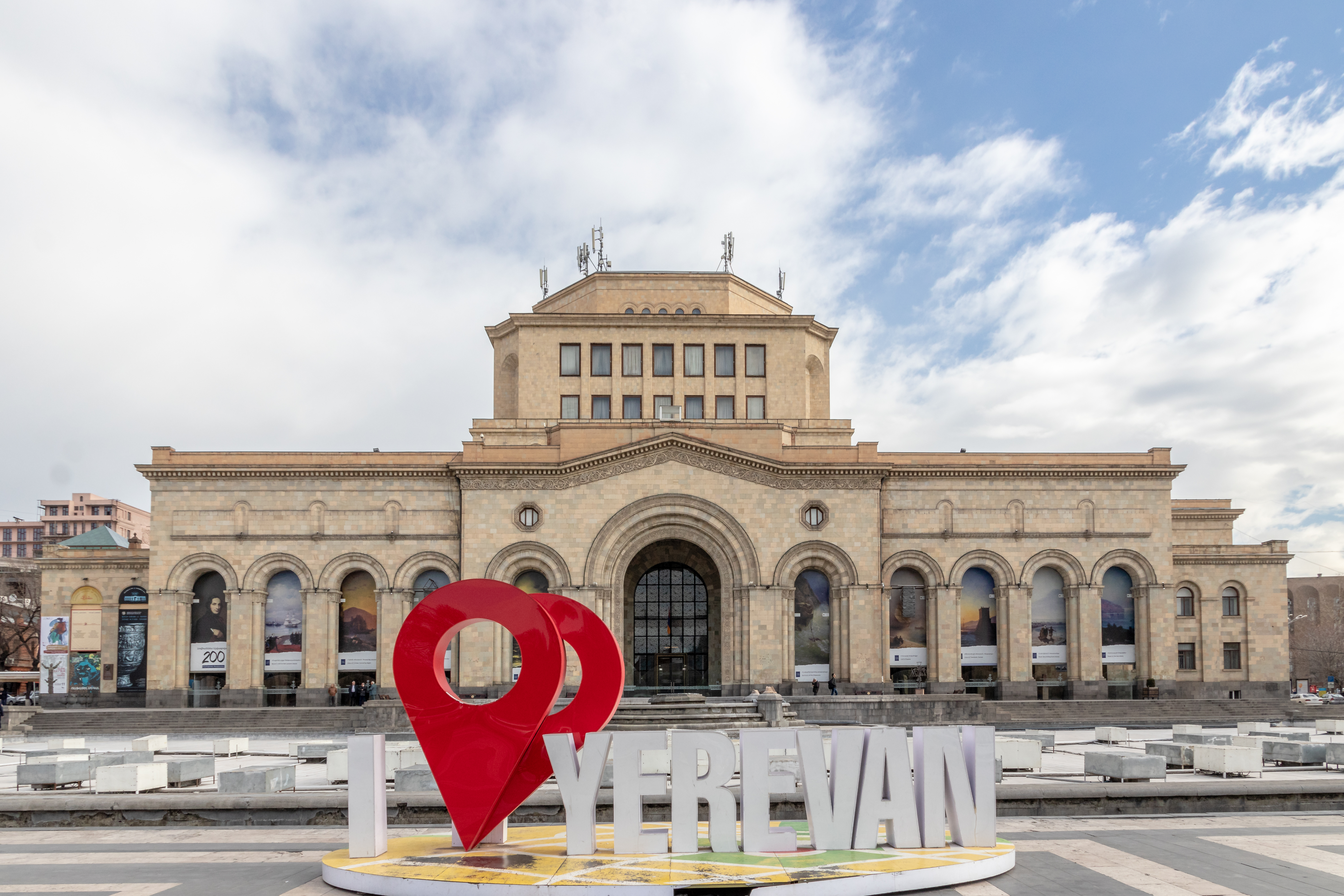
Национальная картинная галерея Армении

- Институт древних рукописей Матенадаран имени св. Месропа Маштоца — расположенный на проспекте Месропа Маштоца научно-исследовательский центр при правительстве Республики Армения. Является одним из крупнейших хранилищ рукописей в мире (в том числе и древнеармянских).
- Музей-институт Геноцида армян — занимающийся научным исследованием и музейным показом материалов о геноциде.
- Музей «Эребуни́» — один из исторических музеев города Еревана, расположенный на холме Арин-Берд. В музее собраны экспонаты, обнаруженные при раскопках крепости Эребуни в 1950—1959 годах и соседнего города Тейшебаини, которые проходили на холме Кармир-Блур в 1939—1958 годах. Музей был открыт в 1968 году к 2750-летию основания города Эребуни.
- Национальная картинная галерея Армении — главный музей изобразительных искусств Армении. Является одним из крупнейших музеев на территории СНГ. Основана в 1921 году.
- Национальный исторический музей Армении (ранее Государственный исторический музей Армении) — главный исторический музей Армении. Основан в 1921 году. Расположен на площади Республики.
- Музей истории Еревана — исторический музей, расположенный в центральной части Еревана, в одном здании с городской мэрией. Основан 1931 году.
- Музей современного искусства.
- Детская картинная галерея.
- Дом-музей Арама Хачатуряна.
- Дом-музей Сергея Параджанова — музей посвящённый советскому армянскому режиссёру и художнику Сергею Параджанову. Один из самых популярных музеев города.
- Дом-музей Ерванда Кочара.
- Дом-музей Мартироса Сарьяна.
- Дом-музей Александра Спендиарова
- Музей Александра Таманяна.
- Дом-музей Ованеса Туманяна.
- Дом-музей Аветика Исаакяна.
- Дом-музей Егише Чаренца.
- Музей деревянного зодчества.
- Музей литературы и искусства.

### Кинотеатры

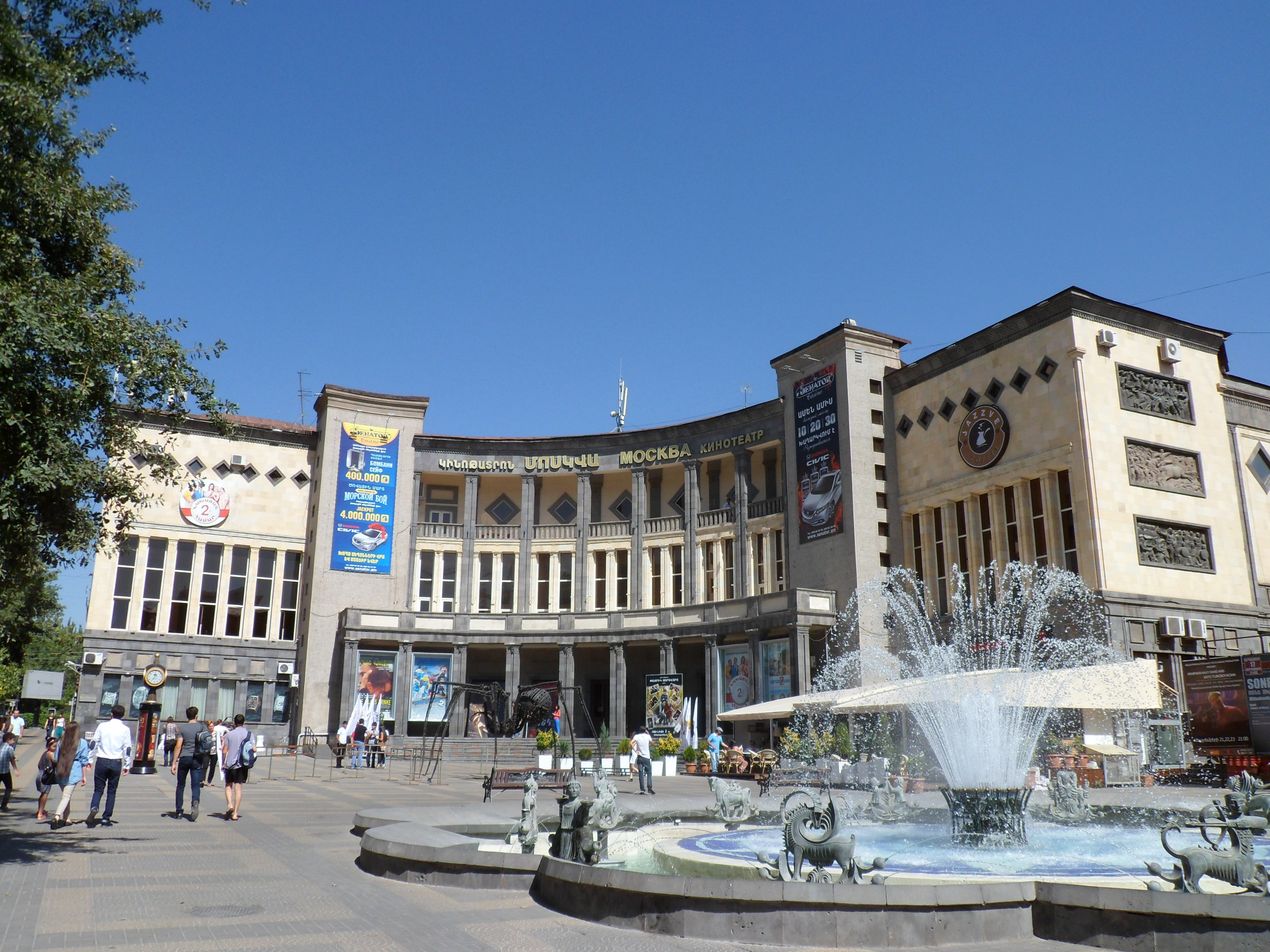
Кинотеатр «Москва»

В центральной части города расположены кинотеатр «Наири» (старейший кинотеатр Еревана, открыт в 1920 году) и кинотеатр «Москва».

### Ночная жизнь
В Ереване расположено много различных ночных заведений — баров, ресторанов, клубов, где представлены различные музыкальные направления. Особенно известен Ереван своими джаз-группами, которые часто привносят армянские мелодии выступая в формате этно-джаз.

## Спорт

### Футбол

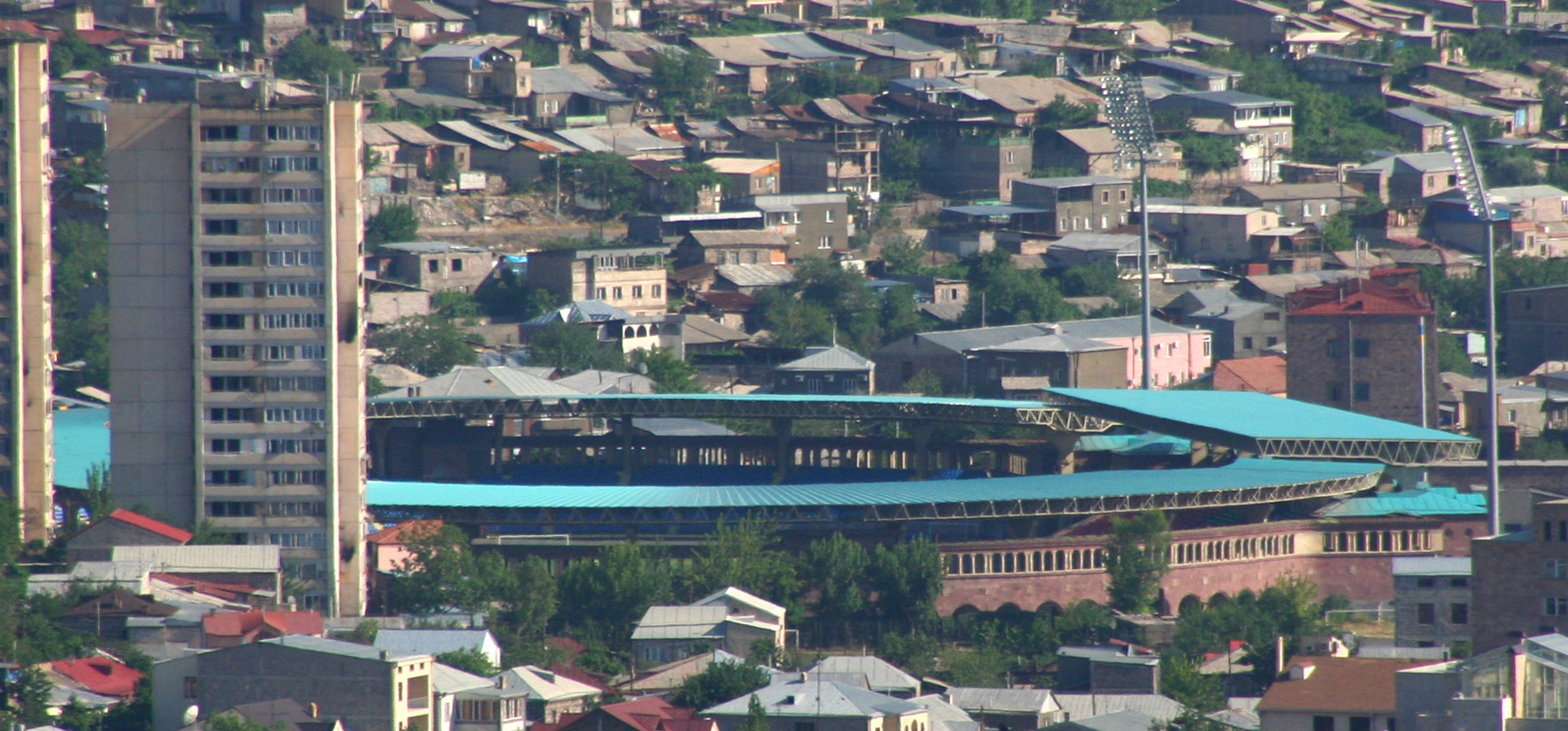
Республиканский стадион

«Пюник» — обладатель Кубка Армении 2009

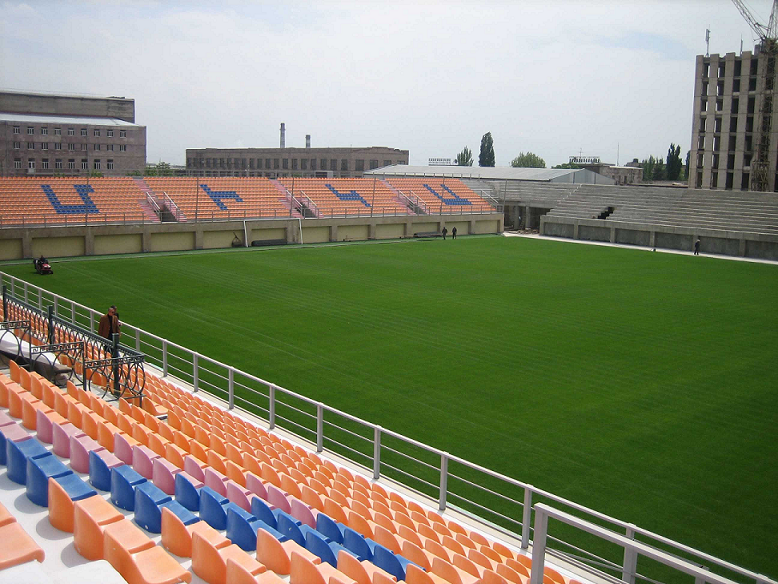
Стадион «Мика»

#### Список футбольных клубов Еревана
| Команда                                 | Стадион                        | Год основания и расформирования |                                |                                |                                |
| Премьер-лига — сезон 2023/2024          | Премьер-лига — сезон 2023/2024 | Премьер-лига — сезон 2023/2024  | Премьер-лига — сезон 2023/2024 | Премьер-лига — сезон 2023/2024 | Премьер-лига — сезон 2023/2024 |
| --------------------------------------- | ------------------------------ | ------------------------------- | ------------------------------ | ------------------------------ | ------------------------------ |
| «Алашкерт»                              | Алашкерт                       | 2011                            |                                |                                |                                |
| «Арарат»                                | Республиканский                | 1935                            |                                |                                |                                |
| «Арарат-Армения»                        | Ереванская футбольная академия | 2017                            |                                |                                |                                |
| ЦСКА                                    | Ереванская футбольная академия | 2019                            |                                |                                |                                |
| «Пюник»                                 | Городской стадион (Абовян)     | 1992                            |                                |                                |                                |
| «Урарту»                                | Урарту                         | 1992                            |                                |                                |                                |
| Первая лига — сезон 2021/2022           |                                |                                 |                                |                                |                                |
| «Алашкерт-2»                            | Алашкерт                       |                                 |                                |                                |                                |
| «Арарат-Армения-2»                      | Ереванская футбольная академия | 2018                            |                                |                                |                                |
| «ЦСКА-2»                                | Ереванская футбольная академия |                                 |                                |                                |                                |
| «Пюник-2»                               | Алашкерт                       | 2001                            |                                |                                |                                |
| «Урарту-2»                              | Урарту                         | 2002                            |                                |                                |                                |
| Несуществующие и расформированные клубы |                                |                                 |                                |                                |                                |
| «Ай Ари»                                |                                | 2006                            |                                |                                |                                |
| «Арабкир»                               | «Наири»                        | 1977 — 1997                     |                                |                                |                                |
| «Бананц-3»                              | «Бананц»                       | 2004 — 2009                     |                                |                                |                                |
| «Ван»                                   |                                | 1990 — 1997                     |                                |                                |                                |
| «Динамо»                                | «Касахи Марзик»                | 1936 — 2007                     |                                |                                |                                |
| «Ереван»                                | «Раздан»                       | 1995 — 1999                     |                                |                                |                                |
| «Ереван Юнайтед»                        | Республиканский                | 2004 — 2007                     |                                |                                |                                |
| «Звартноц-ААЛ»                          | «Звартноц»                     | 1997 — 2003                     |                                |                                |                                |
| «Киликия»                               | «Раздан»                       | 1992 — 2011                     |                                |                                |                                |
| «Локомотив»                             |                                | ? — 2005                        |                                |                                |                                |
| «Малатия»                               |                                | 1990 — 2001                     |                                |                                |                                |
| «Наири»                                 | «Наири»                        | 1954 — 2000                     |                                |                                |                                |
| «Норк-Мараш»                            |                                | 1998 — 2004                     |                                |                                |                                |
| «Спартак»                               | «Аракс»                        | 1960 — 2003                     |                                |                                |                                |
| «Эребуни»                               | «Эребуни»                      | 1956 — 1999                     |                                |                                |                                |
| «Улисс»                                 | «Раздан»                       | 2000 — 2016                     |                                |                                |                                |

#### Стадионы Еревана
| Стадион         | Вместимость | Год открытия |
| --------------- | ----------- | ------------ |
| Республиканский | 14 935      | 1938         |
| «Раздан»        | 55 000      | 19.05.1971   |
| «Бананц»        | 10 000      | 2008         |
| «Звартноц»      | 7 000       |              |
| «Мика»          | 7 000       | 2008         |
| «Наири»         | 6 800       |              |
| «Пюник»         |             |              |
| «Эребуни»       |             |              |
| «Спартак»       |             |              |

### Другие спортивные направления
В Ереване действует ледовый дворец, где проводятся показательные выступления и региональные турниры.
В 2011 году сдан в эксплуатацию новый велотрек, отстроенный вместо ранее снесённого.
В 2021 году начал свою работу первый в Армении скейт-парк, расположенный на Кольцевом бульваре, у церкви Святого Григория Просветителя. Был построен при поддержке Союза армян Украины.
Действуют несколько плавательных бассейнов открытых широкой публике, в том числе олимпийских размеров и летние, под открытым воздухом.

## Архитектура и достопримечательности
Памятники архитектуры и достопримечательности Еревана сосредоточены в центре города — районе, первоначально разработанном и построенном по проекту выдающегося армянского архитектора Александра Таманяна в первой половине XX века. С того времени в городе появилось и исчезло множество зданий, однако планировка и общий архитектурный облик, в целом, сохранился.
Наиболее распространённым строительным материалом является розовый туф, благодаря чему Ереван получил название «Розового города».

### Центр

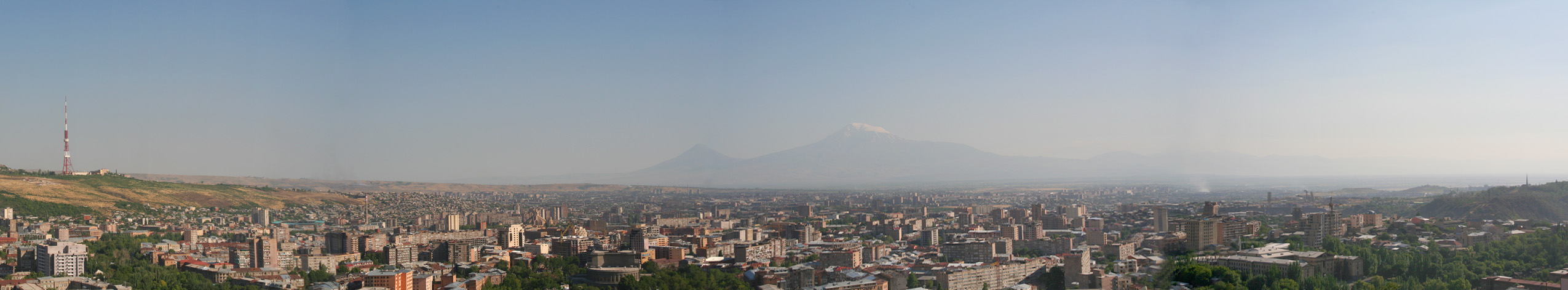
Панорама центральной части Еревана

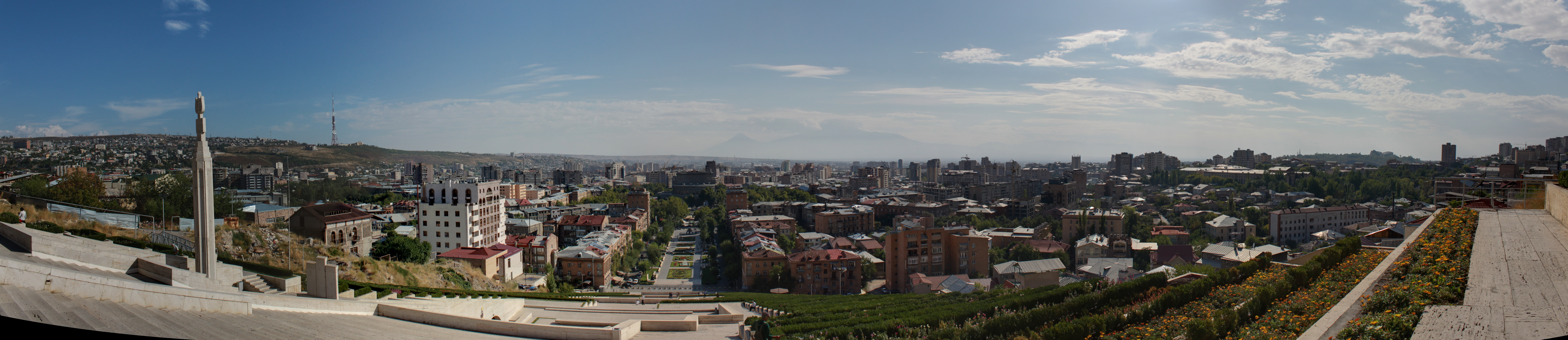
Панорама Еревана с верхней смотровой площадки Каскада

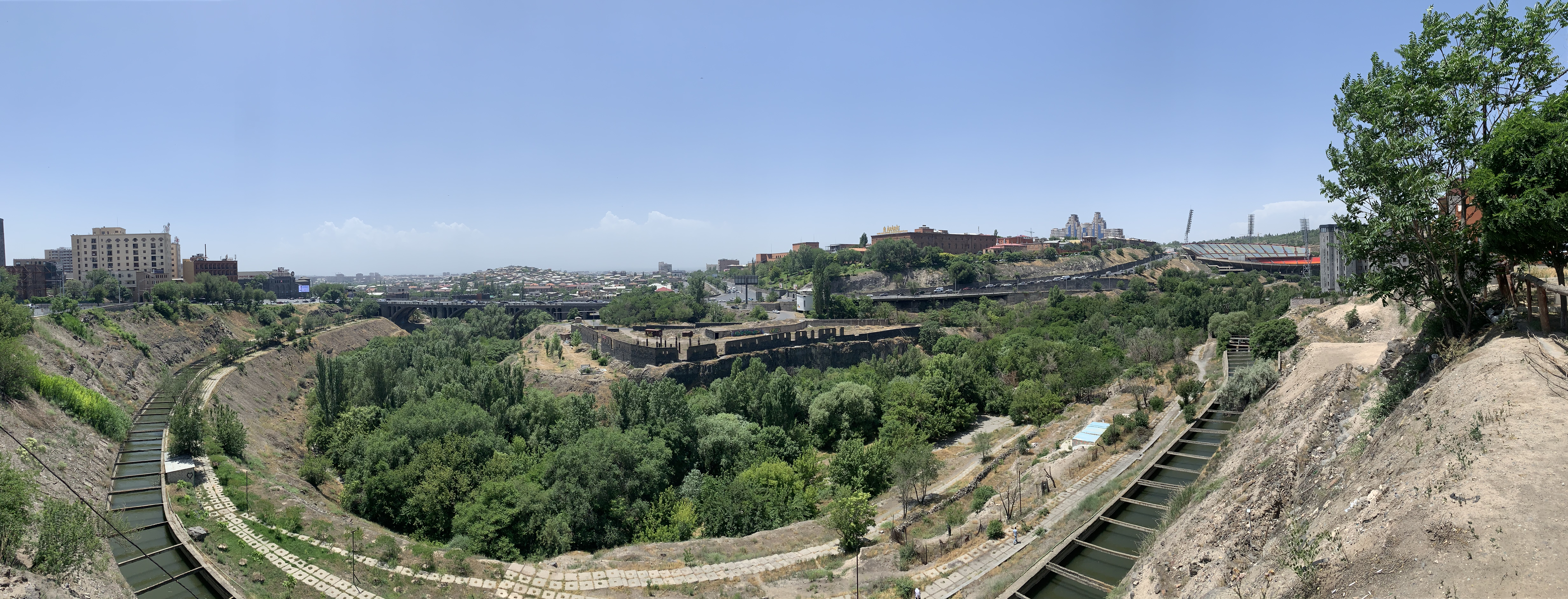
Панорама Разданского ущелья в центральной части города с Арташатским каналом

Центром архитектурного ансамбля города является площадь Республики (1924—1958 годы). Форму площади образуют 5 зданий: здание Национального исторического музея Армении, здание Правительства Армении с главными часами страны на башне, Центральное здание почты РА, гостиница «Marriott Armenia», здание Министерства иностранных дел и энергетики. Перед зданием Музея истории Армении стоят легендарные «поющие» фонтаны, одновременно меняющие свой цвет.
C севера к площади примыкает (через улицу Абовяна) построенный недавно пешеходный Северный проспект, соединяющий её с территорией Оперного театра. Вокруг театра расположены многочисленные скверы и памятники, а также декоративный водоём «Лебединое озеро». К северу от площади находится вторая крупнейшая площадь Еревана — площадь Франции.

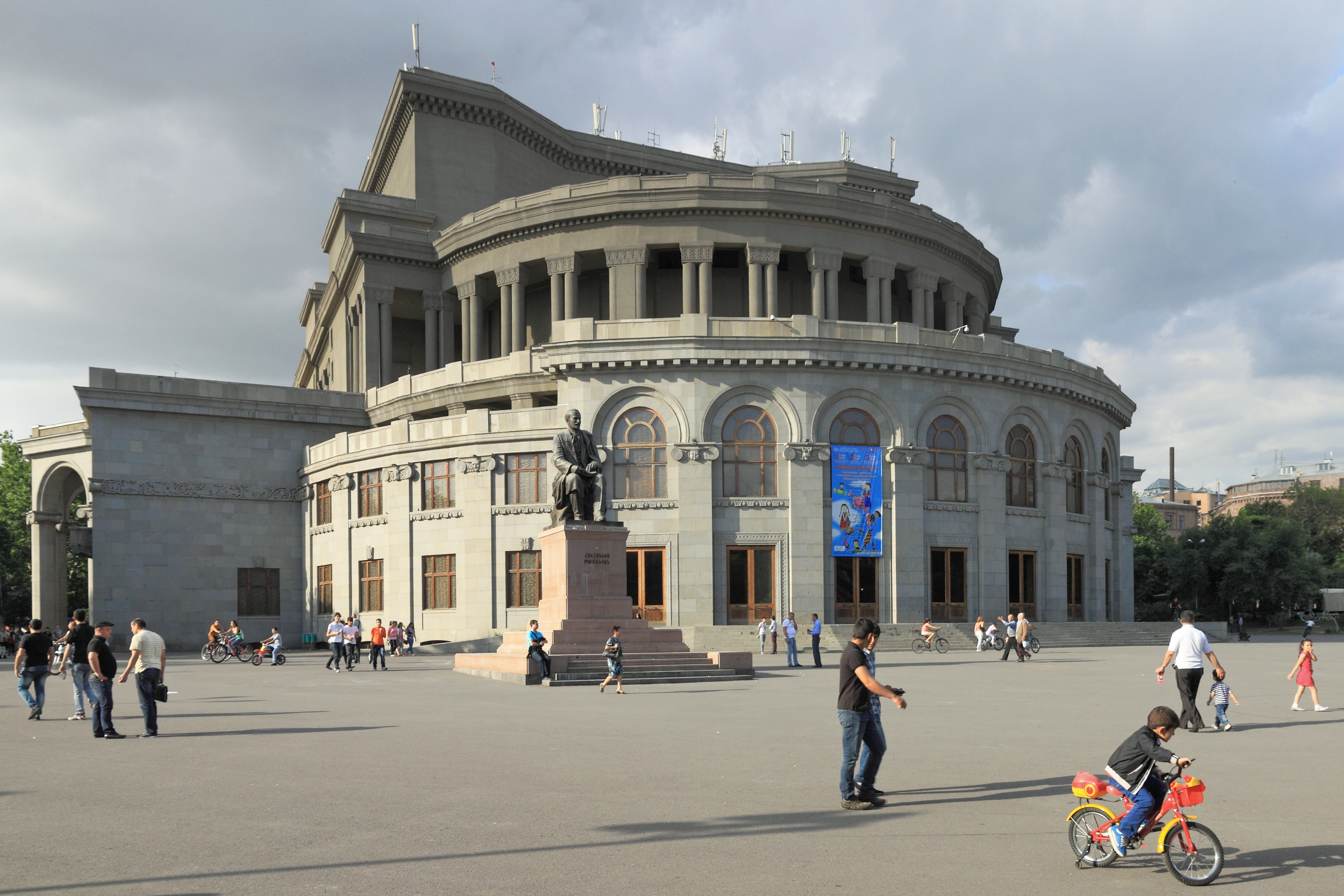
Площадь Свободы и театр оперы и балета
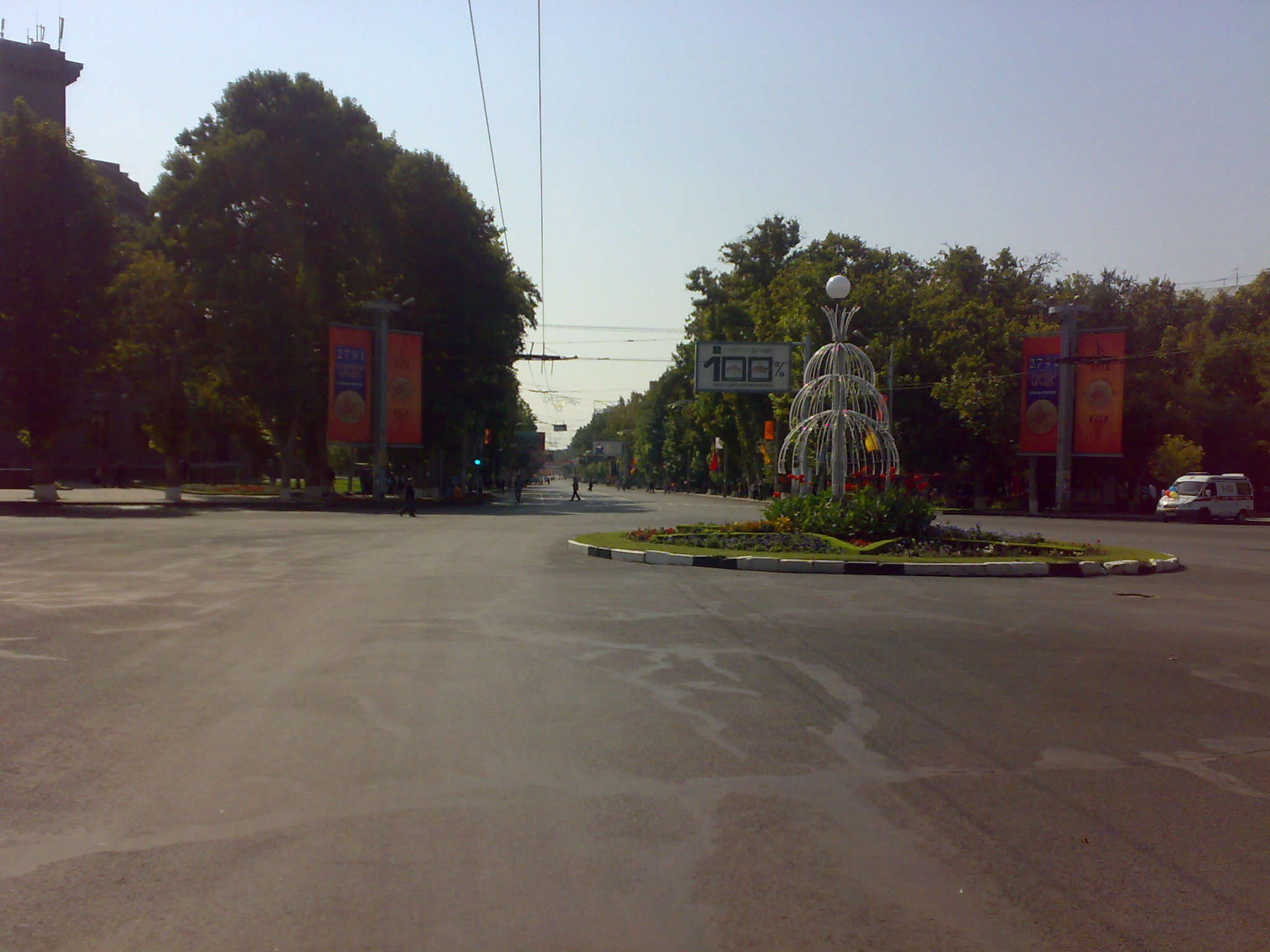
Площадь Франции
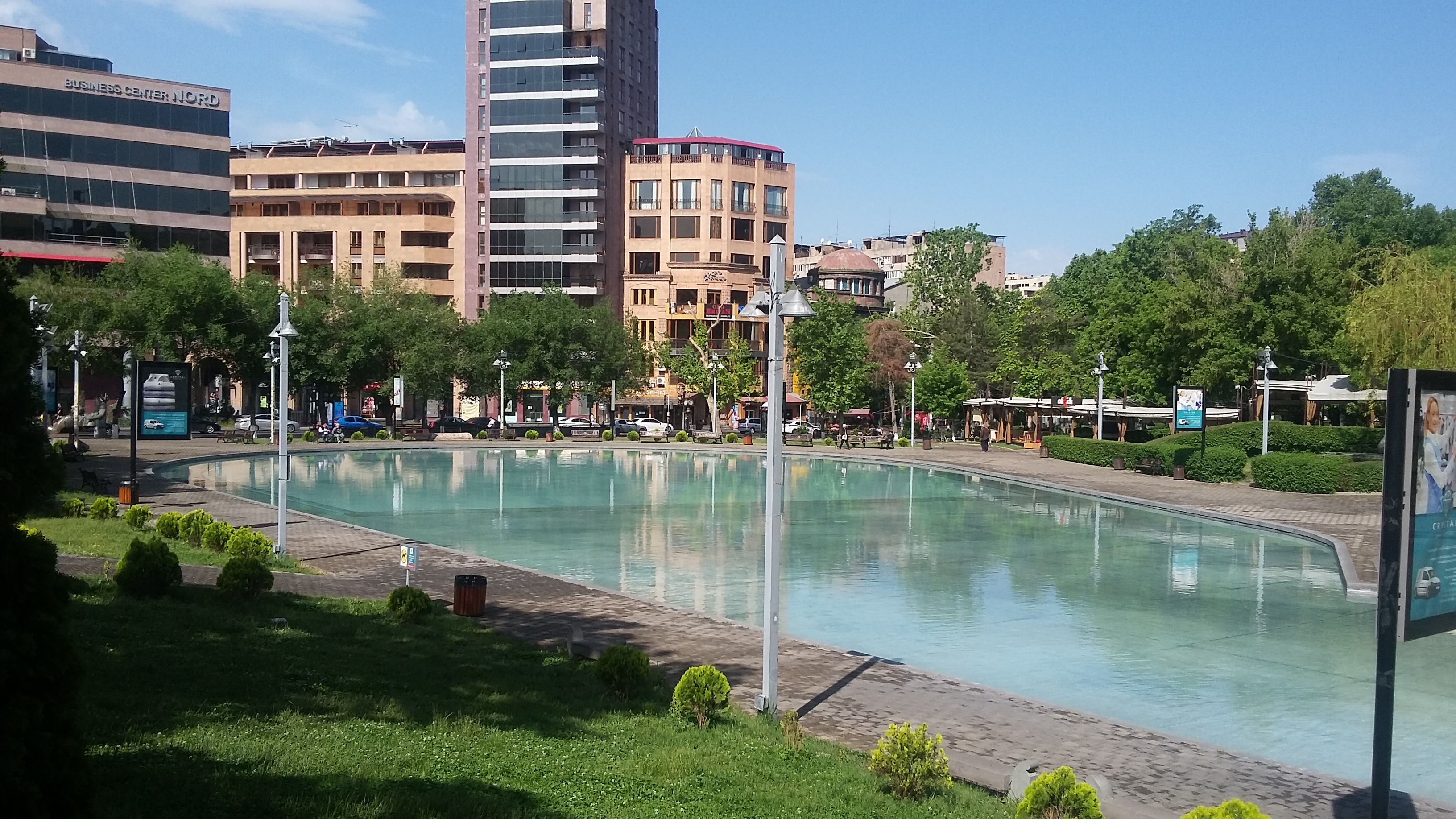
Лебединое озеро
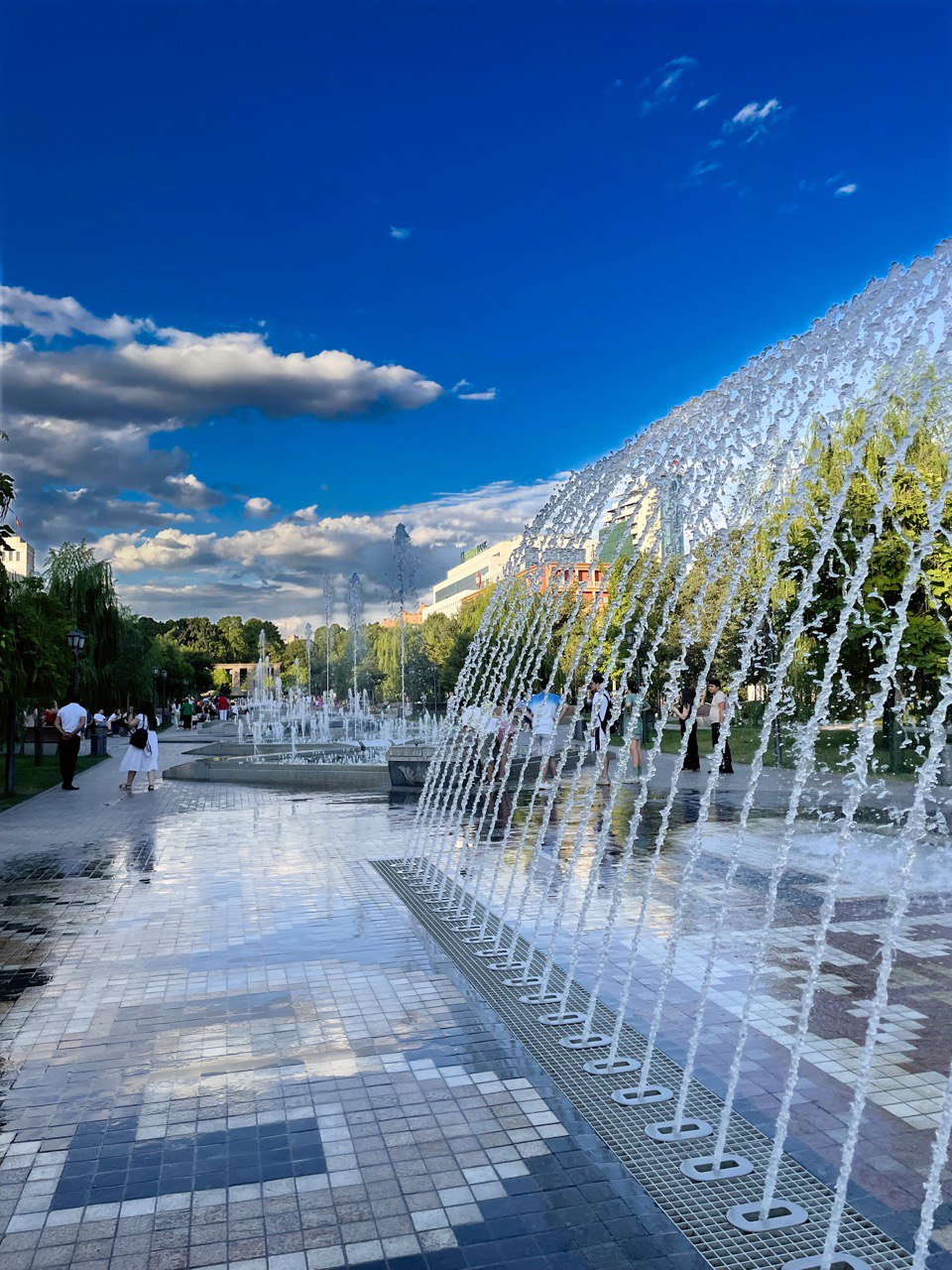
Парк 2800-летия Еревана
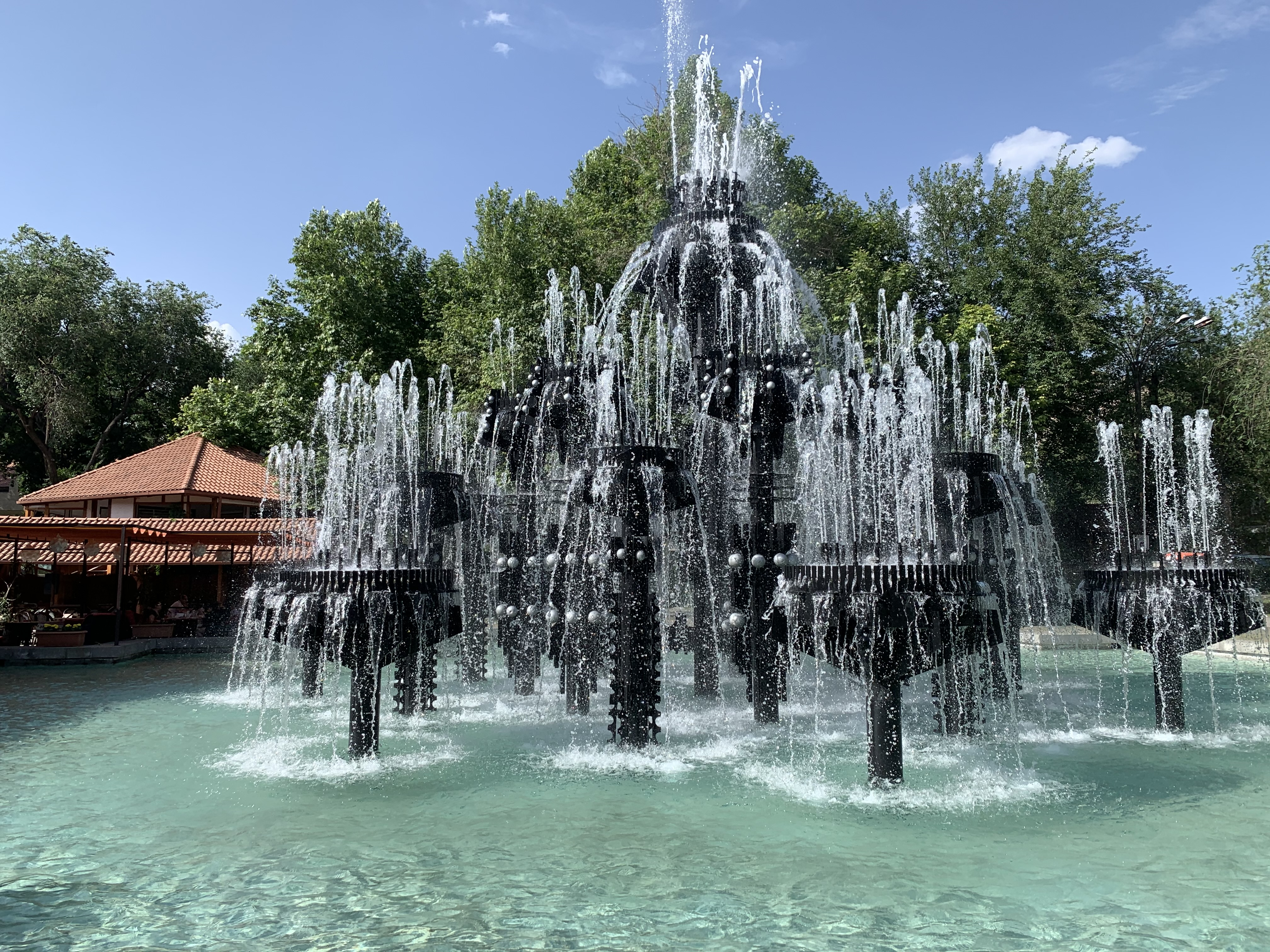
Еритасардутян парк

От площади Республики и Оперного театра во все стороны расходятся крупнейшие улицы Еревана, ведущие во все остальные его районы. На юго-запад от Оперы ведёт проспект Месропа Маштоца, упирающийся верхним (южным) концом в Матенадаран.

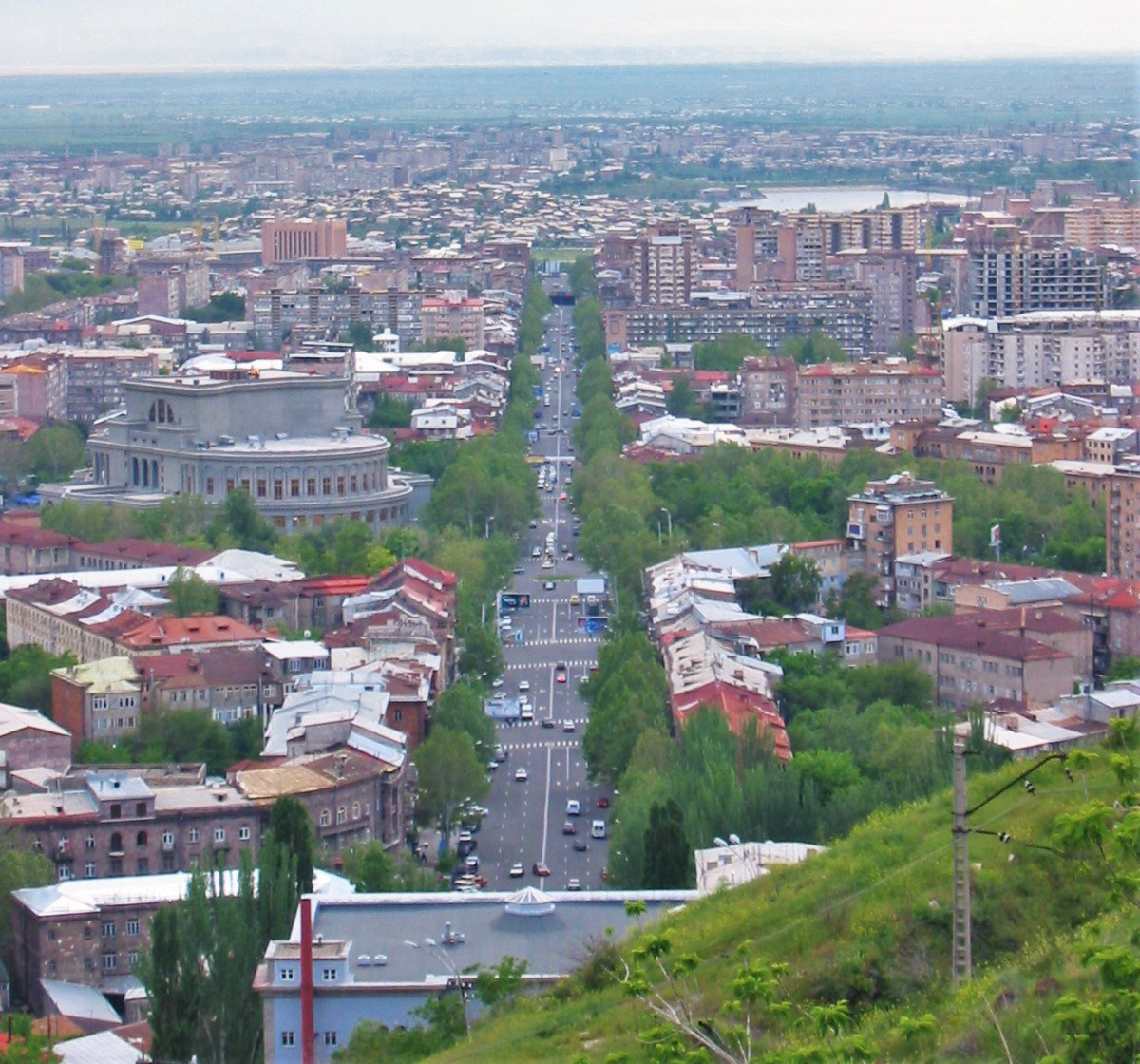
Проспект Месропа Маштоца
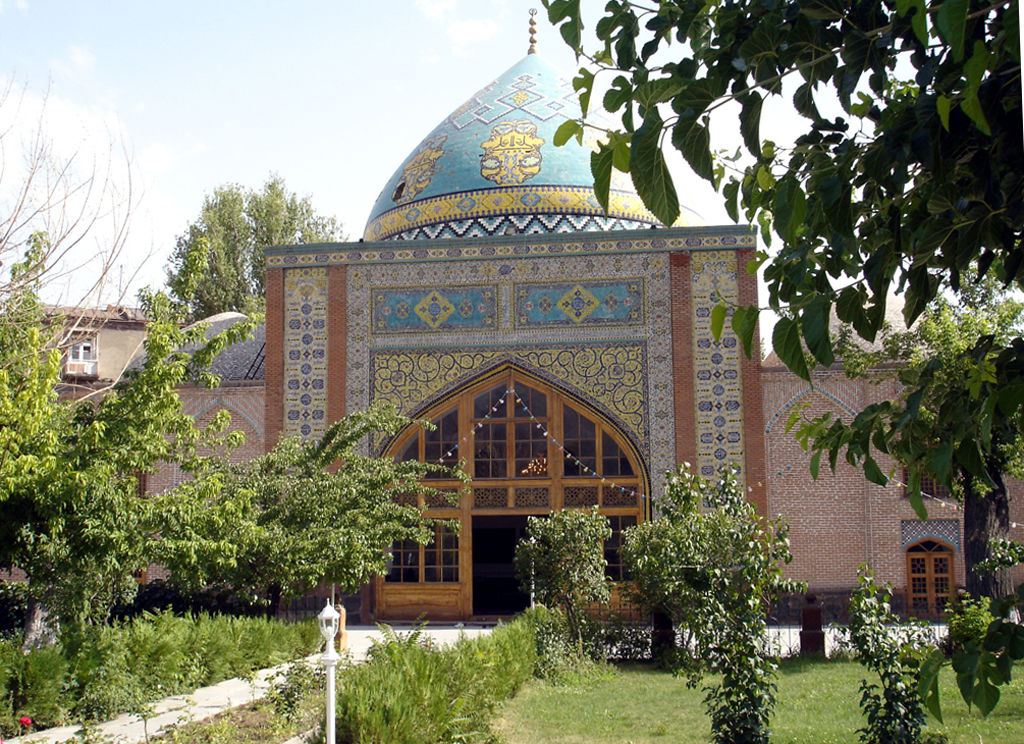
Голубая мечеть (Ереван)

С южной кромки овала площади Республики начинается бульвар с комплексом из 2750 фонтанчиков, открытым в годовщину 2750-летия Еревана в 1968 году.
Соединяясь с проспектом Маштоца возле здания мэрии Еревана, бульвар выходит на мост Ахтанак (Победы) c замечательным видом на ущелья реки Раздан и её памятники: церковь Сурб Саркис, стадион Раздан, Ереванский коньячный завод, Ереванский винный завод, а также на обычные жилые дома, нависающие над ущельем. Мост соединяет центр Еревана с районом Малатья-Себастия и далее — аэропортом Звартноц и Вагаршапатом.

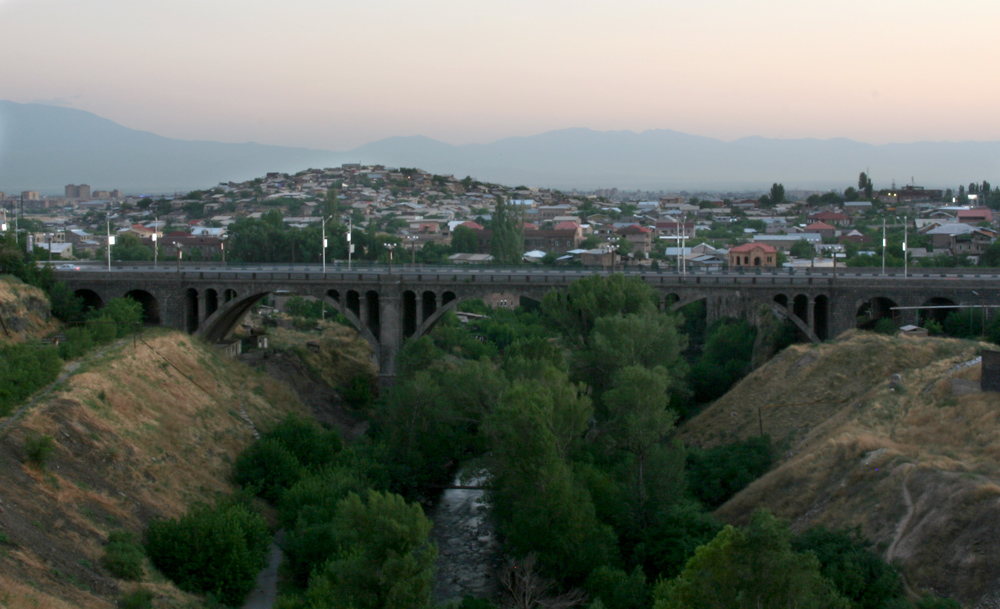
Мост победы
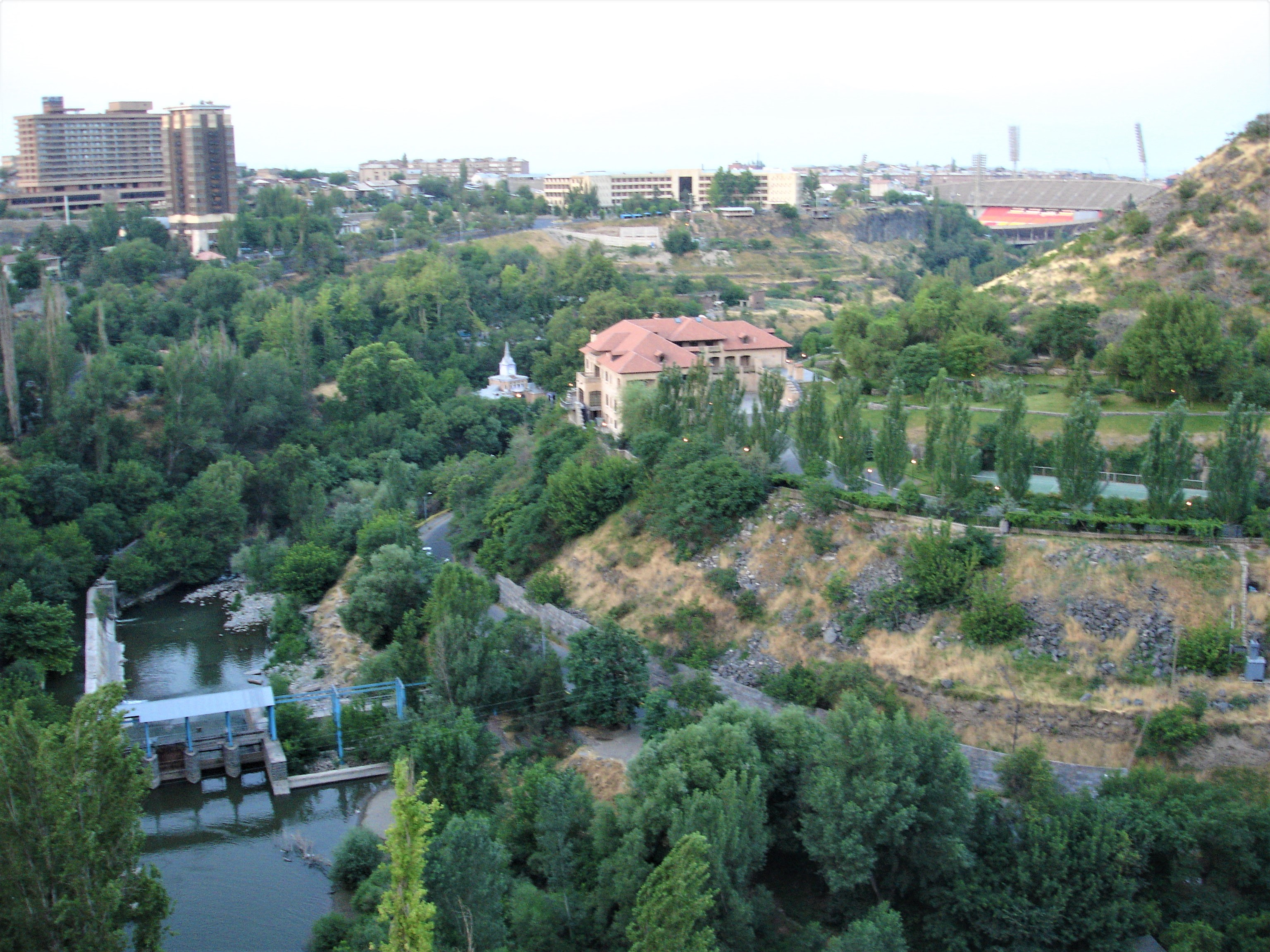
Долина реки Раздан

К юго-восточной части овала площади Республики примыкает проспект Тиграна Великого, соединяющий центр с южными районами — Эребуни и Нубарашен. В рамках центра города на этом проспекте расположена новая и крупнейшая церковь Еревана — Кафедральный собор Святого Григория Просветителя, за его пределами — архитектурный комплекс Ереванского вокзала со знаменитым памятником Давиду Сасунскому.

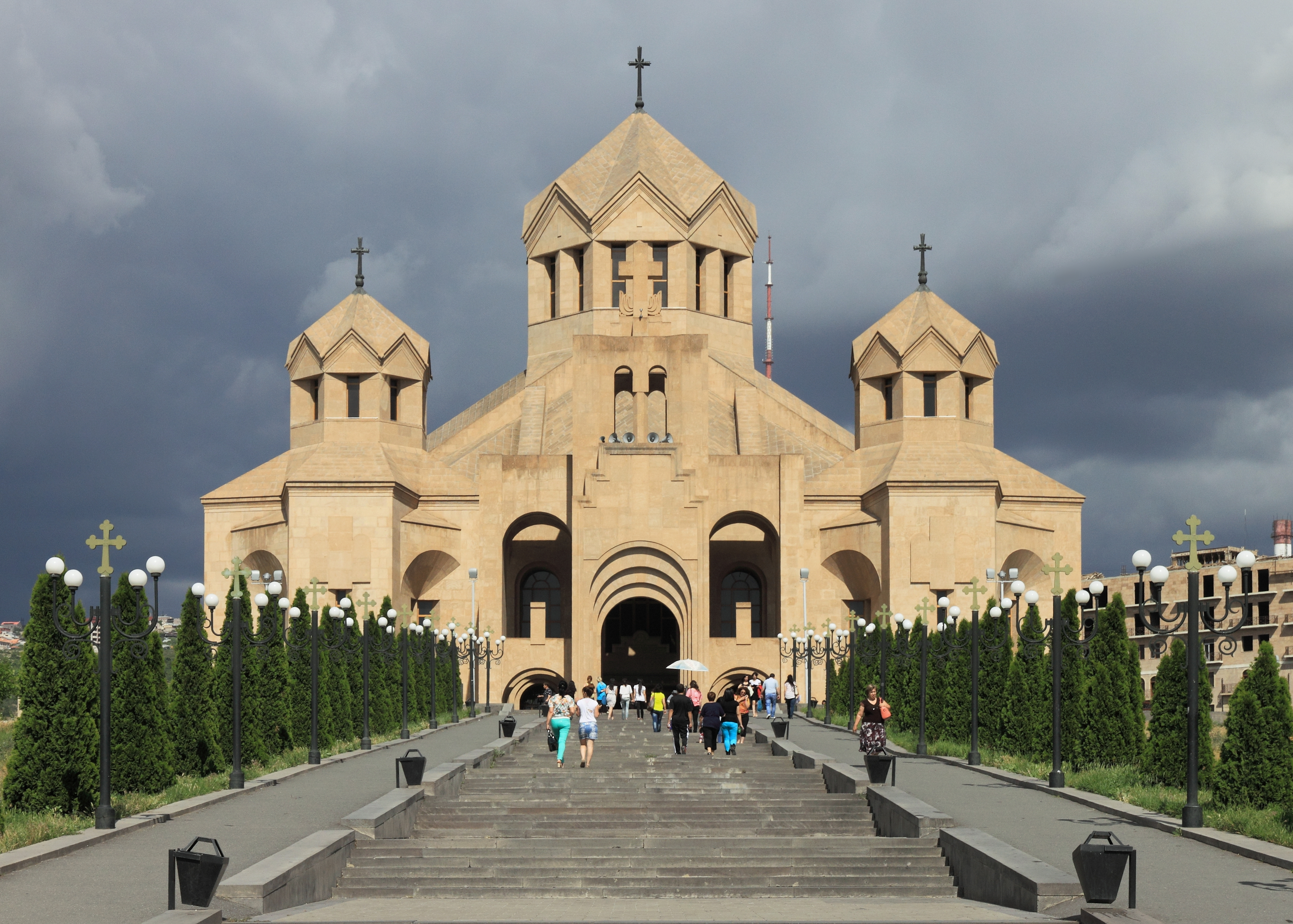
Кафедральный собор Святого Григория Просветителя
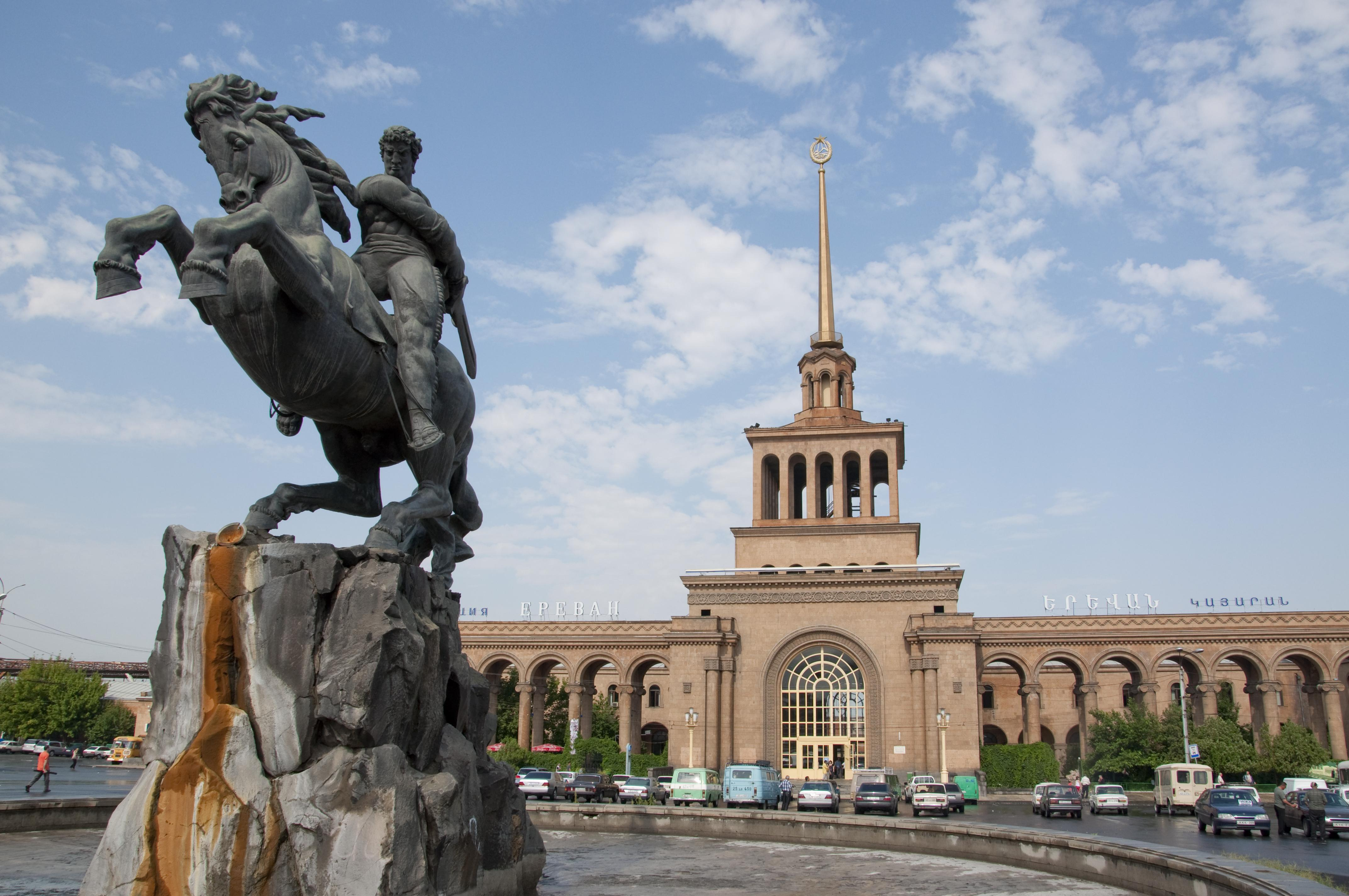
Ереванский вокзал

На северо-восток от Оперного театра поднимается проспект Маршала Баграмяна, соединяющий центр города с районами Арабкир и Давташен и, через улицу Киевян и Большой Разданский мост, с районом Ачапняк. Это зелёная улица, в нижней половине которой находятся многочисленные административные здания, в том числе здание Конституционного Суда, Национальной Ассамблеи (парламента), Резиденция президента Армении, различные посольства, а также Американский университет Армении.
Наконец, отходящая на северо-восток от площади Республики улица Абовяна, соединяющая центр с западными и северо-западными районами города. С этого направления по крутому серпантину ведёт дорога к парку Победы и монументу Мать-Армения.

Рельеф Еревана представляет собой амфитеатр, у подножия которого раскинулась центральная часть города. Многие центральные улицы упираются в значимые здания или объекты: Матенадаран и монумент Мать-Армения (проспект Маштоца), дом-музей Туманяна (улица Туманяна), Дом композиторов (улица Пушкина), Телебашню (проспект Саят Нова), что придаёт облику каждой улицы завершённость и уникальность. Центр города окаймляет двойным полукругом кольцевой бульвар, образованный улицами Сарьяна, Московян, Ханджяна, Исаакяна и Манукяна, окончательно закрепляя образ амфитеатра.
Архитектурный облик Еревана обобщает раскинувшийся на северном склоне амфитеатра монументальный Каскад, служащий огромной многоярусной смотровой площадкой, с которой открывается красивейший вид на город на фоне горы Арарат.

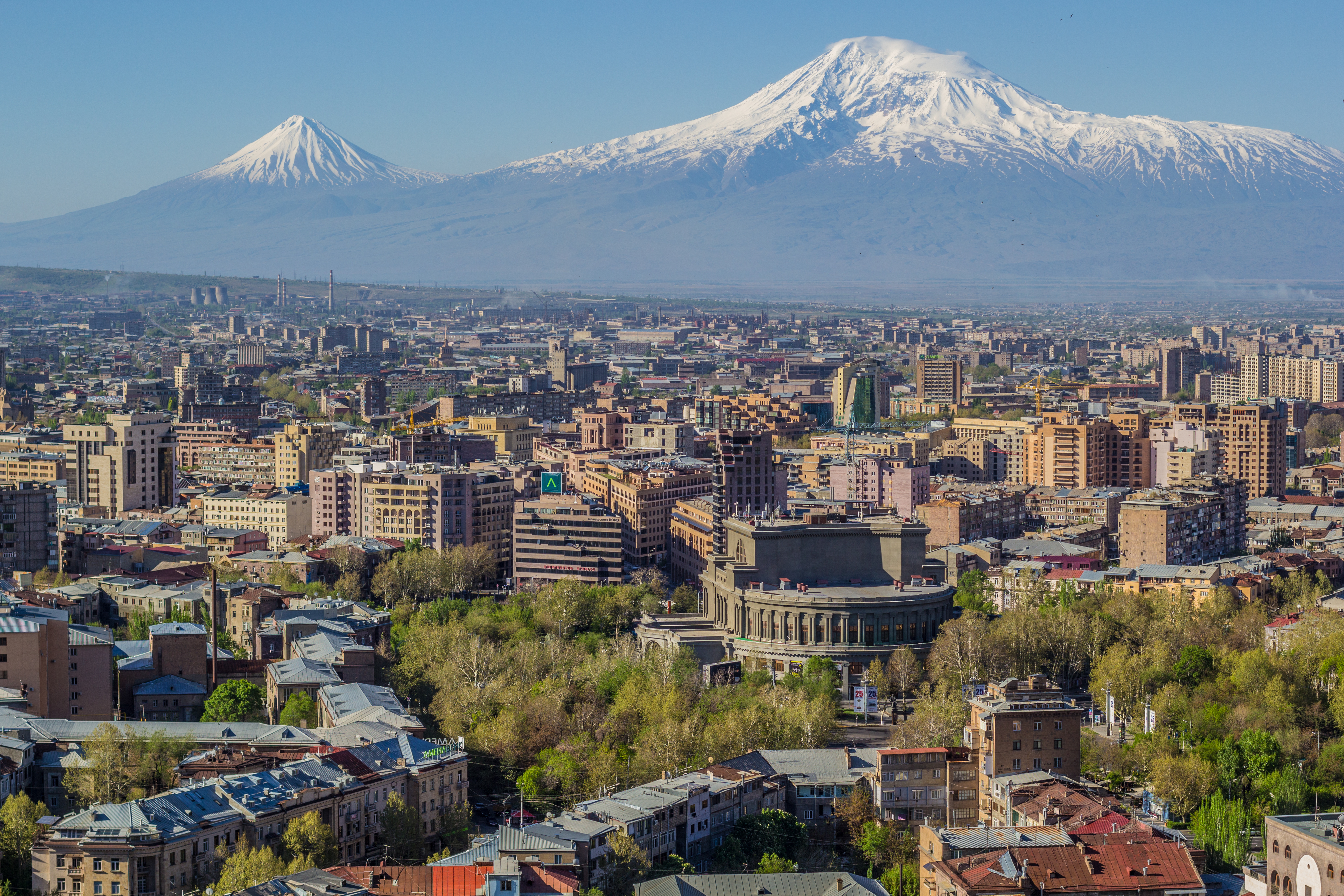
Вид на Ереван и гору Арарат
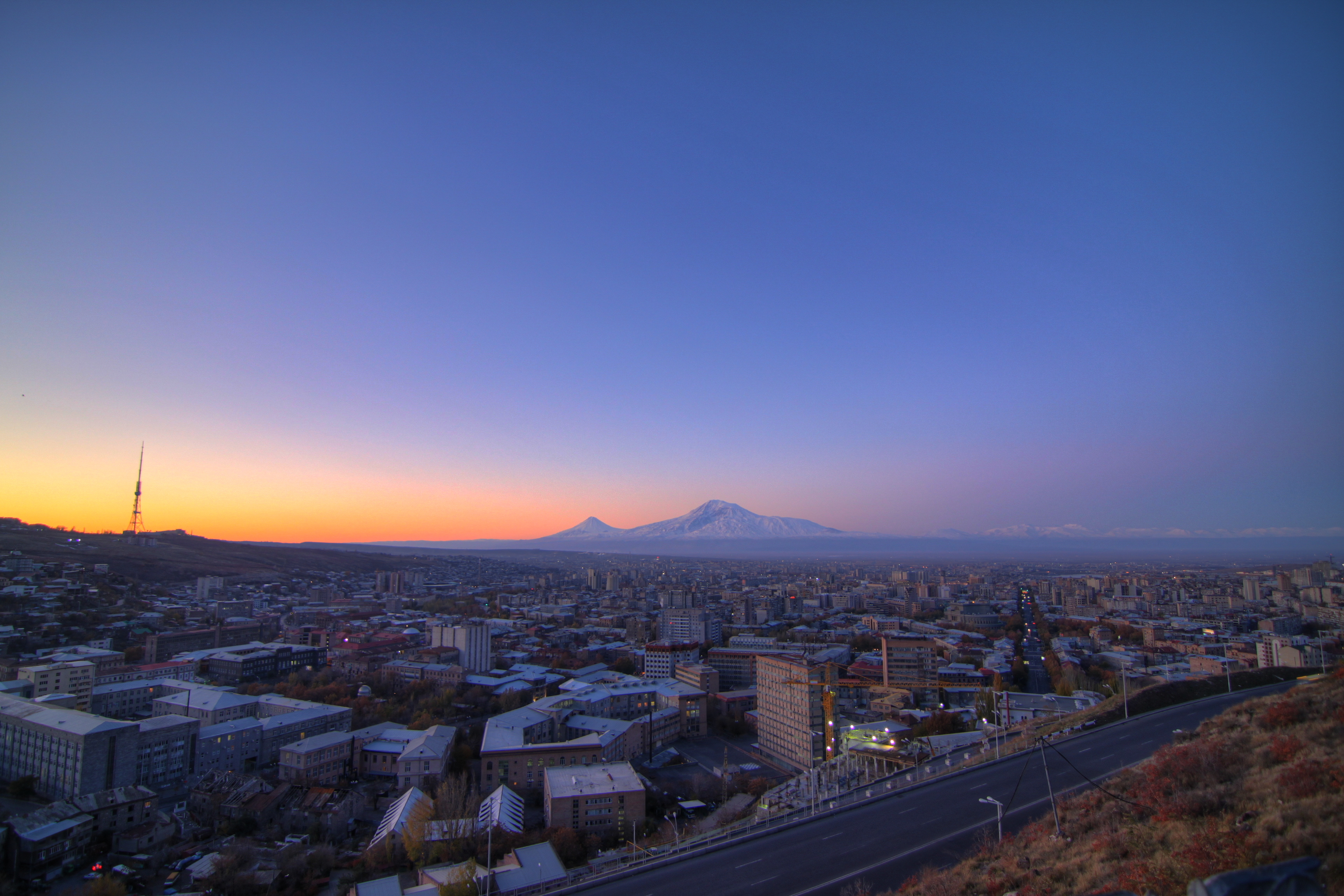
Вечерний город
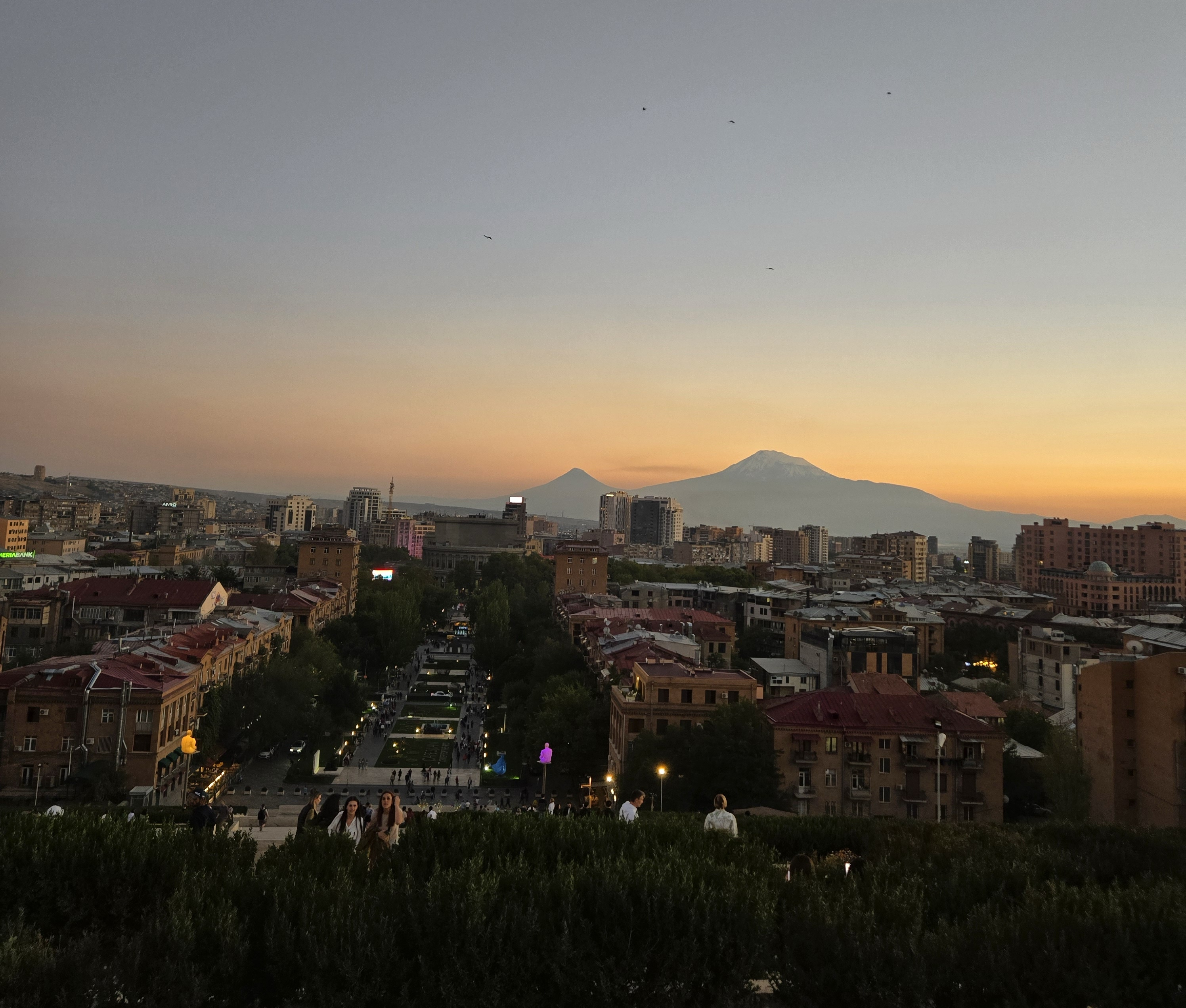
Вид на Арарат на закате
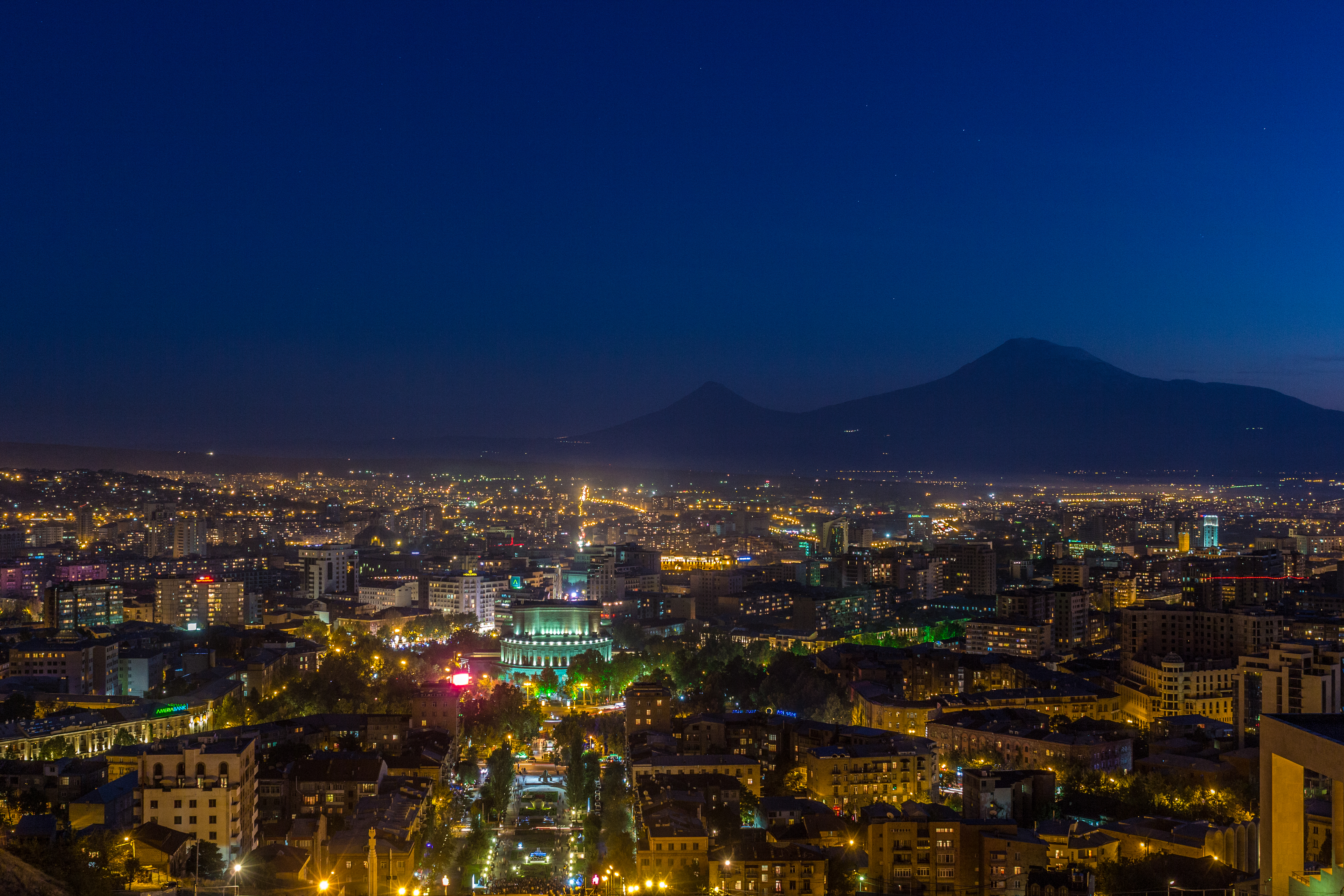
Ночной вид с Каскада

### Исчезнувшие памятники Еревана
В начале XX века в Эривани было 10 (по данным Энциклопедического Словаря Брокгауза и Ефрона — 6) «неописуемых» (по выражению энциклопедии «Ираника») церквей и 7 шиитских мечетей. В 1906—1911 годах в Эривани, согласно списку казённых и общественных зданий, составленному ереванским техником Б. Я. Меграбовым, существовало 8 мечетей (включая недействующие к тому времени): Мечеть Тапабашинская, Мечеть Шагарская, Мечеть Сартиб-хана, Гёй мечеть Гаджи-Гусейн-Али-хана (Голубая мечеть), Мечеть Гаджи-Новруз-Али-бека, Мечеть крепостная, Мечеть Демирбулагская и Мечеть Гаджи-Джафара-бека. В начале 1930-х гг. несколько церквей и мечетей было уничтожено. На месте снесённых церквей строились кинотеатры и школы; в частности в 1931 г. была разрушена древнейшая церковь Еревана, Петра и Павла (V в.) — на её месте был построен кинотеатр «Москва». Чудом избежала разрушения и Церковь Святой Богородицы Катогике, обнаруженная случайно при сносе Базилики Святой Катогике в 1930-х годах (была заключена в структуру базилики), ныне использующаяся как часовня-молельня и являющаяся древнейшим действующим религиозным сооружением в Ереване, сохранившимся в практически неизменном виде с момента постройки (13 век или ранее). Из мечетей на сегодняшний день (не считая полуразрушенных) сохранилась только Голубая мечеть (1776), отреставрированная иранскими мастерами.
В 1990 году была снесена мечеть Гаджи-Джафар-бека во дворе дома 22 на улице Кнунянц (в наше время — улица Вардананц).
Из относительно современных зданий к исчезнувшим памятникам можно отнести разобранный в 2006 году Дом молодёжи. После постройки архитектура этого здания многими критиковалась, однако за годы существования оно успело стать одним из самых узнаваемых объектов Еревана.
Также в современный период Центральный крытый рынок, имевший статус памятника архитектуры, был перестроен в супермаркет.

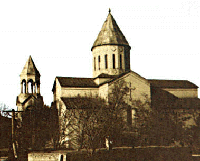
Церковь Святого Григория Просветителя, снесённая в 1930-х годах
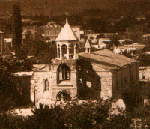
Церковь Петрос-Погос — древнейшая церковь Еревана. Снесена в 1931 году
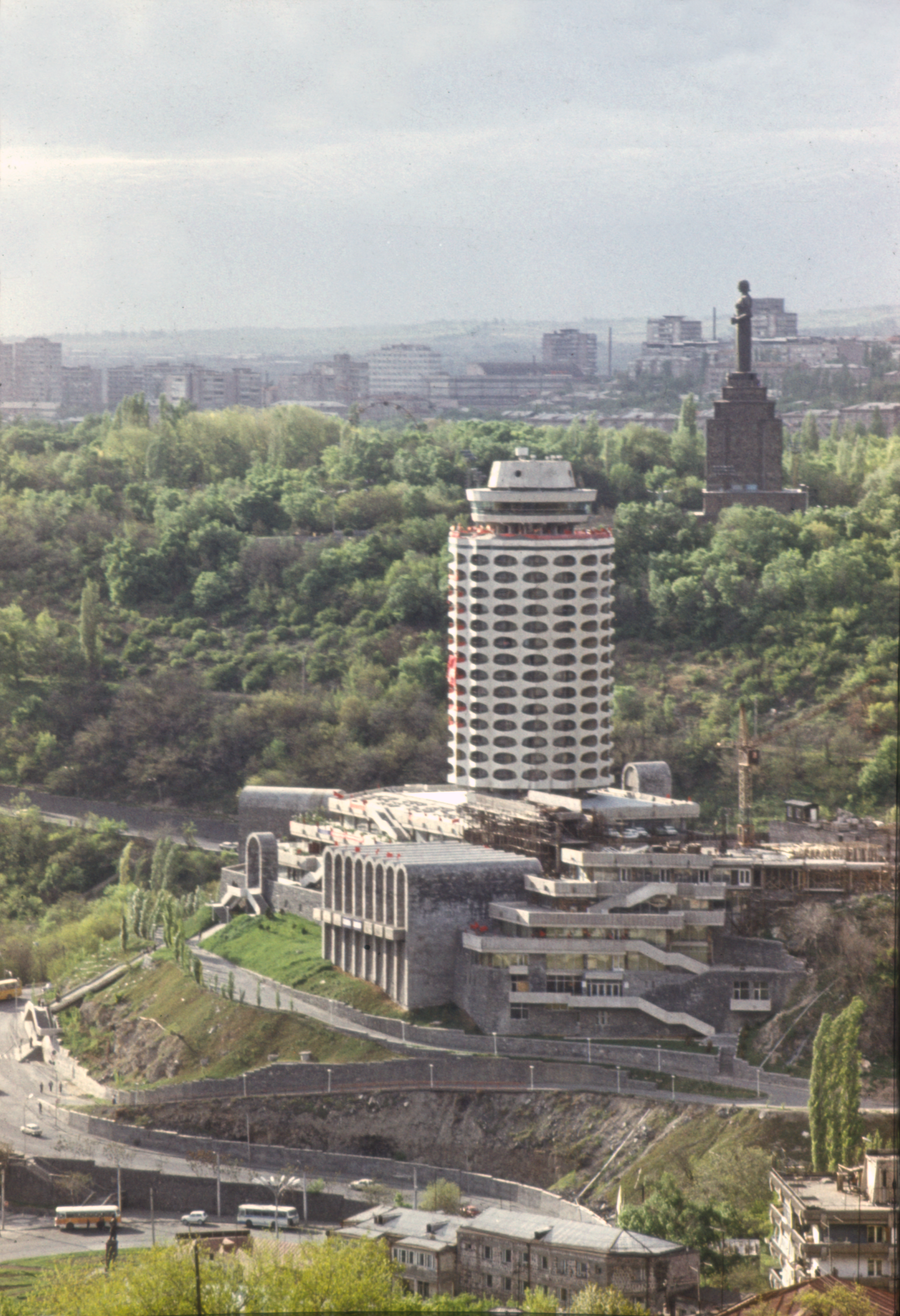
Дом молодёжи
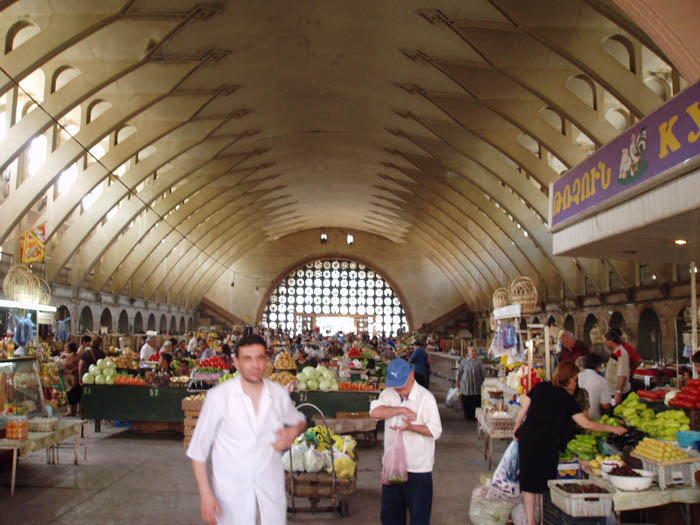
Интерьер центрального рынка
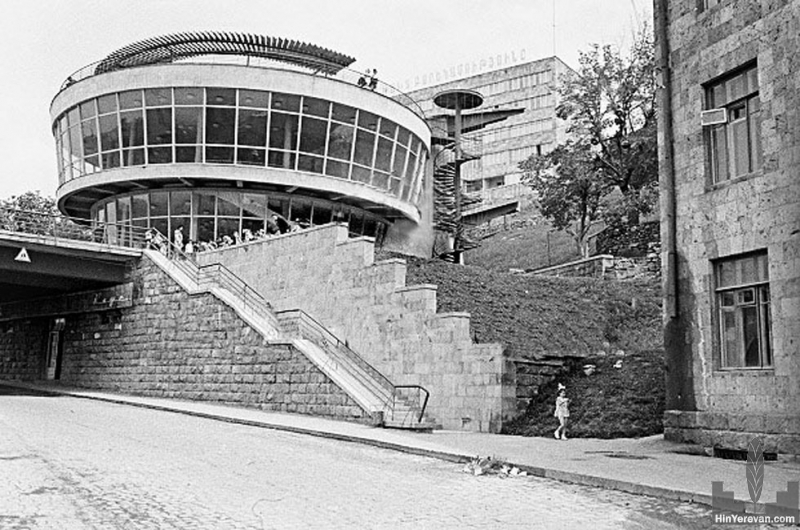
Ереванская канатная дорога

### Мемориальные комплексы, памятники и известные скульптуры

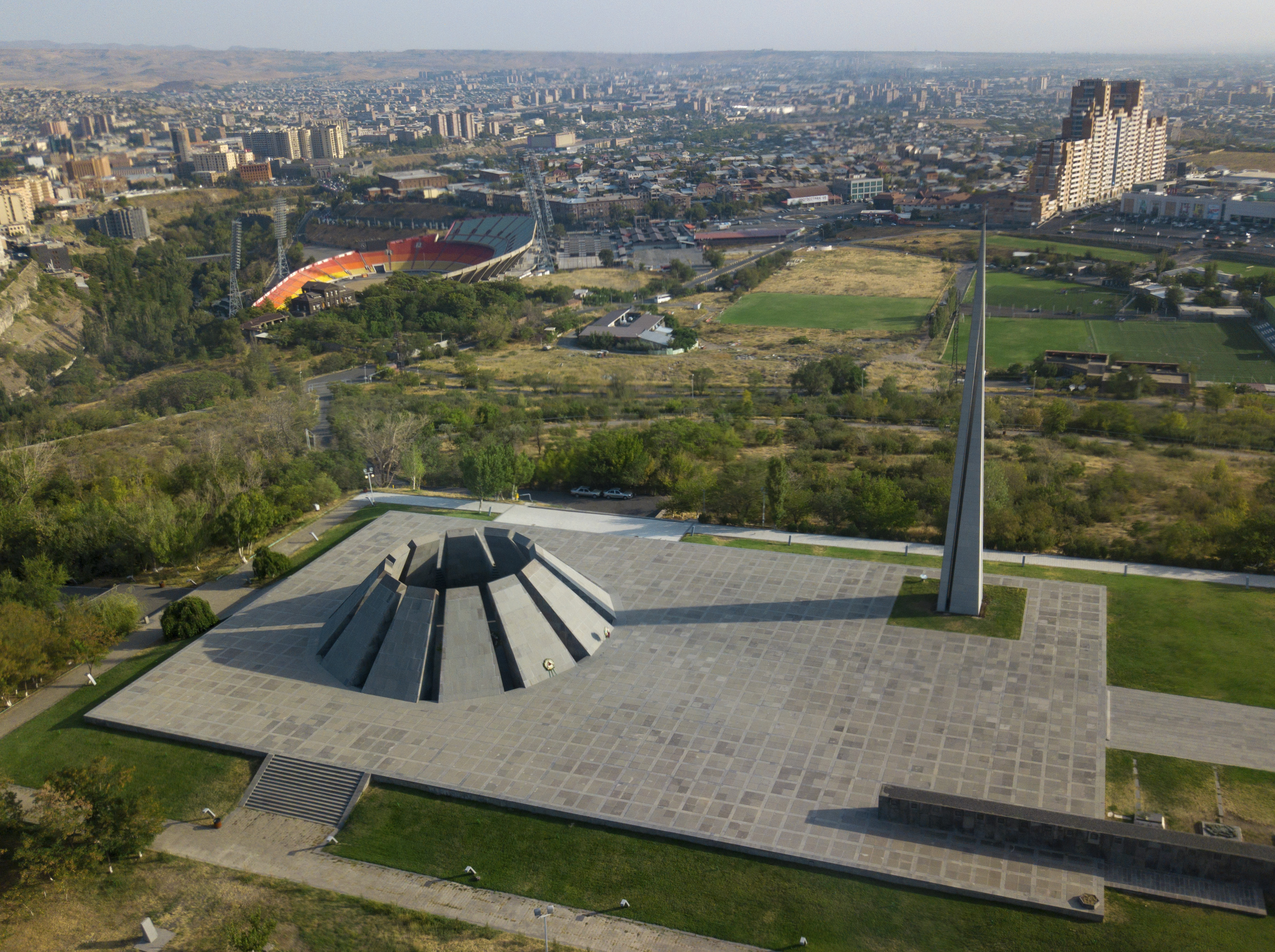
Монумент памяти жертв геноцида армян

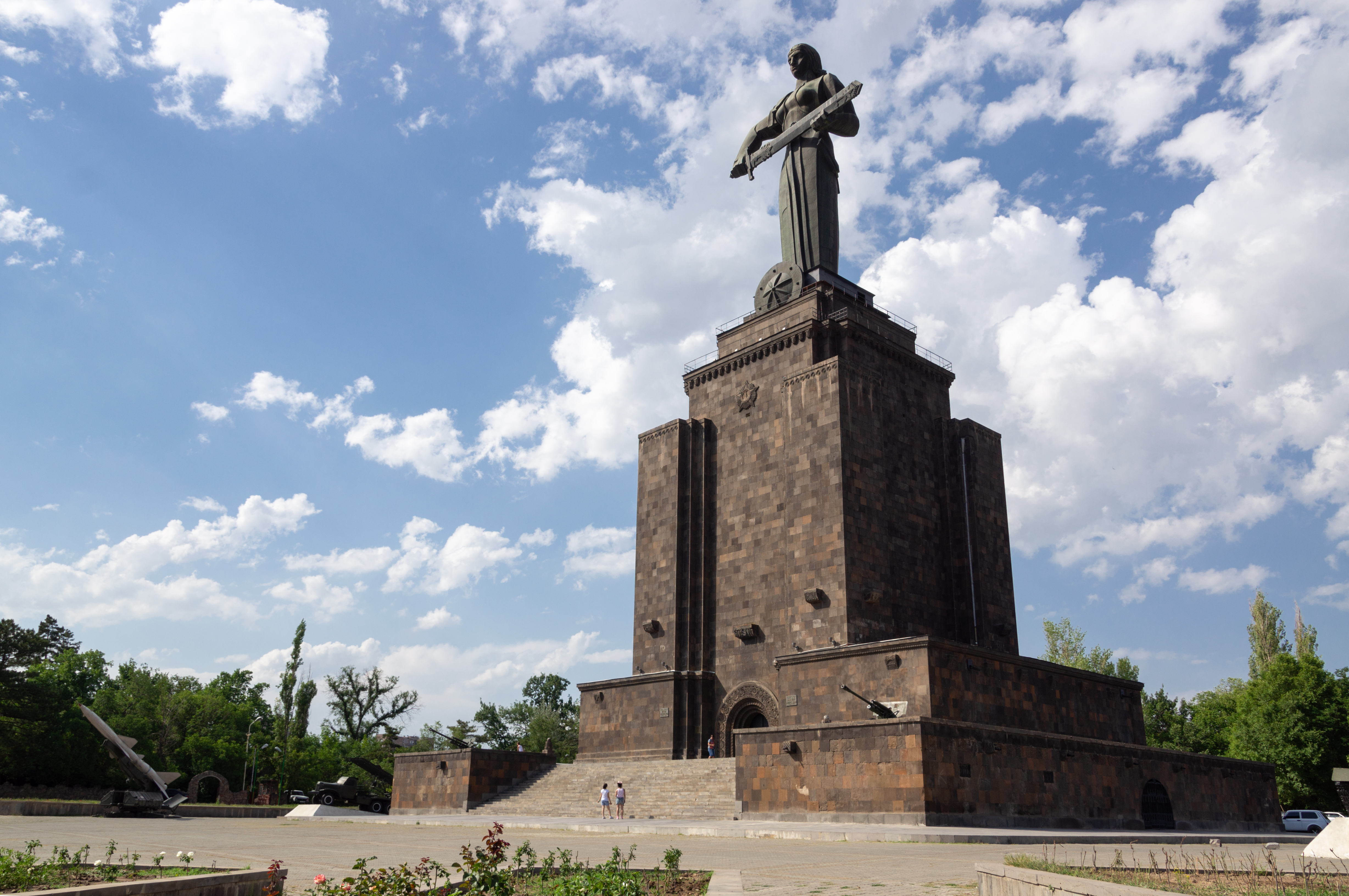
Монумент «Мать Армения»

Наиболее известные мемориальные комплексы и памятники:
| - Цицернакаберд — мемориальный комплекс памяти жертв Геноцида армян 1915 года. - Памятник «Мать-Армения» в Парке Победы - памятник Вардану Мамиконяну - памятник А. Тиграняну - памятник шахматисту Тиграну Петросяну - памятник Александру Мясникяну - памятник Степану Шаумяну - памятник Месропу Маштоцу - памятник поэту А. С. Грибоедову - памятник Леониду Егинбаряну - памятник Ашугу Саят-Нове - памятник поэту Егише Чаренцу - Бюст Паскевича - Монумент «Единый крест» - Памятник Русским казакам - Монумент «Воинству Святой Руси» | - памятник композитору Комитасу - памятник композитору Александру Спендиаряну - памятник писателю Ованесу Туманяну - памятник архитектору Таманяну - памятник писателю Ваан Теряну - памятник полководцу Андранику - памятник писателю Абовяну - памятник композитору Араму Хачатуряну - памятник художнику Ивану Айвазовскому | - памятник композитору Арно Бабаджаняну - памятник маршалу Баграмяну - памятник герою эпоса Давиду Сасунскому - памятник писателю Аветику Исаакяну - памятник писателю Микаэлу Налбандяну - памятник художнику Мартиросу Сарьяну - памятник Спандаряну - памятник царю Аргишти - памятник писателю Вильяму Сарояну - Памятник карабахской женщине - Памятник Детям блокадного Ленинграда |

Кроме того на площадях и в парках города выставлены множество скульптур, в том числе произведения широко известных скульпторов Родена и Ботеро, а также местные, такие как «Приглашение к нардам», персонажей армянского кинофильма «Мужчины», фильма «Кавказская пленница» и др.

### Другие достопримечательности
- Спортивно-концертный комплекс.
- Ботанический сад
- Зоопарк.

## Средства массовой информации

### Телевидение

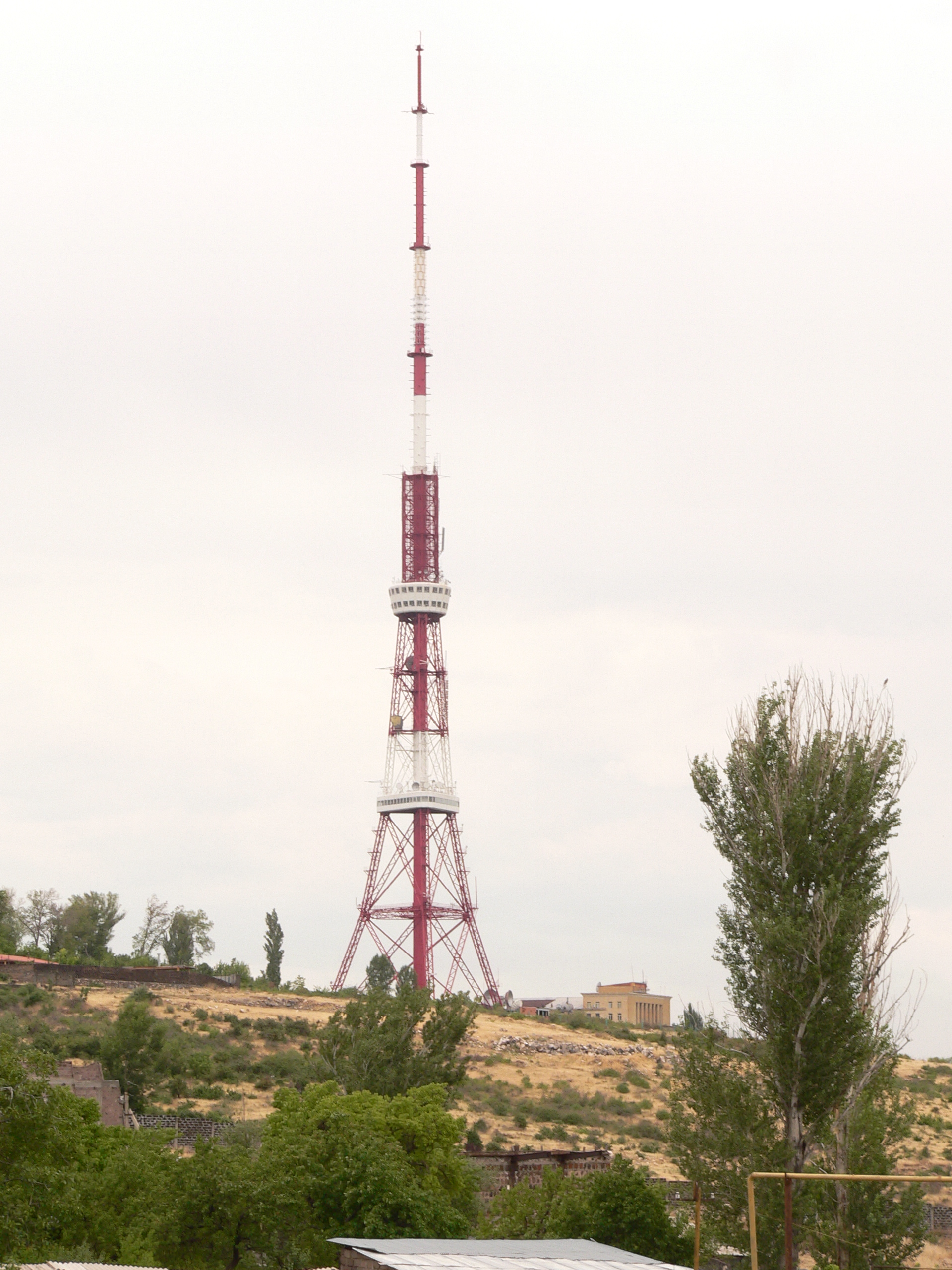
Ереванская телебашня

Ереванская телебашня — сооружение высотой 311,7 м в Ереване, столице Армении.
Форма основания башни — треугольная, вес — 1900 тонн.
Строительство башни продолжалось с 1974 по 1977 годы, она должна была заменить старую 180-метровую телебашню, увеличив в 2 раза мощность приёма. Будучи высочайшим зданием в городе, башня является одной из самых высоких в мире.
Основание башни находится на высоте около 1170 метров над уровнем моря. Передатчики башни охватывают значительную часть Араратской равнины.
Большая часть наземно вещаемых телеканалов Армении принимаются в Ереване. Кроме того много каналов доступно посредством кабельного телевидения.
- Общественная телекомпания Армении (арм. Հայաստանի հանրային հեռուստաընկերություն) — основной телеканал Республики Армения.

Другие телеканалы:
- Второй армянский телеканал[169]
- Armenia TV — один из наиболее популярных телеканалов в Армении. Вещает также в США (под названием USArmenia) и Европе (под названием EUArmenia)
- Шант (арм. Շանթ) — популярный телеканал. На Ереван вещает с 2001 года, до этого вещал только на город Гюмри и Ширакскую область.
- Еркир Медиа (арм.  Երկիր Մեդիա)
- Ереван (арм. Երևան)[169]
- ATV[169]
- Шохакат (арм. Շողակաթ)[169] — христианский телеканал
- Кентрон (арм. Կենտրոն)[170]
- Дар 21 (арм. Դար 21; «21 век»)[169] — музыкальный телеканал. Иногда в эфире транслируются передачи Муз-ТВ
- АР (арм. ԱՐ)[169]
- Armnews — информационный телеканал. Иногда в эфире транслируются передачи Euronews
- Лайм[169]

### Интернет-телевидение
- А1+[169]

### Кабельное телевидение
- Ucom
- Interactive TV
- EuroCable
- Cross.am

### Радиостанции
- Авторадио (89.80)
- Нор радио (90.20)
- Арарат ФМ (90.70)
- Радио Аврора (100.60)
- ВЭМ Радио (101.60)
- Ереван ФМ (102.00)
- Radio France Internationale (102.40)
- Радио ВАН (103.00)
- Радио Ардзаганк (103.50)
- Радио Ай (104.10)
- Русское Радио (104.90)
- FM 105.5 (105.50)
- Радио Импульс (106.50)
- Jazz radio (107.00)
- Общественное радио Армении (107.60)

## Мероприятия, проводимые в Ереване

### День города Еревана
10 октября — день города Еревана. Носит такое название с 2005 года. В октябре 2018 года поступило предложение законодательно закрепить его на второе воскресение октября.

## Города-побратимы
Ниже представлен список городов-побратимов и партнёров Еревана:

## Фотогалерея

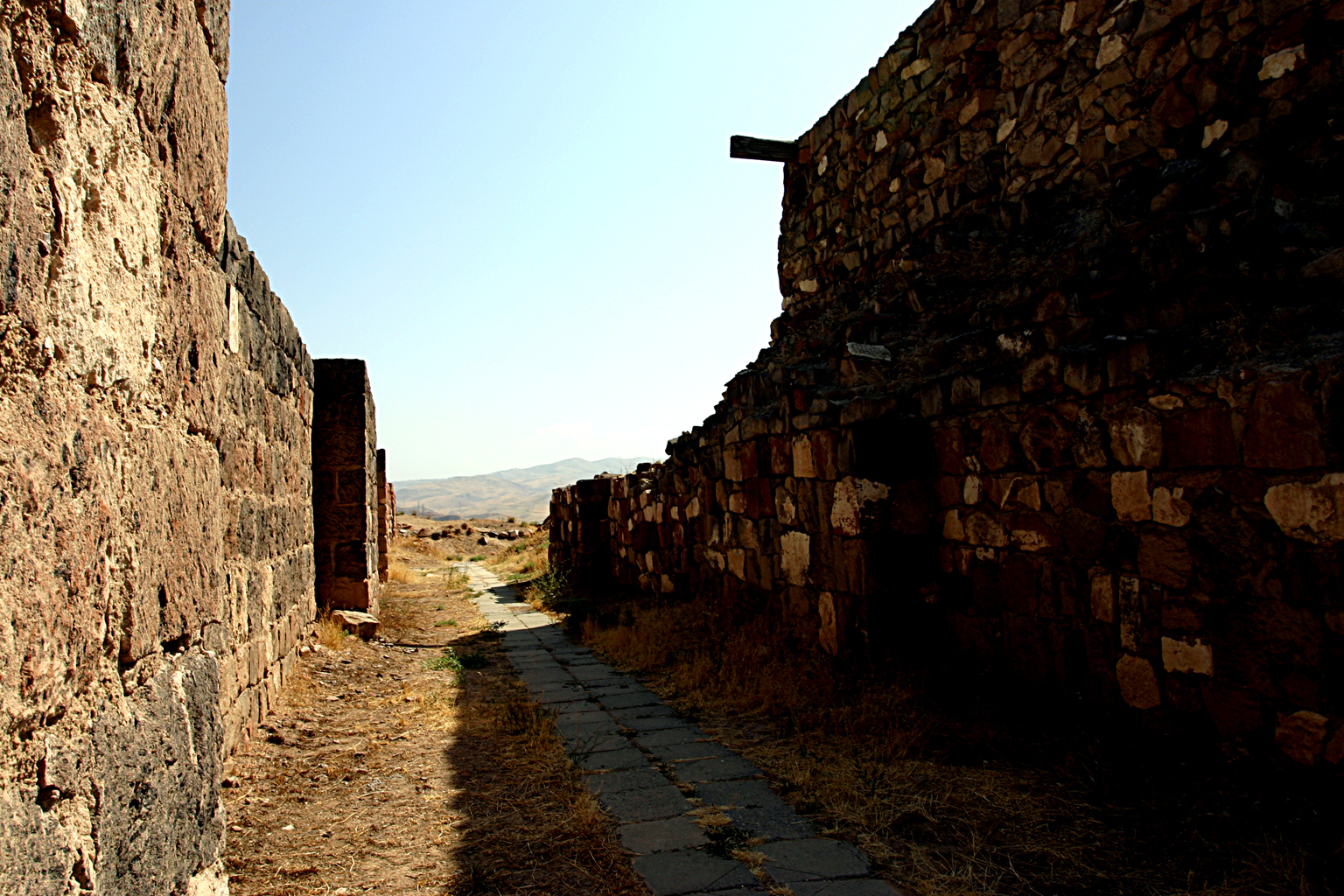
Стены Эребуни. VIII век до н.э.
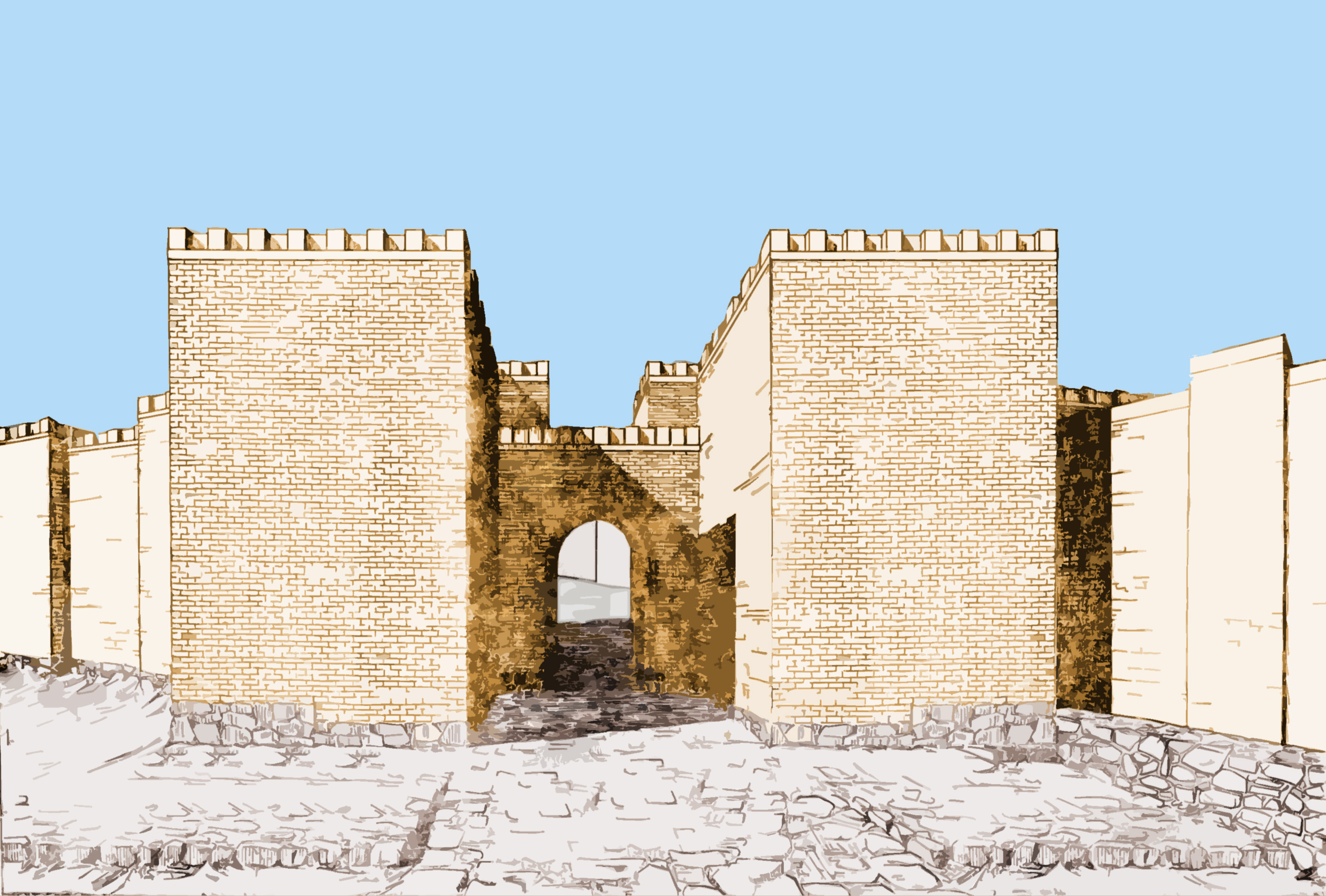
Ворота Тейшебаини. VIII век до н.э. Реконструкция
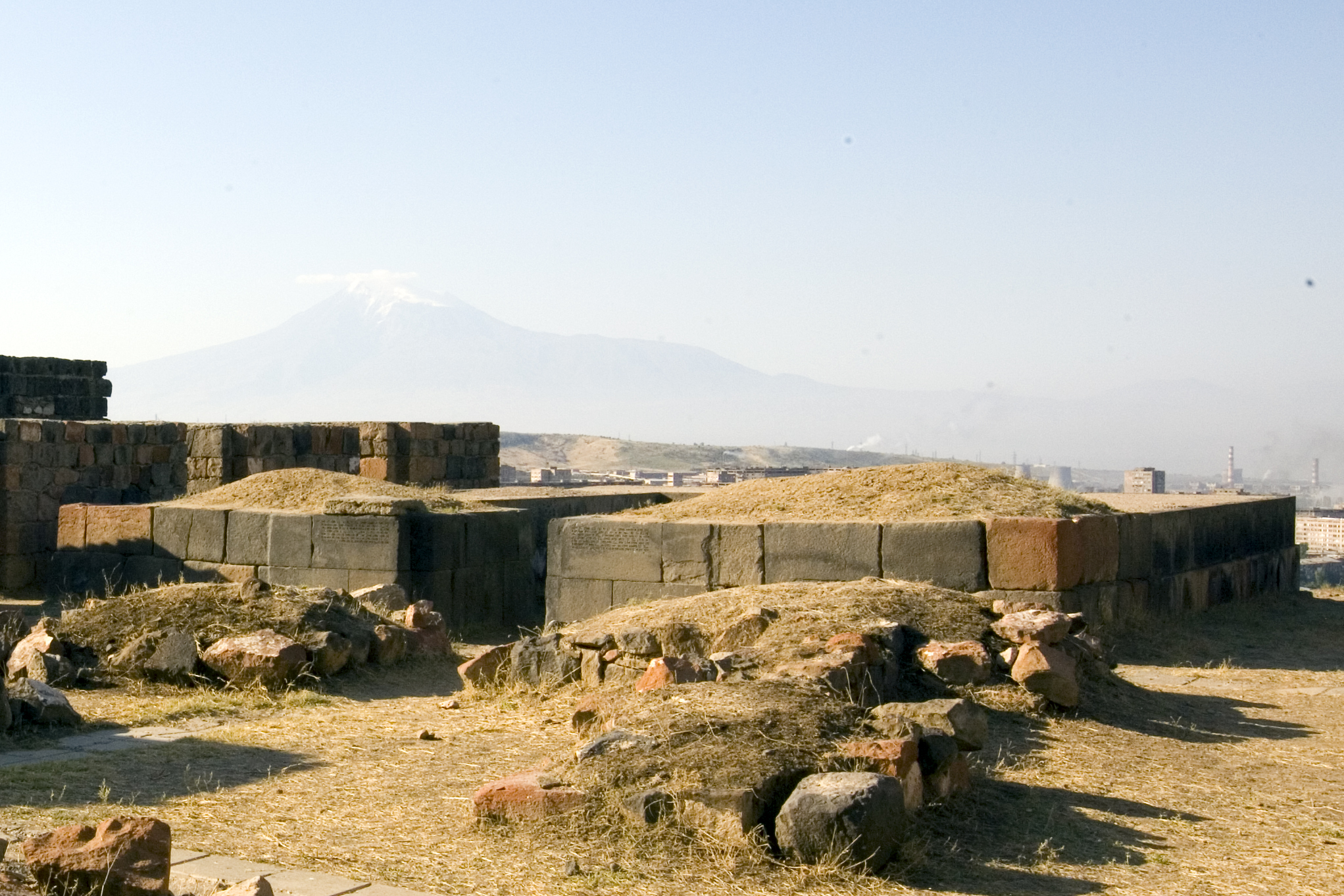
Руины храма Бога Суси. VIII век до н.э.
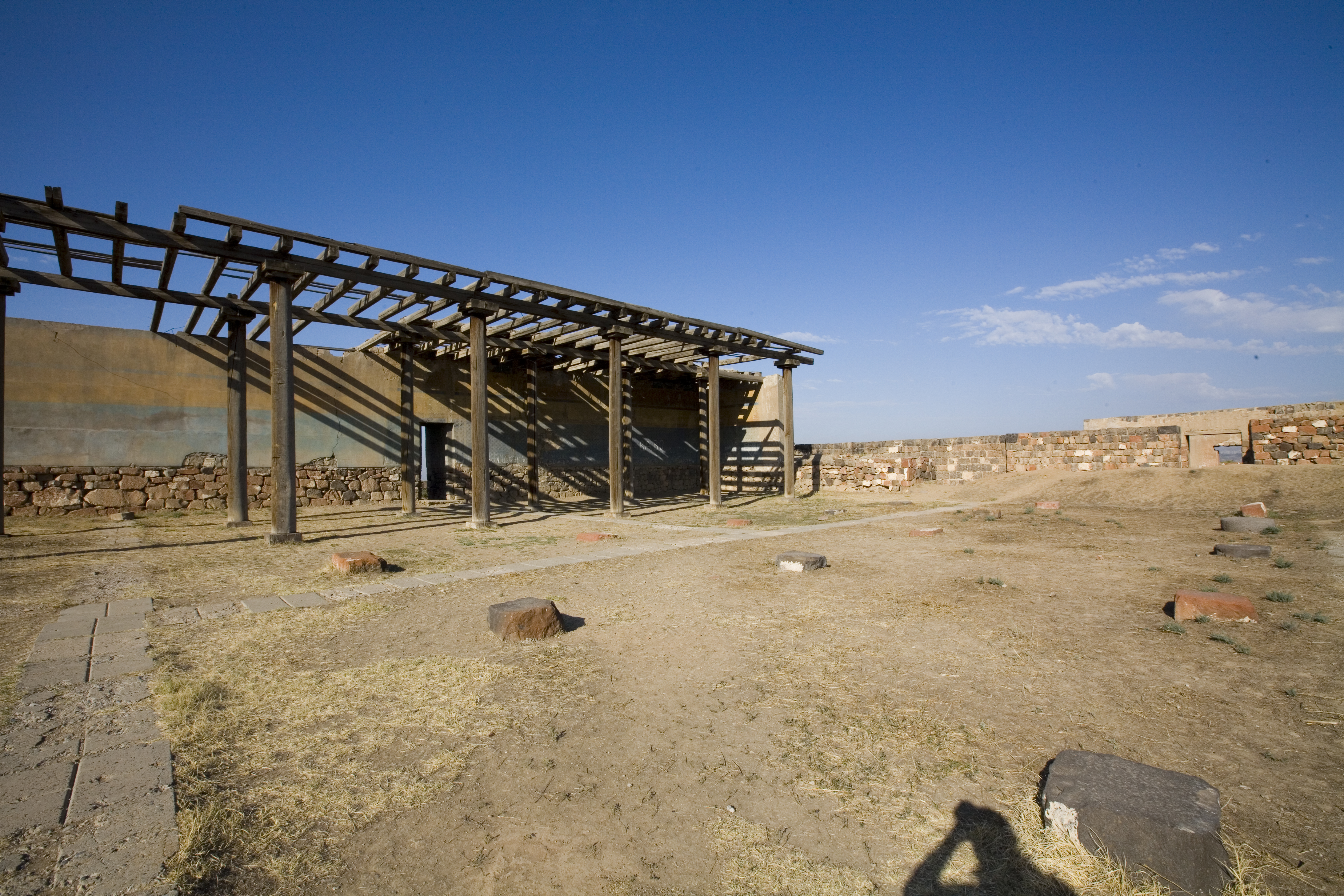
Руины храма Бога Халди. VIII век до н.э.
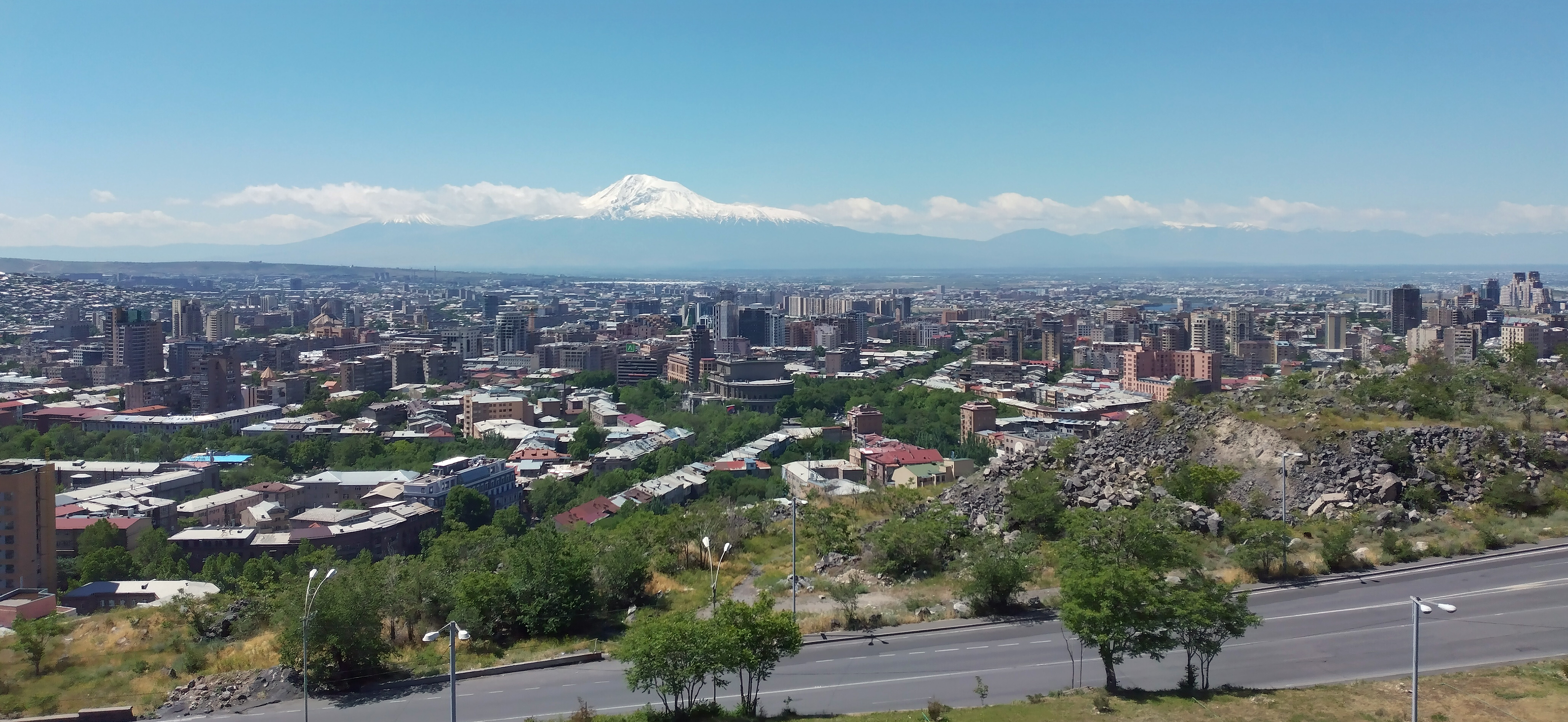
Вид на один из районов и гору Арарат с Парка Победы
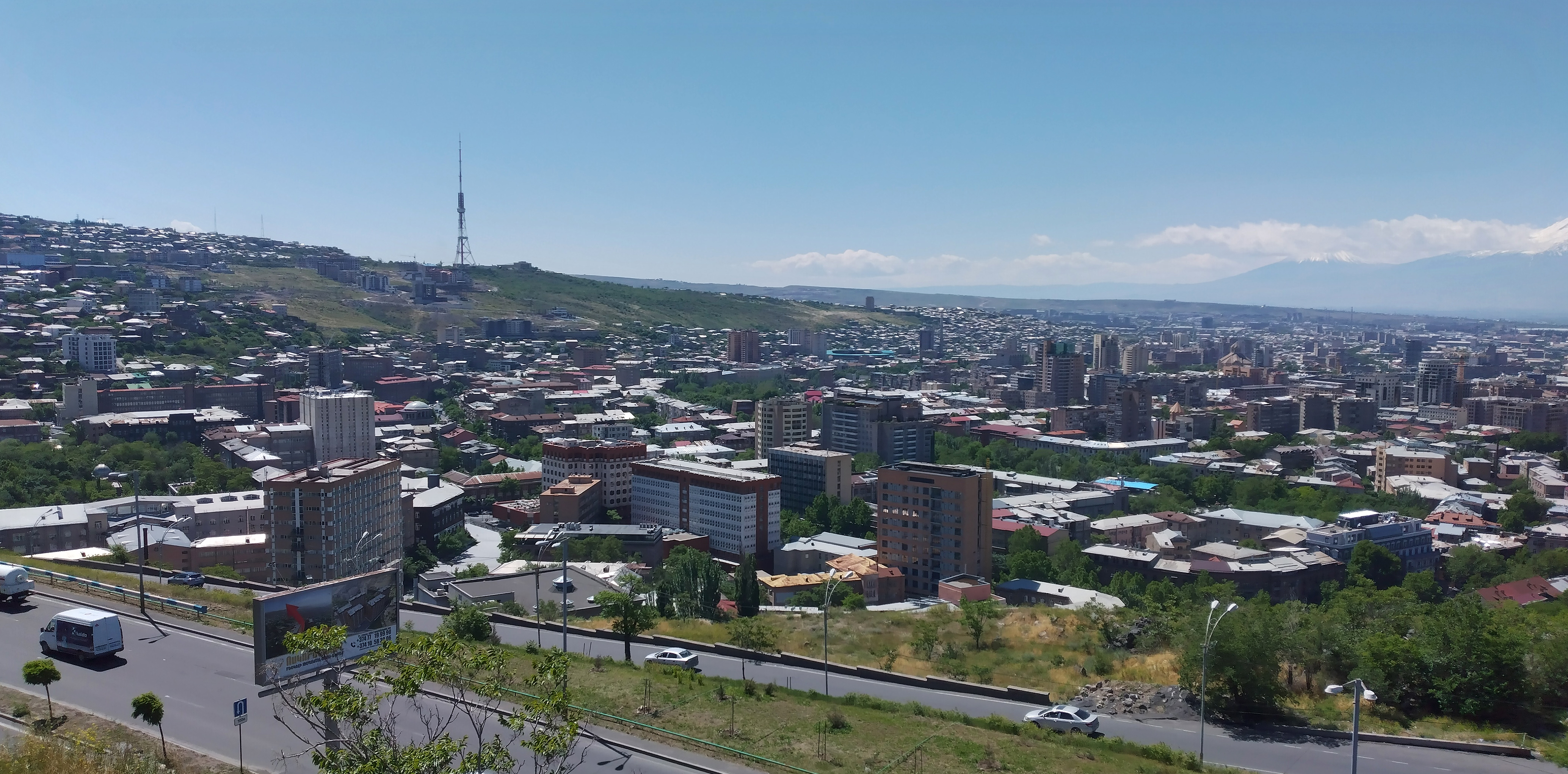
Вид с Парка Победы на другую часть города
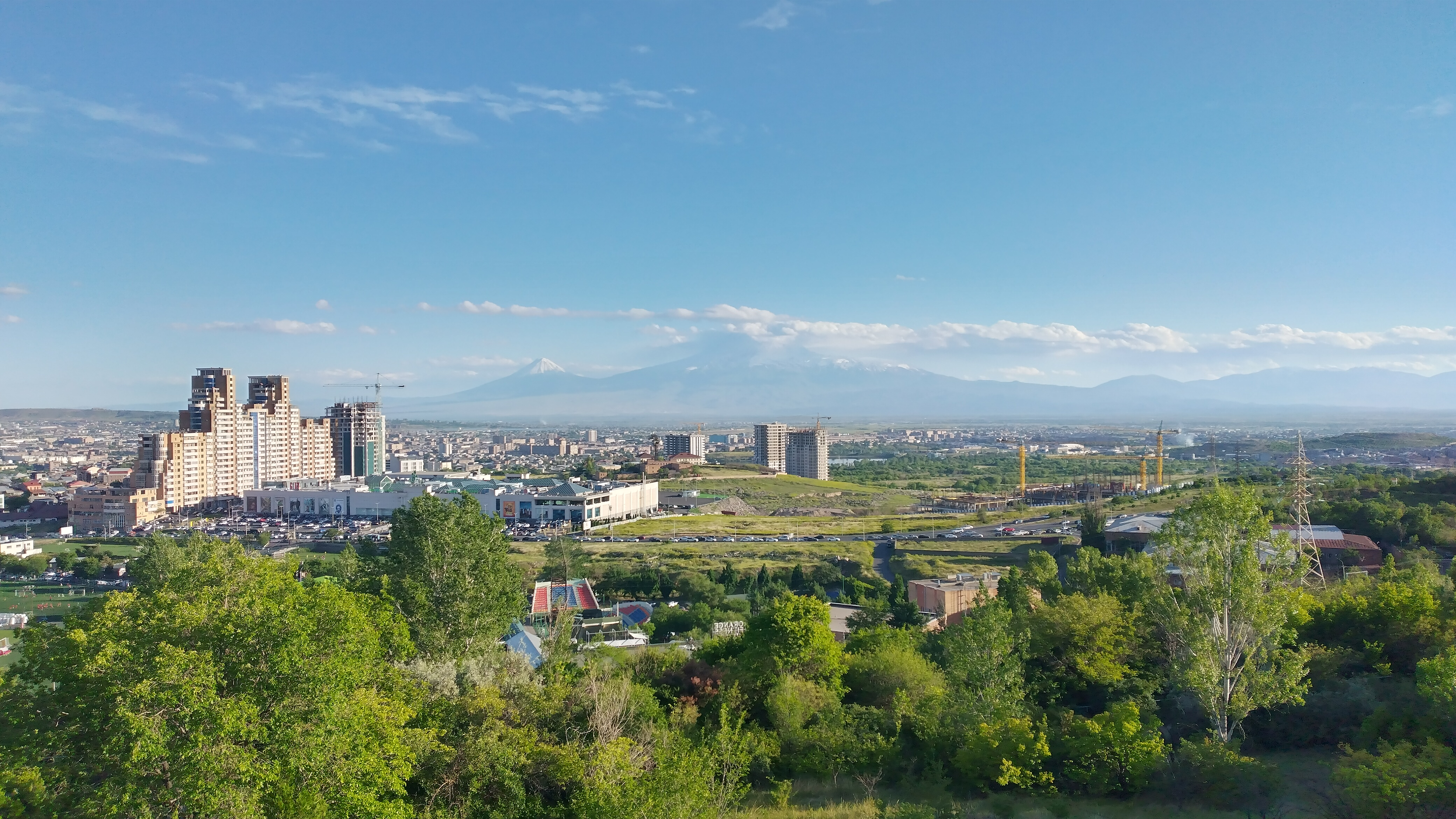
Вид на один из районов и гору Арарат с Цицернакаберда
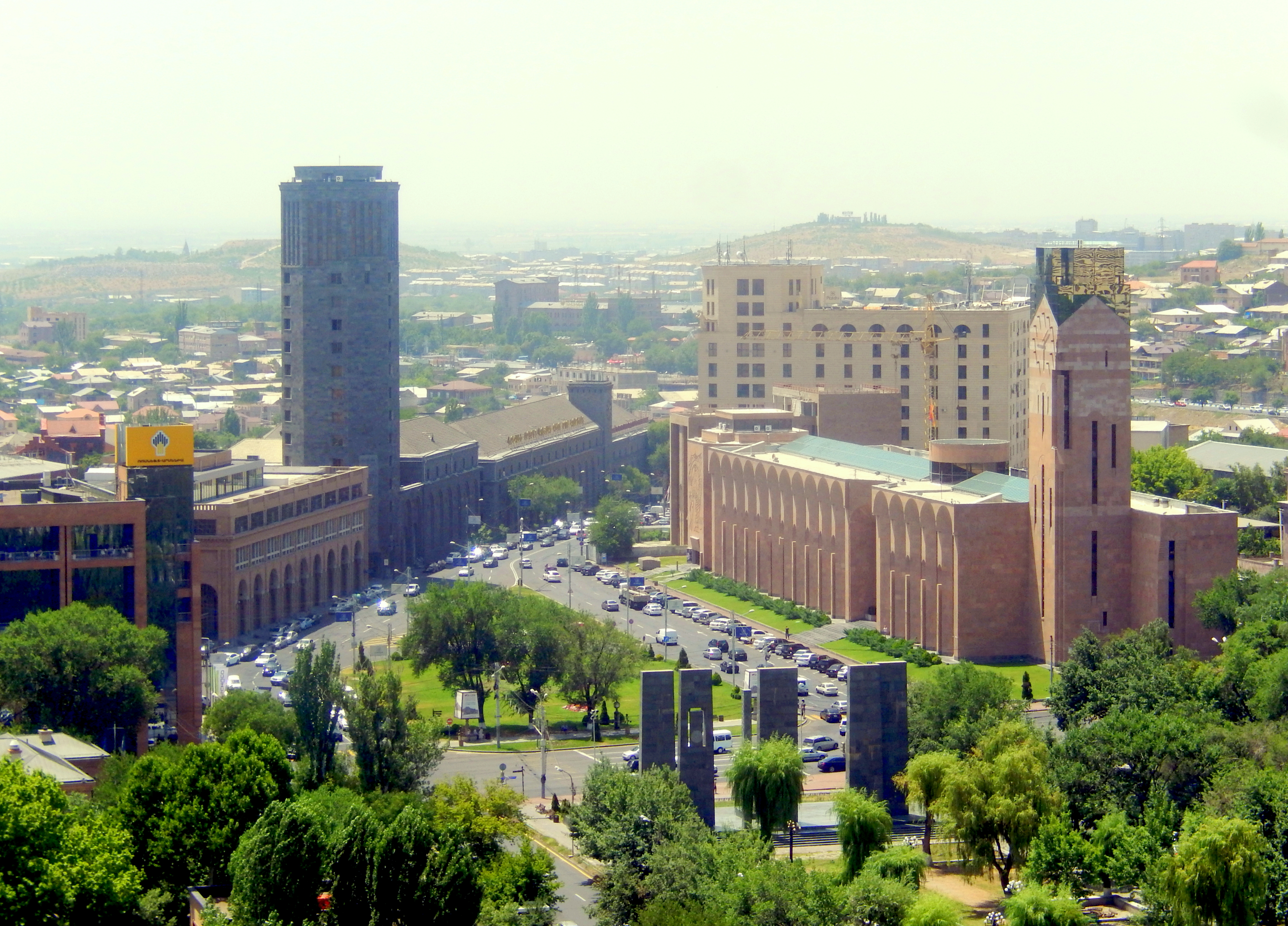
Здание мэрии города и комбината «Арарат»
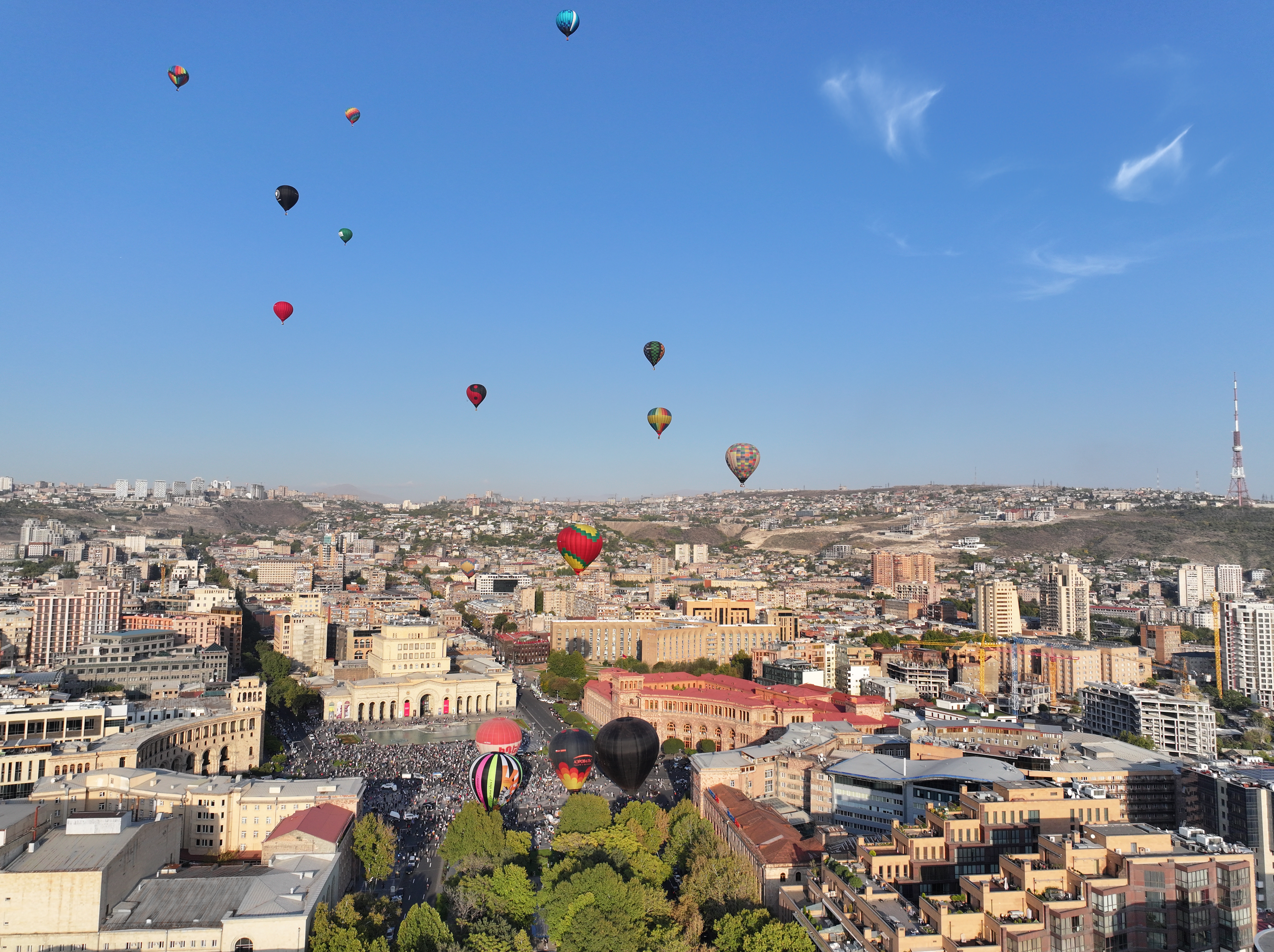
Фестиваль воздухоплавателей, 2023
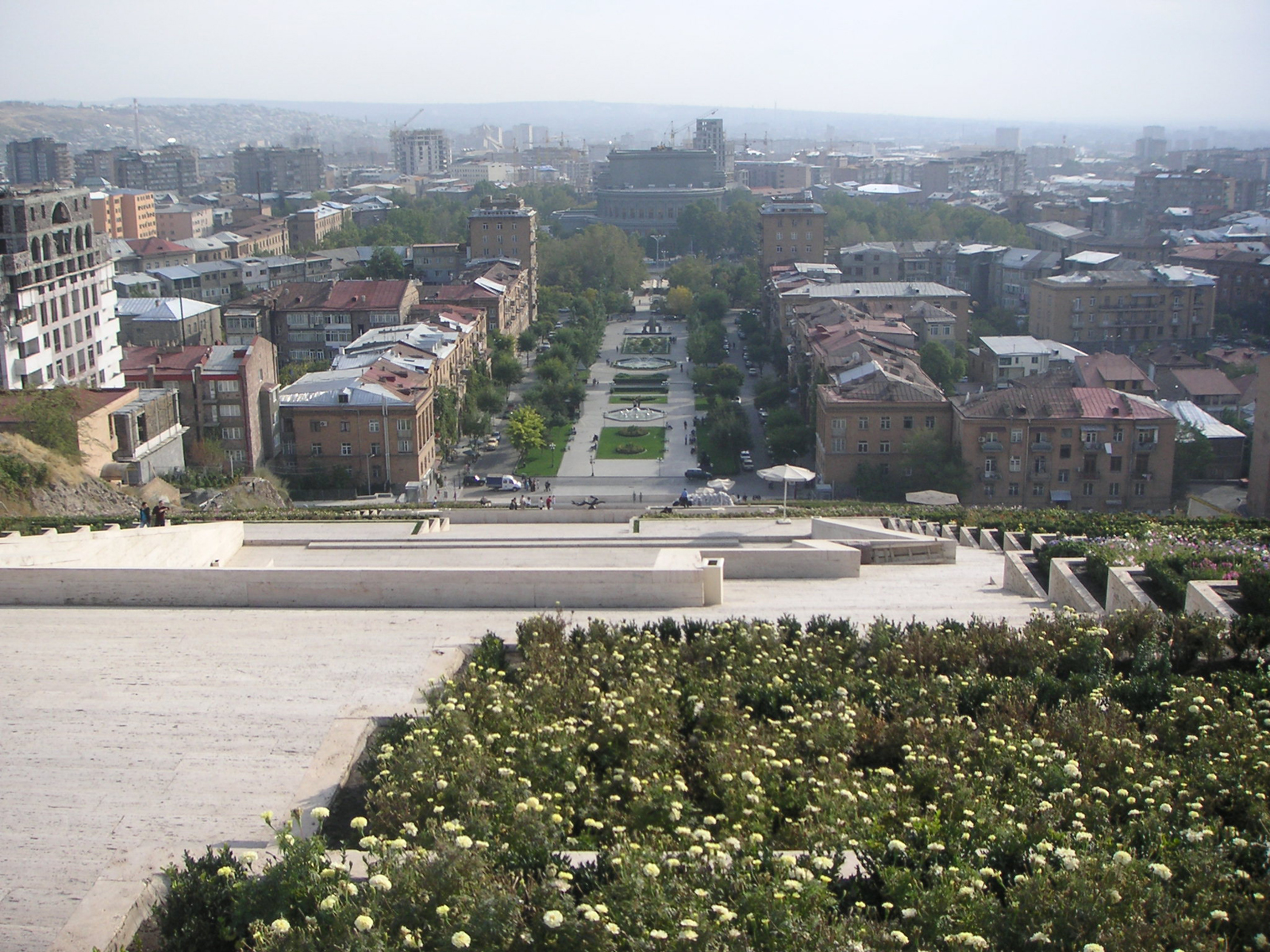
Вид с Каскада
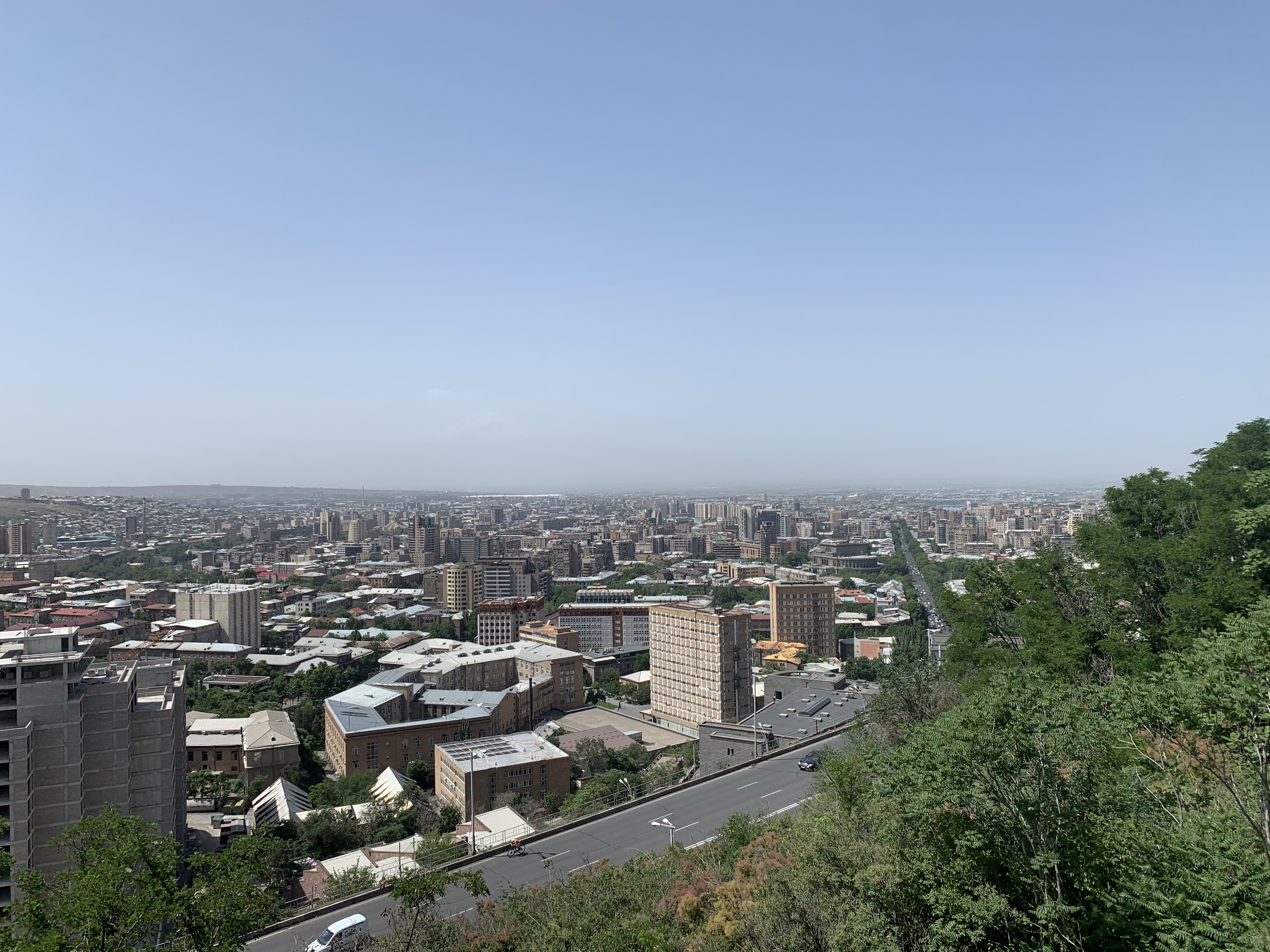
Вид на один из районов города с Матенадарана
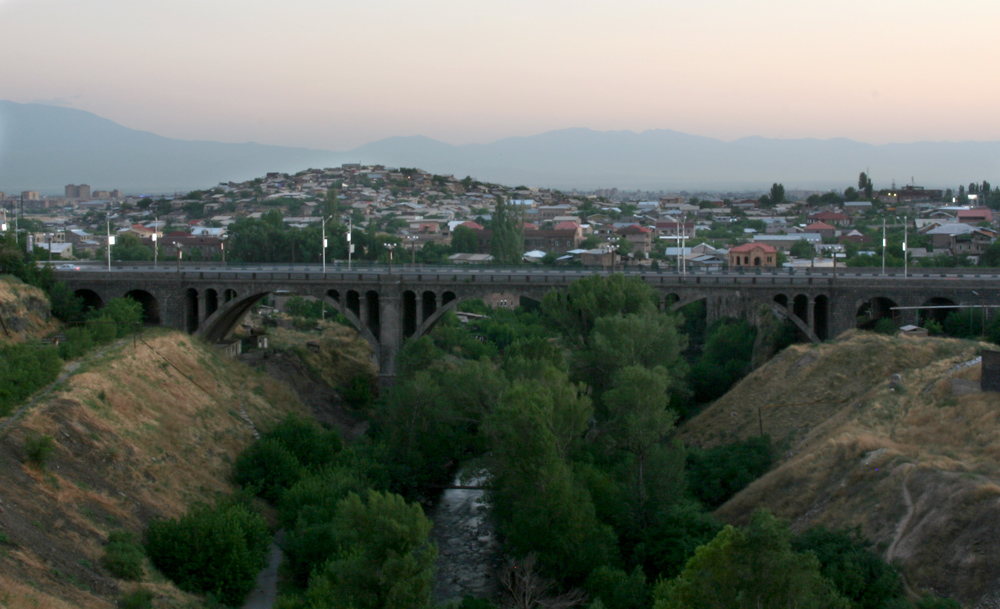
Мост победы
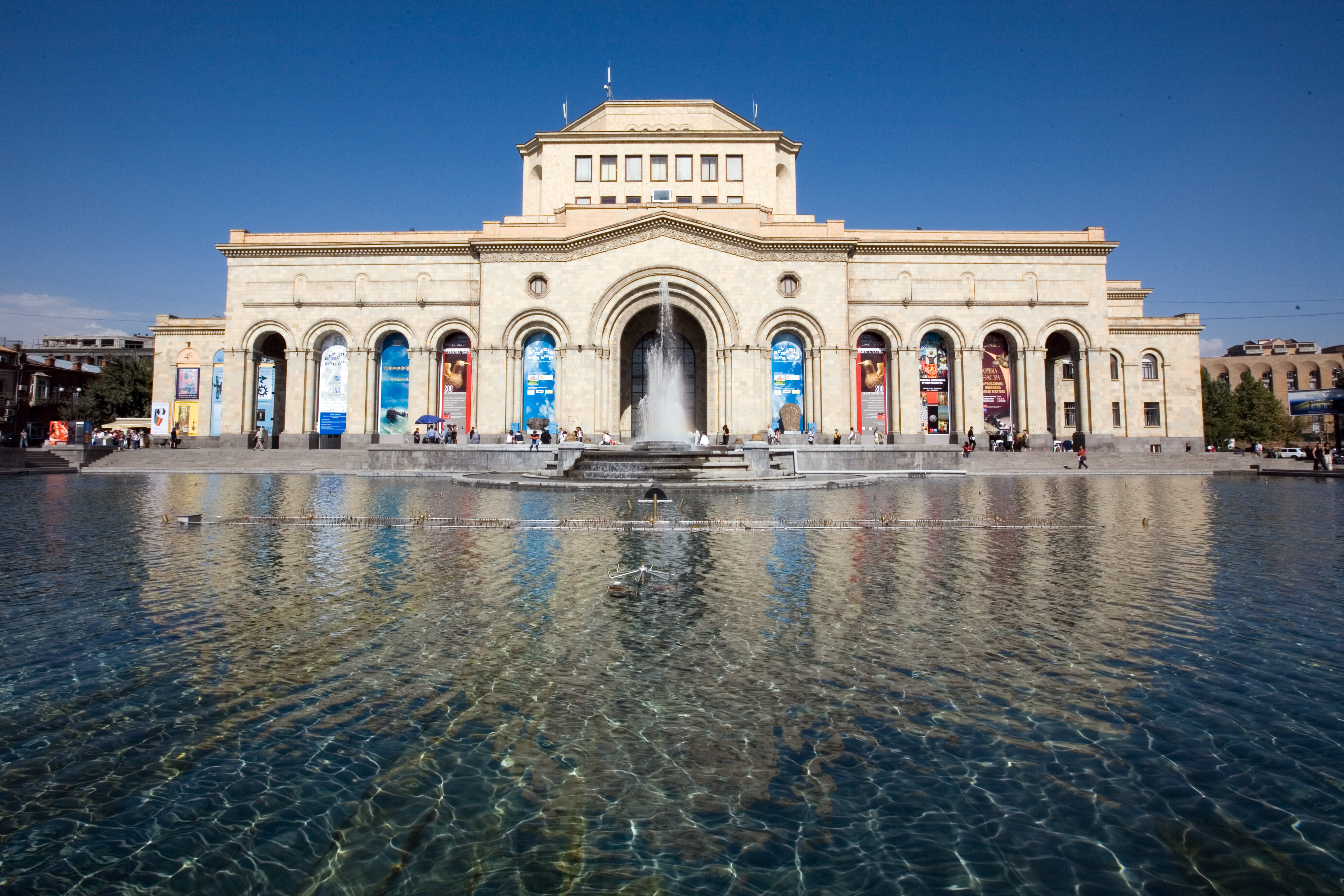
Национальная картинная галерея
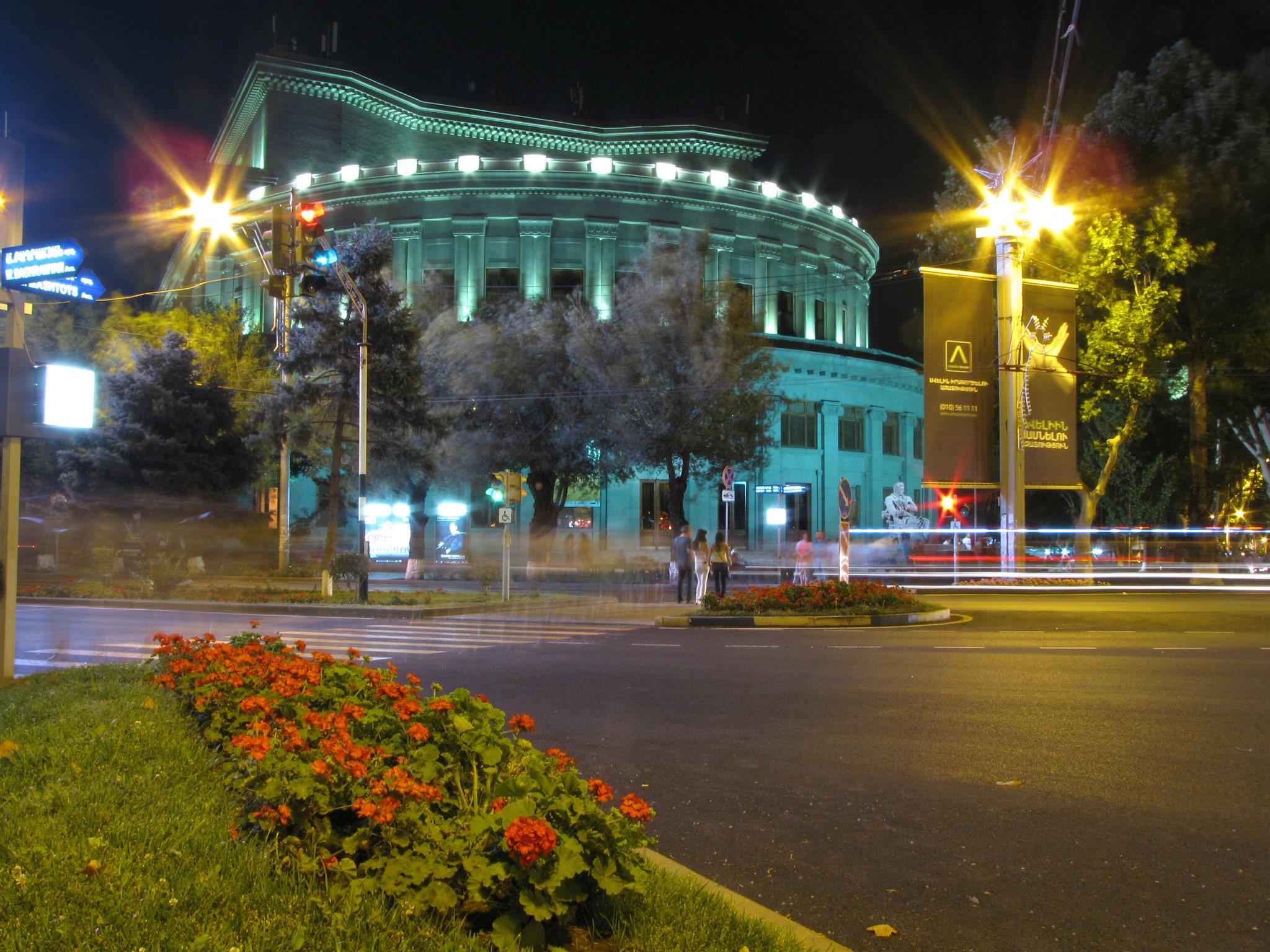
Театр оперы и балета
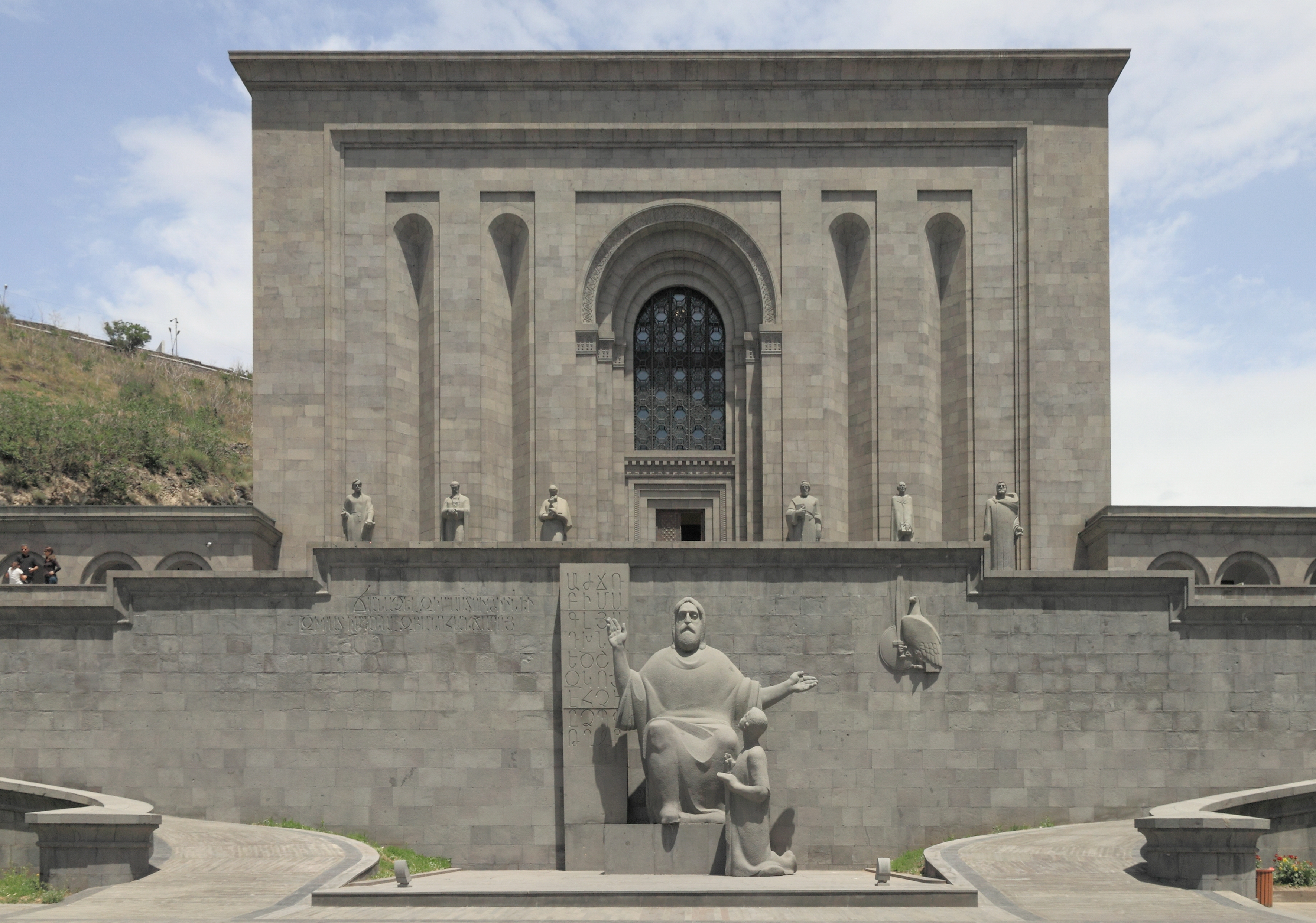
Матенадаран — хранилище древних рукописей
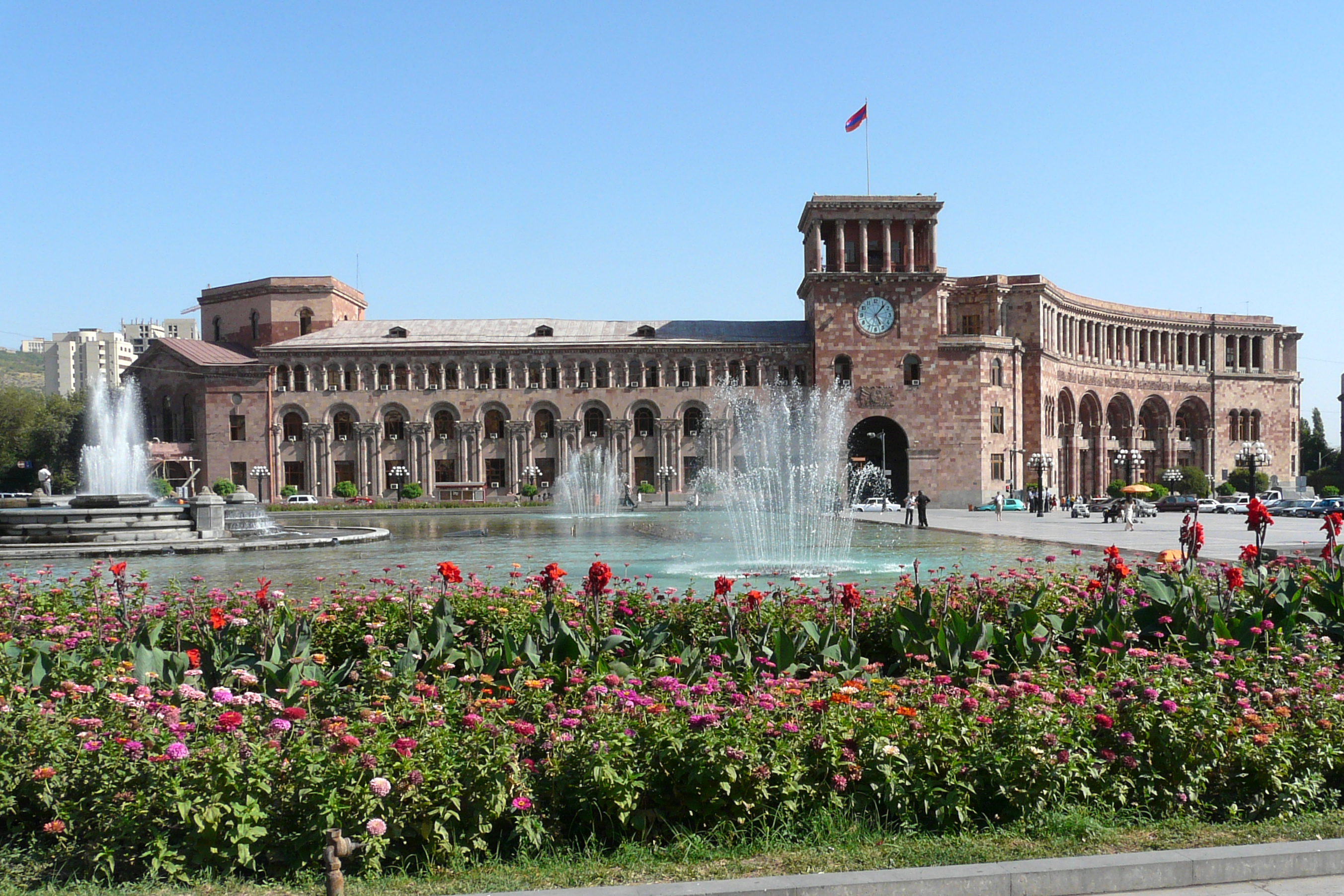
Правительство Армении
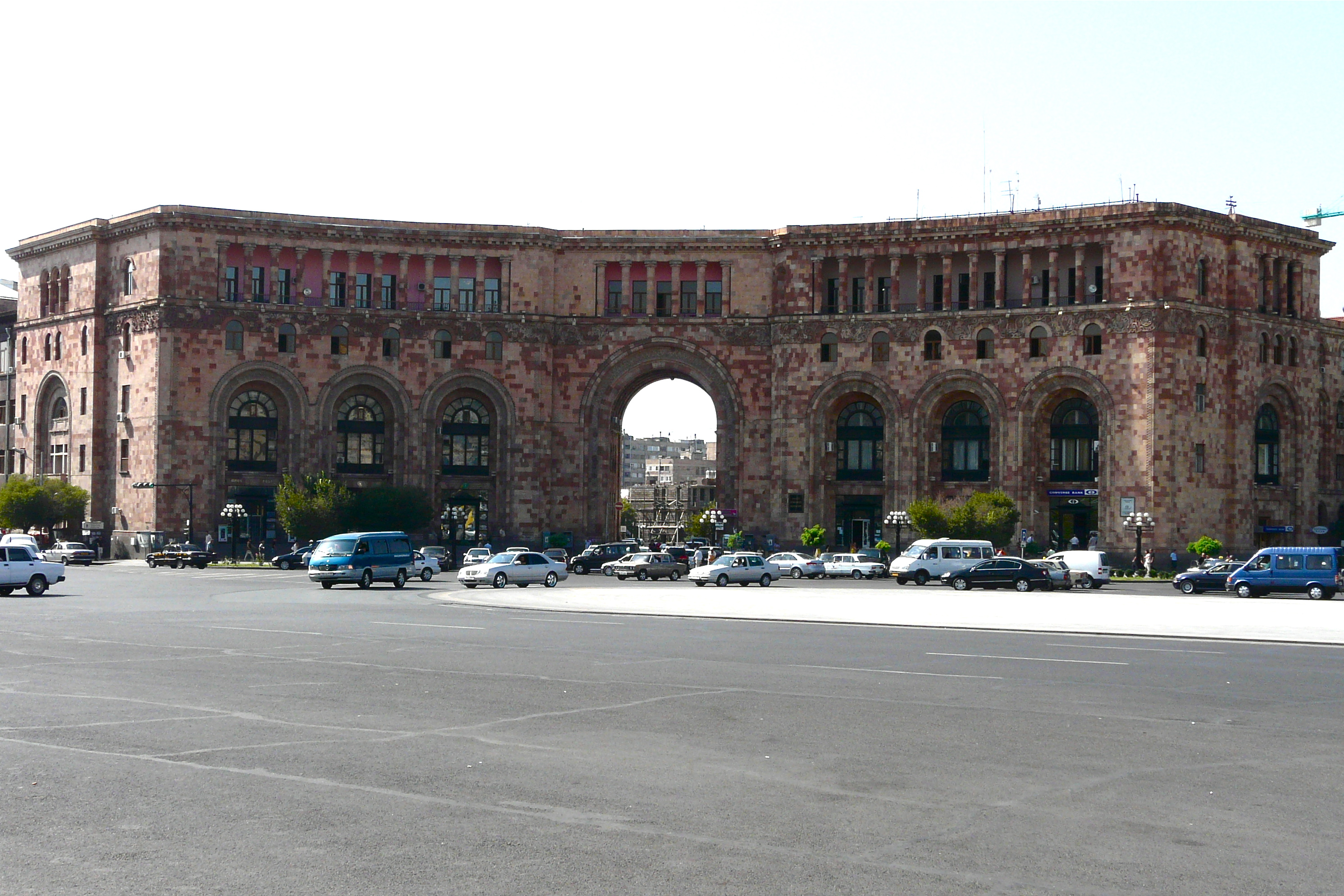
Центральное здание почты РА
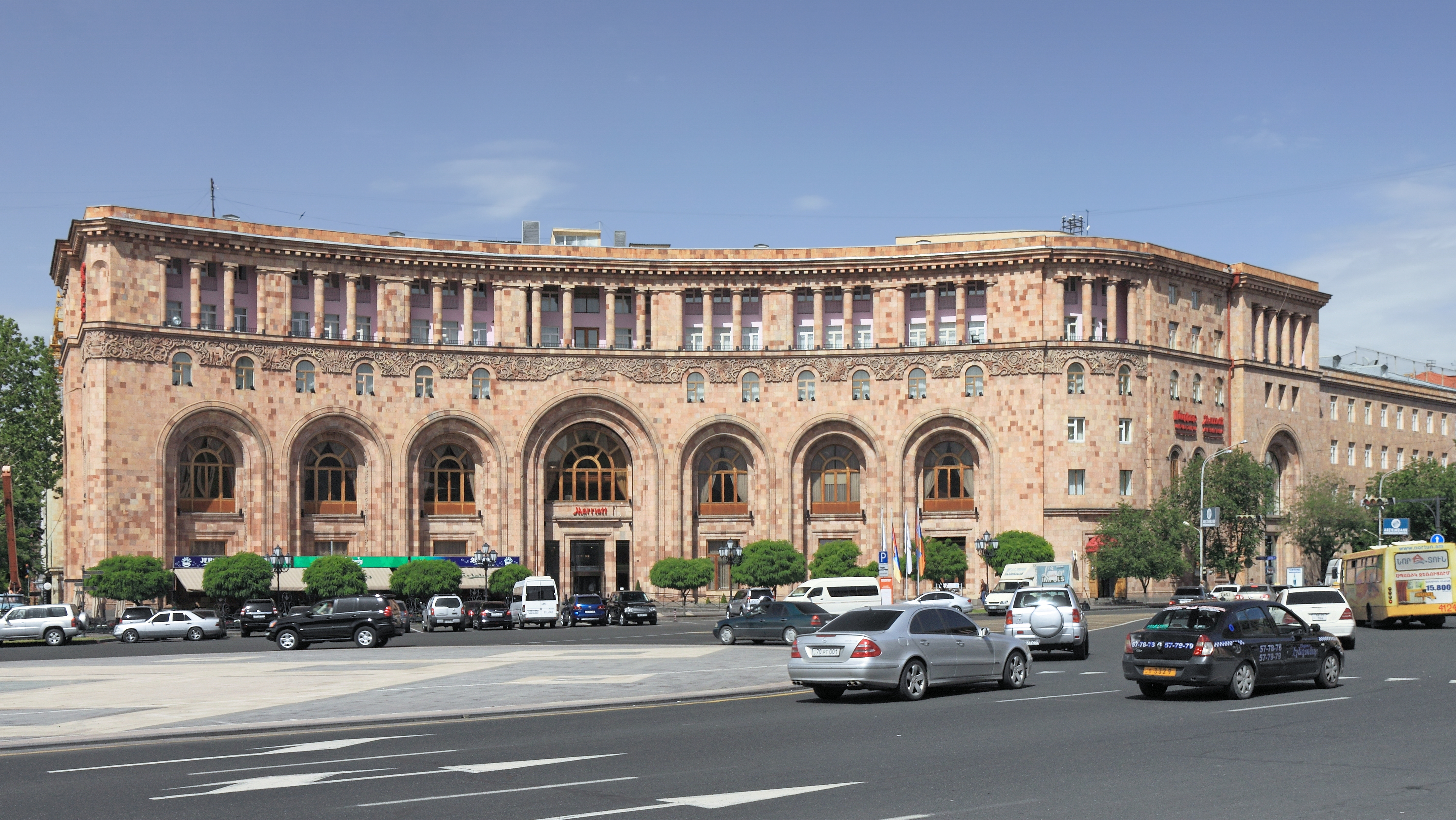
Гостиница «Marriott Armenia»
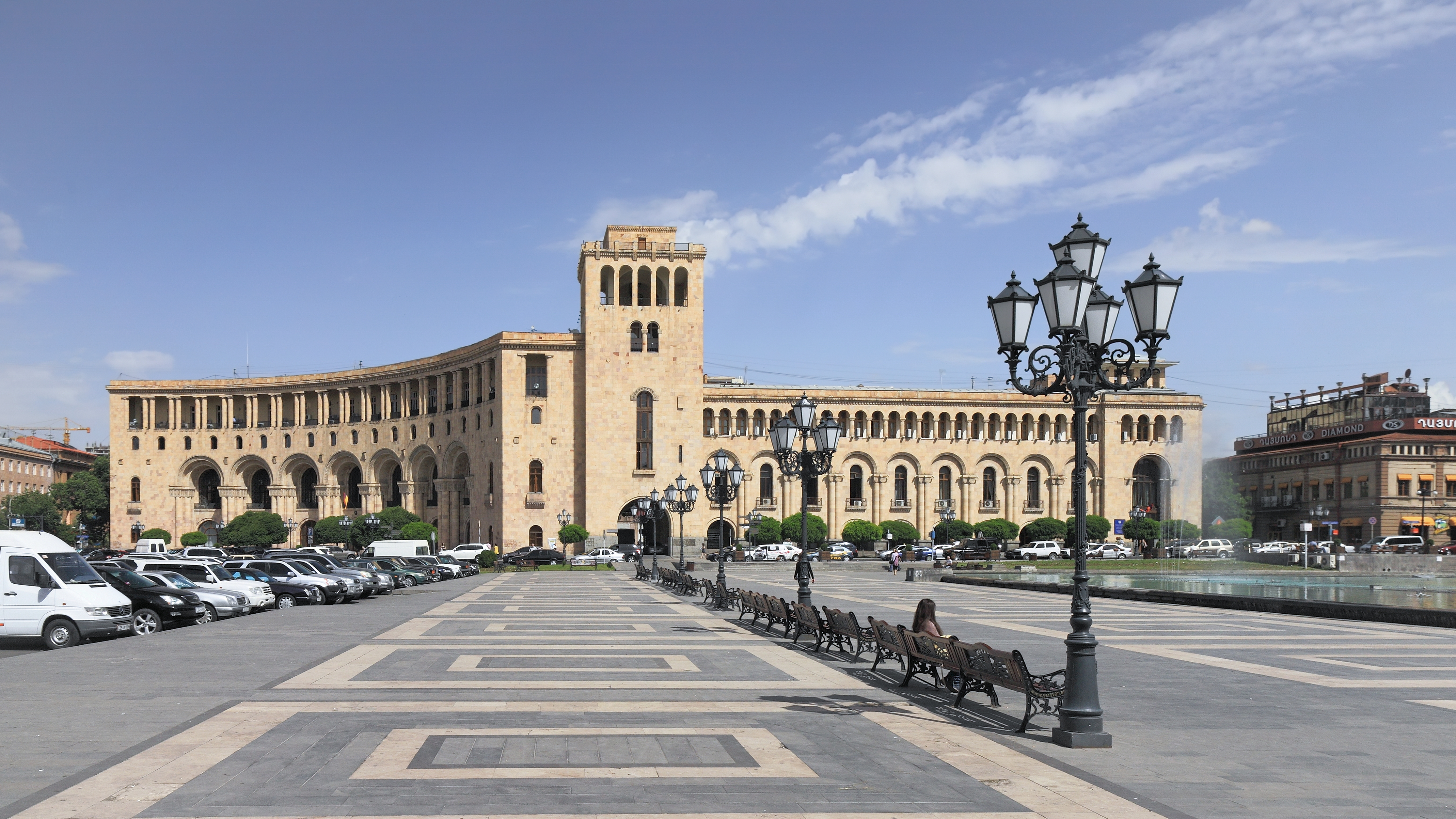
Правительственное здание
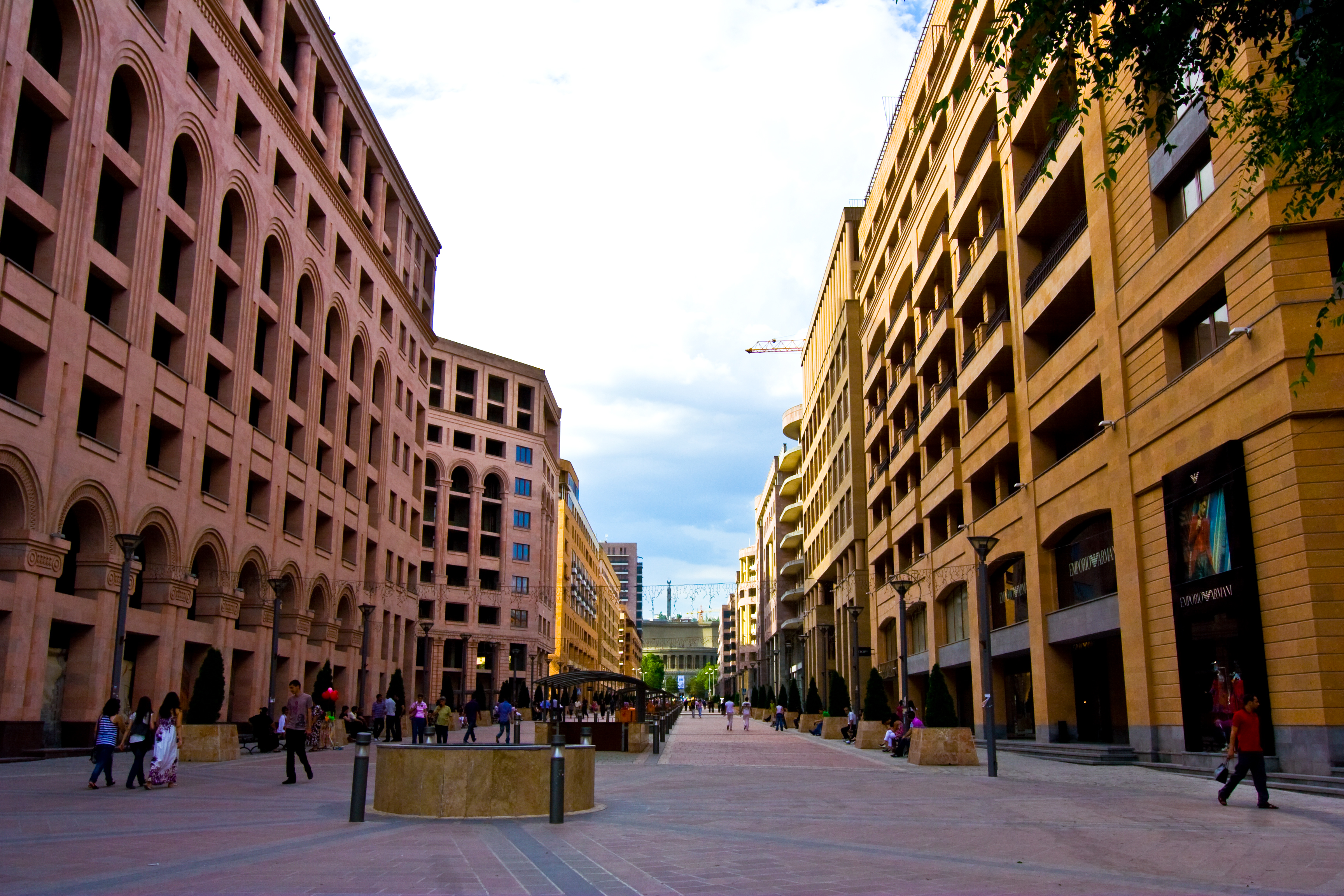
Северный Проспект
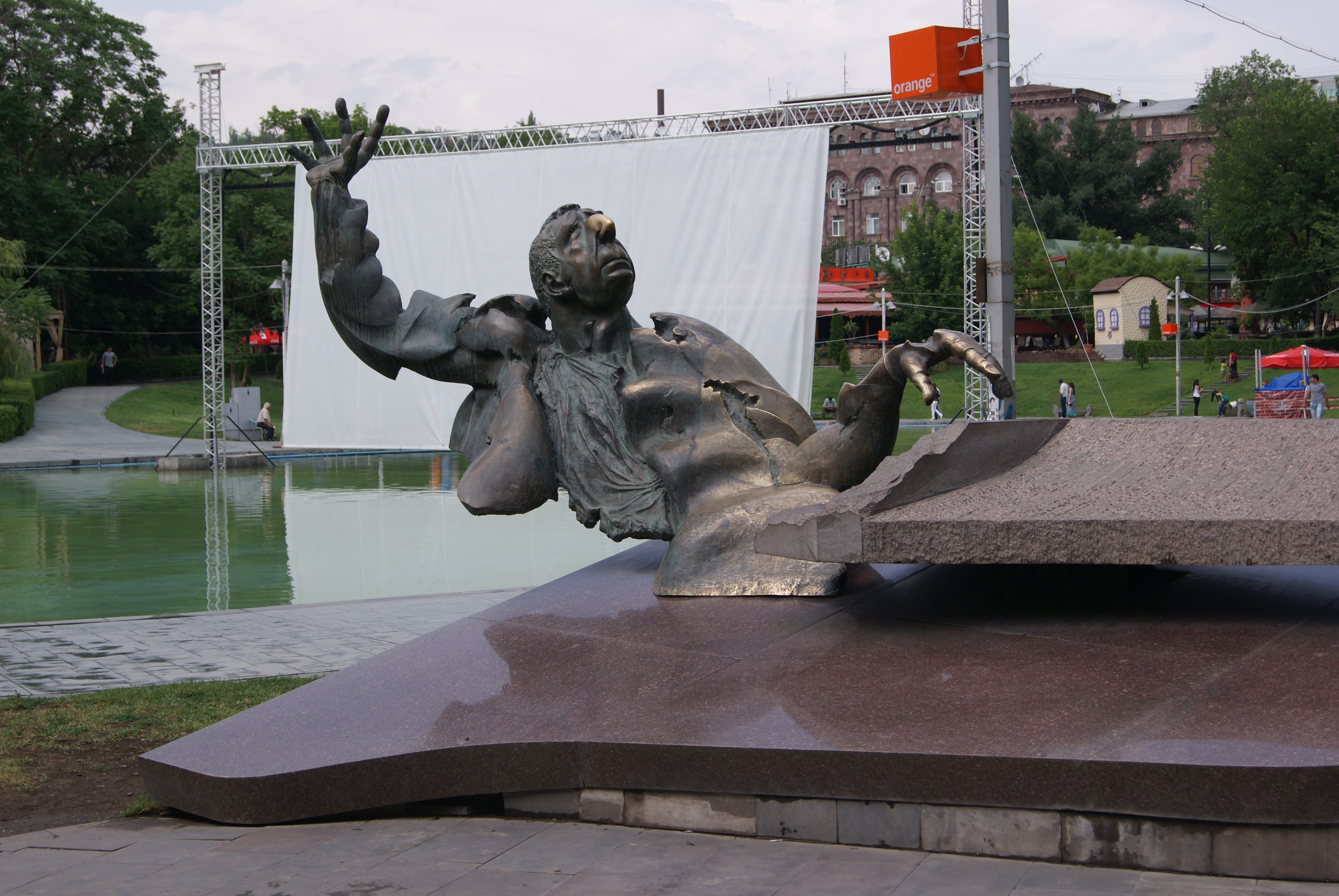
Памятник Арно Бабаджаняну
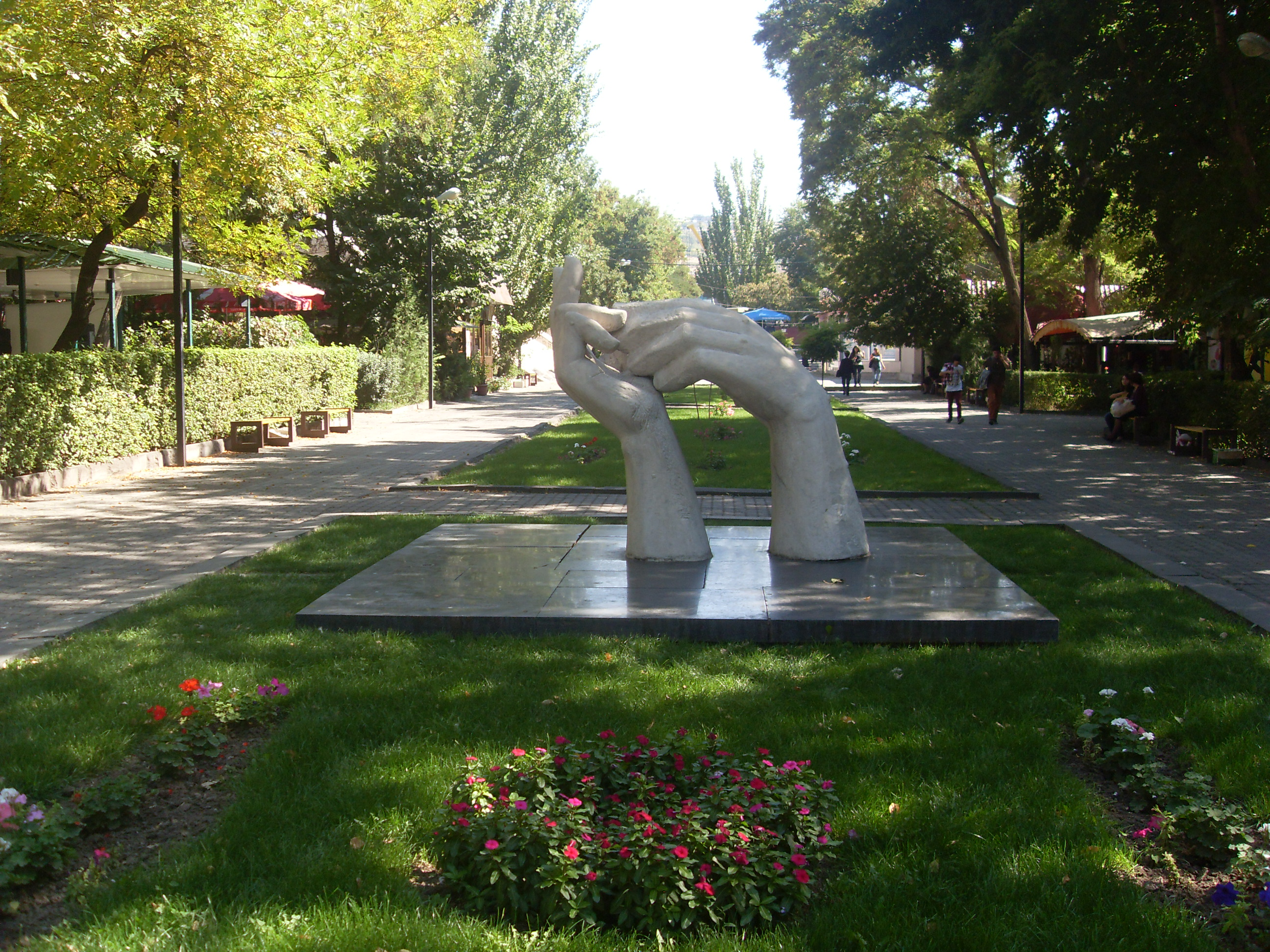
Руки дружбы, подаренные городом Каррара
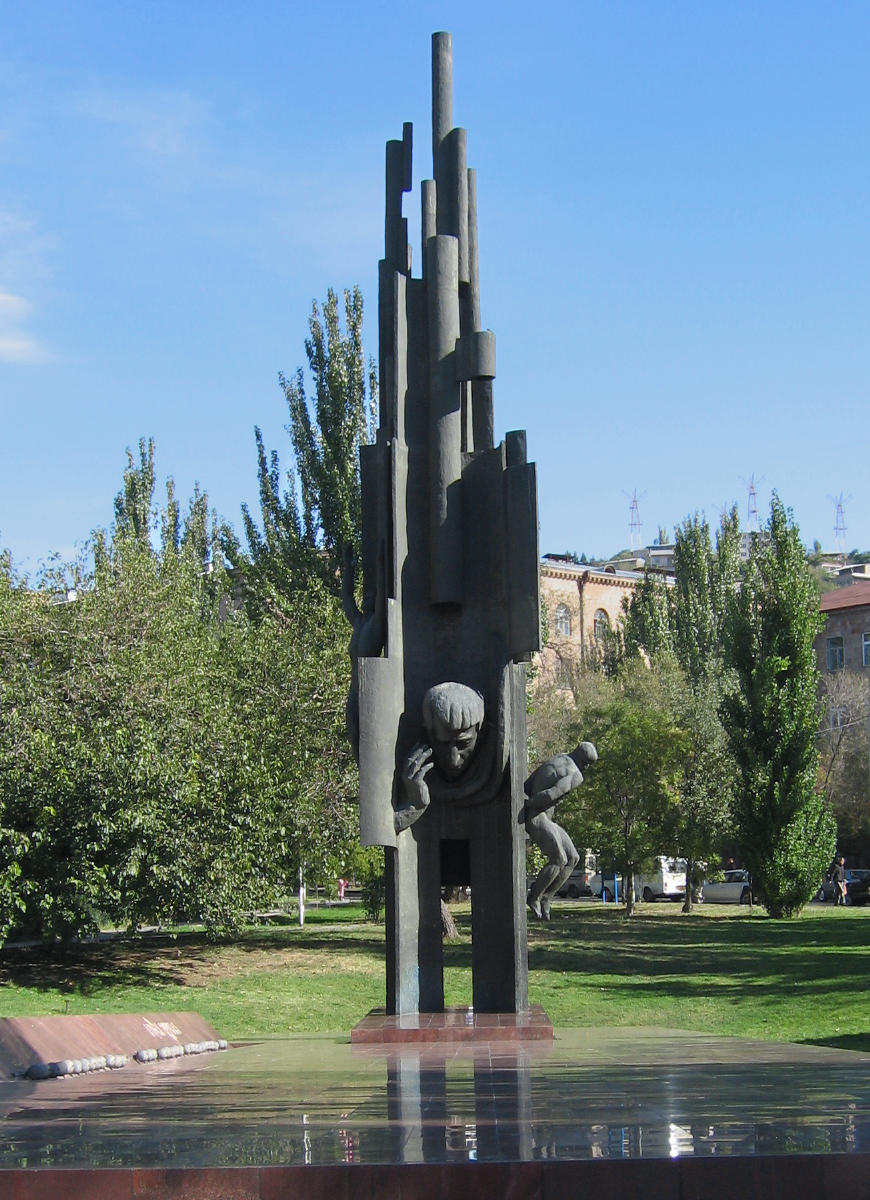
Памятник поэту Егише Чаренцу
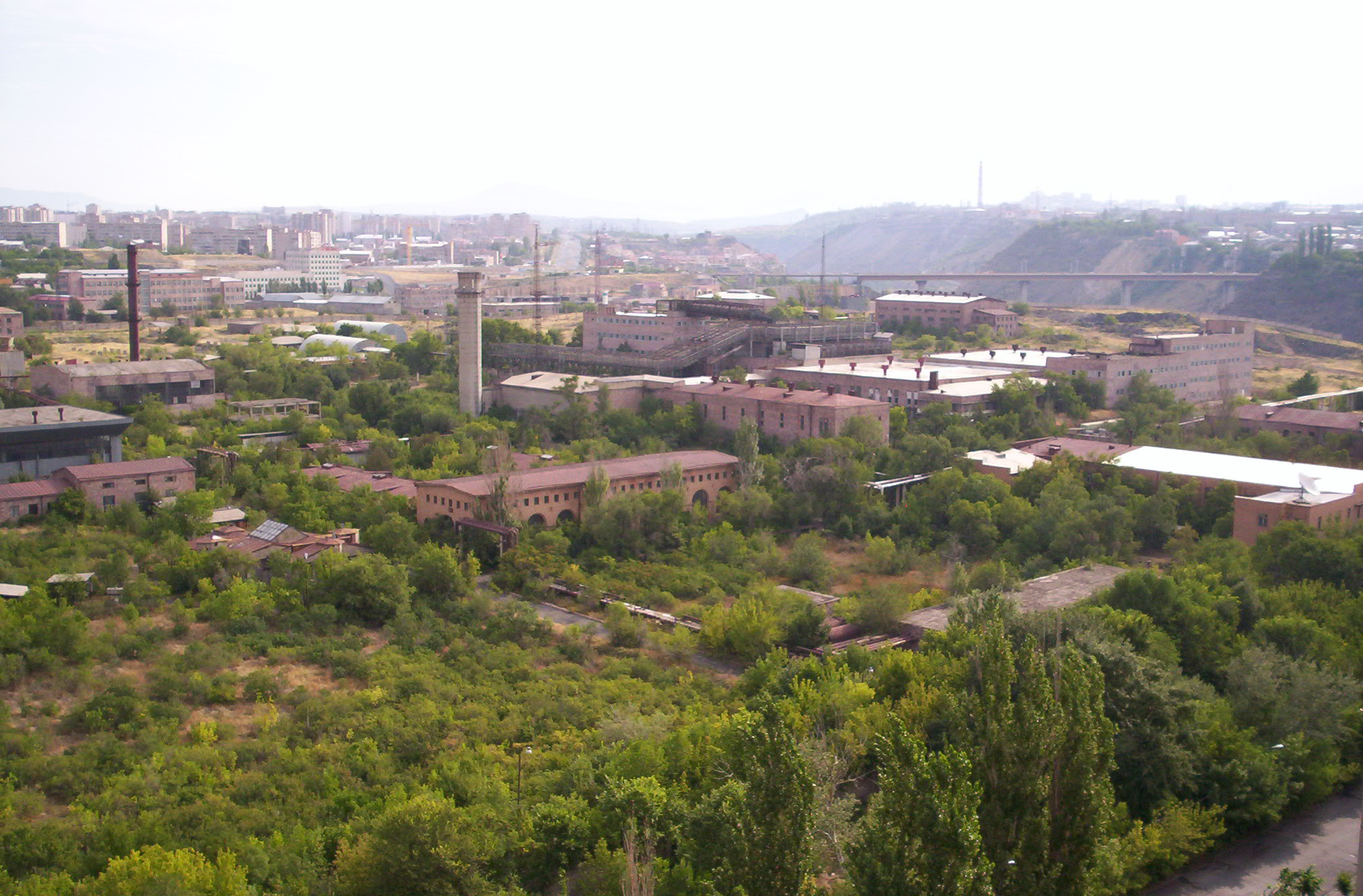
Институт ядерной физики
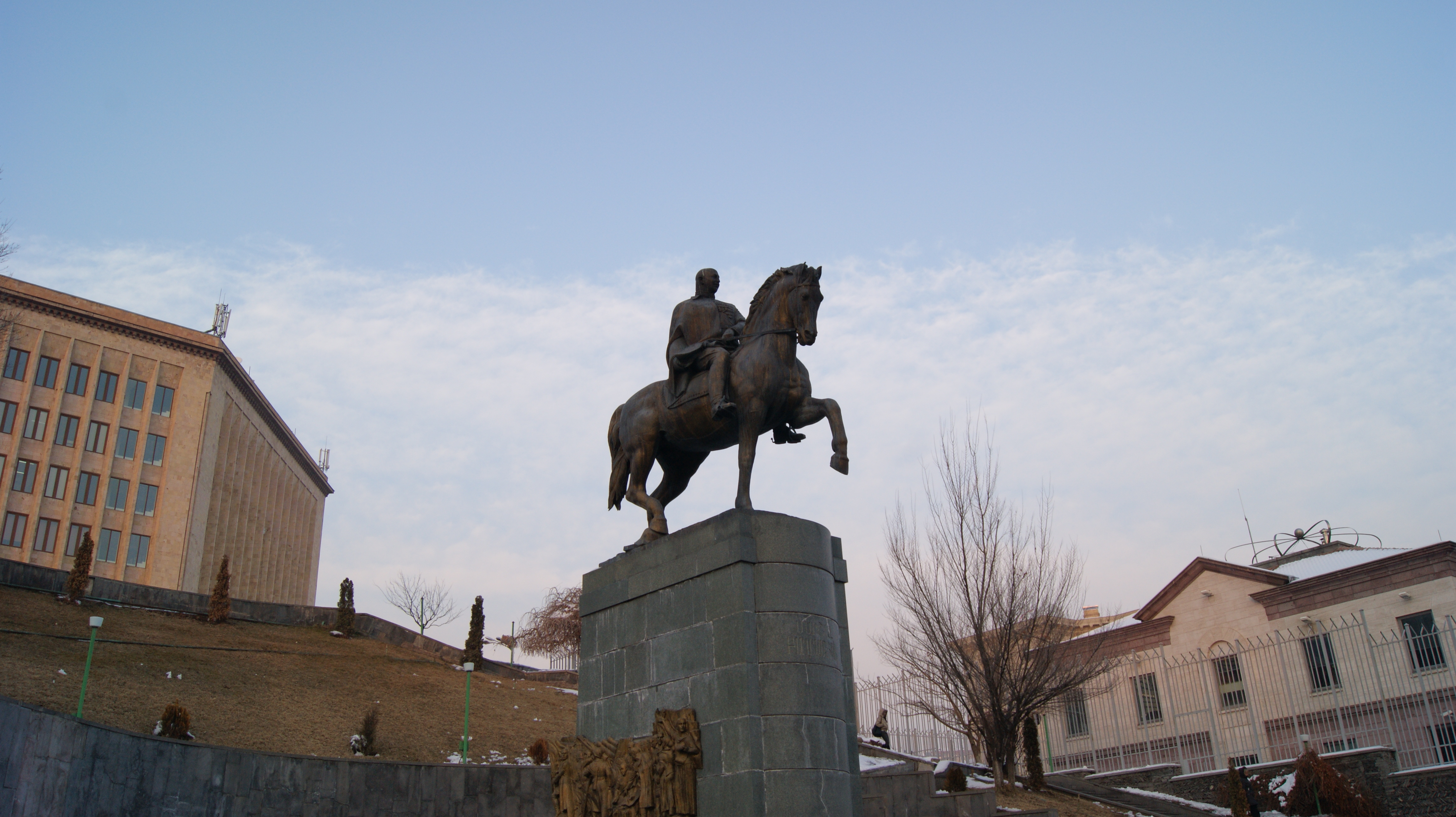
Памятник маршалу Баграмяну
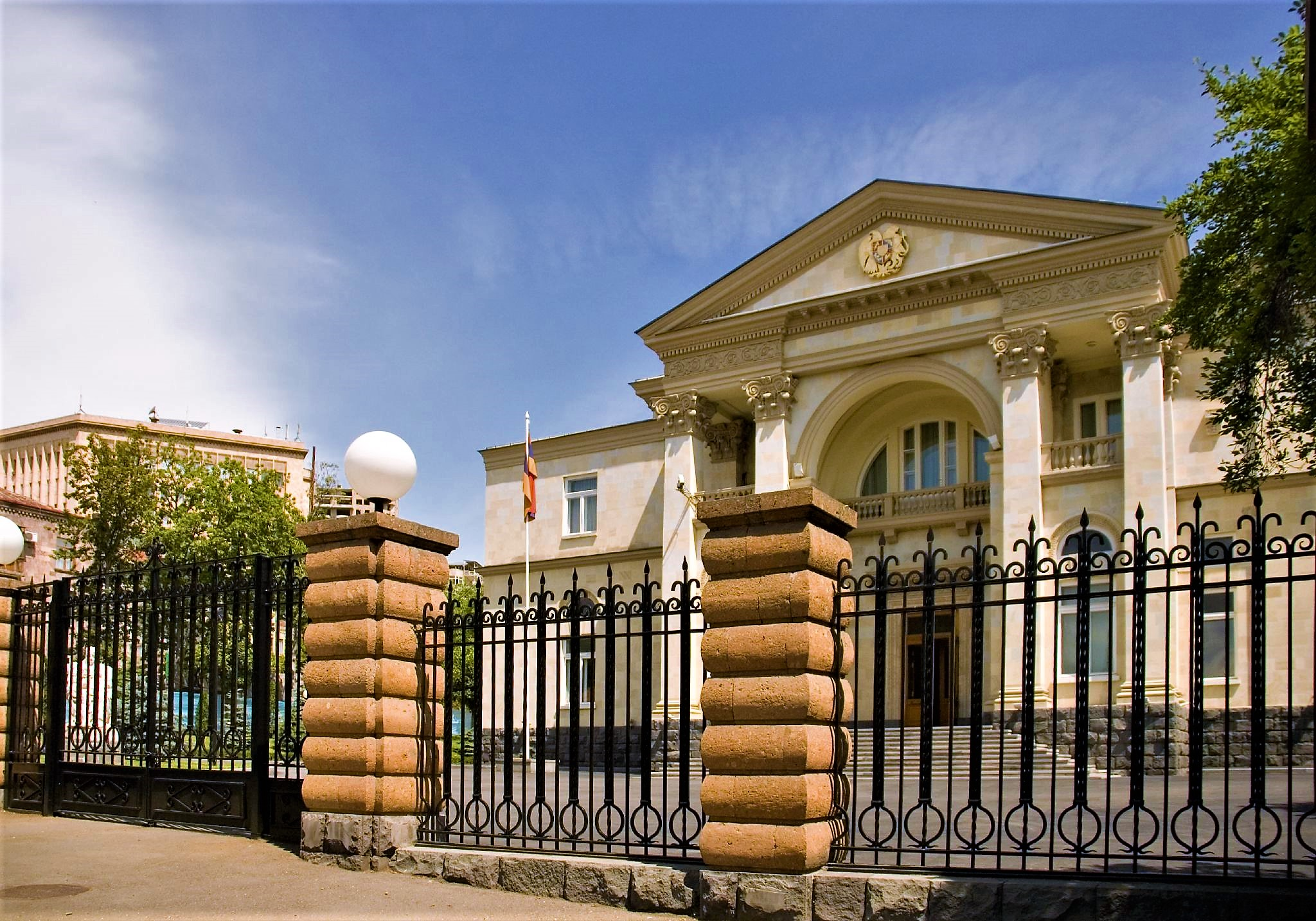
Резиденция президента Республики Армения
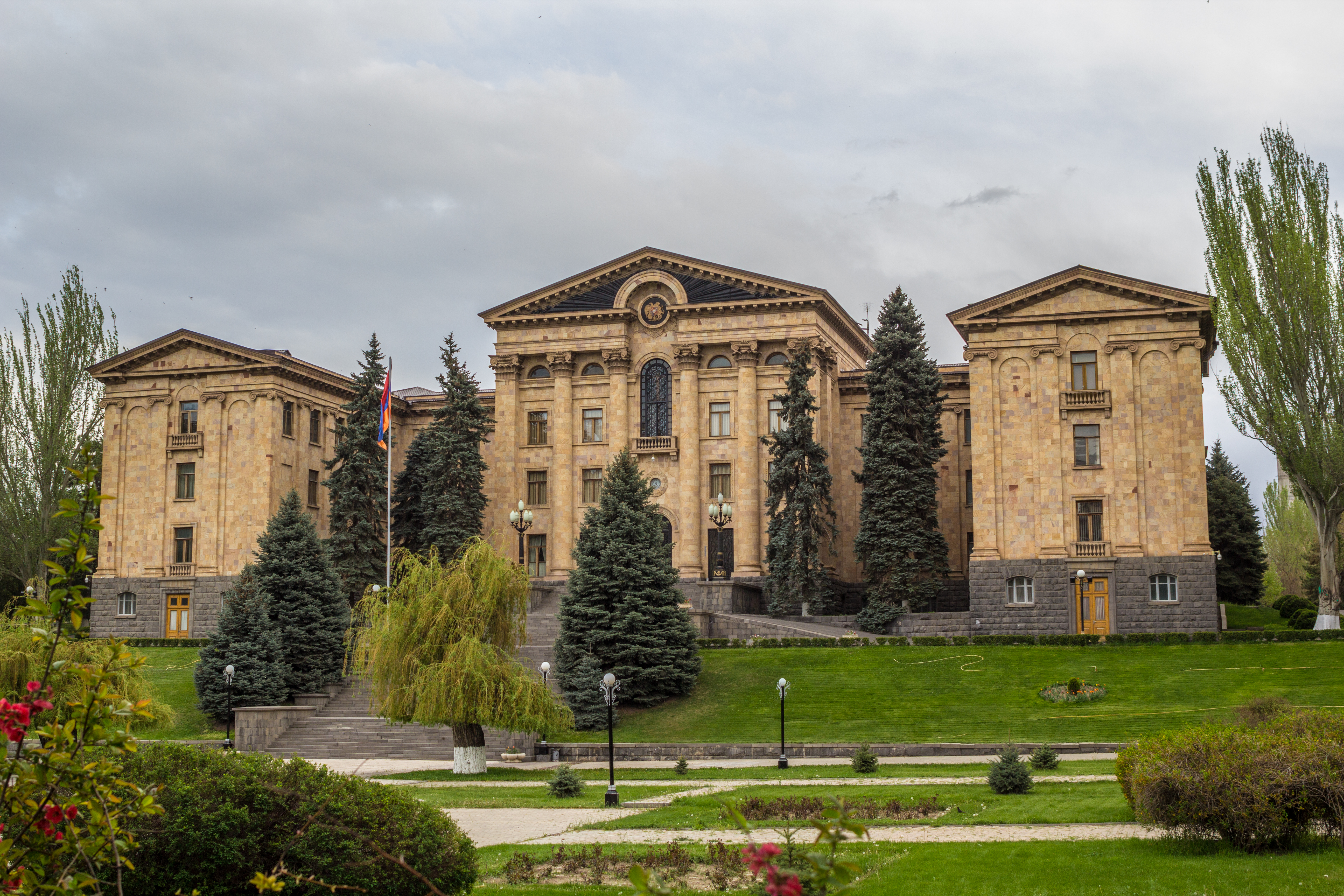
Здание Национального собрания Армении
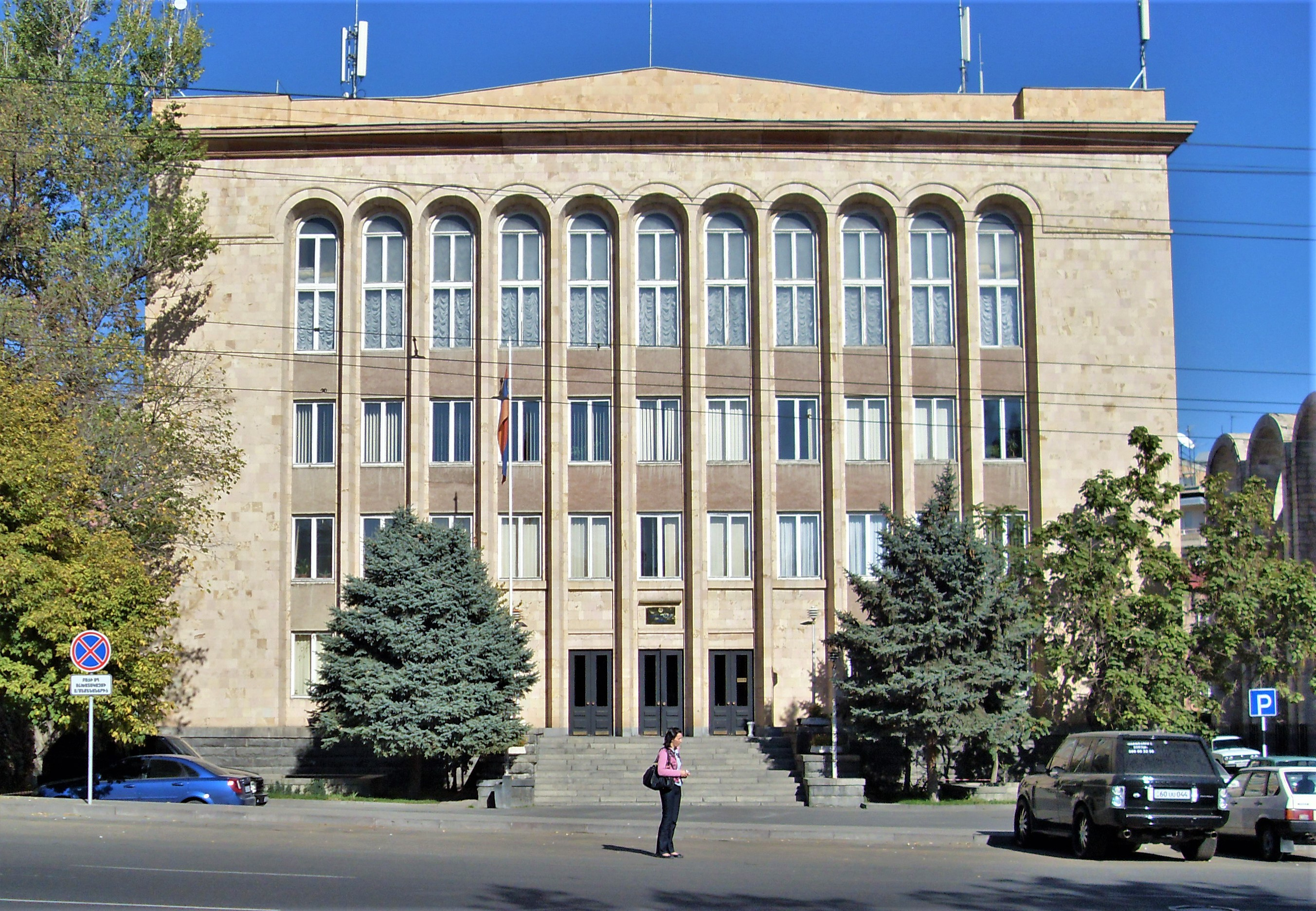
Конституциональный суд Республики Армения
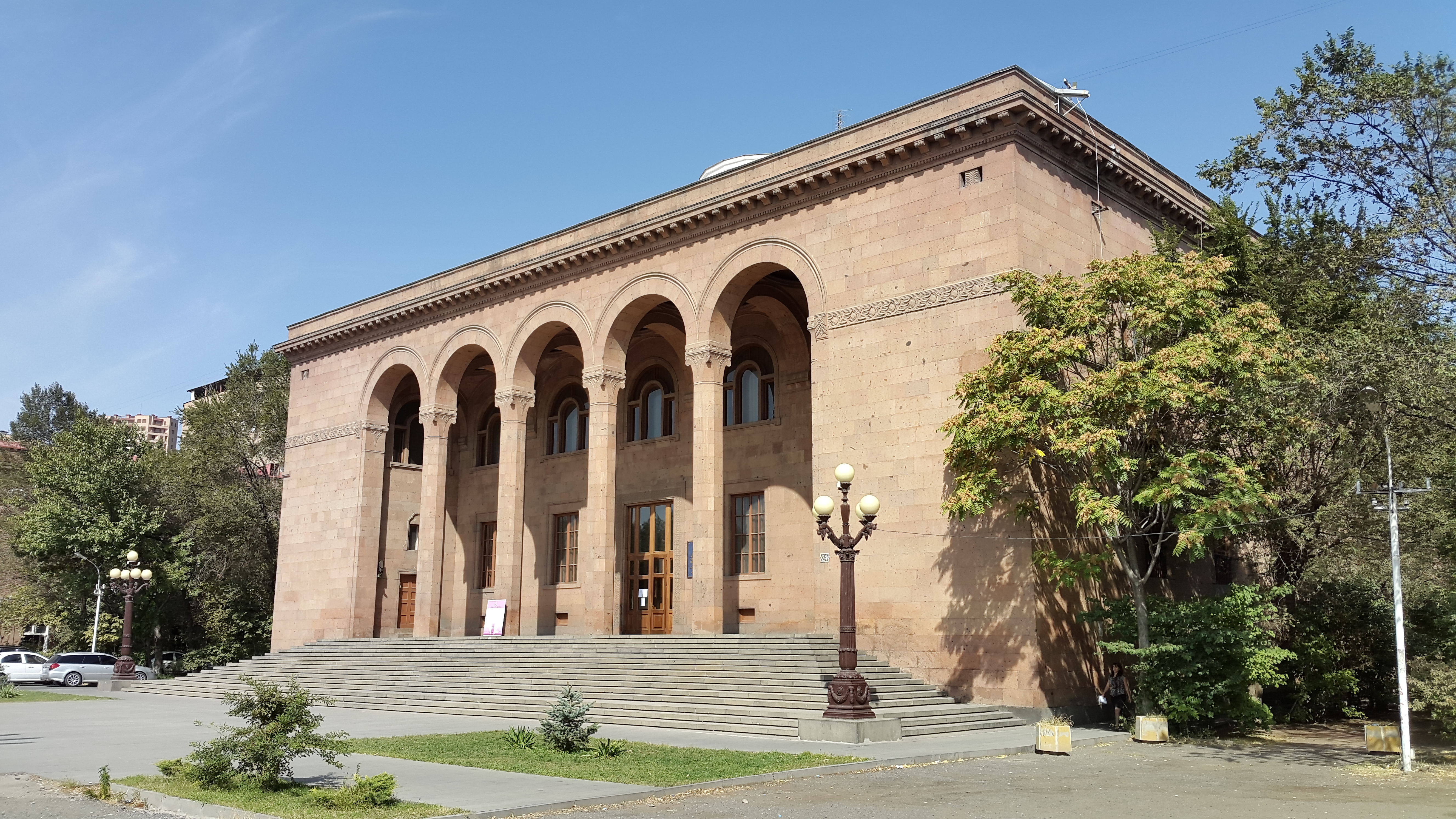
Национальная Академия наук
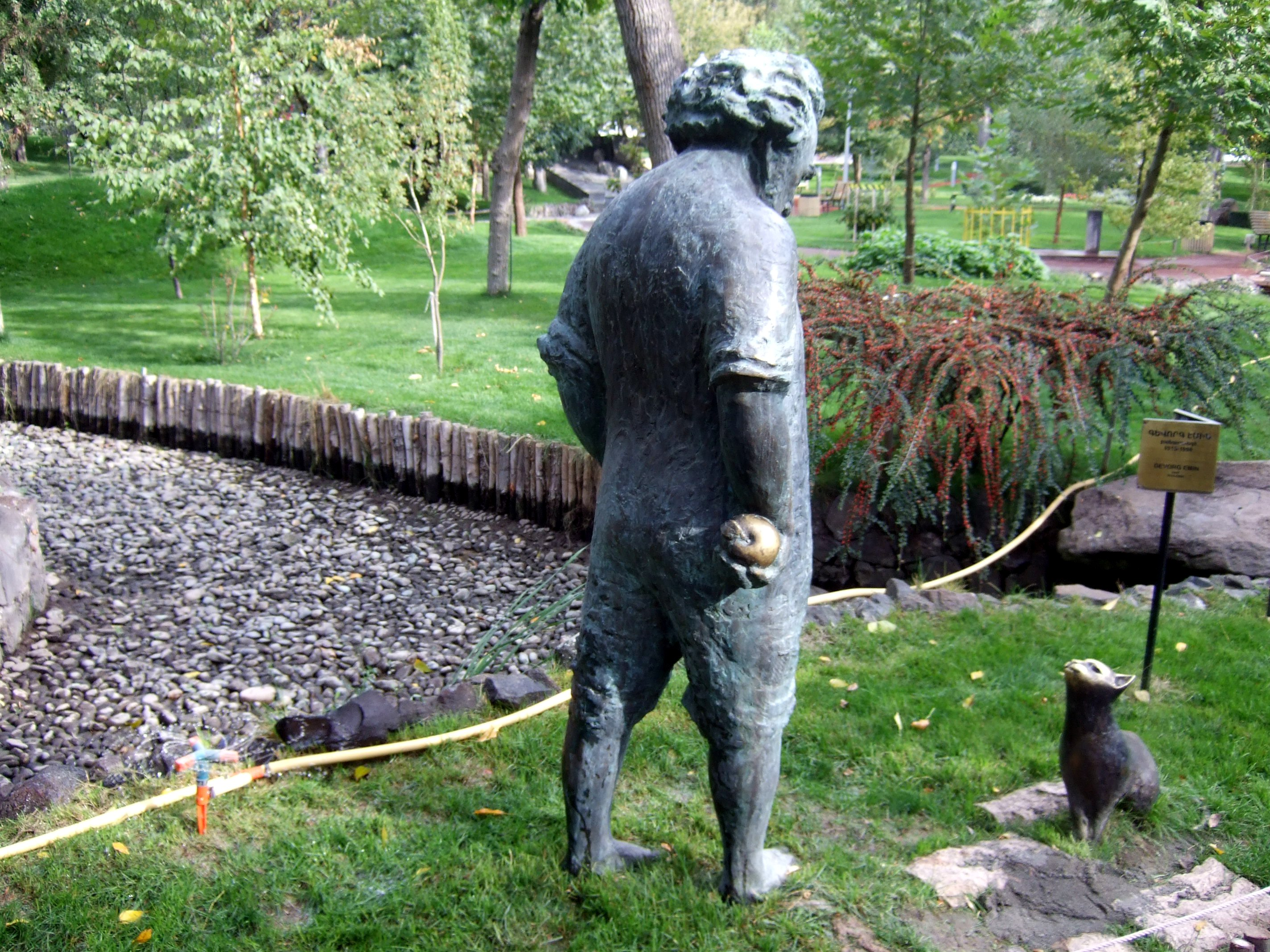
В парке влюблённых
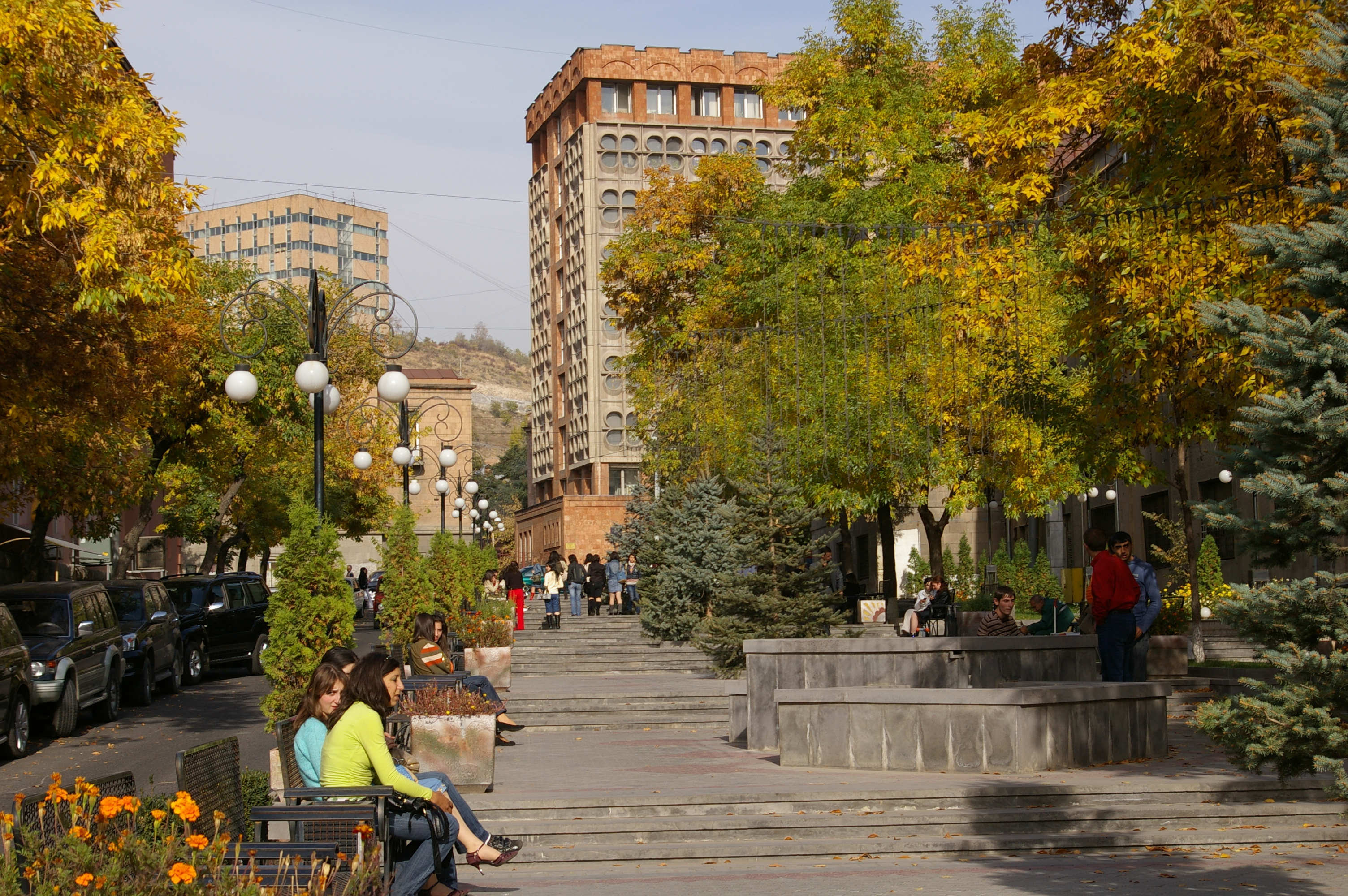
Улица Геворга Кочара
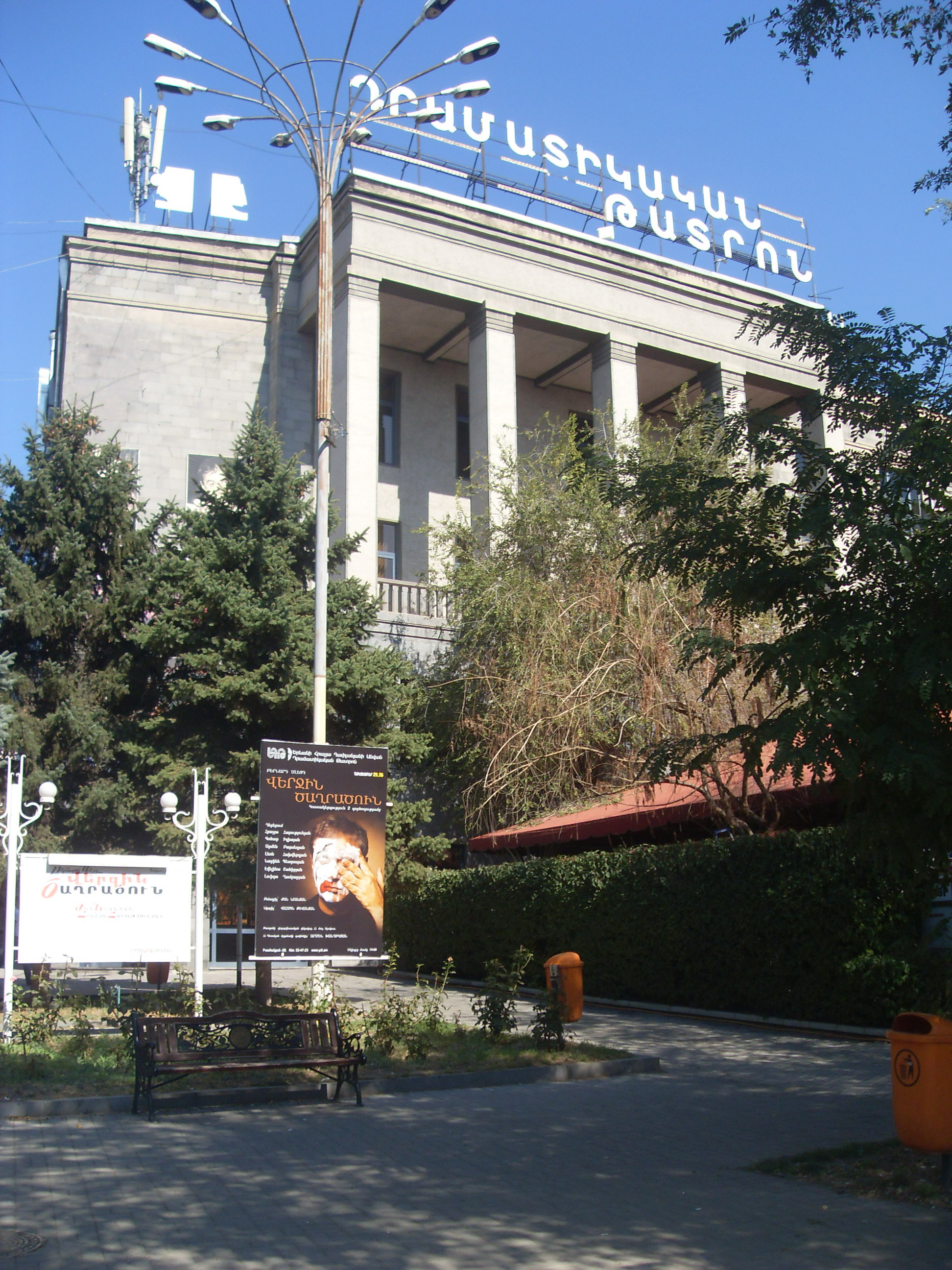
Драматический театр имени Грачьи Капланяна
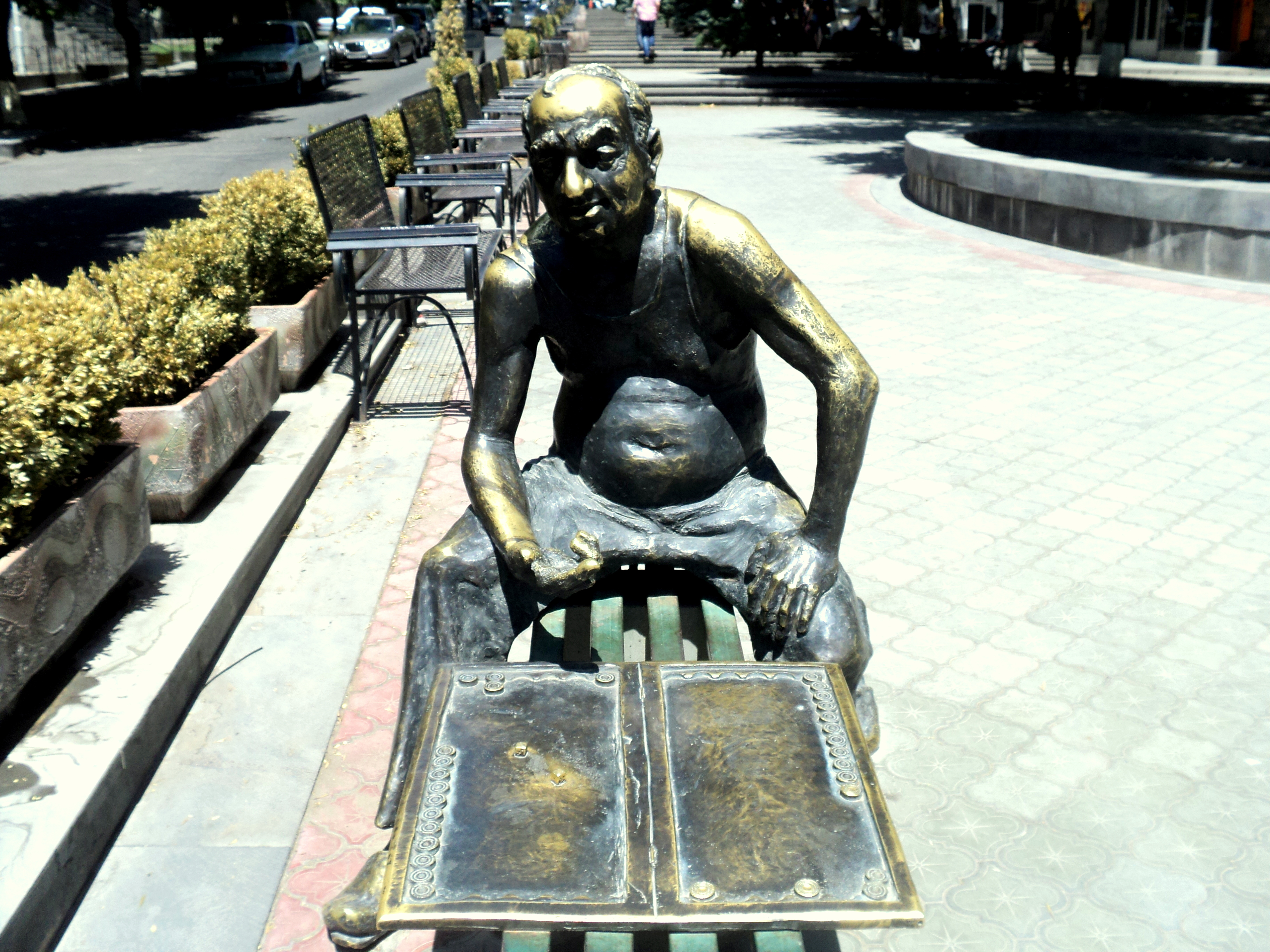
Скульптура «Игрок в нарды»
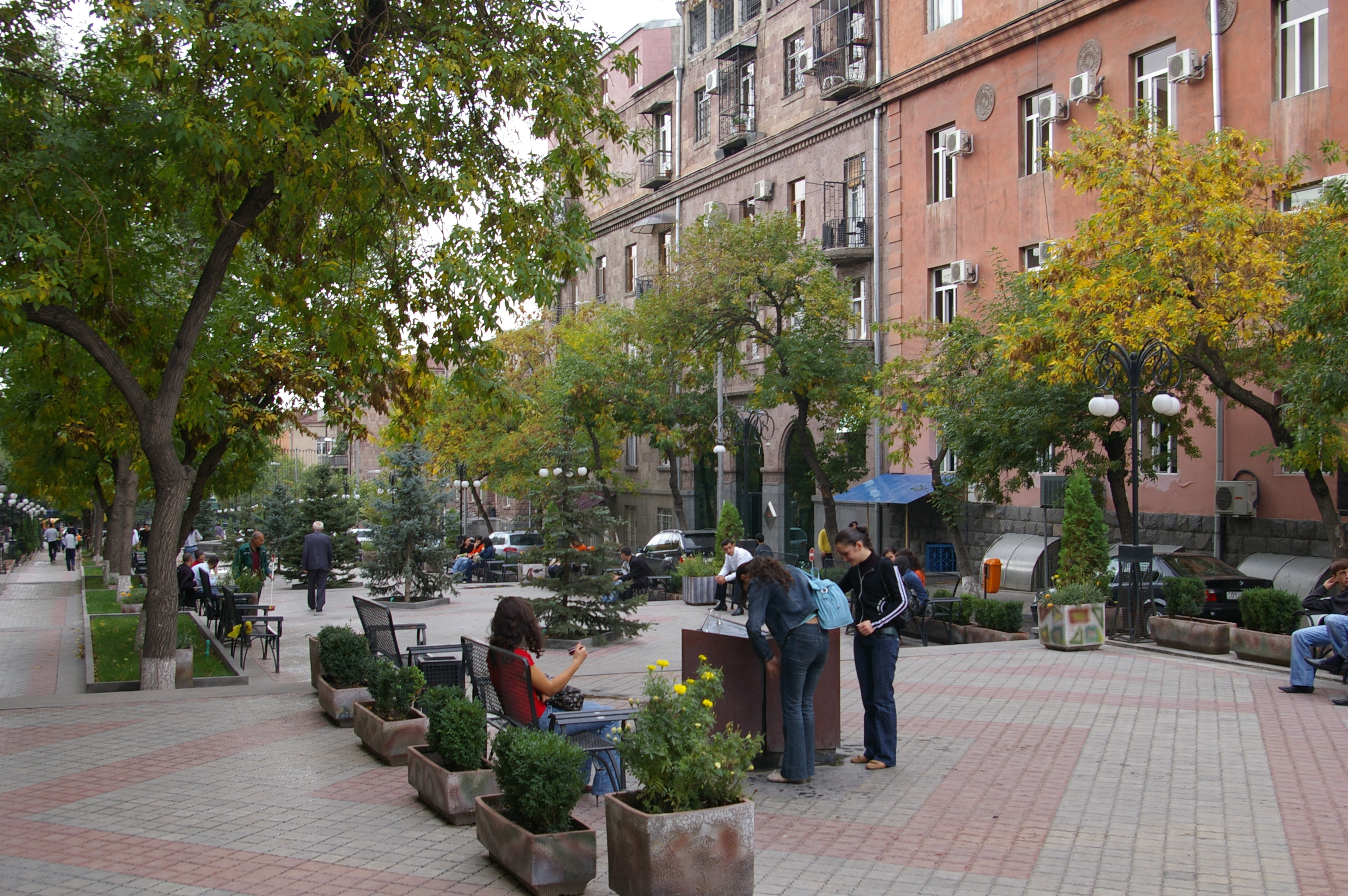
Ереванские улочки
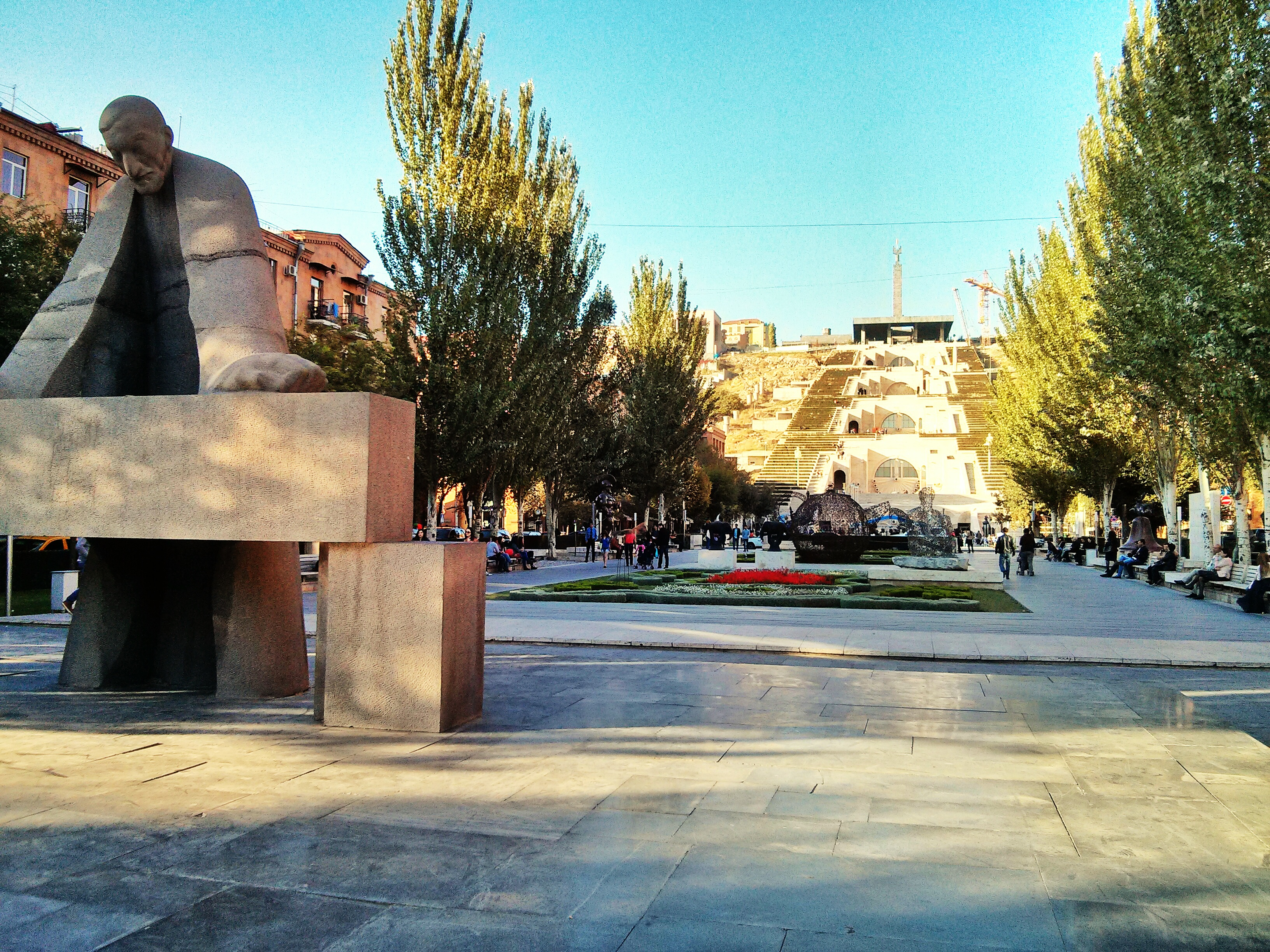
Комплекс Каскад и памятник Александру Таманяну
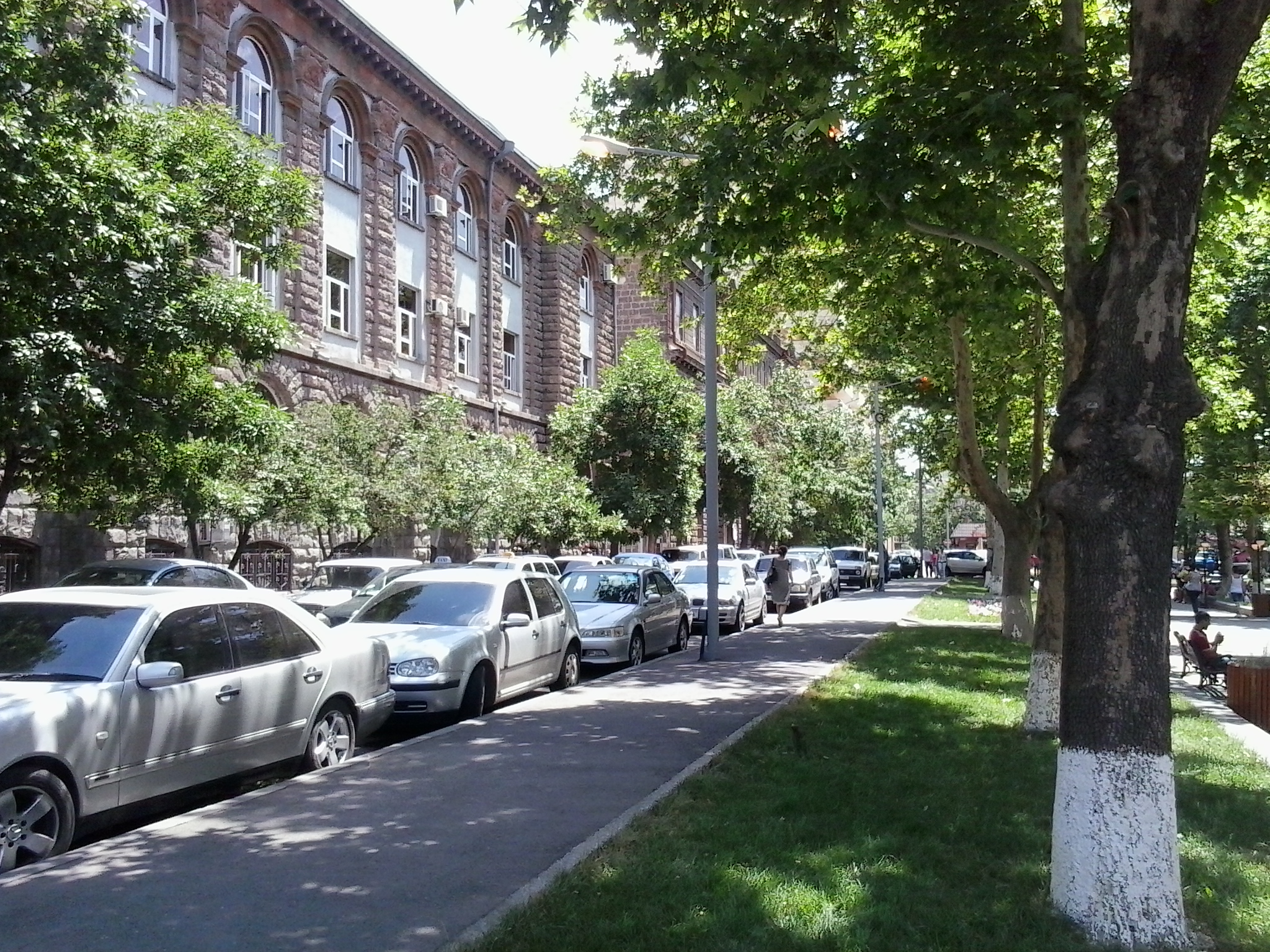
Здание Научно-исследовательского центра охраны здоровья матери и ребёнка
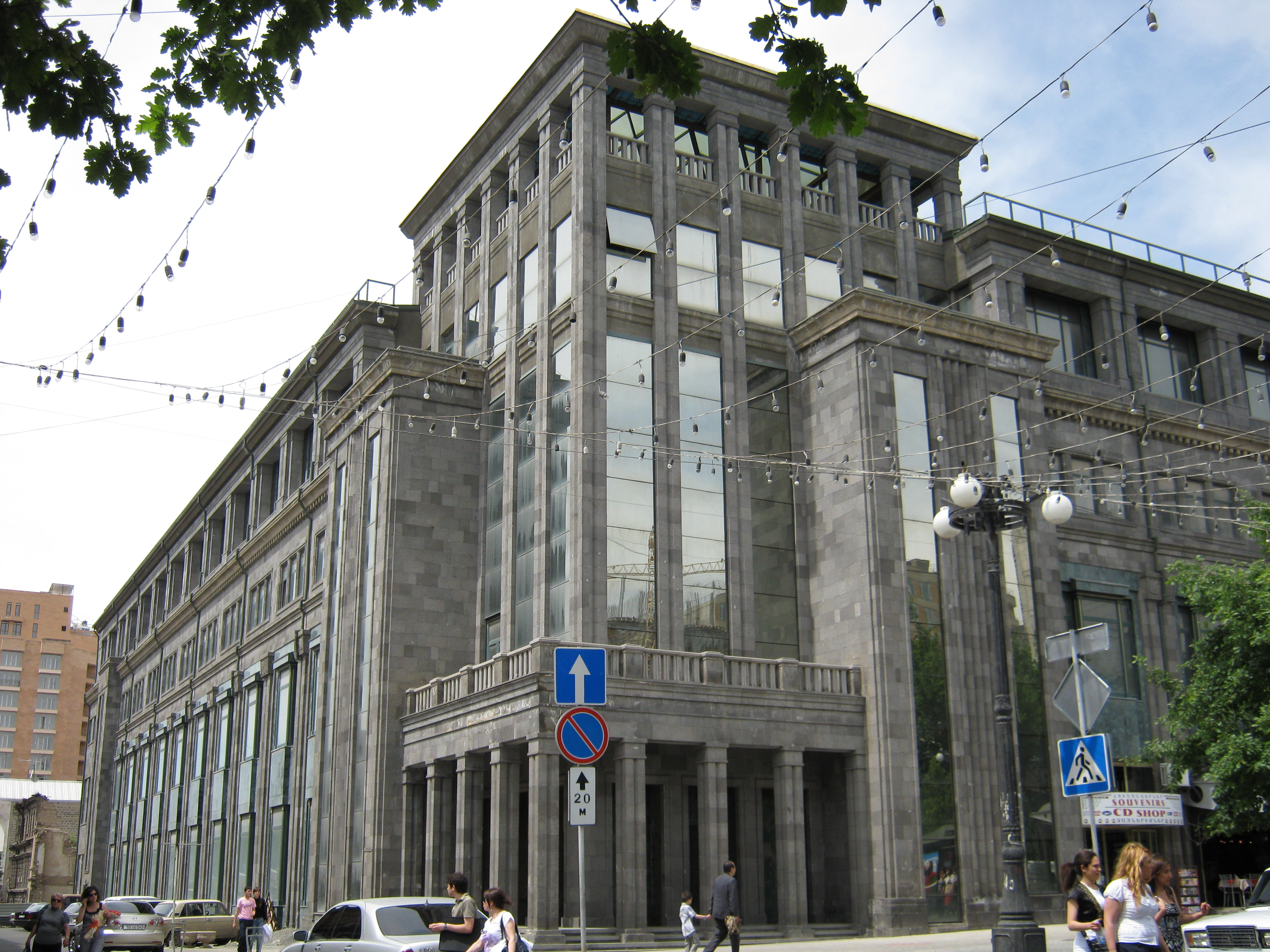
Торговый центр
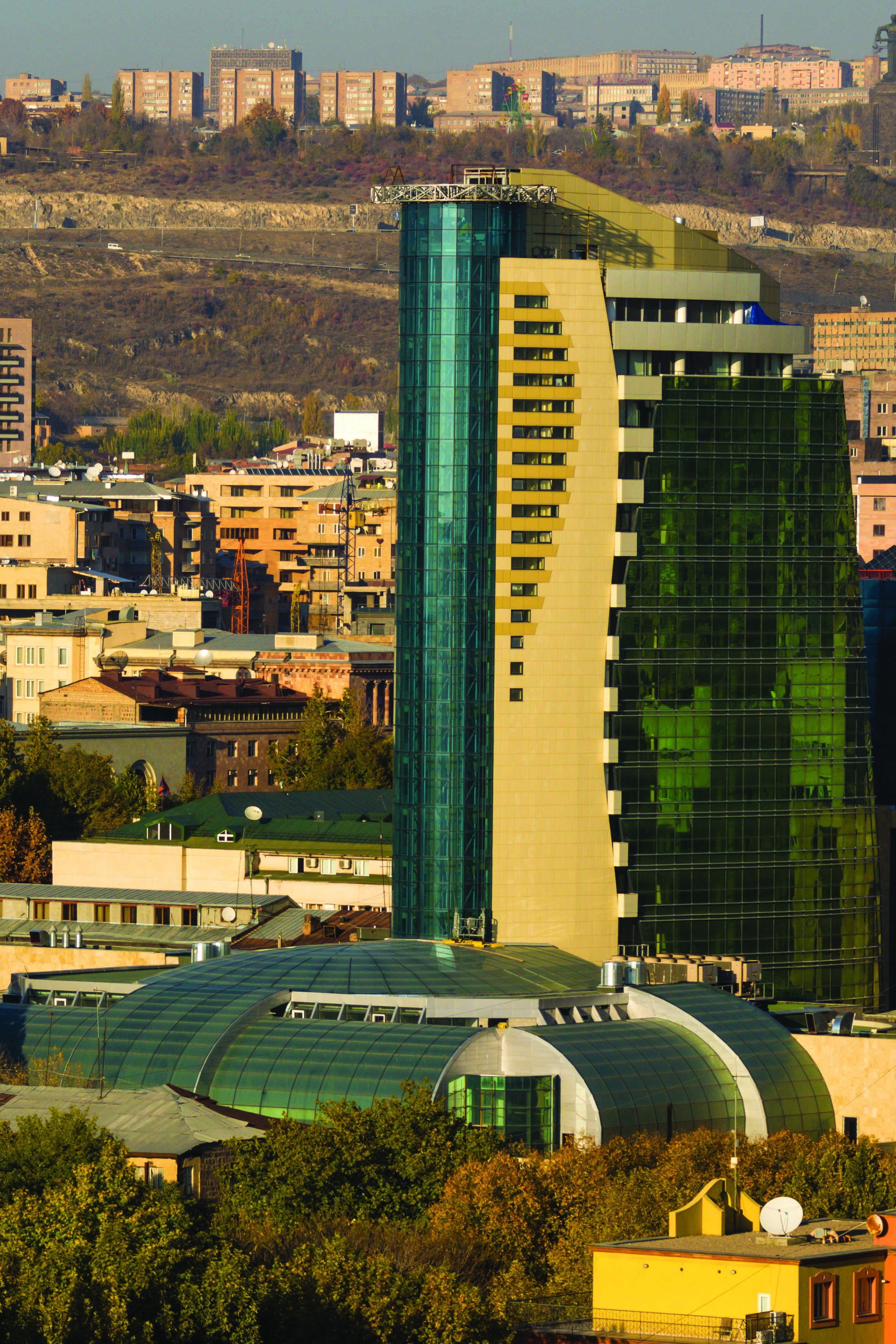
Элит плаза
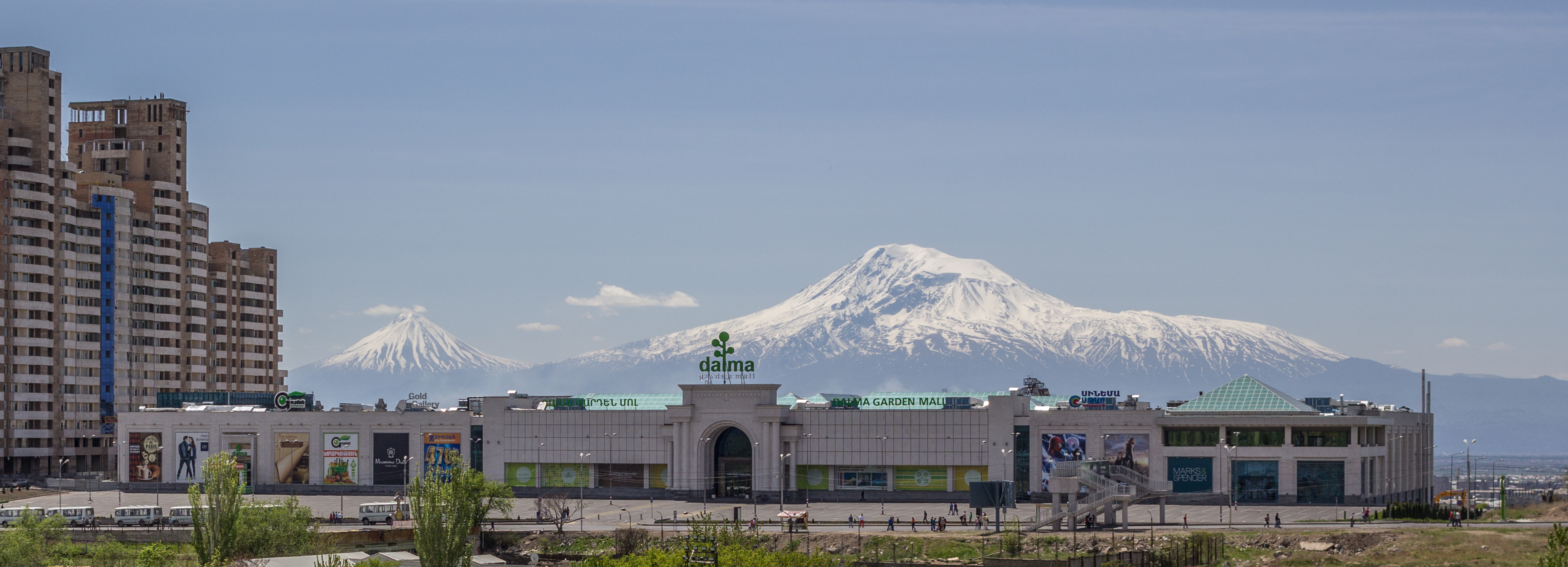
Торговый центр Далма Гарден и гора Арарат позади
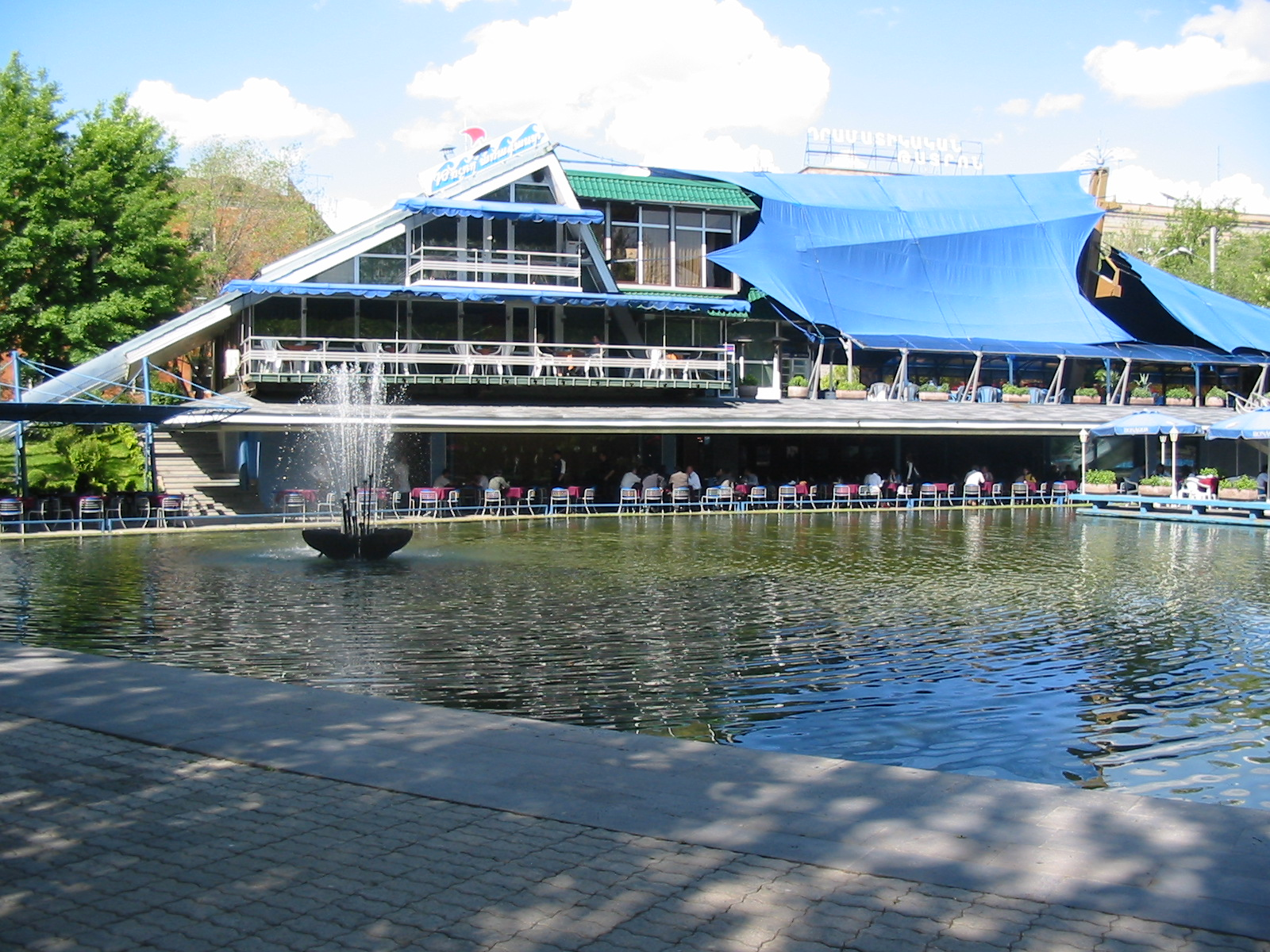
Джаз-кафе «Поплавок» в одном из парков города